# Personaggi di Sonic the Hedgehog

Alcuni dei personaggi della serie in Sonic Heroes, in secondo piano da sinistra: Vector, Espio, Charmy, Big, Amy, Cheese, Cream, Rouge, Omega e Shadow. In primo piano da destra: Tails, Sonic e Knuckles.

Questa lista comprende i personaggi della serie di videogiochi Sonic the Hedgehog, compresi quelli originali che appaiono nelle serie a fumetti, animate e i film.

## Personaggi principali

### Team Sonic

#### Sonic the Hedgehog
Sonic the Hedgehog (ソニック・ザ・ヘッジホッグ?, Sonikku za Hejjihoggu) è un riccio blu in grado di correre a velocità supersonica, spigliato e pieno di senso della giustizia anche se un po' presuntuoso, nonché protagonista dell'omonima serie. Sonic ama correre e mangiare chili dog, un particolare tipo di hot dog con aggiunta di chili con carne. È veloce, agile, atletico, talentuoso, sa tirare calci e attacca il nemico lanciandosi roteando verso di lui, utilizzando lo Scatto Avvitato (Spin Dash). I suoi migliori amici sono Miles "Tails" Prower e Knuckles the Echidna, con cui vive varie avventure, soprattutto contro il suo nemico numero uno, il Dr. Eggman. Sonic non sa nuotare e infatti ha molta paura dell'acqua. Ha gli occhi verdi, il petto e le braccia beige e gli aculei "sparati" all'indietro. Porta dei guanti bianchi e delle scarpe rosse e bianche con fibbie gialle, in parte fatte di tessuti simili al kevlar. È doppiato in giapponese da Jun'ichi Kanemaru e in italiano da Renato Novara.

#### Tails
Tails (テイルス?, Teirusu), è una volpe maschio gialla dal carattere molto dolce, timido, geniale, generoso, gentile, fifone, altruista, cordiale, sensibile, adorabile, emotivo, amabile e di buon cuore. Tails è il migliore amico di Sonic, nonché una mente geniale, ingegnere meccanico di grande talento, appassionato di conoscenze tecnologiche nel campo dell'ingegneria e di avventure, oltre ad essere un abile aviatore, nonostante la sua giovane età. È stato allenato da Sonic e Knuckles, imparando un po' di difesa di base e può volare roteando le sue due code. Ha gli occhi azzurri, due grandi code bianche e gialle e un ciuffo con tre punte che parte dalla sua testa. Porta calze e guanti bianchi e delle scarpe rosse e bianche. Gli piacciono gli oggetti meccanici, i dolci, le caramelle alla menta, i chili dog e il Natale. Ha molta paura dei fulmini. È doppiato in giapponese da Ryō Hirohashi e in italiano da Benedetta Ponticelli.

#### Knuckles the Echidna
Knuckles the Echidna (ナックルズ・ザ・エキドナ?, Nakkurusu za Ekidona) è un'echidna rosso alleato e amico di Sonic. È un cacciatore di tesori, guardiano del Master Emerald e discende da una stirpe di echidna guerrieri come lui. Spesso forma un trio con i suoi due amici; Sonic e Tails, coi quali vive grandi avventure. Knuckles è testardo e pensa sempre al dovere, per questo Sonic lo chiama "Knucklehead" (testa di Knuckles). È un tira-pugni grazie alla forza dei suoi colpi con cui può rompere la roccia e come i suoi antenati guardiani è in grado di planare. Le sue specialità sono soprattutto i pugni e le pose da boxe ma, se necessario, può usare la lotta libera. Ha gli occhi sul viola bluastro, una mezzaluna bianca sul petto e aculei sparati verso il basso. Indossa dei guantoni bianchi imbottiti che per il loro aspetto, prendono il suo stesso nome e delle scarpe; rosse, gialle con imboccatura verde e delle placche di metallo sopra.  È doppiato in giapponese da Nobutoshi Canna e in italiano da Maurizio Merluzzo.

### Team Rose

#### Amy Rose
Amy Rose (エミー・ローズ?, Emī Rōzu) è un riccio femmina rosa con gli occhi verdi più scuri di quelli di Sonic. Ha ciglia lunghe, un ciuffo di capelli rosa sulla fronte e aculei rosa sparati verso il basso. Indossa un cerchietto per capelli rosso, un vestitino rosso con una gonna che lascia scoperta la schiena, stivaletti rossi con il tacco, guanti bianchi e bracciali gialli. È una ragazza vivace e ingenua che va sempre armata di martello se necessario (con il suo "Martello Piko-Piko"). È molto affettuosa ed è innamorata di Sonic, infatti gli dà sempre la caccia. Nonostante l'aspetto e il carattere, è abile. È doppiata in giapponese da Taeko Kawata e in italiano da Serena Clerici.

#### Cream the Rabbit
Cream the Rabbit (クリーム・ザ・ラビット?, Kurīmu za Rabitto) è un coniglio femmina color crema con gli occhi castani. Indossa un vestitino arancione, scarpe arancioni, un fiocchetto blu, guanti bianchi e ha delle orecchie color crema. È una bambina ingenua che si dà sempre da fare ed è sempre curiosa di tutto, è la migliore amica di Amy ed è sempre accompagnata dal suo Chao che si chiama Cheese. Cream vola con le sue orecchie e può attaccare i nemici lanciando Cheese come un proiettile, rendendo Cream di fatto uno dei personaggi con il più ampio raggio d'attacco della serie. È doppiata in giapponese da Sayaka Aoki e in italiano da Sabrina Bonfitto.

#### Cheese
Cheese (チーズ?, Chīzu) è il Chao domestico di Cream, introdotto assieme a lei in Sonic Advance 2, il quale viene utilizzato dalla padroncina per attaccare i nemici. In Sonic Heroes viene specificato avere un gemello, Chocola (チョコラ?, Chokora), che Cream, Amy e Big cercano durante la loro avventura.
Altri Chao degni di nota sono Chaos, il guardiano di tutti i Chao, che assume il ruolo di antagonista in Sonic Adventure e Omochao, ovvero una guida robotica che spiega i tutorial nel corso dei vari giochi. I Chao sono tra i personaggi più popolari della serie, difatti arrivarono al sesto posto in un sondaggio ufficiale di popolarità giapponese nel 2006. I Chao sono doppiati in giapponese da Tomoko Sasaki in Sonic Adventure 2.

#### Big the Cat
Big the Cat (ビッグ・ザ・キャット?, Biggu za Kyatto) è un grosso gatto viola con strisce di un viola più scuro che gli ricoprono tutto il corpo, tranne la pancia che è bianca. Comparso per la prima volta in Sonic Adventure dove il suo stile di gioco era molto differente da quello degli altri cinque eroi, difatti il suo presentava delle sessioni di pesca. Non è molto intelligente, ma in compenso è affabile ed è dotato di un'enorme forza fisica.
In Sonic Adventure, la sua storia si concentra sulla pesca del suo amico ranocchio, Froggy (カエルくん?, Kaeru-kun, lett. "Ranocchio"), il quale dopo aver ingoiato uno Smeraldo del Caos fuggirà dal suo padrone e svilupperà una lunga coda, che non è altri che una parte di Chaos, l'antagonista del gioco. In Sonic Heroes, Big si allea con Amy Rose e Cream the Rabbit per cercare Froggy ed un Chao perduto di nome Chocola. Compare anche come personaggio minore giocabile in Sonic Chronicles: La Fratellanza Oscura e Sonic & SEGA All-Stars Racing e come non giocante nella versione per Nintendo DS di Sonic Colours. Inoltre è presente anche nell'anime Sonic X e nella serie a fumetti Sonic the Hedgehog dove reinterpreta la stessa storia di Sonic Adventure. Il personaggio è stato deriso dai recensori di videogiochi e dai fan per la sua obesità, la poca intelligenza, lo sviluppo unidimensionale e la sua inutilità nei vari giochi; per questa serie di motivi è stato inserito nella lista dei peggiori personaggi dei videogiochi di tutti i tempi. Per via del suo poco apprezzamento, Sonic Team ha cominciato ad utilizzarlo sempre meno a partire dal 2012, nonostante ciò Takashi Iizuka ha affermato che ritiene possibile creare un titolo in cui il gatto sia il protagonista. Big ha compiuto nel corso della serie vari cameo e ha avuto una breve apparizione in LEGO Dimensions dove appare nel pacchetto Sonic the Hedgehog in cui chiede l'aiuto del giocatore per trovare Froggy in una sottomissione. Negli ultimi tempi, Big the Cat è tornato ad apparire regolarmente nella serie come gli altri personaggi principali a partire dai più recenti Mario & Sonic ai Giochi Olimpici di Rio 2016 e Team Sonic Racing e sta diventato un personaggio più popolare che in passato, soprattutto in Giappone. È doppiato in giapponese da Takashi Nagasako e in italiano da Andrea De Nisco.

#### Froggy
Froggy (カエルくん?, Kaeru-kun) è il ranocchio domestico di Big. Ha la tendenza di saltare via verso i luoghi più disparati, che spingono il suo proprietario a cercarlo ogni volta.

### Team Dark

#### Shadow the Hedgehog
Shadow the Hedgehog (シャドウ・ザ・ヘッジホッグ?, Shadō za Hejjihoggu) è un riccio nero con delle strisce rosse e del pelo bianco sul collo. È stato creato come "forma di vita definitiva" dal professor Gerald Robotnik (nonno del dottor Eggman) in modo per curare Maria (nipote di Gerald e cugina di Eggman) da una malattia di neuro-immunodeficienza. La tragica morte della sua migliore amica lo ha portato a seminare il terrore per vendicare la povera ragazza, ma alla fine ha deciso di restare sempre dalla parte del bene. È un tipo serio e solitario. Ha occhi rossi, aculei con le punte rivolte verso l'alto ed indossa guanti bianchi, scarpe-jet (Air Shoes) rosse e bianche che servono per ridurre l'attrito, polsini e cavigliere entrambi neri e rossi e dei bracciali che limitano i suoi poteri. Shadow può teletrasportarsi, fermare il tempo con il Chaos Control e con i derivati di quest'ultimo può controllare anche lo spazio, l'energia e la materia in varie forme (come la Lancia del Chaos, il Colpo Chaos e il Chaos Boost). È immortale dato che non invecchia. I suoi amici più cari sono Rouge e Omega. Affronterà diverse volte avventure insieme a Sonic e a Silver, trio di ricci con cui collaborerà a partire da Sonic the Hedgehog (2006), fino a far parte della Resistenza in Sonic Forces. È doppiato in giapponese da Kōji Yusa e in italiano da Claudio Moneta.

#### Rouge the Bat
Rouge the Bat (ルージュ・ザ・バット?, Rūju za Batto) è un pipistrello femmina con occhi verde acqua e capelli bianchi con punte rivolte verso l'alto. Indossa un vestito nero con un reggiseno un po' scollato a forma di cuore rosa, stivaletti bianchi con motivi a cuore e guanti eleganti bianchi e porta sempre un ombretto blu e il rossetto. In Sonic Heroes porta un vestito molto diverso, di colore rosa e viola e l'ombretto rosa. Rouge è scaltra, affascinante, seducente, fatale, antieroica, arrogante, testarda e ambigua, ma si dimostra un'ottima amica, e anche una cacciatrice di tesori, che nonostante il suo obbiettivo era quello di rubare gioielli pur di ottenerli. È amica di Shadow e Omega e sembra avere una cotta per Knuckles. Essendo un pipistrello può volare e anche se non è molto forte in confronto a Shadow e Omega, si è allenata per imparare a tirare ottimi calci di arti marziali. È doppiata in giapponese da Rumi Ochiai e in italiano da Jasmine Laurenti fino al 2022, quando è stata rimpiazzata da Ilaria Silvestri dapprima nella serie animata Sonic Prime e nei videogiochi da Sonic X Shadow Generations.

#### E-123 Omega
E-123 Omega (Ｅ－１２３ オメガ?), noto anche come E-123 "Ω", è un grande robot rosso e nero con la testa gialla e gli occhi rossi e il simbolo dell'omega sulla spalla (da qui il nome). Può assemblare le armi da fuoco all'interno del suo corpo a seconda dei suoi gusti personali (infatti queste armi lo rendono molto pesante). I suoi amici sono Rouge e Shadow, che accompagna spesso in varie missioni, e nutre un odio sconfinato nei confronti del suo creatore, Eggman. È doppiato in giapponese da Taiten Kusunoki e in italiano da Marco Pagani.

### Team Chaotix (Agenzia investigativa Chaotix)

#### Vector the Crocodile
Vector the Crocodile (ベクター・ザ・クロコダイル?, Bekutā za Kurokodairu) è un coccodrillo verde con protuberanze sulla schiena e sulla coda rosse e il capo dell'agenzia investigativa Chaotix. Vector ha occhi sul castano rossiccio, denti affilati e indossa una catena gialla al collo, cuffie nere sulla testa (con cui ascolta la musica), guanti bianchi, scarpe nere, spalline nere e dei grandi bracciali neri. Ha fondato la Chaotix con i suoi due amici; Espio e Charmy, anche se i tre non lavorano molto. È doppiato in giapponese da Kenta Miyake e in italiano da Diego Sabre dal 2011 al 2019 e,a partire da SonicxShadow Generations,da Matteo Brusamonti.

#### Espio the Chameleon
Espio the Chameleon (エスピオ・ザ・カメレオン?, Esupio za Kamereon) è un camaleonte fucsia con spine nere sulla schiena e un corno giallo sopra gli occhi. Ha gli occhi gialli e indossa scarpe viola, bracciali neri e cavigliere bianche dove porta gli shuriken e i kunai e guanti bianchi con una striscia viola sopra. È un ninja, infatti è il più serio, abile e calmo della Chaotix anche se non è propenso alla forza. Spesso medita, ma è sempre pronto ad entrare in azione per un nuovo caso. Essendo un camaleonte, può diventare invisibile alla vista del nemico. È doppiato in giapponese da Yūki Masuda e in italiano da Silvio Pandolfi.

#### Charmy Bee
Charmy Bee (チャーミー・ビー?, Chāmī Bī) è un'ape maschio arancione con strisce nere e gli occhi castani. Indossa un casco sulla testa con occhiali da pilota, guanti bianchi, scarpe arancioni e un giubbotto da pilota arancione. È il membro più infantile dei Chaotix e si diverte a fare gli scherzi. Essendo un'ape, può volare a lungo avendo poca massa ma non è molto abituato a stare con i piedi per terra. È doppiato in giapponese da Yōko Teppōzuka e in italiano da Emanuela Pacotto.

### Silver the Hedgehog
Silver the Hedgehog (シルバー・ザ・ヘッジホッグ?, Shirubā za Hejjihoggu) è un riccio bianco (o grigio) con gli occhi giallo dorati e del pelo bianco sul collo e dietro la schiena. Ha due aculei sparati dietro e il resto sparati verso l'alto, indossa dei guanti bianchi, stivali blu, bianchi e verde acqua e bracciali e cavigliere entrambi gialli. Sui guanti porta un simbolo ad anello verde acqua che si illumina quando usa la sua abilità, stessa cosa per delle strisce sui suoi bracciali e cavigliere. Silver è determinato quando si parla di dovere. Proviene dal futuro e anche se fisicamente non molto agile, veloce o potente, può usare la psicocinesi per volare (seppur per un breve lasso di tempo nei videogiochi), anche ad elevata velocità, o per attaccare i nemici lanciandogli oggetti. Al suo esordio tenta più volte di uccidere Sonic, essendo stato ingannato, ma chiarito l'equivoco, i due sono diventati amici. È doppiato in giapponese da Daisuke Ono e in italiano da Davide Albano.

### Blaze the Cat
Blaze the Cat (ブレイズ・ザ・キャット?, Bureizu za Kyatto) è un gatto femmina color lavanda con un rubino rosso sulla fronte. Ha ciglia lunghe, occhi gialli, capelli lunghi viola con punte più scure, legati in una coda di cavallo alta da un elastico rosso e porta ciocche di capelli sparate verso l'alto sulle guance. Indossa un sotto abito e pantaloni bianchi, un soprabito viola, guanti bianchi e scarpe rosse con un tacco molto sottile. Principessa della dimensione Sol, Blaze viene da una famiglia reale e infatti è molto responsabile ed è stata addestrata nella scherma e nelle arti marziali. Blaze ha un carattere freddo e serio, ma simpatico e premuroso. È agile, veloce, scattante e con la pirocinesi può controllare il fuoco incendiando l'ossigeno presente nell'atmosfera attorno a lei. Una volta è stata aiutata da Sonic ed è diventata una delle conoscenti più strette di lui e dei suoi amici, tanto da passare molto più tempo nel mondo di Sonic. È doppiata in giapponese da Nao Takamori e in italiano da Tania De Domenico.

## Personaggi secondari nei videogiochi

### Mighty the Armadillo

Ray, Sonic e Mighty nel logo di SegaSonic the Hedgehog

Mighty the Armadillo (マイティー・ザ・アルマジロ?, Maitī za Arumajiro) è un armadillo esploratore dotato della super velocità. Fa il suo debutto del videogioco arcade SegaSonic the Hedgehog dove viene catturato assieme a Sonic e Ray dal Dr. Eggman e viene portato ad Eggman Island, un'isola sperduta, qui i tre diventano amici e si alleano per fuggire da quest'ultima. Diverso tempo dopo riappare in Knuckles' Chaotix, nuovamente come personaggio giocante e con le medesime abilità di Sonic, dove nella storia viene inizialmente catturato da Eggman e poi liberato in seguito da Knuckles con il quale collaborerà assieme ai Chaotix per sventare il nuovo piano di conquista dello scienziato. Sarebbe dovuto comparire in Sonic Heroes come personaggio giocabile in un team composto assieme a Ray the Flying Squirrel e Metal Sonic ma l'idea venne scartata durante lo sviluppo del gioco. Mighty ha compiuto un cameo in alcuni poster sparsi per il livello City Escape in Sonic Generations ed è tornato giocabile in Sonic Mania Plus. La sua personalità viene descritta maggiormente nella serie a fumetti Sonic the Hedgehog dove viene rappresentato come un pacifista che utilizza esclusivamente la forza per combattere solo se non ha altra alternativa. Similmente alla sua controparte videoludica ama viaggiare ed il suo sogno è quello di visitare tutti i luoghi del mondo. È doppiato in giapponese da Yūsuke Numata in SegaSonic the Hedgehog.

### Ray the Flying Squirrel
Ray the Flying Squirrel (レイ・ザ・フライングスクイレル?, Rei za Furaingu Sukuireru) è uno scoiattolo volante giallo dotato e dell'abilità del volo. Appare per la prima volta in SegaSonic the Hedgehog dove viene catturato dal Dr. Eggman e portato assieme a Sonic e Mighty su un'isola sperduta, dove i tre diventeranno amici e riusciranno a fuggire. Sarebbe dovuto comparire in Sonic Heroes come personaggio giocabile in un team composto assieme a Mighty the Armadillo e Metal Sonic ma l'idea venne scartata durante lo sviluppo del gioco. Molti anni dopo il personaggio compie un cameo nel livello City Escape in Sonic Generations e torna come personaggio giocante in Sonic Mania Plus. Ray ha avuto un ruolo più rilevante nella serie a fumetti Sonic the Hedgehog dove ha conosciuto Sonic e Mighty in circostanze molto simili a quelle del suo esordio diventando così il migliore amico dell'armadillo, inoltre si unirà anche alla squadra Chaotix per sconfiggere il Dr. Eggman. È doppiato in giapponese da Hinako Yoshino in SegaSonic the Hedgehog.

### Vanilla the Rabbit
Vanilla the Rabbit (ヴァニラ・ザ・ラビット?, Vanira za Rabitto) è un coniglio femmina, adorata madre di Cream the Rabbit. Appare per la prima volta assieme alla figlia in Sonic Advance 2, dove viene catturata da Eggman e successivamente salvata da Super Sonic. Dopo Sonic Advance 3 è risaputo che assieme alla sua famiglia abita anche l'androide G-merl, il quale, è la loro guardia del corpo. Vanilla è inoltre comparsa nell'anime Sonic X e nelle serie a fumetti (Sonic the Hedgehog, Sonic X, Sonic Universe, Mega Man, Sonic Boom e Sonic the Hedgehog). È doppiata in giapponese da Sayaka Aoki e in italiano da Laura Romano in Sonic X.

### Birdie
Birdie (小鳥さん?, Kotori-san, "Uccellino") è un Flicky azzurro comparso in Sonic Adventure con appeso al collo un amuleto contenente uno dei Chaos Emerald. Viene trovato da Amy all'inizio della sua storia mentre questa sta facendo acquisti in giro per Station Square; i due vengono inseguiti da ZERO più volte finché questi non viene distrutto a martellate da Amy sull'Egg Carrier. Grazie anche alle azioni di Gamma, Birdie riesce in seguito a riunirsi ai suoi due fratelli, rispettivamente uno rosa e uno bianco; quello rosa, che alimentava Gamma, è il più grande dei tre ed è successivamente riapparso nella serie animata Sonic Prime.

### Omochao
Omochao (オモチャオ?) è un Chao robotico con un'elica sulla testa che gli permette di volare. Viene introdotto in Sonic Adventure come assistente nelle gare tra Chao nel minigioco Chao Races e torna in Sonic Adventure 2 dove svolge la funzione di manuale parlante che insegna le basi di gioco al giocatore. Dopo questa sua apparizione compare in numerosi titoli: come guida nel livello d'allenamento e per dare istruzioni nel menu principale in Sonic Heroes, come tipo di arma sbloccabile in Shadow the Hedgehog, come arbitro in Sonic Riders, Sonic Rivals 2 (in quest'ultimo appare anche come carta collezionabile) e Mario & Sonic ai Giochi olimpici, darà degli indizi nei livelli madre di Sonic Advance 3 e come personaggio di supporto nella modalità multigiocatore di Sonic e gli Anelli Segreti. Altre sue apparizioni lo vedono come ospite del World Grand Prix in Sonic Free Riders e come guida opzionale in Sonic Generations. Omochao ricomparirà nuovamente nel videogioco Sonic Generations. "Omochao" è un gioco di parole tra omocha (玩具? lett. "giocattolo") e "chao". Il personaggio è apparso nelle serie a fumetti Sonic the Hedgehog (Archie), Sonic the Comic, Knuckles the Echidna, Sonic Universe, Mega Man, Sonic Boom e Sonic the Hedgehog (IDW). È doppiato in giapponese da Etsuko Kozakura e in italiano da Alice Bongiorni (originale) e Sabrina Bonfitto (remastered).

### Tikal
Tikal (ティカル?, Tikaru) è un'echidna femmina arancione, figlia di Pachacamac, capo tribù della stessa stirpe da cui discende Knuckles the Echidna, il Clan Knuckles. Appare per la prima volta in Sonic Adventure e ritorna in Sonic Adventure 2 come personaggio bonus nella modalità multigiocatore. Migliaia di anni prima degli eventi della serie principale, si oppose al padre assetato di potere che voleva conquistare gli altri paesi. Entrò in contatto con Chaos e con un gruppo di Chao al santuario del Master Emerald, dove venne accettata facendo amicizia con questi ultimi. Provò a far cambiare idea al padre riguardo al rubare gli smeraldi dall'altare, tuttavia questi ignorò i consigli della figlia mandando il Clan Knuckles all'attacco. Una volta sul luogo, i guerrieri fecero irruzione e corsero contro Tikal ed i Chao presenti scatenando così l'ira di Chaos, che punisce Pachacamac e il resto del clan per quello che avevano appena fatto, assorbendo l'energia negativa degli smeraldi ed uccidendoli poco dopo. Dopo questo avvenimento, Tikal chiese al Master Emerald di fermare Chaos e si sigillò assieme a lui all'interno della gemma. Diverse migliaia di anni dopo, il Dottor Eggman rompe il Master Emerald e risveglia la furia di Chaos e lo spirito di Tikal. L'anima dell'echidna aiuterà i sei protagonisti a sconfiggere la creatura e dopodiché se ne andrà con quest'ultima. Il personaggio compare anche in Sonic Advance e Sonic Advance 2 nel minigioco dei Chao e compie un cameo nella tavola da flipper di Angel Island in Sonic Pinball Party. Altre apparizioni minori avvengono in Sonic Rivals e Sonic Rivals 2 in alcune carte collezionabili, in Mario & Sonic ai giochi olimpici di Londra 2012 e Mario & Sonic ai Giochi olimpici invernali di Sochi 2014 come costume sbloccabile per il Mii, in Super Smash Bros. Brawl come adesivo collezionabile ed infine come personaggio giocabile in Sonic Runners. È doppiata in giapponese da Kaori Asô e in italiano da Valentina Mari in Sonic X.

### Marine the Raccoon
Marine the Raccoon (マリン・ザ・ラクーン?, Marin za Rakūn) è un procione femmina antropomorfo arancione e marrone con occhi azzurri con poteri idrocinetici. È nata a Southern Island, un'isola della dimensione di Blaze, infatti le due sono amiche di lunga data. Indossa una canottiera verde chiaro con bordi bianchi, un paio di guanti marrone chiaro, pantaloni neri, calze bianche, scarpe arancioni con punta e soletta verde chiaro e suole grigie e due anelli dorati con cui tiene legate due lunghe codine. Ha un carattere allegro, spensierato ed energico, talvolta testardo ed eccessivamente sicuro di sé. Oltre ad essere straqmpalata, spesso agisce prima di pensare seguendo il primo intuito, il che la porta a non ascoltare gli altri. Ama l'avventura e adora navigare, infatti è bravissima a costruire imbarcazioni. Appare per la prima volta in Sonic Rush Adventure, dove diventa una buona amica di Sonic e Tails e viene specificato inoltre che odia i pirati, in primis Capitan Whisker. Marine è apparsa anche nei fumetti Archie (Sonic the Hedgehog e Sonic Universe) e IDW (Sonic the Hedgehog), dove è un personaggio secondario.

### Chao
I Chao (チャオ?) sono delle piccole creature che appaiono per la prima volta in Sonic Adventure per poi tornare in numerosi titoli successivi. Nel capitolo in cui fanno il loro debutto possono essere allevati dal giocatore, farli partecipare in alcune gare e trasferiti in Chao Adventure, un minigioco che compariva sullo schermo della periferica VMU del Dreamcast quando veniva avviato Sonic Adventure. Inoltre è possible scambiare il Chao con un altro oppure inserire le statistiche più alte tramite il collegamento ad Internet della console SEGA. Le caratteristiche legate all'allevamento furono poi ampliate in Sonic Adventure 2; infatti le piccole creature potevano diventare degli "Hero Chao" o dei "Dark Chao" a seconda di quale gruppo faceva parte il personaggio scelto che si sarebbe occupato della cura del Chao, oltre a ciò potevano prendere parte a delle sfide di karate e gare di velocità. Nei titoli per Game Boy Advance: Sonic Advance, Sonic Advance 2 e Sonic Pinball Party era presente una modalità chiamata "Tiny Chao Garden", simile ai Chao Garden di Sonic Adventure e Sonic Adventure 2 ma con la rimozione delle prove di karate e di corsa che furono sostituite con dei minigiochi. Altra possibilità che viene data al giocatore è quella di poter trasferire i Chao tra Sonic Adventure 2: Battle, Sonic Adventure DX: Director's Cut (esclusivamente nella versione per Nintendo GameCube) e nei capitoli della serie per Game Boy Advance contenenti il Tiny Chao Garden. Un Chao comune è un personaggio sbloccabile in Sonic Shuffle.
I personaggi sono comparsi in svariati capitoli con ruoli minori: un Chao classico è sbloccabile nella modalità multigiocatore di Sonic Adventure 2 a bordo di un mecha, il quale ritornerà disponibile dal principio nella versione aggiornata Sonic Adventure 2: Battle assieme ad un Dark Chao, anche a lui a bordo di un mezzo simile, come sostituto di Big the Cat. Altre apparizioni avvengono in Sonic Pinball Party nella tavola da flipper a tema Sonic the Hedgehog, in Sonic Advance 3 dove compaiono svariati minigiochi ispirati ad essi per guadagnare vite extra ed in una missione in cui bisognerà trovarne un esemplare per recuperare uno Smeraldo del Caos, in Sonic Rivals 2 e Sonic Chronicles: La Fratellanza Oscura bisognerà trovarne alcuni nascosti e in Sonic Generations dove bisognerà gareggiare contro Cream the Rabbit per recuperare il maggiore numero possibile. I Chao compaiono anche nel cortometraggio anime Sonic Frontiers Prologo: Divergenza, ma alcuni di loro ha un aspetto molto simile a quello di NiGHTS. I Chao compaiono in cameo nel film live-action Sonic 3 - Il film in cui si vedono solo come dei pupazzoni durante la festa nel ristorante con il Team Sonic e il Comandante Walters, fino a quando viene interrotto dai micidiali robot del Dr. Eggman.
Chao degni di nota sono Cheese, partner e amico di Cream, introdotto assieme a lei in Sonic Advance 2, il quale viene utilizzato dalla padroncina per attaccare i nemici, Chaos il guardiano di tutti i Chao, che assume il ruolo di antagonista in Sonic Adventure, Omochao ovvero una guida robotica che spiega i tutorial nel corso dei vari giochi e Chocola, il gemello di Cheese, che Cream, Amy Rose e Big the Cat cercano durante la loro avventura in Sonic Heroes. I Chao sono tra i personaggi più popolari della serie, difatti arrivarono al sesto posto in un sondaggio ufficiale di popolarità giapponese nel 2006. I Chao sono doppiati in giapponese da Tomoko Sasaki in Sonic Adventure 2.

### Flickies
I Flickies (フリッキー?, Furikkī) sono una razza di uccellini ispirata dal passero colore blu-sonic, apparsi per la prima volta nel videogioco arcade Flicky, e sono quasi sempre apparsi in tutta la serie di Sonic come prede del Dr. Eggman per i suoi malvagi progetti o fonte energetica per i suoi robot, suscettibili all'energia degli Smeraldi del Chaos cambiano colore se Sonic diventa Super e volano insieme a Super Tails. Gli uccellini sono apparsi come personaggi importanti nei videogiochi Sonic 3D: Flickies' Island, Tails Adventure e Sonic Blitz, e sono apparsi anche nelle serie animate (Sonic X e Sonic Prime) e nel cortometraggio in cameo Sonic Frontiers Prologo: Divergenza. I Flickies sono presenti anche nelle serie a fumetti: Sonic the Hedgehog (Archie), Sonic Universe, Mega Man, Sonic Boom e Sonic the Hedgehog (IDW).

### Honey the Cat
Honey the Cat (ハニー・ザ・キャット?, Hanī za Kyatto) è una gatta giallo ambra antropomorfa comparsa nella riedizione del 2012 di Sonic the Fighters. Indossa un cerchietto rosso sui capelli neri legati a coda, un abito rosso e nero e stivali rossi realizzati da lei stessa, essendo una fashion designer. È stata un personaggio ricorrente dei fumetti Archie dopo il riavvio ed è apparsa in forma di cameo in quelli della IDW.

### E-102 Gamma
E-102 Gamma (Ｅ－１０２ “ガンマ”?, E-102 “Ganma”), noto anche come E-102 “γ”, è il secondo robot della serie E-100, colorato prevalentemente di rosso, armato di una pistola laser installata sul suo braccio destro e di un jet pack che gli permette di levitare per brevi tratti. Appare come uno dei sei protagonisti giocabili di Sonic Adventure dove ricopre un ruolo drammatico; inizialmente creato da Eggman inserendo un uccellino rosa per alimentarlo, comincia la sua nuova vita a bordo dell'aeronave Egg Carrier con un addestramento e la sfida contro il fratello maggiore Beta, prove che supera entrambe con successo guadagnandosi la fiducia del suo creatore. Dopo una serie di avvenimenti quali la punizione dei fratelli Delta, Epsilon e Zeta per il fallimento di una missione, i quali vengono spediti in zone remote come guardie, la totale ricostruzione di Beta e l'amicizia che creerà con Amy, lo porteranno a tradire lo scienziato, optando per una missione di salvataggio che prevede la distruzione dei corpi robotici dei suoi fratelli per liberare gli animali contenuti al loro interno. Dopo una lunga avventura con varie sessioni shoot 'em up affronta Mk II, nuova versione di Beta, sul ponte esterno dell'Egg Carrier ammarato nell'oceano, per poi autodistruggersi rilasciando così il suo uccellino. Gamma è riapparso come personaggio sbloccabile in Sonic Shuffle. Sarebbe dovuto comparire in Sonic Heroes come personaggio giocabile in un team composto assieme a Chaos e Big the Cat ma l'idea venne scartata durante lo sviluppo del gioco e venne sostituito dal successore E-123 Omega. Ha ricevuto commenti misti da parte della critica, mentre la rivista Xbox World ha lodato generalmente la sua storia e altri hanno criticato la natura lenta e ripetitiva del suo stile di gioco. Gamma è doppiato in giapponese da Jouji Nakata e da Naoki Imamura in Sonic X mentre Chaos Gamma da Taiten Kusunoki.

### Shade the Echidna
Shade the Echidna (シェイド・ザ・エキドゥナ?, Sheido za Ekiduna) è un'echidna femmina arancione con i capelli legati e le punte bionde, indossa una tuta nera con delle striature viola. È una misteriosa ragazza apparsa in Sonic Chronicles: La Fratellanza Oscura Ha vissuto per oltre quattromila anni a Twilight Cage (lett. "Gabbia del Crepuscolo") assieme al Clan Nocturnus, finché, a partire dal sesto capitolo della storia di Sonic Chronicles si è alleata con Sonic, Knuckles e gli altri, aiutandoli a sconfiggere i suoi ex-amici. Somiglia molto a Julie-Su, che nei fumetti Archie è la fidanzata di Knuckles e ha abbandonato la Legione Oscura. A causa di queste somiglianze, sono scattate le clausole dell'ex-scrittore Ken Penders, le quali, vietano la distribuzione del seguito di Sonic Chronicles e l'utilizzo del Clan Nocturnus. Se non fossero scattate, Ian Flynn avrebbe potuto usare Shade e il Clan Nocturnus nei fumetti Archie.

### Babylon Rogues

#### Jet the Hawk
Jet the Hawk (ジェット・ザ・ホーク?, Jetto za Hōku) è un falco verde apparso per la prima volta in Sonic Riders, leader dei Babylon Rogues, il quale viene soprannominato il "Leggendario Maestro del Vento" per via della sua maestria nell'utilizzo degli Extreme Gear, la cui bravura è derivata dai suoi avi. Le sue abilità gli permettono di confrontarsi con Sonic e di considerarsi un suo rivale. Jet è consapevole dei suoi doveri di leader ma in alcuni casi deve essere aiutato dai membri della sua squadra. Molto orgoglioso, è anche un abile cacciatore di tesori e ha una grande considerazione di sé. Odia perdere e se trova dei potenziali avversari più veloci o più sicuri di lui li combatte con il Bashyo Fans, un potente ventaglio che gli permette di emettere forti getti d'aria. Nel corso degli anni è apparso in svariati titoli spin-off della serie, da Mario & Sonic ai giochi olimpici invernali e nei relativi seguiti è un rivale boss, in Sonic Generations è presente come statuetta sbloccabile mentre in Sonic Dash è un personaggio giocabile. Jet è apparso anche nelle serie a fumetti: Sonic the Hedgehog (Archie), Sonic Universe, Mega Man, Sonic Boom e Sonic the Hedgehog (IDW). È doppiato in giapponese da Daisuke Kishio e in italiano da Andrea De Nisco.

#### Wave the Swallow
Wave the Swallow (ウェーブ・ザ・スワロー?, Wēbu za Suwarō) è una rondine femmina fucsia che svolge il ruolo di meccanico, mestiere ereditato dal padre che faceva parte della precedente generazione dei Babylon Rogues. Dotata di questo dono, ha una superba conoscenza sugli Extreme Gear, la quale supera quelle di Tails e del Dr. Eggman Date le sue doti intellettive, è molto sicura di sé stessa, odia le persone ottuse e stupide, nota facilmente i dettagli e talvolta consiglia i suoi amici, anche se il più delle volte tali consigli li comprende esclusivamente lei. Anche se considera Jet the Hawk come un "fratello minore" inaffidabilmente testardo, gli è molto fedele e lo segue sempre nelle sue avventure. Wave è apparsa anche nelle serie a fumetti: Sonic the Hedgehog (Archie), Sonic Universe, Mega Man, Sonic Boom e Sonic the Hedgehog (IDW). È doppiata in giapponese da Chie Nakamura e in italiano da Deborah Morese.

#### Storm the Albatross
Storm the Albatross (ストーム・ザ・アルバトロス?, Sutōmu za Arubatorosu) è un albatross grigio, robusto, muscoloso e poco intelligente, membro dei Babylon Rogues e "braccio destro" di Jet the Hawk La sua forza e la sua lealtà nei confronti del suo leader Jet sono più grandi di chiunque altro e odia i rivali delle altre squadre. Quando si arrabbia diventa aggressivo; la sua grande forza fisica compensa la sua scarsa intelligenza e la sua poca velocità. Essendo una testa calda, finisce ogni tanto per balbettare quando è agitato e odia le attese. Il personaggio è apparso anche nelle serie a fumetti: Sonic the Hedgehog (Archie), Sonic Universe, Mega Man, Sonic Boom e Sonic the Hedgehog (IDW). È doppiato in giapponese da Kenji Nomura.

### Chip
Chip (チップ?, Chippu), il cui vero nome è Light Gaia (ライトガイア?, Raito Gaia) è il secondo protagonista del gioco Sonic Unleashed. Si tratta di un'entità primordiale esistente dall'alba dei tempi che vive in forma di spirito nella terra, in conflitto eterno con il suo arcinemico Dark Gaia. Ha un ciuffo in testa e una coda bianchi, un paio di ali verdi smeraldo e occhi gialli, mentre il corpo è completamente rosso cipolla tranne l'interno delle orecchie, mani, piedi, petto e muso che sono bianchi. Indossa un collare argentato con una sfera verde che gli permette di chiamare a sé i sette templi di Gaia sparsi per il mondo contenenti un Chaos Emerald ciascuno, con i quali assembla il suo enorme esoscheletro da combattimento, il Gaia Colossus (神殿巨人?, Shinden Kyojin, "Tempio Gigante"), per contrastare Dark Gaia. In Sonic Unleashed Eggman frantuma il mondo risvegliando i due in anticipo e Chip perde la memoria, ma la riacquisisce dopo essere stato risucchiato in un murale contenente una luce nel sesto tempio. Al termine dello scontro finale Dark Gaia e Chip rientrano nel mondo riaddormentandosi e quest'ultimo dona a Sonic il suo collare, che lo indossa come un bracciale in cui lo spirito di Light Gaia gli dice che non lo dimenticherà mai perché sarà sempre lì con lui, da una parte della terra che calpesta. Il personaggio è poi riapparso come in forma di cameo nel gioco Sonic Generations. Chip è apparso anche nelle serie a fumetti edita da Archie Comics (Sonic the Hedgehog e Sonic Universe). È doppiato in giapponese da Ryōko Shiraishi.

### Dark Gaia Phoenix
Il Dark Gaia Phoenix (聖獣ダークフェニックス?, Seijū Dāku Fenikkusu, lett. "Bestia Sacra Fenice Oscura") è una maestosa e benvolente fenice maschio residente a Chun-nan apparsa esclusivamente in Sonic Unleashed. A seguito del risveglio di Dark Gaia, il Dark Gaia Phoeinx viene corrotto e diventa malvagio, fungendo quindi da secondo boss del gioco. Durante lo scontro lancia le sue piume come frecce e si incendia. Sconfitto da Sonic the Werehog e Chip, il Dark Gaia Phoenix torna normale e saluta i protagonisti. È riapparso anche nei numeri 281-82 di Archie Sonic the Hedgehog, dove è lo spirito guardiano del tempio di Gaia di Chun-nan.

### Wisp
I Wisp (ウィスプ?, Uisupu) sono una razza extraterrestre che vive su un pianeta lussureggiante ed erboso chiamato Pianeta Wisp. Quest'ultimo, così come tutti i suoi abitanti, sono stati creati dalla Madre Wisp, una versione adulta e rosa di questi alieni che li ha cresciuti. I Wisp parlano una lingua comune che Sonic e Tails non riescono a comprendere, così la volpe crea un traduttore simultaneo in Sonic Colours. Sono formati da una forza energetica chiamata "Iper-energia" che possono utilizzare per entrare nel corpo del protagonista giocabile Sonic per conferirgli per un breve periodo di tempo dei poteri legati agli elementi. Sono divisi in numerose razze ed ognuna di queste conferisce un'abilità diversa meglio conosciuta come il "Potere dei Colori". Quando Sonic raccoglie un Wisp può utilizzare il suo potere a volontà tuttavia può trasportarne solo uno per volta.
Sono presenti numerosi tipi di Wisp, ognuno dei quali è contraddistinto da un'abilità speciale. Colours introduce dieci tipi diversi tra le versioni per Wii e Nintendo DS del gioco; alcuni di questi compaiono esclusivamente in una sola versione. Per esempio, i Wisp viola, hanno l'abilità della "Frenesia" che permette a Sonic di trasformarsi in un demone dal difficile controllo che riesce a farsi strada attraverso gli ostacoli ed appare nella versione casalinga mentre i Wisp violetti aumentano la densità del porcospino blu in modo tale che possa assorbire nemici, ostacoli e Rings come un buco nero e fa la sua apparizione solo nell'edizione portatile. Altri invece appaiono in entrambe le versioni come i Wisp gialli che permettono di scavare nelle profondità del terreno, permettendo così di arrivare in aree altrimenti inaccessibili. Lost World ha introdotto altre tipologie di questi alieni mantenendo alcune di quelle vecchie utilizzate in passato. Fra questi vi sono i Wisp color magenta che fanno rimbalzare il giocatore tra le note musicali al tocco del touch screen del Wii U e quelli neri che tramutano l'eroe in una bomba in grado di rotolare fra i nemici ed esplodere. Il manuale di gioco di Colours indica che ogni tipo di Wisp presenta una sua personalità diversificata a seconda del colore, quelli ciani che offrono l'opportunità di rimbalzare sulle superfici sono sbadati ed energici mentre quelli arancioni che sono in grado di spedire il riccio rapidamente in aria sono delle teste calde.
In Sonic Colours, il Dr. Eggman costruisce un parco divertimenti interstellare attraverso il pianeta dei Wisp con l'intenzione di redimersi per i suoi peccati compiuti in passato. Sospettosi, Sonic e Tails partono per investigare sulla faccenda e salvano due Wisp da Orbot e Cubot che gli stavano dando la caccia. Una delle due creature, un maschio loquace di colore bianco chiamato Yacker, si unisce ai due eroi per tutta la durata del gioco. Quest'ultimo svela che Eggman sta trasformando i Wisp in una versione corrotta di colore viola (nella versione Wii) o violetto (in quella per DS), i quali gli servono per alimentare un raggio per il controllo mentale e così riuscire a governare l'intero universo. Sonic libera i Wisp imprigionati in ogni livello, e ne usa i poteri per sconfiggere il perfido scienziato al termine dell'avventura. Tuttavia, il cannone per il controllo mentale creato da quest'ultimo ha un malfunzionamento e crea un buco nero, il quale inizia a risucchiare Sonic ma i Wisp combinano i loro poteri e riescono a neutralizzare la minaccia. Yacker libera i Wisp restanti e riconverte quelli corrotti nella loro forma originale, ringraziando Sonic e Tails per l'aiuto per poi andarsene. La versione per DS mostra la Madre Wisp come boss posto al termine del gioco, dove viene corrotta dalla "Iper-energia" dei figli che hanno perso il controllo. Le creature sono poi apparse anche negli altri giochi Sonic Generations, Sonic Lost World, Sonic Dash, Mario & Sonic ai Giochi olimpici invernali di Sochi 2014, Sonic Runners, Sonic Runners Adventure, Sonic Forces, Sonic Forces: Speed Battle, Team Sonic Racing, Sonic Speed Simulator e Sonic X Shadow Generations, nella miniserie anime Sonic Colours: Rise of the Wisps, e nelle serie a fumetti Sonic the Hedgehog (Archie), Sonic Universe, Mega Man, Sonic the Hedgehog (IDW) e DC X Sonic the Hedgehog.
Iizuka ha affermato in un'intervista che i Wisp sono stati aggiunti in Colours per "espandere e rafforzare l'azione platform dello stile di gioco" senza forzare il giocatore a cambiare personaggio giocabile. Un altro obiettivo era quello di incoraggiare gli acquirenti a rivisitare i livelli precedentemente completati; Sonic Team ha difatti inserito delle parti in alcune zone che richiedono obbligatoriamente l'utilizzo di Wisp che vengono sbloccati solo in seguito. Lo stesso lizuka ha anche riferito che li considera fondamentale nella serie di Sonic the Hedgehog.
La critica ha dato opinioni miste riguardo ai Wisp e alla loro integrazione nel gameplay di Sonic. Arthur Gies di IGN li ha definiti come "la grande aggiunta" a Sonic Colours, che ha dato una rinfrescata ai controlli. Dave McComb del periodico Empire li ha chiamati "carini" e "strani", mentre John Meyer di Wired li ha trovati "coccolosi" e Dale North di Destructoid "una piccola e simpatica razza aliena". Randy Nelson di Joystiq li ha visti come "peluche" affermando che la loro immagine poteva essere facilmente utilizzata per un eventuale merchandise. I personaggi hanno ricevuto attenzioni positive per la varietà disponibile in Sonic Colours e in Lost World sia in termini di numero che di giocabilità e la varietà che hanno portato a questi titoli: per esempio, Gies ha dichiarato che "quasi tutti aggiungono stranezze alle abilità di Sonic". Recensendo la versione per Nintendo DS di Colours, Tim Turi di Game Informer affermò che "ognuno aggiunge una nuova meccanica di gioco". Sia Gies che Turi apprezzarono anche la possibilità di rivisitare i vecchi livelli con i Wisp sbloccati successivamente. Steve Thomason di Nintendo Power li ha identificati come "un'aggiunta davvero interessante alla formula Sonic" tra una serie di passi falsi, e ha elogiato la loro varietà "abilmente progettata". Chris Scullion di Computer and Video Games descrisse i Wisp in Lost World come dei "power-up familiari che emulano le meccaniche delle avventure su Wii di Mario" come parte di un punto più ampio e ambivalente del gioco derivato da Super Mario Galaxy. Nonostante ciò i controlli dei Wisp furono criticati: Turi espresse come opinione "per quasi tutte le abilità utili c'è un vero disastro" e si lamentò dei controlli su Wii. Justin Speer di GameTrailers la pensò allo stesso modo aggiungendo che i Wisp "non sembravano davvero appartenere al gioco". Hardcore Gamer recensì Lost World trovando che nessuno dei Wisp soddisfaceva l'uso del Wii U GamePad. Chris Shilling di Eurogamer li ha trovati "maldestri sul touch screen o interludi che uccidono il ritmo del livello". La rivista Rolling Stone apprezzò i Wisp e le loro abilità, trovandoli un mezzo che ha dato vita a un'esperienza dinamica e coinvolgente.

### Avatar
Avatar (アバター?, Abatā), soprannominato la "Spina" (ルーキー?, Rūkī, dall'inglese "rookie", lett. "recluta, novellino"), è il secondo protagonista del gioco Sonic Forces che il giocatore deve creare, a suo piacimento, scegliendo fra sette specie differenti, quali riccio, lupo, coniglio, orso, uccello, gatto o cane. Nonostante sia un personaggio personalizzabile, nei trailer viene mostrato come un lupo rosso con occhiali neri rettangolari. È un cittadino sopravvissuto ad uno degli attacchi del Dr. Eggman e di Infinite, unitosi alla Resistenza e assunto come nuovo alleato e partner di Sonic. Inizialmente sensibile, timoroso e innocente, impara, nel corso del gioco, a lanciarsi coraggiosamente a testa bassa contro le forze del male per diventare un grande eroe come aveva istruito al porcospino blu. Durante l'assalto all'immensa Eggman Empire Fortress ha sconfitto il Dr. Eggman e il malvagio Infinite assieme a Sonic e la sua controparte del passato. È solamente doppiato in giapponese da Yū Seki (in versione maschile) e da Aoi Yūki (in versione femminile).

### Antichi
Gli Antichi (古代人?, Kodaijin) sono una misteriosa razza extraterrestre straordinariamente avanzata esistita in un'epoca preistorica, comparsa per la prima volta nel gioco Sonic Frontiers. Decine di migliaia di anni prima dell'inizio della serie furono costretti ad abbandonare il loro pianeta natale, che fu drammaticamente distrutto da un'entità aliena malvagia e potentissima, conosciuta come "The End". Avvicinatisi alla terra, si ritrovarono le navicelle ingovernabili, poiché i Chaos Emerald con cui alimentavano i motori vennero attratti dal Master Emerald e si stabilirono sulle Starfall Islands, dove crearono una dimensione digitale chiamata "Cyber Spazio", nella quale caricarono i ricordi del loro mondo originario. Tuttavia, il loro insediamento sulle isole fu di breve durata perché la potente minaccia che distrusse il loro pianeta natale li seguì, costringendoli a fuggire verso la posizione di quella che oggi è conosciuta come Angel Island. Tuttavia, gli Antichi riuscirono a sigillare il nemico nel Cyber Spazio tramite dei potenti esoscheletri da combattimento chiamati Titani. In un momento non precisato si estinsero, lasciando solo le loro creazioni sulle Starfall Islands ed Angel Island. I membri più conosciuti di questo popolo alieno sono il Re Maestro (教官王?, Kyōkan-ō, "Re Istruttore") (sovrano degli Antichi), il Venerabile e i piloti dei quattro Titani: Gru (鶴?, Tsuru), il Drago (龍?, Ryū), il Serpente (蛇?, Hebi) e la Tigre (虎?, Tora).

#### Koco
I Koco (ココ?, Koko) sono antiche e pacifiche creaturine di pietra comparse per la prima volta nel gioco Sonic Frontiers. Abitano le Starfall Island da decine di migliaia di anni e durante la colonizzazione degli Antichi, alcuni di questi venivano usati come collane e proprio questi interagiscono con Sonic e i suoi amici nel corso della nuova avventura del gioco, dove non appena terminano gli scopi in cui bisogna aiutarli si disanimano liberando anima e memoria dei loro defunti proprietari. Oltre a quelli normali ci sono inoltre i Koco Eremiti (仙人ココ?, Sen'nin Koko), alti e anziani con una folta barba di muschio, in grado di aumentare potenza di attacco e difesa; e i Koco Venerabili (長老ココ?, Chōrō Koko), identici a quelli normali ma più grandi, che aumentano la velocità massima e la capacità di ring quando gli si portano quelli normali smarriti. I personaggi sono comparsi anche nei videogiochi Sonic Dash, Sonic Speed Simulator e Sonic Rumble.

#### Titani
I Titani (巨神?, kyoshin, "divinità gigante") sono quattro enormi robot alimentati da un Chaos Emerald ciascuno, costruiti e usati dagli Antichi nel tentativo di distruggere The End. Poiché non vi riuscirono, uno di loro si sacrificò affinché i suoi tre compagni potessero sigillare il nemico nel Cyber Spazio, oltre ad essere presumibilmente colpevoli dell'intrappolamento degli amici di Sonic. I quattro titani sono:
- Supreme: il Titano più grande, è simile a Giganto ma bianco e con la testa rossa. Può far spuntare un paio di ali laser e si porta un colossale fucile da cecchino. Quando The End ne esce nel finale alternativo, lo controlla facendogli crescere altre cinque braccia sulla schiena.
- Giganto: alto, dal petto muscoloso e arti magri con la testa su un collo lungo, può sparare un enorme laser dalla bocca.
- Wyvern: mostruosa viverna che spara laser e missili dalla bocca, è indubbiamente il Titano più agile.
- Knight: enorme cavaliere medievale, armato con una spada enorme estensibile e uno scudo che può lanciare come un frisbee e attirarlo a sé. Può inoltre sparare missili e laser.

#### Guardiani
I Guardiani (守護神?, Shugoshin, "divinità guardiana") sono enormi robot di energia digitale costruiti dagli Antichi che si aggirano sulle Starfall Islands e fungono da miniboss. Nel finale alternativo vi sono le versioni "+" (plus), che come dice il nome, sono più difficili da sconfiggere.

### Barry
Barry è un giovane quokka rosso antropomorfo, protagonista del gioco spin-off The Murder of Sonic the Hedgehog e del quale il giocatore deve personalizzare il nome. All'inizio del gioco viene assunto come assistente del capotreno del Mirage Express e durante il viaggio aiuta Tails e Amy a risolvere il misterioso "assassinio" di Sonic. Alla fine del gioco il treno viene disattivato da Amy e il giocatore può decidere cosa abbia fatto dopo. Barry è riapparso in forma di cameo nei fumetti IDW assieme all'Avatar.

### Capotreno
Il Capotreno è un anziano cane verde antropomorfo, personaggio secondario del gioco spin-off The Murder of Sonic the Hedgehog. Avendo lavorato per più di 32 anni come capotreno del Mirage Express ha deciso di andare in pensione. Durante il suo ultimo viaggio viene rapito dalle braccia robotiche del treno, venendo poi liberato e promettendo al suo amico, prima di scendere per l'ultima volta, che non avrebbe mai dimenticato il tempo trascorso insieme. Alla fine del gioco si reca in vacanza in Spagonia (luogo introdotto in Sonic Unleashed) assieme a sua moglie e i loro bambini.

### Trip the Sungazer
Trip the Sungazer (トリップ・ザ・サンゲイザー?, Torippu za Sangeizā) è una giovane lucertola sungazer femmina arancione, rossa e gialla, abitante delle Northstar Islands. Ha la testa a caschetto (come Amy da Sonic Adventure in poi) con tre punte gialle, occhi separati, le squame a forma di abito femminile intero sul corpo, gambe nere e scarpe rosse e arancioni con le punte gialle, oltre ad anelli dorati sui guanti bianchi e una coda a strisce rosse e arancioni. Ha una personalità particolarmente timida, servizievole, empatica, dolce, sensibile, gentile, altruista, docile, amichevole, misteriosa, ambigua, sofisticata, insicura e molto più complessa tanto che in vista di sconosciuti si copre con un'armatura, stivali e un elmo di metallo marroni per la via della sua timidezza. Trip è comparsa per la prima volta come seconda protagonista nel gioco Sonic Superstars, dove viene trovata da Fang the Hunter e assunta con ricatto da questi per proteggere lui e il Dr. Eggman dalle ostilità dell'arcipelago ma non appena cade accidentalmente in una buca viene abbandonata a tradimento dal malvagio cacciatore di taglie in cui i due divengono arcinemici. Trovata da Amy, Trip si unisce ai quattro protagonisti e si prende la rivincita sui due cattivi che l'hanno maltrattata con minimi riguardi. Quando assorbe i sette Smeraldi del Caos diventa un drago dorato quadrupede in grado di volare e sputare fuoco come tale. Il personaggio compare anche nello speciale 30º anniversario di Knuckles della serie a fumetti Sonic the Hedgehog (IDW), dove si scopre che è stata vittima di bullismo, ha un nonno e prima del suo gioco d'esordio aveva ordinato alla sua stirpe di nascondersi; l'echidna la addestra a modo suo riuscendo però ad essere più compassionevole. Trip è ricomparsa nuovamente nei videogiochi Sonic Speed Simulator e Sonic Blitz.

### Ariem
Ariem (アリエム?, Ariemu) è un'entità color celeste simile a una pecora con un lungo abito da fata rosa, azzurro e bianco e iridi rosse, apparsa per la prima volta in Sonic Dream Team, in cui è la guardiana del Reverie. Ha inoltre due corna da ariete e due anelli ai polsi. Nel corso del suddetto gioco sviluppa un affetto materno per Cream, tanto che Tails riesce a modificare il protocollo dormiente della reliquia affinché la coniglietta possa parlare con Ariem ogni volta che vorrà. È doppiata solo in inglese da Jeannie Tirado.

### Esseri umani

#### Maria Robotnik
Maria Robotnik (マリア・ロボトニック?, Maria Robotonikku) è la giovane nipote del Professor Gerald Robotnik e cugina del Dottor Eggman, nonché "sorella maggiore adottiva" del comandante Abraham Tower. Maria soffre la sindrome di immunodeficienza neurologica (ＮＩＤＳ：先天性免疫不全症候群?, Senten-sei Men'eki Fuzen Shōkōgun, "sindrome da immunodeficienza congenita"), una malattia cronica rara, terminale e incurabile al tempo, così suo nonno la portò a bordo della colonia spaziale ARK (dove la bassa gravità teneva a bada i sintomi) e creò il Progetto Shadow in modo da poterle salvare la vita. Successivamente venne creato Shadow, con il quale la ragazza strinse un profondo legame di amicizia. Tuttavia, con la chiusura del progetto e l'invasione dell'ARK da parte della potente organizzazione governativa militare G.U.N., Maria venne tragicamente uccisa da un soldato con un colpo di pistola, sotto gli occhi disperati del riccio nero, il quale, raccapricciato dalla scena, sviluppò sensi di odio, dolore, rabbia e vendetta. Appare maggiormente nei flashback presenti nei giochi Sonic Adventure 2, Sonic Adventure 2: Battle e Shadow the Hedgehog (in cui è la sua unica apparizione dove risulta giocabile nelle versioni per Nintendo GameCube e PlayStation 2, dove può essere controllata dal secondo giocatore durante alcune missioni specifiche), nonché nell'anime Sonic X, nella miniserie anime Sonic X Shadow Generations: Un oscuro inizio, e nei fumetti Archie (Sonic the Hedgehog e Sonic Universe). Viene inoltre menzionata dal cugino antagonista Dr. Eggman nel gioco Sonic Frontiers, in cui afferma che la conosceva poco e che tutte le persone la definivano come una persona molto gentile e speciale, nonostante la sua invidia, non riusciva comunque a odiarla; l'amore di Maria potrebbe rovinare e ferire il suo ego, causa della sua somiglianza con l'intelligenza artificiale Sage. Maria, insieme a suo nonno Gerald, è poi riapparsa come una dei personaggi principali nel videogioco Shadow Generations, in cui viene tirata fuori da un tempo precedente alla loro morte dal Time Eater e bloccata nello spazio bianco. A un certo punto, Maria vide Shadow dall'altra parte dello spazio bianco e cercò di raggiungerlo, ma suo nonno la fermò. Più tardi, quando Shadow completa Sunset Heights, nota Maria inseguita dalle tre minacciose creature nere delle Black Arms che cercano di ucciderla e il riccio nero corre subito a salvarla. Dopo che Shadow perse lo scontro con un riccio blu di nome Sonic, durante il secondo boss rivale, Maria gli commentò al protagonista di averlo visto a correre e gli dice quanto sembra simpatico. Successivamente arriva Black Doom e proclama che Shadow sarebbe stato il suo servitore, ma Maria lo confronta dicendo che il riccio nero non avrebbe mai servito il leader delle Black Arms e non erano per niente simili. In seguito, Shadow inizia a soccombere alla sua rabbia verso Black Doom, Maria lo tranquillizza rivelando il motivo per cui lo aveva chiamato "Shadow": l'ombra mostra sempre dov'è la luce e vuole che rimanga felice (rimanere nella luce). Maria incoraggiò Shadow prima che andasse ad affrontare Black Doom che assume due forme (Devil Doom e Neo Devil Doom). Dopo la sconfitta definitiva del malvagio conquistatore alieno, Maria e Gerald iniziano a tornare al loro tempo. Shadow intende fermare Rouge e di usare il Chaos Control per congelarli nel tempo, ma la ragazza lo ferma e gli ricorda che i suoi amici avevano bisogno del suo aiuto, infine disse dolcemente a Shadow che lo avrebbe rivisto e sarebbe stata nel suo cuore per sempre. Sebbene sopraffatto dall'emozione, Shadow se ne va con riluttanza in lacrime di dolore e Maria torna nel passato con suo nonno. È doppiata in giapponese da Yuri Shiratori e in italiano da Letizia Ciampa in Sonic X e da Giulia Maniglio in Shadow Generations.
Maria Robotnik è apparsa anche nel film live-action Sonic 3 - Il film, interpretata da Alyla Browne e doppiata in italiano da Sofia Suarez. Anche in questa versione stringe un forte legame di amicizia con Shadow, non vedendolo come un essere pericoloso e minaccioso, bensì come una creatura sola e incompresa, insegnandogli così il valore dell'amore e dell'amicizia. Contrariamente ai videogiochi, la ragazza non è affetta da alcuna malattia e anziché da uno sparo, rimane uccisa dall'esplosione di un contenitore di Caos provocata da un proiettile sparato da un soldato, originariamente rivolto verso di lei, suo nonno Gerald e Shadow, deviato dal capitano Walters.

#### Federazione Unita
La Federazione Unita, nota anche come il Governo Federale (連邦政府?, Renbō Seifu), è una repubblica presidenziale abitata principalmente da umani che ha come capitale Central City. Il suo presidente risiede nella Casa Bianca e dispone inoltre della G.U.N.

##### G.U.N.
La Guardian Units of Nations (G.U.N.) è una grande e potente organizzazione militare. Introdotta per la prima volta nel videogioco Sonic Adventure 2, la G.U.N. dispone di un vasto esercito di soldati e avanzatissimi veicoli e robot da guerra; hanno lo scopo di proteggere la Terra da ogni tipo di minaccia, e sono guidati dal comandante Abraham Tower. Cinquant'anni prima degli eventi principali della serie, furono responsabili della chiusura della Colonia Spaziale ARK e del "Progetto Shadow", oltre alla tragica morte del Professor Gerald Robotnik e della sua povera nipote Maria; nel presente, la G.U.N. è in prima linea negli sforzi per difendere il mondo da minacce quali l'Impero di Eggman, i Black Arms e il Clan Nocturnus. All'organizzazione si è unito anche il Team Dark (Shadow the Hedgehog, Rouge the Bat ed E-123 Omega) come nuovi agenti più importanti dal gioco Sonic the Hedgehog (2006). Oltre ai videogiochi (tra cui Sonic Chronicles: La Fratellanza Oscura e Shadow Generations), l'organizzazione compare anche nell'anime Sonic X, nella miniserie anime Sonic X Shadow Generations: Un oscuro inizio e nelle serie a fumetti edita da Archie Comics (Sonic the Hedgehog e Sonic Universe).
La G.U.N. appare anche nella serie cinematografica, dove viene fondata dal Comandante Walters al termine del primo film; debutta ufficialmente nel seguito e riappare nella miniserie televisiva spin-off Knuckles e Sonic 3 - Il film. L'organizzazione dispone sempre di un vasto esercito di soldati e avanzatissimi veicoli e robot da guerra con lo scopo di proteggere la Terra da ogni tipo di minaccia e gli invasori alieni. I suoi agenti e ufficiali più conosciuti sono la Direttrice Rockwell, Randall Handel, Fairley e Kyle Lancebottom e quelli espulsi e rinegati divenuti nemici sono l'Acquirente e i suoi assistenti Willoughby e Mason.

##### Comandante
Abraham Tower (エイブラハム・タワー?, Eiburahamu Tawā), soprannominato Abe (エイブ?, Eibu) e più noto semplicemente come il Comandante (司令官?, Shireikan), è il leader della G.U.N. (Guardian Units of Nations), introdotto per la prima volta come antagonista secondario e antieroe nel gioco Shadow the Hedgehog. Ha vissuto la sua tragica infanzia a bordo dell'ARK, una grande colonia spaziale (vista per la prima volta in Sonic Adventure 2, dove tuttavia il Comandante non compare). Durante il suo periodo di vita a bordo della nave diventò amico di Maria e assistì alla creazione di Shadow. La sua famiglia venne uccisa dalla G.U.N. quando attaccarono l'ARK e come conseguenza di ciò cominciò a nutrire un profondo odio e risentimento nei confronti di Shadow, optando così in seguito di unirsi all'organizzazione militare. Appare in Shadow the Hedgehog come rivale dell'antieroico protagonista; inizialmente prova ad uccidere il porcospino nero, ma in una delle varie storie del gioco, capisce che Shadow ha perso i ricordi dell'incidente e decide di lasciarlo andare. In alcuni dialoghi che si possono sentire nel corso dei livelli si apprende che ha almeno un figlio e un nipote. Il Comandante appare nel videogioco non canonico Sonic Chronicles: La Fratellanza Oscura, dove si allea con i protagonisti per combattere i Predoni, una nazione nemica guidata dal malvagio Pir'Oth Ix. Una sua caratteristica fisica evidente, sono gli occhi di diverso colore, uno verde e uno marrone. Il personaggio è apparso anche nella serie a fumetti edita da Archie Comics (Sonic the Hedgehog e Sonic Universe) dove viene rivelato per la prima volta il suo vero nome come Abraham Tower che tuttavia non è mai stato impiegato inizialmente nei videogiochi originali, ma alla fine è stato rivelato ufficialmente nella miniserie anime Sonic X Shadow Generations: Un oscuro inizio. Abe viene anche menzionato da Maria nel videogioco Shadow Generations. È doppiato in giapponese da Banjō Ginga.
La versione cinematografica del comandante Abraham Tower è apparsa anche nella serie live-action (Sonic - Il film, Sonic 2 - Il film e Sonic 3 - Il film), e quindi viene chiamato Walters. Negli anni settanta, era di stanza al centro di ricerca dove veniva studiato Shadow e durante la chiusura del progetto, tentò invano di impedire la morte di Maria Robotnik di cui fin dall'inizio aveva mostrato un grande affetto di amicizia con la ragazza (proprio come nei videogiochi). Cinquant'anni dopo, nel primo film, era stato un vicepresidente del Joint Chiefs of Staff e ordina con riluttanza al dottor Ivo Robotnik di investigare sul black-out provocato involontariamente da Sonic, mentre nel sequel, è divenuto il leader e fondatore della G.U.N. Nel terzo capitolo, il Comandante decide di ingaggiare il Team Sonic (Sonic, Tails e Knuckles) per contrastare Shadow, ma durante la loro discussione in mezzo alla festa del ristorante "Chao Garden", viene attaccato dagli stessi droni-uovo comandati dal professor Gerald Robotnik (il nonno del Dr. Eggman e di Maria). L'anziano leader militare viene ferito mortalmente da un drone e prima di morire, consegna al Team Sonic una delle due chiavi per attivare la più potente arma della G.U.N., il Cannone Eclissi (Eclipse Cannon). Dopo la morte di Walters, il suo ruolo di comando viene affidato alla Direttrice Rockwell. È interpretato da Tom Butler (quando è adulto) e da James Wolk (quando è giovane) e doppiato in italiano da Ambrogio Colombo (da adulto) e da Gabriele Marchingiglio (da giovane).

##### Presidente
Il Presidente (大統領?, Daitouryou), noto anche come il Signor Presidente, è il capo della Federazione Unita e risiede a Central City, nella Casa Bianca. Viene introdotto in Sonic Adventure 2, quando Sonic e Tails raggiungono la sua limousine sulla Route 101 di Central City per utilizzare il suo computer per individuare la posizione del Dr. Eggman, come aveva fatto lo scienziato. Questi infatti ha contattato il Presidente pochi secondi prima fornendogli un ultimatum: o avrebbe lasciato che Eggman prendesse il controllo del paese, oppure avrebbe usato l'Eclipse Cannon per spazzare via ogni singola grande città dello stato lasciandogli ventiquattr'ore per decidere, anche se l'arrivo di Sonic lo costrinse ad abbandonare l'ultimatum. Il Presidente compie un'apparizione più importante della storia nel videogioco Shadow the Hedgehog, dove nutre una grande ammirazione per Sonic e Shadow per aver salvato il mondo in Sonic Adventure 2 (ha anche una foto dei due eroi in posa davanti alla Casa Bianca) e appare in diversi filmati che cercano di affrontare l'invasione aliena dei Black Arms, guidati da Black Doom. Nella storia finale, viene visto al quartier generale della G.U.N. dove lui e il resto delle persone alla base vedono una registrazione del professor Gerald Robotnik (il nonno del Dr. Eggman). La registrazione diede a Shadow la motivazione di cui aveva bisogno per salvare il mondo ancora una volta sconfiggendo Black Doom ed eliminando definitivamente le creature nere delle Black Arms in cui distrugge la Black Comet con una potentissima arma definitiva, l'Eclipse Cannon. Il Presidente si rende conto che il professore era davvero un eroe e ha contribuito a salvare l'intera razza umana, quindi giura di creare un futuro migliore, rendendo omaggio a Gerald che il Comandante della G.U.N. definisce un'ottima idea. Il personaggio è riapparso in Sonic Adventure 2: Battle, Sonic Battle e Sonic Rivals 2, e viene anche menzionato negli altri videogiochi Sonic Heroes, Sonic the Hedgehog (2006) e Sonic Chronicles: La Fratellanza Oscura. Il Presidente è apparso anche nelle serie a fumetti edita da Archie Comics (Sonic the Hedgehog e Sonic Universe). È doppiato in giapponese da Kinryū Arimoto (Sonic Adventure 2) e Yutaka Nakano (Shadow the Hedgehog).
La versione animata del Presidente è apparsa come uno dei personaggi secondari nell'anime Sonic X e nella sua omonima serie a fumetti in cui viene chiamato Michael K.. A differenza dei videogiochi è il presidente degli Stati Uniti e il suo aspetto è ispirato a quello di Richard Nixon e George W. Bush. Nella versione originale di due episodi della seconda stagione lo si vede firmare il proprio nome, mentre la 4Kids ha censurato la firma con uno scarabocchio, che non rivela il nome del personaggio. Nell'edizione giapponese dell'episodio Progetto Shadow viene chiamato Michael R.. È doppiato in giapponese da Tomohisa Asō e in italiano da Vittorio Di Prima.

##### Segretaria
La Segretaria (秘書?, Hisho) è un essere umana che lavora con il Presidente dalla United Federations, ed è introdotta nel gioco Sonic Adventure 2. Nella sua prima apparizione, la Segretaria viene vista con il Presidente, quando il Dr. Eggman chiede alla stessa persona di arrendersi al suo impero. È anche con lui nella sua limousine quando Sonic e Tails saltano sulla limousine per raccogliere le coordinate di Eggman. C'è anche la possibilità che sia rimasta in contatto con Rouge the Bat durante l'intero gioco. Ciò viene accennato una volta subito dopo la partenza di Sonic e Tails, quando annuncia al Presidente di aver ricevuto il segnale dal loro agente alla fine della storia. In Shadow the Hedgehog, la donna parla al Presidente in tramite come una segreteria telefonica della Casa Bianca in diversi filmati, informandolo della situazione con le creature nere delle Black Arms, guidati dal malvagio Black Doom, compresi i loro attacchi a quattro grandi città del mondo e che il mainframe della G.U.N. è stato distrutto. Inoltre avverte il Presidente dell'attacco delle Black Arms a Central City nella quale quest'ultimo lo informa di avvertire gli altri leader mondiali di non arrendersi. Il personaggio è apparso anche nelle serie a fumetti edita da Archie Comics (Sonic the Hedgehog e Sonic Universe). È doppiata in giapponese da Mami Horikoshi (Sonic Adventure 2) e Junko Kitanishi (Shadow the Hedgehog).
La versione animata della Segretaria è apparsa in pochi episodi nella prima serie dell'anime Sonic X e nella sua omonima serie a fumetti in cui viene chiamata Christina Cooper (クリスティーナ・クーパー?, Kurisutīna Kūpā), e rappresenta come una donna di colore, occhi verdi ed occhiali da vista. È doppiata in giapponese da Kumiko Izumi.

#### Principessa Elise III
La Principessa Elise III (ソレアナ公女エリス3世?, Soreana Kōjo Erisu 3-sei, lett. "Principessa Elise III di Soleanna") è la protagonista umana del gioco Sonic the Hedgehog (2006). Elise è una giovane e bellissima principessa diciassette con i capelli rossastri su cui ha due piume bianche, occhi azzurri, indossa un abito reale bianco con gonna corta, guanti, sandali bianchi a tacco alto, orecchini d'argento e una collana, e ha una personalità molto dolce, sensibile, gentile, altruista, carismatica, protettiva, amorevole e sincera che si preoccupa tanto del suo paese e dei suoi cittadini. Nata dai Duchi di Soleanna, rimase orfana di madre quando era piccola, rimanendo profondamente triste, mentre suo padre venne ucciso durante il collaudo finale del Progetto Solaris quando lei aveva sette anni. Prima di spirare, il Duca sigillò la coscienza di Solaris (Mephiles the Dark) in uno scettro, che viene accidentalmente distrutto da Shadow e Rouge dieci anni dopo. Nel corso del gioco viene rapita più volte dal Dr. Eggman con l'intento di scoprire i segreti delle "Fiamme del Disastro" custoditi nel Chaos Emerald che porta con sé, venendo però salvata da Sonic. Nel finale del riccio blu questi torna indietro nel tempo per salire sulla Porta Egg (Egg Carrier) e salvare la principessa prima che si schiantasse per un malfunzionamento uccidendo la monarca e il diabolico scienziato. Nell'episodio finale assiste sconvolta all'uccisione di Sonic per mano del malvagio Mephiles e si dispera, liberando Iblis e favorendo la riunificazione delle due metà creando Solaris e trasportando i protagonisti alla fine del mondo, un luogo dove spazio e tempo sono alterati e in procinto di annullarsi. Tuttavia Elise sente l'anima del riccio e lo resuscita con i sette smeraldi, trasformandolo in Super. Non appena Sonic, Shadow e Silver sconfiggono Solaris, Elise viene mandata indietro nel tempo per spegnere il potentissimo dio del sole quando era solo una fiammella su una candela, annullando gli eventi del gioco dalla cronologia. È doppiata in giapponese da Maaya Sakamoto.

#### Shahra
Shahra (シャーラ?, Shāra), nota anche come il Genio del Ring (リングの魔神?, Ringu no Majin), è la seconda protagonista del gioco Sonic e gli Anelli Segreti. È una giovane genio speciale e desideroso del mondo delle Mille e una notte. Durante l'incidente dei Sette Anelli Mondiali, ha chiesto l'aiuto di Sonic per fermare le folli ambizioni del malvagio Erazor Djinn quando il nemico stava minacciando entrambi il benessere del mondo delle Mille e una notte e dell'universo originale di Sonic. Shahra è una ragazza molto dolce, sensibile, gentile, altruista, onesta, amichevole e di buon cuore, quando si comporta in modo più cortese, leale, onorevole e obbediente con chiunque sia il suo attuale padrone, ma è anche molto formale. Tuttavia, il Genio del Ring una volta era inizialmente innamorata di Erazor Djinn e cercava di farsi amare da lui. A tal fine, il suo amore per Erazor l'ha portata a compiere atti immorali, assistendolo nel suo piano per fuggire disperatamente dal mondo delle Mille e una notte e aiutandolo a manipolare Sonic per raccoglier i Sette Anelli Mondiali per lui. Tuttavia, Sonic mostrando la sua gentilezza l'ha fatta sentire molto in colpa con rimpianto per averlo tradito, e lei è arrivata a vedere che Erazor era un personaggio cattivo e ha sacrificato la sua propria vita per salvare Sonic dall'essere ucciso da Erazor, dimostrandosi alla fine che è una brava persona. Alla fine della storia viene resuscitata dall'eroico porcospino blu come suo primo desiderio e quindi i due protagonisti si salutano, mentre Sonic ritorna nel suo mondo natale. È doppiata in giapponese da Mai Nakahara.

#### Professor Pickle
Il professor Pickle (ピックル教授?, Pikkuru Kyōju) è il protagonista umano del gioco Sonic Unleashed. È un anziano e brillante studioso di documenti storici che all'inizio del videogioco viene catturato dai robot del Dr. Eggman e liberato da Sonic, Tails e Chip. Ha un ruolo molto importante perché ha studiato i manoscritti di Gaia. Il personaggio è apparso anche nelle serie a fumetti edita da Archie Comics (Sonic the Hedgehog e Sonic Universe) dopo il reboot, dove viene chiamato Dillon Pickle ed è il collega di Chuck, lo zio di Sonic. È doppiato in giapponese da Chō.

### Personaggi esclusivi dei videogiochi crossover

#### Mario
Mario (マリオ?, Mario), chiamato anche Super Mario, è un idraulico italoamericano nato a Brooklyn, protagonista dell'omonima serie videoludica e mascotte di Nintendo. Indossa un berretto e una maglia rossi, una salopette blu con bottoni dorati, scarpe marroni e guanti bianchi; ha gli occhi azzurri, mentre i capelli, le sopracciglia e i folti baffi sono neri. Eroe e protettore del Regno dei Funghi, nonché arcinemico del perfido Bowser, è un abile saltatore e assume diversi poteri a seconda del potenziamento che raccoglie. Negli anni novanta aveva una nota rivalità con Sonic, finché la serie di quest'ultimo diventò multipiattaforma nei primi anni duemila. Questa rivalità viene allusa nel primo film live-action del riccio blu. I due hanno interagito dal 2008 nelle serie Super Smash Bros. (a partire da Brawl) e nei giochi sportivi Mario & Sonic ai giochi olimpici. Mario è stato doppiato da Charles Martinet dal 1995 al 2023, anno in cui si è ritirato dal doppiaggio e ceduto il ruolo a Kevin Afghani.

#### Luigi
Luigi (ルイージ?, Ruīji) è il fratello minore di Mario, con il quale condivide l'abbigliamento a differenza del berretto e la maglietta verdi e i baffi diversi. Ha inoltre le stesse abilità del fratello ma è in grado di saltare più in alto ed è inoltre fifone e a volte poco sicuro di sé. È stato doppiato anch'egli da Charles Martinet dal 1995 al 2023, attualmente il suo ruolo è coperto da Kevin Afghani.

#### Principessa Peach
La Principessa Peach Toadstool (ピーチ姫?, Pīchi-Hime) è la sovrana del Regno dei Funghi, nonché protagonista femminile della serie di videogiochi Super Mario Bros.. Indossa un abito reale rosa e le sue guardie sono tutti Toad. La maggior parte delle volte viene catturata da Bowser e soccorsa dai Fratelli Mario. Nelle apparizioni in cui risulta giocabile è in grado di volteggiare in aria con il proprio abito o il suo ombrellino parasole. Dal 2007 è doppiata da Samantha Kelly.

#### Yoshi
Yoshi (ヨッシー?, Yosshī) è uno scattante dinosauro verde introdotto in Super Mario World, amico dei protagonisti. Può librarsi in aria per un breve periodo e ha una lingua allungabile come le rane con cui riesce a mangiare e talvolta tramutare in uova nemici e oggetti più grandi di lui. Sebbene la sua specie abbia colori differenti, il più famoso e ricorrente è il verde chiaro. È doppiato da Kazumi Totaka.

#### Toad
Toad, noto in Giappone come Kinopio (キノピオ?, dal giapponese "Kinoko", ovvero "fungo"), è un omino con il cappello da fungo. Infossa una giacchetta, un paio di scarpe marroni e dei pantaloni bianchi a forma di mutande. La sua è una specie pacifica e intelligente, governata dalla principessa Peach. Sono doppiati da Samantha Kelly.

#### Principessa Daisy
La Principessa Daisy (デイジー姫?, Deijī-hime) è la sovrana di Sarasaland, amica della principessa Peach e interesse d'amore di Luigi. Ha i capelli bruni e indossa un abito simile a quello di Peach ma arancione, ed è parecchio competitiva. Ha debuttato in Super Mario Land ed è comparsa principalmente nei titoli sportivi. Dal 2003 è doppiata da Deanna Mustard.

#### Donkey Kong
Donkey Kong (ドンキーコング?, Donkī Kongu), spesso abbreviato in DK, è un enorme gorilla marrone introdotto nell'omonimo arcade che veste i panni dell'antagonista principale nella serie crossover Mario vs. Donkey Kong e personaggio di supporto nella serie Super Mario Bros., mentre è l'eroico protagonista della sua omonima serie di videogiochi. Indossa una cravatta rossa con la sigla "DK" gialla. Il suo nome è in riferimento ai film di King Kong. È doppiato da Takashi Nagasako.

#### Diddy Kong
Diddy Kong (ディディーコング?, Didī Kongu) è una scimmia ragno introdotto nella serie Donkey Kong Country. Indossa un berretto rosso con il logo della Nintendo e un gilet rosso con due stelle gialle stilizzate. È il migliore amico e spalla di Donkey Kong, rispetto al quale è meno forte ma più agile e a volte usa delle pistole di legno con cui spara noci. È doppiato dal 2004 da Katsumi Suzuki.

#### NiGHTS
NiGHTS (ナイツ?, Naitsu) è una grande eroina e protagonista dei due videogiochi Nights into Dreams... e Nights: Journey of Dreams, sviluppati e pubblicati da SEGA e Sonic Team. Nights è un "Nightmaren", residente a Nightopia, un mondo dove ogni notte vengono realizzati i sogni di tutti gli umani. Indossa un completo viola con una pietra preziosa di colore rosso a forma di diamante sul petto. Sui fumetti Archie si dice che questo gioiello sia un pezzo di ideya (cristallo sferico rappresentante l'energia dei sogni) di colore rosso che si è rotto e si è conficcato nel suo petto. Tutti i Nightmaren, incluso Nights, sono asessuati. Compare esclusivamente nella serie a fumetti edita da Archie Comics (Sonic the Hedgehog, Sonic Universe, Mega Man e Sonic Boom), dove aiuta Sonic e Mega Man e i loro alleati, insieme agli altri più grandi eroi in qualsiasi universi differenti, per fermare i folli complotti del malvagio Sigma (nemico di X) che quest'ultimo vuole conquistare le dimensioni alternative in cui potesse diventare come un dio del multiverso. NiGHTS compare anche nei giochi (Sonic Pinball Party, Sega Superstars, Sonic Riders, Sonic Riders: Zero Gravity, Sega Superstars Tennis, Sega Splash! Golf, Sonic & Sega All-Stars Racing, Sonic & All-Stars Racing Transformed e Sonic Runners), e persino in cameo. È doppiata in giapponese da Ikue Ōtani.

#### AiAi
AiAi (アイアイ?) è un macaco marrone e il protagonista della serie di videogiochi Super Monkey Ball. Ha una moglie, MeeMee e un figlio. Appare come personaggio giocabile in Sonic Riders, Sonic & Sega All-Stars Racing, Sonic & All-Stars Racing Transformed e in un minigioco personale di Sega Superstars, Sega Superstars Tennis e Sonic Rumble. Nell'edizione bonus di Sonic Forces c'è un costume per l'Avatar con le sue fattezze e in Sonic Colours: Ultimate è disponibile come icona per i profili dei file di salvataggio.

#### Billy Hatcher
Billy Hatcher (ビリー ハッチャー?, Birī Hatchā) è l'eroico protagonista del videogioco Billy Hatcher and the Giant Egg, sviluppato e pubblicato da SEGA e Sonic Team. Si tratta di un ragazzo del mondo umano, Billy e i suoi amici sono stati trasportati a Morning Land da Menie-Funie dopo aver salvato un povero pulcino indifeso dall'attacco dei corvi malvagi. Con il suo grande coraggio viene conferito dai sei Chicken Elders e Menie-Funie, Billy indossò il leggendario costume da pollo e si imbarcò in una meravigliosa avventura per salvare il mondo dei polli dalle forze oscure del malefico Dark Raven e dalle tenebre che si sarebbe diffusa nel mondo umano. Compare esclusivamente nella serie a fumetti edita da Archie Comics (Sonic the Hedgehog, Sonic Universe, Mega Man e Sonic Boom), dove aiuta Sonic e Mega Man e i loro alleati, insieme agli altri più grandi eroi in qualsiasi universi differenti (tutti compresa NiGHTS), per fermare i folli complotti del temibile Sigma (nemico di X) che quest'ultimo vuole conquistare le dimensioni alternative in cui potesse diventare come un dio del multiverso. Il personaggio compare anche nei giochi (Sega Superstars, Sonic Riders: Zero Gravity e Sonic & All-Stars Racing Transformed), e persino in cameo (Shadow the Hedgehog, Sonic Riders e Sonic & All-Stars Racing Transformed). È doppiato in giapponese da Hikaru Kobayashi.

#### Amigo
Amigo (アミーゴ?, Amīgo) è una giovane scimmia arancione, protagonista del videogioco musicale Samba de Amigo, prodotto per Dreamcast da Yūji Naka; ha una sorella, Amiga. Adora la musica pop latina e sogna di essere un grande suonatore di maracas, motivo per cui ne impugna sempre un paio. Appare come spettatore nei crossover olimpici di Mario e Sonic, mentre è giocabile nei videogiochi Sonic Riders: Zero Gravity, Sonic & Sega All-Stars Racing e Sonic & All-Stars Racing Transformed. È inoltre presente nel gioco Sonic Colours: Ultimate come icona del profilo del file di salvataggio. Al di fuori dei videogiochi, Amigo è ritratto come giocattolo sulla copertina del quindicesimo numero della serie a fumetti Sonic X.

## Personaggi dei fumetti

### Introdotti nell'Archie Comics

#### Freedom Fighters
I Freedom Fighters (noto anche inizialmente come i Knothole Freedom Fighters oppure in italiano come i Combattenti per la Libertà nella seconda serie animata) sono un'organizzazione di resistenza create per combattere contro le forze tiranniche dell'impero del Dr. Ivo "Eggman" Robotnik e di qualsiasi altra minaccia (tra cui l'Ordine degli Ixis, gli Xorda, i Destructix, il Temibile Quartetto, la Squadra di Soppressione, i Sei Nefasti, Kodos the Lion, A.D.A.M., la Iron Queen, il Dr. Finitevus, il Cacciatore, Sigma, il Dr. Wily e infine Dark Gaia) in tutto il mondo. Il gruppo degli eroi è composto da Sonic the Hedgehog, Miles "Tails" Prower, il Team Rose (Amy Rose, Cream the Rabbit, Big the Cat, Cheese the Chao e Froggy), la principessa Sally Alicia Acorn, Bunnie "Rabbot" D'Coolette, Antoine D'Coolette, Rotor the Walrus, Dulcy the Dragon e Nicole the Holo-Lynx. Tra i vari alleati degni di nota sono Sir Charles "Chuck" Hedgehog, Knuckles the Echidna, Chip, Omochao e T-Pup. Il gruppo è apparso nelle serie a fumetti (Sonic the Hedgehog, Knuckles the Echidna, Sonic Universe, Mega Man e Sonic Boom), nelle serie animate (Le avventure di Sonic, Sonic the Hedgehog SatAM e Sonic Underground) e nel film cortometraggio animato Sonic salva il Natale.

##### Sally Acorn
Sally Alicia Acorn è una giovane chipmunk (scoiattolo striato) mobiana femmina marrone dai capelli rossi e leader insieme a Sonic the Hedgehog dei Freedom Fighters. Principessa ed erede al trono del Regno degli Acorn e del villaggio di Knothole, ha una personalità molto forte, cinica, fredda, sarcastica, irritabile, testarda e un pessimo senso dell'umorismo, ed è anche un'ottima stratega, nonché esperta di arti marziali. Spesso trova Sonic insopportabile a causa dei caratteri opposti, nonostante ne sia perdutamente innamorata e ricambiata da questi, ma alla fine sembra di innamorarsi veramente con Monkey Khan. Verrà trasformata in un robot verso la fine della serie, per poi tornare normale dopo il reboot. A seconda dei disegnatori, Sally a volte o è bassa e dalla corta capigliatura o alta, slanciata, seducente e dai capelli lunghi e sciolti. Dopo il reboot cambia totalmente il vestiario, aggiungendo al gilet e agli stivali blu un top e degli short neri, oltre a bracciali che possono creare armi olografiche. Sally Acorn è apparsa nelle serie a fumetti (Sonic the Hedgehog, Sonic the Comic, Sonic Universe, Mega Man e Sonic Boom), nella serie animata Sonic the Hedgehog SatAM e nel film cortometraggio animato in cameo Sonic salva il Natale. È doppiata in inglese da Kath Soucie da adulta e da Dana Hill da bambina e in italiano da Marina Massironi da adulta e da Emanuela Pacotto da bambina.

##### Bunnie "Rabbot" D'Coolette
Bunnie "Rabbot" D'Coolette è una coniglietta/cyborg mobiana gialla, membro dei Freedom Fighters e amica di Sally. Al posto del braccio sinistro e le gambe ha delle protesi che le permettono di volare, sparare raggi laser e molto altro. Indossa sempre un costume da bagno rosa e, più recentemente, un borsalino e una giacca di pelle, e tiene i capelli raccolti in una lunga treccia. Verso la metà della serie si sposa con Antoine, mentre verso la fine ritorna totalmente organica per poi sparire misteriosamente. Nel reboot la sua backstory viene cambiata totalmente: qui la coniglietta, essendo in pericolo di vita, viene robotizzata per metà da parte dello zio di Sonic, Chuck; questa versione è per il resto quasi identica a quella originale. È caratterizzata inoltre da un forte accento sudista essendo originaria delle Baronie Meridionali (Southern Baronies nei fumetti Archie) e tende a chiamare Sonic "Sugarhog" ("Zucchericcio") e semplicemente "Sugah" gli altri compagni. Bunnie è apparsa nelle serie a fumetti (Sonic the Hedgehog, Sonic Universe, Mega Man e Sonic Boom) e nella serie animata Sonic the Hedgehog SatAM. È doppiata in inglese da Christine Cavanaugh e in italiano da Patrizia Scianca.

##### Antoine D'Coolette
Antoine D'Coolette, chiamato Antoine Depardieu nella serie animata, è un codardo coyote mobiano che serve la famiglia degli Acorn. È caratterizzato dalla sua abilità con la spada e da un marcato accento francese. All'inizio della serie cerca continuamente di fare il cascamorto con Sally, fallendo ogni volta, per poi cominciare a provare sentimenti per Bunnie e finendo per sposarla. Viene sostituito per un breve periodo di tempo dalla sua malvagia controparte alternativa di nome Patch, e verso la fine finisce in un coma dal quale non uscirà mai a causa del reboot: qui Antoine è molto più coraggioso della sua precedente versione e indossa una divisa diversa, ma tuttavia è ancora sposato con Bunnie. Il personaggio è apparso nelle serie a fumetti (Sonic the Hedgehog, Sonic Universe, Mega Man e Sonic Boom) e nella serie animata Sonic the Hedgehog SatAM. È doppiato in inglese da Rob Paulsen e in italiano da Mario Scarabelli.

##### Rotor the Walrus
Rotor the Walrus è un grosso tricheco mobiano viola, tecnico della squadra. È molto buffo, goffo, simpatico e amichevole e ha una grande intelligenza, il che lo porta spesso a costruire macchinari per aiutare Sonic e i suoi compagni. Dopo il reboot subirà un redesign che lo rende più muscoloso e indosserà un paio di stivali. Il personaggio è apparso nelle serie a fumetti (Sonic the Hedgehog, Sonic Universe, Mega Man e Sonic Boom) e nella serie animata Sonic the Hedgehog SatAM. È doppiato in inglese da Cam Brainard (nella prima stagione) e da Mark Ballou (nella seconda stagione) e in italiano da Marco Balzarotti.

##### Dulcy the Dragon
Dulcy the Dragon è una draghessa mobiana femmina, goffa, ambigua e un po' svampita, ma anche molto gentile, amichevole, cordiale, altruista e di buon cuore con i suoi amici. Introdotta dalla seconda stagione, è uno dei pochi draghi di Mobius perché gran parte sono stati robotizzati. Dulcy è apparsa nelle serie a fumetti (Sonic the Hedgehog, Sonic Universe, Mega Man e Sonic Boom) e nella serie animata Sonic the Hedgehog SatAM. È doppiata in inglese da Cree Summer.

##### Nicole the Holo-Lynx
NICOLE è un'avanzatissima intelligenza artificiale creata dal Rotor del futuro, vera e propria mente dei Freedom Fighters: concepita inizialmente come un semplice computer posseduto da Sally, andando avanti nella serie le viene dato un corpo olografico che le dà l'aspetto di una giovane e bellissima lince mobiana (da qui l'intero nome come Nicole the Holo-Lynx). Dopo il reboot del fumetto cambia soltanto il suo vestiario, al quale vengono aggiunti degli stivali neri e bianchi (nella serie originale era scalza, mostrando zampe animalesche come piedi), e il suo ruolo diventa molto importante per far recuperare la memoria sugli avvenimenti dell'universo Pre Genesis Wave ai suoi compagni Freedom Fighters. NICOLE è apparsa nella serie animata Sonic the Hedgehog SatAM e nelle serie a fumetti (Sonic the Hedgehog, Sonic Universe, Mega Man e Sonic Boom). È doppiata in inglese da Kath Soucie e in italiano da Sonia Mazza.

##### Desert Raiders
I Desert Raiders sono un gruppo e una fazione di Freedom Fighter nell'area di Shamar. In segreto, tuttavia, sono soci dell'enigmatico Egg Boss Nephthys the Vulture che lavorano per tenere a bada l'Egg Armata di Midesta. Il gruppo è comparso solo nell'universo reboot dei fumetti Archie (Sonic the Hedgehog e Sonic Universe).

###### Spike the Porcupine
Spike the Porcupine è un giovane porcospino mobiano arancione e il leader del gruppo dei Desert Raiders. Nella storia, lui e i suoi fedeli amici sono ispirati dai Freedom Fighters, Spike, Sonar the Fennec e Trevor Burrow the Mole formarono una squadra di Freedom Fighters a Shamar, creando uno scacco matto con l'Egg Armata di Midesta in modo che non potessero prendere completamente il sopravvento. Il leader dell'esercito, Nephthys the Vulture, è un caro amico dei Desert Raiders e si è assicurato di orchestrare le loro battaglie. Spike e la sua squadra in seguito salvarono Sonic the Hedgehog, Chip, Antoine D'Coolette e Big the Cat da un'imboscata dell'Egg Armata di Midesta. Dopo che Spike e la sua squadra hanno scacciato gli Egg SWAT, viene accolto dallo stesso Sonic, scioccando il giovane aspirante eroe. Spike aiutò i Freedom Fighter a salvare Ehsan e accompagnò gli eroi. Successivamente ha ricontrollato Nephthys per vedere se tutto era sotto controllo. Nel numero 287, quando Nephthys fu chiamata ad andare a Eggmanland per combattere lo stregone Ixis Naugus e sua sorella gemella Wendy, Spike si preoccupò per la sua sicurezza. Spike e Sonar più tardi accolsero Nephthys al ritorno dalla sua missione. Spike presto guardò la trasmissione di Sonic e Sally Acorn e finse di unirsi all'assalto mondiale. Più tardi, Spike e la sua squadra si sarebbero rallegrati quando il mondo sarebbe stato ripristinato da Chip dopo la morte di Dark Gaia. La personalità di Spike possiede lo stesso stile di Sonic che mostra un senso di sfrontatezza e un grande ego per l'eroismo, la determinazione, il coraggio e l'audacia. Sotto questo aspetto, però, è un grande fan eccessivamente entusiasta del riccio blu, che si sforza di essere proprio come lui e i suoi amici. Tuttavia, sembra un po' ignaro, dato che non ha riconosciuto Sonic la prima volta che lo incontrato. Ha occhi color ambra, principalmente pelo arancione con strisce nere attorno alla punta degli aculei, e pelo color pesca sulla parte anteriore del busto e sul muso, quest'ultimo che ha ciuffi sulle guance. Per l'abbigliamento, Spike indossa occhiali rossi con montatura nera, guanti bianchi con polsini rossi e neri, stivali alti rossi e neri con cinturini bianchi e un fazzoletto da collo nero. Spike è apparso nell'universo reboot dei fumetti Archie (Sonic the Hedgehog e Sonic Universe).

#### Forget Me Knots
I Forget Me Knots sono una band rock formatasi a New Mobotropolis nel 3237, guidati da Mina. Prendono il nome dal villaggio di Knothole (distrutto dalla Egg Fleet) e dal Nontiscordardime. La loro particolarità è che tre membri (Sharps, Max e Mech) erano stati concepiti nel sound test scartato del primo titolo della serie. Il gruppo è comparso solo nell'universo originale della serie a fumetti Archie Sonic the Hedgehog.

##### Mina Mongoose
Mina Mongoose è una giovane e affascinante mangusta mobiana gialla dai capelli viola, famosa cantante e la leader della band rock, nota come i Forget Me Knoths, e carissima amica di Sonic. I due si sono conosciuti poco prima di aver ricominciato gli studi a causa della guerra contro il Dr. Eggman, ed è stato proprio il nostro riccio blu a insegnarle a usare la sua super velocità: lei arriverà addirittura a strappargli un bacio nel novantanovesimo numero della serie, iniziando così una breve relazione non del tutto ricambiata da Sonic. Come molti personaggi femminili, anche Mina ha un aspetto variabile a seconda dei disegnatori: da bassa e "cartoonesca" per alcuni ad alta, magra, attraente e dalle proporzioni e curve quasi umane per altri. È un'ottima cantante e velocista. Il personaggio è apparso nella serie a fumetti Archie Sonic the Hedgehog.

##### Sharps the Chicken
Sharps the Chicken è un pollo mobiano bianco con occhiali da sole, bassista dei Forget Me Knots, ai quali si è unito dopo aver incontrato Mina. Il personaggio è apparso nella serie a fumetti Archie Sonic the Hedgehog, e nonostante l'assenza dopo il riavvio, è riapparso nei fumetti IDW, dov'è chiamato Sharps the Parakeet ed è invece chitarrista, come nel sound test scartato.

##### Max the Monkey
Max the Monkey è una scimmia mobiana maschio, chitarrista pop successivamente unitosi ai Forget Me Knots. Era stato anch'egli concepito nel sound test scartato per poi essere utilizzato nell'universo originale della serie a fumetti Archie Sonic the Hedgehog, e poi è riapparso anche in quelli degli omonimi fumetti IDW dove copre il ruolo di bassista.

##### Mach the Rabbit
Mach the Rabbit (マッハ・ザ・ラビット?, Mahha za rabitto) è un coniglio mobiano fucsia, batterista dei Forget Me Knots. Il personaggio era stato anch'egli concepito nel sound test scartato per poi essere utilizzato nell'universo originale della serie a fumetti Archie Sonic the Hedgehog, e comunque è riapparso in quelli dei fumetti IDW.

##### Ash Mongoose
Ash Mongoose è una mangusta mobiana gialla maschio, fidanzato di Mina e manager dei Forget Me Knots. Ha i capelli neri, un paio di occhiali da sole rossi, una maglia nera con una emoticon rossa sotto a una giacca bianca, pantaloni blu e stivali neri, oltre a due bracciali neri con borchie. Ha conosciuto la sua ragazza salvandola da un tentato assassinio per mano degli ex-Chaotix Heavy e Bomb mentre Sonic era nello spazio ed era inoltre manager di una band ormai sciolta chiamata Knothole Knuts. Non sopporta completamente di vedere Mina a soffrire. Il personaggio è apparso nella serie a fumetti Archie Sonic the Hedgehog.

#### Consiglio degli Acorn

##### Re Acorn
Il Re Acorn è il vero sovrano del pianeta Mobius, leale, benevolo e protettivo, padre della principessa Sally. Quando nella serie animata (Sonic the Hedgehog SatAM) il malvagio Dr. Robotnik prese il potere, il re scomparve in circostanze misteriose. Solo successivamente i protagonisti scopriranno che venne rinchiuso in una vuota dimensione, nota come il "Void" (Zona del Silenzio nei fumetti Archie, cioè la zona speciale dove vengono custoditi i Chaos Emerald). Il personaggio è apparso prima della seconda serie animata nelle serie a fumetti edita da Archie Comics (Sonic the Hedgehog, Sonic Universe, Mega Man e Sonic Boom), dov'è chiamato Maximilian Acorn nell'universo originale, in cui ha la stessa storia della controparte animata, si scopre essere sposato ad Alicia Acorn e avere inoltre un figlio maschio, Elias, salito al trono quando il padre è stato quasi ucciso per avvelenamento da Patch D'Coolette; da allora è costretto in sedia a rotelle e ha 58 anni. Dopo il riavvio è chiamato Nigel Acorn ed è più giovane. È doppiato in inglese da Tim Curry.

##### Sir Charles "Chuck" Hedgehog
Sir Charles Hedgehog, spesso chiamato Chuck, è lo zio di Sonic e per molto tempo unico familiare conosciuto di questi. Il personaggio è apparso nelle serie a fumetti (Sonic the Hedgehog, Sonic Universe, Mega Man e Sonic Boom), e nelle serie animate Sonic the Hedgehog SatAM e Sonic Underground (in un solo episodio, dove non ha una vera parentela). È doppiato in inglese da William Windom e in italiano da Gianni Mantesi.

##### Rosemary Prower e Amadeus Prower
Rosemary Prower e Amadeus Prower sono una coppia sposata di volpi mobiane, genitori di Tails ed ex-soldati della Grande Guerra. La madre Rosemary ha i capelli rossi/castani e un abito fucsia. Ha partorito Tails poco tempo dopo il termine del conflitto e ama così tanto il suo dolcissimo figlio. Il padre Amadeus ha un occhio bendato a causa di una ferita subita in guerra ed è il generale dell'esercito degli Acorn. È stato robotizzato il giorno della nascita del figlio proprio quando ha sorpreso il Dr. Robotnik e Snively utilizzare il robotizzatore di zio Chuck; i due sono stati successivamente ripristinati dai Bem, extraterrestri benevoli che li hanno inoltre ospitati sul loro pianeta per undici anni e ritrovati da Sonic. Poco tempo dopo il loro ritorno su Mobius e la costruzione di New Mobotropolis, Amadeus ha mobilitato gli abitanti contro la famiglia reale per portare democrazia venendo arrestato; fatto evadere da moglie e figlio, Sally ferma il fratello Elias e il generale acconsentendo la formazione di una repubblica ed eleggendo un consiglio tra i cui membri sono entrati a far parte la stessa Rosemary e zio Chuck. I personaggi sono apparsi nella serie a fumetti edite dalla Archie Comics Sonic the Hedgehog.

##### Merlin Prower
Merlin Prower è l'anziano mago del Consiglio degli Acorn, e lo zio paterno di Tails. Vecchio amico del re Maximillian Acorn, si è nascosto prima del colpo di stato militare del perfido Dr. Ivo Robotnik, diventando un ciarlatano. Avrebbe incontrato il Team Sonic una volta ciascuno prima di rivelarsi definitivamente a loro, a quel punto risiedeva temporaneamente al villaggio di Knothole e poi a New Mobotropolis. Essendo stato nominato uno dei Neo Walker dagli antichi Walker, se ne andò subito dopo per esplorare la sua connessione con la Chaos Force. Merlin è un individuo talmente gentile, saggio, onorevole e amichevole, cordiale con qualsiasi persona perbene che incontra. Crea dei forti legami con chiunque incontri, e in particolare ha un forte senso di lealtà e affetto familiare. L'unica cosa che sembra più forte è la sua dedizione ai suoi doveri di protezione di Mobius, che persegue con la massima dedizione. Sebbene giovane rispetto agli altri Neo Walker, porta una nuova prospettiva al trio. Il personaggio è apparso nella serie a fumetti edite dalla Archie Comics Sonic the Hedgehog.

##### Isabella Mongoose
Isabella Mongoose è una mangusta mobiana gialla con lunghi capelli lilla, madre di Mina. Durante la Grande Guerra venne salvata dagli oltreterrestri per mano di Arthur Mongoose, un soldato degli Acorn; i due si sposarono e nel 3220 ebbero una figlia, Mina. Arthur cadde in battaglia mentre Isabella venne robotizzata e si riunì alla figlia nel 3235, venendo successivamente derobotizzata. Nel 3237 è poi stata eletta alle urne, diventando membro del Consiglio degli Acorn. Come la maggior parte dei personaggi dell'universo originale della serie a fumetti Archie della non è comparsa dopo il riavvio.

#### Bernadette Hedgehog e Jules Hedgehog
Bernadette "Bernie" Hedgehog e Jules Hedgehog sono una coppia sposata di ricci mobiani, e sono i genitori di Sonic ed ex-soldati nella Grande Guerra. La madre Bernadette è caratterizzata da una pelliccia lavanda e un ciuffo biondo di capelli, ed è molto incantevole e protettiva verso il figlio; il padre è caratterizzato dal fatto che è un robot: venne infatti robotizzato dal fratello Charles per poter continuare a vivere, ed è l'unico membro della famiglia di Sonic a essere diventato e a rimanere un robot nel corso di tutta la serie. Entrambi vengono rimossi dopo il reboot a causa dei diritti detenuti da Ken Penders sui due. I personaggi sono apparsi nella serie a fumetti edite dalla Archie Comics Sonic the Hedgehog.

#### Monkey Khan
Ken Khan, meglio noto con il soprannome Monkey, è una scimmia mobiana maschio originario del villaggio Leung West e noto come "re del popolo libero". Usa una staffa magica per combattere e si sposta su una nuvola. Fu catturato e trasformato in un cyborg da Robotnik, ma non appena si dimostrò incontrollabile lo sigillò per dieci anni. Liberato da Sally, Khan diventa temporaneamente rivale in amore per lei nei confronti di Sonic. Khan diventa poi un prezioso alleato contro l'Iron Dominion e i loro alleati del Dragon Kingdom. Monkey Khan è apparso nell'universo originale dei fumetti Archie (Sonic the Hedgehog e Sonic Universe).

#### Dr. Quack
Il dottor Horatio Quentin Quack è un papero mobiano in cui è il medico reale ed è uno dei migliori esperti medici di Mobotropolis. Quando il re Maximillian Acorn si stava trasformando in cristallo, il Dr. Quack ideò un Dream Watcher che consentiva a Sonic di entrare nella mente del Re Acorn per impedire a Max di continuare a trasformarsi in cristallo. Il dispositivo, tuttavia, emetteva un tipo di energia che il Dr. Ivo Robotnik era in grado di tracciare, consentendogli così di localizzare il villaggio di Knothole. Quando sua moglie e i suoi figli furono catturati e messi in ostaggio dal Dr. Snively, Quack divenne una pedina nel grandioso schema del malvagio e tirannico scienziato. Fortunatamente, il malefico piano fu sventato e il medico fu perdonato per aver aiutato Robotnik date le circostanze. Il Dr. Quack fu anche colui che, con l'aiuto dell'anziano scienziato oltreterrestre Nate Morgan, sviluppò le parti sostitutive di Bunnie "Rabbot" D'Coolette che il sistema immunitario del suo corpo non avrebbe rigettato. Per questo motivo, Bunnie sopravvisse, ma non sarebbe mai stata in grado di essere de-roboticizzata. Quack fu anche responsabile della cura del Re Acorn e del padre di Antoine, il generale Armand D'Coolette, per il veleno che Patch iniettò loro. Tuttavia, al generale era stato iniettato troppo veleno e morì, sebbene il Dr. Quack fu in grado di salvare l'anziano re. Continua a essere la persona principale a cui i Freedom Fighters si rivolgono ogni volta che qualcuno ha bisogno di cure mediche, e ora è il capo medico del Tommy Turtle Memorial Hospital. Il personaggio è apparso nella serie a fumetti edita da Archie Comics (Sonic the Hedgehog, Knuckles the Echidna e Sonic Universe).

#### Gold the Tenrec
Gold the Tenrec è una misteriosa tenrecide mobiana femmina proveniente da una realtà alternativa, che è finita nella Prime Zone, duecento anni nel futuro, dopo che la sua casa è stata devastata dal Secondo Divoratore. È diventata membro del corrotto Onyx City Council, prima di trasformarsi in una canaglia e diventare un'alleata di Silver the Hedgehog e del Professor Von Schlemmer. Nel passato, quando Gold era solo una bambina, la sua realtà cadde vittima del Secondo Divoratore. Mentre cercava di sfuggire al mostro che le faceva perdere tempo, cadde in un Portale Genesis che la trasportò nella Prime Zone. Lì, fu accolta da Onyx City Council, che promise di prendersi cura di lei, ma in realtà aveva bisogno di lei solo per i suoi poteri. Per evitare che le venisse rubata la mente, dovette unirsi al consiglio. Mentre nel presente, il consiglio iniziava a sperimentare sui Portali Genesis, Gold, consapevole dei loro pericoli, cercò di fermarli e inviò a Silver un messaggio telepatico per incontrarla allo Science Center di notte. Quando Silver e il Professor Von Schlemmer arrivarono sulla scena, lei rivelò la sua identità, solo per vedere i robot del consiglio tendere un'imboscata e catturare il trio. Mentre i tre erano legati ai tavoli operatori, i malvagi consiglieri usarono il potere di Gold per aprire il Portale Genesis e spinsero dentro Silver e Schlemmer. Sebbene riuscirono a scappare e a liberare Gold, il Secondo Divoratore entrò nella Zona Primaria anche attraverso il portale, prima di andare a pietrificare i consiglieri e la loro intera città sotto gli occhi scioccati e inorriditi di Gold, nonostante i loro duri abusi. La ragazza e il resto del gruppo scapparono alla base del professore, dove lei svegliò il professore incosciente. Gli eroi decisero di ingrandire Silver con la Bigger-Maker Machine per aumentare il suo potere a un livello sufficiente a sconfiggere il Divoratore. Poiché Schlemmer aveva bisogno di più tempo di quanto gli fosse concesso per ricalibrare la macchina, Gold si sacrifica di aiutare a collegare la sua mente, quelle dello scienziato, del porcospino bianco e dei piccoli robottini Bits, velocizzando il rischioso processo. Silver riesce a sconfiggere il Secondo Divoratore e chiuse il Portale Genesis, ma subito dopo ne fu aperto un altro, risucchiando gli eroi e lasciandoli a un destino sconosciuto. Non si sa cosa sia successo a Gold in seguito, anche se si può supporre che lei e il Professor Von Schlemmer stiano aiutando Silver a dare la caccia e chiudere i Portali Genesis. Gold è una ragazza molto solidale, premurosa, dolce, sensibile, gentile, eroica, pacifica, onorevole, protettiva e di buon cuore, ma anche incredibilmente facile da impressionare (quando guarda un film, fa dei rumori di gioia), ficcanaso, nevrotica, assillante, fredda e severa. È anche molto brava a non farsi mai beccare. Ultimamente sta imparando a essere se stessa, una persona di valore, autorevole e intelligente. Gold the Tenrec è apparsa nella serie a fumetti edita da Archie Comics (Sonic Universe).

#### Julie-Su
Julie-Su è un'echidna mobian femmina di colore rosa neon. È un ex-membro della Legione Oscura, discendente di Enerjak e fidanzata di Knuckles. Ha un carattere determinato che tende a diventare sensibile quando si tratta di situazioni personali con il fidanzato. Per combattere usa una pistola che spara raggi laser. Dopo la pubblicazione di Sonic Chronicles e la causa legale del suo creatore Ken Penders nei confronti di SEGA e EA, è stata rimossa e non compare dopo il reboot. Il personaggio è apparso nella serie a fumetti Archie (Sonic the Hedgehog, Knuckles the Echidna e Sonic Universe).

#### Beauregard Rabbot
Beauregard Rabbot è un coniglio mobian, zio di Bunnie. È identico alla nipote e ha il braccio destro robotico in quanto affiliato alla Legione Oscura. Come Bunnie, Cream e Vanilla, è originario delle Baronie Meridionali (Southern Baronies), parla con un fortissimo accento sudista e spesso esclama "Il Sud dovrebbe risorgere" (The South shall rise again), in riferimento al ben più noto The South will rise again. Viene menzionato per la prima volta nel numero 39 ma compare personalmente per la prima volta solo nel numero 217, dove racconta di essere stato anch'egli robotizzato da Robotnik e ripristinato dai Bem, ma fu costretto ad unirsi alla Legione Dark Egg per proteggere il suo popolo, mantenendo quindi uno schieramento neutrale. Non è comparso dopo il riavvio. Il personaggio è apparso nella serie a fumetti Archie (Sonic the Hedgehog e Sonic Universe).

#### Zone Cops
Gli Zone Cops sono un corpo di polizia inter-dimensionale incaricato di sorvegliare il multiverso e assicurarsi che chiunque rimanga nella propria dimensione. Il loro quartier generale si trova a 90° da qualsiasi dimensione. Tra i loro nemici vi sono Eggman Nega e i Destructix. Appaiono solamente nell'universo originale dei fumetti Archie.

#### Oltreterrestri (Esseri umani)

##### Hope Kintobor
Hope Kintobor è una giovane e brillante scienziata oltreterrestre quattordicenne che lavora fedelmente per la G.U.N. (sotto la guida del comandante Abraham Tower), e nipote dell'originale Dr. Ivo "Eggman" Robotnik e sorellastra del Dr. Julian Snively. Hope è una ragazza molto dolce, sensibile, pacifica, amorevole, saggia, onesta, gentile, premurosa, leale, onorevole, protettiva e di buon cuore, in cui la sua natura buona la rende molto difficile e sofisticata per nutrire rancore. Ha una leggera ingenuità dovuta al fatto che era in stasi quando aveva due anni e non è stata rilasciata fino a quando non sono atterrati a Mobius alcuni anni dopo. Ha un grande rispetto per la cultura gentile e incentrata sulla natura della maggior parte dei Mobiani e si è trovata molto a suo agio in mezzo a loro nonostante le loro differenze della specie. Ha anche un talento per far emergere i lati positivi degli altri (come visto con Shadow the Hedgehog e Snively), ma può impazzire se provocata o rattristata. Hope è apparsa nelle serie a fumetti Archie (Sonic the Hedgehog e Sonic Universe).

##### Nate Morgan
Nathaniel Beauregard Morgan, meglio noto come Nate Morgan, è un anziano scienziato oltreterrestre di colore esiliato dai suoi simili a seguito di un'esplosione che fece fallire una sua ricerca nel campo delle energie rinnovabili, in realtà frutto di un sabotaggio del sadico e malvagio dottor Ivo Robotnik (noto allora come Julian Kintobor). Nate venne accolto caldamente dagli Acorn che lo nominarono Ministro della Scienza e fu docente di molteplici mobiani, compresa la famiglia di Sonic the Hedgehog (Bernie e i fratelli Jules e Charles). Tuttavia la sua presenza non andava a genio al mago di corte Ixis Naugus, che fece crescere il sentimento anti-oltreterrestre tra i mobiani ed esiliato. Venne trovato anni dopo da Sonic e Tails mentre questi dovevano sconfiggere il malvagio stregone e tornò a Knothole, diventando docente dei Freedom Fighters. Al ritorno di Naugus, Nate riuscì a cacciarlo nella Zona del Silenzio con un anello perdendo il suo amico Eddy the Yeti, ucciso dalle macerie del castello della Tundra Meridionale per trarre in salvo i tre. Nate accompagnò i Freedom Fighters a Station Square per salvarla da Eggman e altre avventure, venendo poi robotizzato e rimanendo immobile mentre disattivava gli scudi di Robotropolis per far scappare i robiani da un missile nucleare lanciato per errore da Station Square. In seguito si scopre che il vero colpevole era Chaos Knuckles e lo stesso Nate è morto durante quel bombardamento. Il personaggio è apparso nella serie a fumetti Archie Sonic the Hedgehog.

##### Aerial
Aerial è ragazza oltreterrestre dai capelli lunghi biondi che è diventata un membro del branco di lupi mobiani insieme a sua sorella gemella Athena. A differenza di Athena, che è muta, Aerial di solito si ritrova a dover parlare per entrambe. Il personaggio è una ragazza coraggiosa, intraprendente, audace, testarda, imprevedibile e un po' prepotente. Sebbene sia ben intenzionata, può essere un po' rumorosa. Lei e sua sorella considerano Lupe la loro vera madre e, a causa della sua mentalità giovanile, spesso litiga con i suoi fratelli adottivi. Si arrabbia quando gli altri approfittano dell'incapacità di sua sorella di parlare, come quando il loro fratello adottivo Marcos ha mentito su Athena dicendogli che poteva tenere la palla pur sapendo che era muta. Ama sua sorella e la sua famiglia adottiva e si prendono cura l'una dell'altra, della loro gente e della loro casa, soprattutto per quanto riguarda la loro convivenza con i Felidae. Aerial è apparsa nella serie a fumetti Archie Sonic the Hedgehog.

##### Athena
Athena è ragazza oltreterrestre dai capelli lunghi e folti rossi e sorella gemella di Aerial che è diventata un membro del branco di lupi mobiani. È muta, a differenza di sua sorella che di solito ha abbastanza da dire per entrambi. La personalità sofisticata di Athena è muta in cui lascia che sia sua sorella a parlare e quindi risulta un po' più sommessa, sebbene sia ancora incline a una tipica gamma di emozioni, sensibilità, dolcezza, sincerità e innocenza. Lei e sua sorella considerano Lupe come la loro vera madre e, a causa della sua mentalità giovanile, spesso litiga con i suoi fratelli adottivi. Ama sua sorella e la sua famiglia adottiva e loro si prendono cura l'una dell'altra, della loro gente e della loro casa. Athena è apparsa nella serie a fumetti Archie Sonic the Hedgehog.

#### Personaggi esclusivi dei fumetti crossover (Archie)

##### Mega Man
Mega Man (ロックマン?, Rokkuman), spesso chiamata Rock dai fan, è un androide dall'aspetto di un adolescente costruito dal Dr. Thomas Light nel 20XX inizialmente col solo compito di assistente di laboratorio, appartiene ad una razza del tutto diversa dai normali robot. È infatti in grado di provare emozioni come qualsiasi essere umano. In lui si sviluppa nel tempo un grande senso di giustizia, questo lo spinge a chiedere al Dr. Light di convertirlo in un robot adatto al combattimento col fine di combattere le ingiustizie, divenendo così il Mega Man conosciuto nel gioco; alcune sue abilità vengono introdotte nel tempo, inizialmente possiede solo la capacità di fare fuoco con la sua arma (il buster) e di modificarne il chip con l'arma del nemico sconfitto. Il personaggio è proveniente dai fumetti Archie tratti dall'omonima serie di videogiochi: compare nelle serie a fumetti di Sonic (tra cui Sonic the Hedgehog, Sonic Universe e Sonic Boom) durante gli eventi delle saghe Sonic & Mega Man: When Worlds Collide e Sonic & Mega Man: Worlds Unite per aiutare il riccio blu e i suoi amici a sconfiggere Sigma, il Dr. Eggman, il Dr. Wily e i Sei Nefasti.

##### Roll
Roll (ロール?, Rōru), spesso chiamata Roll-Chan dai fan, è una androide femmina dall'aspetto di una bambina bionda, sorella minore di Mega Man e Blues, creata dal Dr. Thomas Light nell'anno 20XX. Al contrario di Rock non combatte, preferendo aiutare il "padre" in laboratorio, conferendole un'intelligenza pari a quella del fratello, e fra loro si sviluppa subito un grande affetto ed una ragazzina molto dolce, sensibile, gentile, carina, ottimista, allegra, vivace, amorevole, cordiale, altruista, coraggiosa, premurosa, amabile e di buon cuore. Roll è proveniente dai fumetti Archie tratti dalla serie di videogiochi Mega Man: compare nelle serie a fumetti di Sonic (tra cui Sonic the Hedgehog, Sonic Universe e Sonic Boom) durante gli eventi delle saghe Sonic & Mega Man: When Worlds Collide e Sonic & Mega Man: Worlds Unite.

##### Dr. Thomas Light
Il Dr. Thomas Light (トーマス・ライト博士?, Tōmasu Raito Hakase) è il brillante e saggio creatore di Mega Man, Protoman, Roll e molti altri robot costruiti con lo scopo di aiutare gli esseri umani a svolgere le mansioni più difficili. Muore al termine della prima serie di 9 episodi lasciando nelle mani del suo pupillo Mega Man la realizzazione del suo sogno di sempre: uomini e reploidi che convivono in un mondo di pace ed armonia. Il personaggio è proveniente dai fumetti Archie tratti dalla serie di videogiochi Mega Man: compare nelle serie a fumetti di Sonic (tra cui Sonic the Hedgehog, Sonic Universe e Sonic Boom) durante gli eventi delle saghe Sonic & Mega Man: When Worlds Collide e Sonic & Mega Man: Worlds Unite.

##### Proto Man
Proto Man (ブルース?, Burūsu) è un prototipo di Mega Man realizzato dallo stesso Dr. Light. Inferiore a Mega Man pressoché sotto ogni aspetto, nonostante questo è sempre stato in grado di spalleggiarlo nei momenti di bisogno. Un tempo nutriva una qualche forma di gelosia nei confronti di Mega Man e talvolta si è battuto con lui nel tentativo di mostrare la sua superiorità. Il suo più grosso punto di forza è lo scudo che porta sempre con sé, che lo ripara da un gran numero di attacchi. Il personaggio è proveniente dai fumetti Archie tratti dalla serie di videogiochi Mega Man: compare nelle serie a fumetti di Sonic (tra cui Sonic the Hedgehog, Sonic Universe e Sonic Boom) durante gli eventi delle saghe Sonic & Mega Man: When Worlds Collide e Sonic & Mega Man: Worlds Unite.

##### Zero
Zero (ゼロ?) è costruito dal Dr. Wily in un periodo sconosciuto e per scopi non ancora del tutto chiari, Zero fu in principio un reploide, ma destino volle che nel corso di una battaglia con l'allora capo delle truppe dei maverick hunters Sigma, egli perdesse quasi la vita, intaccando col virus infetto di Wily presente nel suo corpo proprio lo stesso Sigma che da allora divenne dissidente. Zero, trovato in fin di vita dal Dr. Cain, lo stesso che rinvenne la capsula di X dopo la morte di Light, venne rimesso in sesto e divenne un essere nuovo che combatte per la giusta causa. Ignaro in principio delle sue azioni passate, lotta al fianco di X contro le forze di Sigma finché comincia a sognare delle sue azioni passate, prendendo coscienza di chi egli fosse inizialmente. Al termine di Mega Man X6, se il giocatore finisce il gioco con Zero, si apprende come egli, presa coscienza della sua potenziale pericolosità, decida di farsi disattivare per un lungo periodo per risvegliarsi poi in un lontano futuro. Lo scienziato che esegue tale procedura afferma che Zero si risveglierà a 104 anni dalla sua disattivazione, collegandosi in questo modo agli eventi della serie Mega Man Zero. Il personaggio è proveniente dai fumetti Archie tratti dalla serie di videogiochi Mega Man: compare nelle serie a fumetti di Sonic (tra cui Sonic the Hedgehog, Sonic Universe e Sonic Boom) durante gli eventi della saga Sonic & Mega Man: Worlds Unite.

##### Bass
Bass (フォルテ?, Forute) è considerato il robot più forte mai creato dal Dr. Wily (viene presentato così nel booklet del gioco). Bass combatte contro Wily in un'unica occasione, ovvero il capitolo finale della serie classica di Mega Man, Mega Man & Bass, esclusivamente per dimostrare a tutti la sua superiorità nei confronti di Mega Man e dell'ultima creazione dello stesso Wily: King. Questo gioco uscì per Super Famicom nel 1998 ma solo in versione giapponese (col nome Rockman & Forte); ne venne poi distribuita una versione per Game Boy Advance nel 2003. Il personaggio è proveniente dai fumetti Archie tratti dalla serie di videogiochi Mega Man: compare nelle serie a fumetti di Sonic (tra cui Sonic the Hedgehog, Sonic Universe e Sonic Boom) durante gli eventi delle saghe Sonic & Mega Man: When Worlds Collide e Sonic & Mega Man: Worlds Unite.

### Introdotti in Fleetway

#### Freedom Fighters (Fleetway)

##### Johnny Lightfoot
Johnny Lightfoot: è un coniglio grigio antropomorfo, membro dei Freedom Fighters, apparso nella serie a fumetti Sonic the Comic. Abile pilota, atleta e scavatore, combatte con una stecca di metallo. Viene ucciso da Chaos (scagliato da Grimer) all'inizio dell'adattamento di Sonic Adventure, evento che sarà brutalmente luttuoso per i Freedom Fighters, specie per Sonic.

##### Porker Lewis
Porker Lewis è un maiale antropomorfo, membro dei Freedom Fighters, apparso nella serie a fumetti Sonic the Comic. Proviene dalla Zona Speciale, dove era chiamato Oscar the Pig. Abile informatico. Ha inoltre compiuto un cameo nel numero 134 dei fumetti Archie.

##### Tekno the Canary
Tekno the Canary è un canarino femmina verde antropomorfo, membro dei Freedom Fighters, apparso nella serie a fumetti Sonic the Comic. Indossa guanti e calze bianche, scarpe rosse con suola, punta e lacci bianchi, un maglione fasciato rosso e nero, una gonna azzurra e orecchini dorati esplosivi. Geniale con la tecnologia, inizialmente lavorava per il Dr. Robotnik, ma a causa di una serie di eventi si è unita ai Freedom Fighters diventando la migliore amica di Amy. Ha inoltre compiuto un breve cameo nel numero 134 della serie a fumetti Sonic the Hedgehog edita da Archie Comics.

#### Shortfuse the Cybernik
Shortfuse the Cybernik, il cui vero nome è Shorty the Squirrel, è uno scoiattolo apparso nella serie a fumetti Sonic the Comic. Viene catturato assieme ai suoi amici e vicini da Robotnik e trasformato in un Super Badnik chiamato Cybernik, una procedura irreversibile che gli ha dato un'armatura di Megatal, un metallo indistruttibile. Ciononostante ha mantenuto il proprio arbitrio e ha combattuto più volte Robotnik e il suo arcinemico Vermin, senza però unirsi ai Freedom Fighters. La sua invulnerabile armatura gli permette di sparare laser e volare rapidamente. Questa viene distrutta nel numero 174, permettendogli di tornare normale. Ha inoltre compiuto un cameo nel numero 134 dei fumetti Archie.

#### Omni-Viewer
L'Onnipotente Onni-visualizzatore (traduzione letterale di Omnipotent Omni-Viewer) è un campo di energia senziente e onniveggente originario della Zona Speciale, mostrato in uno schermo. Ha inoltre il potere di viaggiare attraverso il tempo e le dimensioni, oltre che di manipolazione. Nel numero 86 si è sacrificato per intrappolare Super Sonic. Il personaggio è apparso nella serie a fumetti Sonic the Comic.

### Introdotti nell'IDW Publishing

#### Diamond Cutters

##### Tangle the Lemur
Tangle the Lemur (タングル・ザ・リーマー?, Tanguru za Rīmā) è una giovane lemure con un carattere identico a Sonic (compresa l'età quindicenne), di cui è amica e ammiratrice. Lo ha conosciuto assieme a Blaze the Cat mentre i tre sventavano un attacco di Badnik. La sua migliore amica Jewel the Beetle è la proprietaria del Museo di Minerali di Spiral Hill Village e con il tempo è diventata una dei pochi amici di Whisper. Per combattere usa la sua coda come la mano di un pugile e una fune elastica. Tangle è stato il primo personaggio originale ad essere rivelato al pubblico come anteprima. Insieme a Blaze, è l'unica dei protagonisti a non aver fatto parte della Resistenza nel videogioco Sonic Forces. La lemure diviene in seguito una dei membri del Diamond Cutters, guidati dalla giovane leader Lanolin the Sheep. Il personaggio è apparso per la prima volta come una dei protagonisti nella nuova serie a fumetti Sonic the Hedgehog. Tangle è riapparsa anche nei videogiochi Sonic Dash, Sonic Forces: Speed Battle, Sonic Prime Dash e Sonic Blitz, e viene persino menzionata dal riccio blu in Sonic Frontiers.

##### Whisper the Wolf
Whisper the Wolf (ウィスパー・ザ・ウルフ?, U~isupā za Urufu), nota anche come l'"Angelo Custode", è una giovane lupa che ha salvato più volte la vita a Silver the Hedgehog, ma non si è mai unita alla Resistenza. In passato faceva parte di una squadra di mercenari anti-Eggman chiamata Diamond Cutters, ma uno di loro, Mimic, li ingannò e li fece morire per mano di un esercito di Shadow Androidi. A causa del suo carattere riservato e introverso assunto in conseguenza a quell'evento, la sua amica più stretta è Tangle e odia profondamente a morte il Dr. Eggman. Per combattere usa una Wispon che incorpora cinque alieni e i loro Poteri dei Colori. Rispetto alle normali però, ha la precisione di un fucile da cecchino. Parla poco e sempre bisbigliando e se apre gli occhi è arrabbiata. Whisper è divenuta in seguito un membro del Diamond Cutters. Il personaggio è apparso per la prima volta come una dei protagonisti nella nuova serie a fumetti Sonic the Hedgehog. Whisper è riapparsa anche nei videogiochi Sonic Dash, Sonic Forces: Speed Battle, Sonic Prime Dash e Sonic Blitz.

##### Belle the Tinkerer
Belle the Tinkerer è una piccola badnik e robot dalle sembianze di una marionetta di legno costruita dal Dr. Eggman quando era nei panni del Signor Riparatore in cui aveva perso la memoria, ritrovata da Sonic e Tails in una base abbandonata. Ha una personalità tendenzialmente allegra, maldestra, innocua, gentile, altruista, coraggiosa, dolce, sensibile, innocente e di buon cuore, tranne quando si prospettano brutte situazioni. La burattina robotica è divenuta in seguito una dei membri del Diamond Cutters. Nel numero 84, Belle incontrerà la sua strana "sorella" Sage (un'intelligenza artificiale creata dallo stesso Dr. Eggman apparsa per la prima volta nel videogioco Sonic Frontiers). Il personaggio è apparso nella nuova serie a fumetti Sonic the Hedgehog.

##### Jewel the Beetle
Jewel the Beetle è uno scarabeo femmina ed è l'attuale direttrice del Restoration e proprietaria del Museo di Minerali di Spiral Hill Village, e la migliore amica di Tangle the Lemur. Jewel è divenuta anche in seguito una dei membri del Diamond Cutters. Il personaggio è apparso nella nuova serie a fumetti Sonic the Hedgehog.

##### Lanolin the Sheep
Lanolin the Sheep è una pecora femmina, e membro della Restoration e in seguito la leader del Diamond Cutters. Il personaggio è apparso nella nuova serie a fumetti Sonic the Hedgehog. Lanolin è riapparsa anche nel videogioco Sonic Blitz.

## Personaggi delle serie animate

### Introdotti neLe avventure di Sonic

#### Professor Diglehopper Von Schlemmer
Il professor Diglehopper Von Schlemmer è uno scienziato brillante, ma eccentrico e stravagante, amico di Sonic e Scheggia, apparso nella serie animata Le avventure di Sonic. Quando essi sono in pericolo, egli cerca di inventare un qualsiasi apparecchio che possa aiutarli a fermare Nick o a ritrovarsi (come nell'episodio Il tempio di Comomatz). Ciononostante a volte Von Schlemmer si dimentica il proprio nome, chiedendosi se è proprio lui o no. Il personaggio è apparso anche nella serie a fumetti Archie (Sonic Universe). È doppiato in inglese da French Tickner e in italiano da Mario Zucca.

#### Sergente Dobermann
Il Sergente Dobermann è un militare ritiratosi dall'esercito ed eroe di guerra. Appare per la prima volta nell'episodio Una famiglia per Scheggia nella serie animata Le avventure di Sonic, in cui è disposto a prendersi cura di Scheggia, ma sia lui che Sonic cambiano idea al riguardo perché vivere con il sergente sarebbe troppo pericoloso per il volpino. Inoltre in un altro episodio, insieme a Wes Weasley e a Sonic e Scheggia va a fermare Nick in una sua fortezza (con l'intenzione di impossessarsi di un'invenzione del dottore per scopi bellici). Nell'episodio L'eroe dell'anno ha una breve apparizione tra gli invitati alla celebrazione dell'eroe dell'anno, e racconta di come Sonic gli abbia salvato la vita. È doppiato in inglese da Phil Hayes.

### Introdotti inSonic the Hedgehog(OAV)

#### Sara
Sara (セーラ?, Sēra, lett. "Seira") è una ragazza gatto, figlia del presidente; compare per la prima volta come protagonista umana nell'OAV Sonic the Hedgehog. Lei e suo padre vengono catturati dal Dr. Robotnik per attirare Sonic, Tails e Knuckles. Sara è apparsa anche nella serie a fumetti edita da Archie Comics. È doppiata in giapponese da Mika Kanai.

#### Presidente (OAV)
Il Presidente (大統領?, Daitouryou) è il capo della Land of the Sky; caratterizzato da una corporatura grassa, barba e baffi, orecchie a punta e costante nervosismo, ha una figlia di nome Sara. I due vengono catturati dal Dr. Robotnik per attirare Sonic, Tails e Knuckles, mentre al termine dello scontro finale tra il protagonista e Metal Sonic, quest'ultimo salva il presidente e il suo messaggero dalla loro navetta un attimo prima della sua esplosione. Il personaggio appare unicamente nell'OAV Sonic the Hedgehog. È doppiato in giapponese da Yuzuru Fujimoto.

#### Old Man Owl
Old Man Owl (執事?, Shitsuji) è un vecchio gufo che appare unicamente nell'OAV Sonic the Hedgehog come il messaggero del presidente. È doppiato in giapponese da Chafūrin.

### Introdotti inSonic Underground

#### Sonia the Hedgehog
Sonia the Hedgehog è un riccio femmina fucsia con un folto ciuffo sulla testa. È la sorella minore di Sonic e maggiore di Manic, nonché una dei tre protagonisti della serie animata Sonic Underground. Indossa un completo da dama con una cintura, un paio di guanti e stivali viola. Essendo cresciuta in ambienti aristocratici detesta sporcarsi, ed è molto brava con il Karate e con la ginnastica. Possiede una motocicletta che gli permette di andare alla stessa velocità di Sonic (viene distrutta nella puntata 36) ed è innamorata di Bartleby. Sa suonare il pianoforte, infatti il suo medaglione può trasformarsi in una tastiera che funge anche da basso o sintetizzatore. A causa di circostanze non chiare, una sua fan-art realizzata e pubblicata su DeviantArt da "ArtByRiana" (precedentemente nota come "RianaD") modificata compie un cameo in Sonic & Sega All-Stars Racing, dove è raffigurata nei panni della regina di quadri nel circuito "Via delle Roulette"; la versione X360/PS3 ha poi ricevuto un aggiornamento dove viene sostituita da Amy, mentre su Wii e Steam non è stata corretta. Inizialmente era stata pensata come unica sorella di Sonic, protagonista di una sua serie spalleggiata da un porcospino chiamato Quilley (innamorato di lei); successivamente è stata pensata come primogenita e bassista e doveva avere aspetto e carattere ispirati a Jessica Rabbit. È doppiata in inglese da Jaleel White e in italiano da Debora Magnaghi.

#### Manic the Hedgehog
Manic the Hedgehog è un riccio verde con lunghi capelli in testa. È il fratello minore di Sonic e Sonia, nonché uno dei tre protagonisti della serie animata Sonic Underground. Indossa un gilet arancione, un paio di sneakers bianche e rosse e un paio di guanti bianchi dai polsini neri con tanto di borchie, che evidenziano la sua natura di metallaro. Dopo l'allontanamento dalla madre, Manic è stato trovato e adottato dagli zingari di Mobius, i quali lo hanno addestrato a rubare e a suonare la batteria. Ha in dotazione un hoverboard che gli permette di fare surf e correre alla stessa velocità di Sonic e alla motocicletta di Sonia. Essendo vissuto da zingaro, è abituato a vivere tra la sporcizia e ambienti sporchi. Quando la situazione lo richiede, è abile a scassinare serrature e hackerare un sistema informatico. Non possiede né le tecniche di Sonic, né di Sonia, e quindi il membro che fa più uso del medaglione. Tuttavia, il potere del suo medaglione è il più potente dei tre, il quale può trasformarsi in una batteria che provoca violenti terremoti, controlla le rocce e i piatti sono in grado di deviare i laser. Quando esegue assoli, Manic mostra la sua velocità di esecuzione e tende a suonare uno stile hard rock o speed metal. Inizialmente doveva chiamarsi Edsel, in seguito al cambio nome doveva avere il comportamento di un bambino di due anni (oltre ad essere il più piccolo dei tre) incarnando in realtà il batterista rock medio. È doppiato in inglese da Jaleel White e in italiano da Luca Sandri.

#### Regina Aleena
La Regina Aleena (Queen Aleena) è un riccio femmina viola con lunghi capelli. Indossa un completo celeste sopra ad un abito regale bianco, un mantello rosso porpora e una corona con tre gemme. Ha un carattere molto calmo e amorevole. È la vera sovrana di Mobius, nonché madre dei tre protagonisti di Sonic Underground, dai quali odia dover esserne separata. All'inizio di ogni episodio narra il contesto e la situazione. Il Dr. Robotnik conquistò il pianeta lo stesso giorno in cui i ricci nacquero. Di lì a poco fu costretta a fuggire essendo ricercata e dovette abbandonare i suoi figli. Secondo la profezia spiegatale dall'Oracolo, i suoi figli Sonic, Manic e Sonia la ritroveranno e formeranno il "Consiglio dei Quattro" per cacciare Robotnik; tuttavia, nella serie non è mai accaduto. Durante la produzione della serie doveva chiamarsi Principessa Rachel, aveva un marito scomparso e trovava lavori settimanali per rimanere anonima; inoltre avrebbe avuto il pelo rosso. È doppiata in inglese da Gail Webster e in italiano da Dania Cericola.

#### Cyrus
Cyrus è un leone amico d'infanzia di Sonic. Alla sua prima apparizione lavora come spia doppiogiochista per il dottor Nick, ma poi si ribella a quest'ultimo per non fargli scoprire un nascondiglio di bambini; per punizione Nick ha robotizzato suo padre. È doppiato in inglese da Ian James Corlett e in italiano da Daniele Demma.

#### Trevor
Trevor è un topo marrone chiaro che fa parte dei Combattenti per la libertà. Ha capelli arancioni, indossa un maglione giallo con sopra un gilet rosso, occhiali da sole gialli, sandali e pantaloni blu tenuti da una cintura marrone. A causa degli occhiali da sole e i vestiti sul torso il suo aspetto è quello di un hippy stereotipato. Amico dei Sonic Underground e Cyrus, si occupa di fornire ai Combattenti per la libertà i dettagli di piani e missioni. Mentre i ricci venivano addestrati in un monastero all'inizio delle loro avventure, Trevor è stato catturato e sottoposto a un crudele lavaggio del cervello simile al progetto MKULTRA, ma i ricci lo liberano giusto in tempo. È doppiato in originale da Matt Hill.

#### Bartleby MontClair
Sir Bartleby MontClair di Dresda (Sir Bartleby MontClair of Dresdin) è uno dei personaggi secondari di Sonic Underground. È un visone che nella versione originale parla con un accento inglese. Ex-fidanzato di Sonia, è ricco e benestante, caratteristica che, come tutti gli altri nobili, lo risparmia dall'essere robotizzato per far circolare l'economia. Nonostante si dichiari fedele al regime del dottor Nick, ricorre al doppio gioco quando di mezzo ci sono i ricci; nell'episodio 37 viene arrestato e processato con la falsa accusa di finanziare la Resistenza, ma i ricci lo fanno fuggire e viene successivamente prosciolto. È doppiato in inglese da Phil Hayes e in italiano da Diego Sabre.

#### Oracolo di Delphius
L'Oracolo di Delphius è uno dei personaggi secondari di Sonic Underground. Si tratta di un formichiere verrucoso dotato di poteri magici che vive in una grotta. Indossa un abito da eremita e porta quasi sempre il cappuccio. L'Oracolo affermò che il Dottor Robotnik verrà sconfitto da Sonic, Sonia e Manic. È doppiato in inglese da Maurice LaMarche e in italiano da Riccardo Peroni.

### Introdotti inSonic X

#### Cosmo
Cosmo (コスモ?, Kosumo) è una misteriosa ragazzina aliena, appartenente ad una forma di vita vegetale senziente, ed ultima della sua specie da quando il suo pianeta fu distrutto dai Metarex. Cosmo non ha mai smesso di cercare qualcuno che potesse fermarli. Cosmo è apparsa nella seconda serie dell'anime Sonic X ed è stata una fiamma di Tails, si sacrifica per salvare i pianeti, venendo sparata da un triste Tails, dopo che si è fusa con Dark Oak e Tails conserva il seme che è l'unica cosa rimasta di lei. È doppiata in giapponese da Etsuko Kozakura e in italiano da Rachele Paolelli.

#### Lily
Lily (リリィ?, Rirī) è una Flicky azzurra femmina. Viene catturata dal malvagio Dr. Eggman durante l'incidente di Chaos e successivamente si imbatte in Amy Rose, che la aiuta a trovare i suoi fratelli e sorelle perduti. Lily è apparsa nell'anime Sonic X e nella sua omonima serie a fumetti Archie.

#### Earthia
Earthia (アーシア?, Āshia) è la madre di Cosmo. Mentre infuriava una guerra tra vari pianeti, Earthia propose di far scappare con un'astronave gli abitanti del Pianeta Verde, colonizzando un altro pianeta. Il piano, in parte criticato, fu messo in atto ma l'astronave venne attaccata dai Metarex che uccisero tutto l'equipaggio, eccetto Cosmo. Questo si scopre quando Earthia appare come ologramma ad Amy Rose e Rouge the Bat. Il personaggio è apparso nella seconda serie dell'anime Sonic X. È doppiata in giapponese da Michiko Neya.

#### Galaxina
Galaxina è la sorella di Cosmo. Galaxina è di colore azzurro e dagli occhi lilla, dal carattere molto premuroso e saggio. Era in disaccordo con la guerra ed è andata nell'astronave attaccata dai Metarex. Il suo nome compare esclusivamente nella versione internazionale, in quella originale invece viene chiamata semplicemente sorella maggiore di Cosmo (コスモの姉?, Kosumo no ane). Galaxina è apparsa nella seconda serie dell'anime Sonic X. È doppiata in giapponese da Michiko Neya e in italiano da Elena Liberati.

#### Iris, Starla e Chrysanthemum
Iris (Daisy in inglese), Starla e Chrysanthemum sono tre personaggi femminili appartenenti alla stessa specie di Cosmo. Erano in disaccordo con la guerra e sono andate nella nave attaccata dai Metarex. I nomi dei personaggi compaiono solo nella versione internazionale, in quella originale giapponese non è dato sapere quale sia il loro nome. I personaggi sono apparsi nella seconda serie dell'anime Sonic X. Sono doppiate in italiano da Francesca Manicone (Starla, 2ª voce) e Barbara Pitotti (Chrysanthemum, 1ª voce).

#### Esseri umani (Sonic X)

##### Christopher "Chris" Thorndyke
Christopher Thorndyke (クリストファー・ソーンダイク?, Kurisutofā Sōndaiku), soprannominato Chris (クリス?, Kurisu) è il protagonista umano dell'anime Sonic X (e della sua omonima serie a fumetti Archie), nipote di Chuck Thorndyke, ed è il bambino che salvò la vita a Sonic quando finì nella piscina della sua villa e che ha accolto il porcospino blu ed i suoi amici a casa sua. Nonostante sia ricco, Chris è tutt'altro che viziato e infantile, e si dimostra un bambino molto dolce, sensibile, gentile, sincero, amabile, protettivo, altruista, premuroso, cordiale e di buon cuore con chi gli sta attorno, ed è anche molto coraggioso per aiutare Sonic e i suoi amici nelle loro avventure a combattere le forze del male, tra cui l'Impero di Eggman, i Metarex e l'organizzazione criminale S.O.N.I.C.X.. È doppiato in giapponese da Sanae Kobayashi quando è ragazzo e da Masakazu Morita quando è adulto, mentre in italiano da Jacopo Castagna da ragazzo e da Omar Vitelli quando è adulto.

##### Chuck Thorndyke
Chuck Thorndyke (チャック・ソーンダイク?, Chakku Sōndaiku) è un ex scienziato dell'esercito, nonché nonno di Chris. Chuck è un anziano pieno di vita e molto severo e socievole, ed è uno dei primi a scoprire Sonic (cui, credendolo un giocattolo, cercherà di smontarlo) ed i suoi amici, che fortunatamente aiuterà. Creato da Naoto Ōshima, autore anche dei personaggi di Sonic the Hedgehog e del Dr. Eggman nel primo videogioco della serie. Il personaggio è uno dei protagonisti dell'anime Sonic X e della sua omonima serie a fumetti Archie. È doppiato in giapponese da Bin Shimada e in italiano da Bruno Alessandro.

##### Ella
Ella (エラ?, Era) è la domestica di casa Thorndyke. Grossa e forte, sia fisicamente che caratterialmente, come anche simpatica e brava nelle faccende domestiche; sarà lei ad insegnare a Cream e ad Amy come cucinare, è apparsa nell'anime Sonic X e nella sua omonima serie a fumetti Archie. È doppiata in giapponese da Kujira e in italiano da Lorenza Biella.

##### Signor Tanaka
Il Signor Tanaka (タナカ?, Tanaka) è il maggiordomo di casa Thorndyke. Quando i Thorndyke sono in pericolo, Tanaka dà fuori di testa ed inizia ad inventare esilaranti mosse di arti marziali. Il personaggio è apparso nell'anime Sonic X e nella sua omonima serie a fumetti Archie. È doppiato in giapponese da Naoki Imamura e in italiano da Ambrogio Colombo.

##### Sam Speed
Sam Speed (サム・スピード?, Samu Supīdo) è un campione di automobilismo, nonché zio di Chris. Capo dello Speedy Team, Sam non sopporta che Sonic sia più veloce di lui, ma lo rispetta e tenterà di batterlo in ogni modo, divenendo quindi il suo rivale (in cui lo rende l'unico essere umano a divenire uno dei rivali del porcospino blu). Il personaggio è apparso nell'anime Sonic X e nella sua omonima serie a fumetti Archie. È doppiato in giapponese da Sōichirō Tanaka e in italiano da Francesco Pezzulli.

##### Lindsay Thorndyke
Lindsay Thorndyke (リンゼー・ソーンダイク?, Rinzē Sōndaiku, lett. "Linsey Thorndyke") è una famosa e bellissima attrice, nonché madre di Chris e sorella di Sam Speed. Linsey è molto presa dal suo lavoro, come del resto suo marito Nelson, tanto che non ha mai tempo da dedicare per suo figlio Chris e non si accorge nemmeno che in casa sono ospitati Sonic e i suoi amici. È apparsa nell'anime Sonic X e nella sua omonima serie a fumetti Archie. È doppiata in giapponese da Naomi Shindō e in italiano da Antonella Baldini.

##### Nelson Thorndyke
Nelson Thorndyke (ネルソン・ソーンダイク?, Neruson Sōndaiku) è il proprietario di una famosa azienda di computer ed elettrodomestici, nonché padre di Chris e figlio di Chuck. Il personaggio è apparso nell'anime Sonic X e nella sua omonima serie a fumetti Archie. È doppiato in giapponese da Ken Yamaguchi e in italiano da Massimo Lodolo.

##### Professor Stewart
Il Professor Stewart (スチュワート?, Suchuwāto), il cui nome in codice è "Charlie Lavagna", è una spia del governo degli USA. Stewart si fa assumere come insegnante nella scuola di Chris per sorvegliare i movimenti di Sonic e vedere se quest'ultimo è pericoloso. Nel corso della storia assumerà lo pseudonimo di "Franklin" e inizierà a indagare al Progetto Shadow assieme alla giornalista Scarlet Garcia. Il personaggio è apparso nell'anime Sonic X e nella sua omonima serie a fumetti Archie. È doppiato in giapponese da Michio Nakao e in italiano da Loris Loddi.

##### Topaz
Topaz (トパーズ?, Topāzu) è un'affascinante e coraggiosa agente segreto del governo degli USA, che ha come incarico il sorvegliare Rouge ed evitare che faccia i suoi "sotterfugi". Rouge e Topaz non vanno molto d'accordo inizialmente ma con il tempo il loro rapporto migliorerà. Topaz è apparsa nell'anime Sonic X e nella sua omonima serie a fumetti Archie. È doppiata in giapponese da Yukari Hikida e in italiano da Alessandra Grado.

##### Helen
Helen (ヘレン?, Heren) è una compagna di scuola di Chris, oltre che sua amica. Pur incapace di camminare, Helen aiuterà Sonic ed i suoi amici nelle loro avventure e, nella seconda stagione, Chris, ormai adulto, si prenderà una cotta per lei, ricambiata. Helen è apparsa nell'anime Sonic X e nella sua omonima serie a fumetti Archie. È doppiata in giapponese da Noriko Hidaka e in italiano da Gemma Donati.

##### Danny
Daniel (ダニエル?, Danieru), soprannominato "Danny" ("ダニー"?, "Danī"), è un bambino di colore, appassionato di skateboard e compagno di scuola di Chris, oltre che suo amico. Il personaggio è apparso nell'anime Sonic X. È doppiato in giapponese da Naomi Shindō e in italiano da Laura Latini da ragazzo e da Stefano Crescentini da adulto nell'episodio 52.

##### Frances
Frances (フランシス?, Furanshisu) è una compagna di scuola di Chris, oltre che sua amica. Frances è allegra, socievole e spensierata, con capelli rossi e lentiggini. Spesso segue Sonic ed i suoi amici nelle loro avventure. Frances è apparsa nell'anime Sonic X. È doppiata in giapponese da Yuka Shiroyama.

##### Molly
Il capitano Molly (モリー?, Morī) è una ragazza dai caratteristici capelli rossi e occhi celesti, e dalla personalità molto dolce, sensibile, gentile, altruista, coraggiosa, determinata e di buon cuore. Molly viene tradita dai suoi compagni stremati dalla guerra e si lancia in un disperato attacco aereo contro la nave del malvagio comandante Pale Bayleaf (scortata da una flotta di Metarex), il quale la abbatte drammaticamente sacrificando la sua propria vita per salvare Shadow, Rouge e il suo pianeta natale Cascade (nella versione statunitense, e di conseguenza anche nella versione italiana, questo particolare è stato completamente censurato e viene fatto credere che sia ancora viva). Shadow assiste furibondo e addolorato al sacrificio di Molly, si toglie gli anelli inibitori e annienta la flotta nemica, ma l'unico superstite è Pale Bayleaf. Il riccio nero ha poi costruito un memoriale in suo onore, che torna a visitare al termine dell'ultimo episodio (solo nella versione originale). Molly è apparsa nell'anime Sonic X. È doppiata in giapponese da Houko Kuwashima e in italiano da Perla Liberatori.

##### Leon
Leon (レオン?, Reon) è uno dei soldati dell'esercito di cui Molly faceva parte. Leon è un ragazzo dal carattere molto forte e dai capelli castani e occhi marroni. Anch'egli voleva porre fine alla guerra, ma, tradito dai Metarex, finì risucchiato da alberi spaziali come i suoi compagni. Il personaggio è apparso nell'anime Sonic X. È doppiato in giapponese da Yūki Tai e in italiano da Alessio Puccio.

##### Hawk
Hawk (ホーク?, Hōku) è il signore che Knuckles salvò durante la sua caccia agli Smeraldi del Caos. Il personaggio è apparso nell'anime Sonic X. È doppiato in giapponese da Takeyasu Ōnishi e in italiano da Gerolamo Alchieri.

##### Elmer Johnson
Elmer Johnson (エマー・ジョンソン?, Emā Jonson, lett. "Emer Johnson") è un uomo di colore, proprietario dello stadio di Sport degli USA. Il personaggio apparso in poche puntate nell'anime Sonic X. È doppiato in giapponese da Tanuki Suginoi.

##### Signor Schmitz
Il Signor Schmitz (Signor Smith nell'originale giapponese) è un ex soldato della G.U.N. (Guardian Units of Nations) che prova un forte senso di colpa per aver dovuto uccidere la povera Maria Robotnik cinquant'anni fa, durante la chiusura del "Progetto Shadow". Nell'anime Sonic X, il personaggio è apparso in due puntate della Saga di Shadow. È doppiato in giapponese da Yasuhiko Kawazu e in italiano da Dante Biagioni.

##### Suzy
Suzy (ミランダ・カーチス?, Miranda Kāchisu, Miranda Curtis nell'edizione giapponese) è una donna coi capelli biondi portati corti e con un vestito color Indaco. Appare in poche puntate nella prima stagione dell'anime Sonic X. È doppiata in giapponese da Masumi Kageyama e in italiano da Monica Bertolotti e da Monica Ward nell'episodio 52.

##### Scarlet Garcia
Scarlet Garcia (スカーレット・ガルシア?, Sukāretto Garushia) è una giornalista della CNN. Il personaggio è apparso nell'anime Sonic X. È doppiata in giapponese da Yuka Shioyama e in italiano da Laura Romano.

##### Jerome Wise
Jerome Wise (ジェローム・ワイズ?, Jerōmu Waizu) è un uomo vestito con maglietta verde e pantaloni grigi, ha un po' di barba in faccia. Compare in poche puntate nella prima stagione dell'anime Sonic X e nella sua omonima serie a fumetti Archie. È doppiato in giapponese da Kōji Haramaki.

##### Dr. Cadberry
Il Dr. Cadberry (アツミ博士?, Atsumi Hakase, Dr. Atsumi nell'edizione giapponese) è un ex scienziato che vide uno degli Smeraldi del Caos che Rouge aveva con sé. Veste con giacca e pantaloni bordeaux. Appare in pochi episodi nella prima stagione dell'anime Sonic X. È doppiato in giapponese da Kenji Sahara e in italiano da Roberto Draghetti.

### Introdotti inSonic Boom

#### Sticks the Badger
Sticks the Badger (スティックス・ザ・バジャー?, Sutikkusu za Bajā) è un giovane tasso femmina arancione e marrone, e apparsa per la prima volta come una dei protagonisti nella serie animata Sonic Boom. È una ragazza selvaggia e energica, che ha vissuto nella natura selvaggia per la maggior parte della sua vita. Nonostante ciò viene vista estremamente volenterosa nel rafforzare la sua grande amicizia con Sonic, Tails, Knuckles ed Amy. Nel mondo videoludico è comparsa in Sonic Boom: Frammenti di cristallo dove viene descritta come "infantile" da Scott Thompson di IGN, un'"idiota improbabile" da Becky Cunningham di GamesRadar, una "bella aggiunta" da parte di Chris Carter di Destructoid e uno dei personaggi più improbabili della serie da Lorenzo Fazio di Eurogamer. In Mario & Sonic ai Giochi olimpici di Rio 2016 viene mostrata essere un'esperta nel tiro con l'arco. Sticks viene anche menzionata da Amy nella scena dopo i primi titoli di coda del videogioco Sonic Frontiers (sebbene si tratti solo di un personaggio dello spin-off Sonic Boom, confermando che i creatori hanno inserito una sua controparte nel filone videoludico principale). È doppiata in giapponese da Aoi Yūki e in italiano da Benedetta Ponticelli nei videogiochi (Sonic Boom: L'ascesa di Lyric, Sonic Boom: Frammenti di cristallo, Sonic Dash 2: Sonic Boom e Sonic Boom: Fuoco e ghiaccio), da Anna Mazza nei successivi giochi e da Ilaria Latini nella serie animata.

#### Perci the Bandicoot
Perci the Bandicoot è una giovane bandicoot femmina color lavanda molta esperta nella meccanica, ha anche lei una sua officina, vive a Bygone Island insieme a sua sorella gemella Staci ed è l'ultima di una lunga serie di protettori del villaggio senza nome. A lei piacciono i bravi ragazzi nella meccanica (come Tails). All'inizio del gioco ha il compito di difendere Bygone Island dal dominio di Lyric. Fece conoscenza della compagnia di Sonic nell'episodio Fuoco nell'officina, sebbene ciascuno dei protagonisti avessero una propria versione personalizzata del loro incontro. Perci è apparsa per la prima volta nel gioco Sonic Boom: L'ascesa di Lyric e nella serie animata. È doppiata in inglese da Erin Fitzgerald (nel videogioco) e da Cindy Robinson (nella serie animata), e in italiano da Benedetta Ponticelli (nel videogioco) e da Barbara Pitotti (nella serie animata).

#### Saggi
I Saggi (古代?, Kodai) sono una dinastia che abitava Bygone Island alcuni millenni prima dell'inizio della serie, introdotti come personaggi secondari dei giochi Sonic Boom: L'ascesa di Lyric e Sonic Boom: Frammenti di cristallo. Nonostante usassero tecnologie avanzatissime vivevano in perfetta armonia con la natura, tutti tranne Lyric the Last Ancient, intento a coprire l'intero mondo di metallo e macchinari. Nel primo gioco, i Saggi imprigionarono Lyric in una specie di tomba, dalla quale viene accidentalmente liberato dal Team Sonic a inizio gioco, pronto a impossessarsi dei Cristalli del Caos, mentre nel secondo gioco si risveglia dopo almeno cinquemila anni, intento a ricomporre il Cristallo del Potere, frantumato dagli stessi Saggi quando imprigionarono il malvagio serpente cyborg. Nella serie animata si scopre che i Saggi vivevano assieme ai Giganti Graniticus e le loro tecnologie sono site nelle caverne dei Frogloditi.

#### Zooey
Zooey è una giovane volpe femmina gialla, di cui Tails prende una cotta nell'episodio Tails il rubacuori, in seguito farà molte apparizioni in mezzo alla gente. Zooey è apparsa nella serie animata Sonic Boom e in cameo nel videogioco Sonic Dash 2: Sonic Boom. È doppiata in inglese da Colleen O'Shaughnessey e in italiano da Barbara Pitotti.

#### Staci the Bandicoot
Staci the Bandicoot è la sorella gemella di Perci che vive insieme a Bygone Island. Staci è apparsa nella serie animata Sonic Boom. È doppiata in inglese da Nika Futterman.

#### Og
Og è l'unico froglodita che diviene un amico del Team Sonic. Il personaggio è apparso nella serie animata Sonic Boom. È doppiato in inglese da Wally Wingert e in italiano da Alessio Sale.

#### Soar the Eagle
Soar the Eagle è un'aquila maschio dotato di un'autostima d'acciaio e di un fisico palestrato, ma anche di una fobia per i germi. Appare per la prima volta nell'episodio Morale a terra, quando venne assoldato dal Dr. Eggman per aiutarlo a recuperare l'autostima perduta, ma non appena Eggman lo ritrova, lo licenzia all'istante. Attualmente lavora come telegiornalista del telegiornale di Bygone Island. Il personaggio è apparso nella serie animata Sonic Boom. È doppiato in inglese da Travis Willingham e in italiano da Roberto Certomà.

#### Sindaco Fink
Il Sindaco Fink (Mayor Fink) è un topo grigio, sindaco del villaggio di Bygone Island. Spesso dà la priorità a mantenere la propria posizione politica al di sopra di tutto. Il personaggio è apparso per la prima volta nel gioco Sonic Boom: L'ascesa di Lyric e nella serie animata. È doppiato in inglese da Mike Pollock e in italiano da Aldo Stella (nel videogioco) e da Ambrogio Colombo (nella serie animata).

#### Castoro Pignolo
Castoro Pignolo (Fastidious Beaver) è un castoro marrone dal carattere molto fastidioso e noioso. Il personaggio è apparso per la prima volta nel gioco Sonic Boom: L'ascesa di Lyric e nella serie animata. È doppiato in inglese da Mike Pollock e in italiano da Aldo Stella.

#### Fred
Fred (Foreman Fred) è una talpa maschio che lavora come capo minatore nella miniera del sito archeologico di Cliff. Il personaggio è apparso per la prima volta nel gioco Sonic Boom: L'ascesa di Lyric e nella serie animata. È doppiato in inglese da Kirk Thornton e in italiano da Claudio Moneta.

#### Mike the Ox
Mike the Ox è un bue maschio enorme e dall'animo tranquillo che gestisce un negozio dell'usato nel mercato di Bygone Island. Il suo chiosco viene sempre distrutto nelle battaglie. Appare nell'episodio Dov'è il Dr. Eggman?, tuttavia ebbe un ruolo centrale nell'episodio Un tizio qualunque. Il personaggio è apparso nella serie animata Sonic Boom. È doppiato in inglese da Kirk Thornton e in italiano da Daniele Giuliani.

#### Chimp
Chimp (Comedy Chimp) è uno scimpanzé sovrappeso che fa la celebrità televisiva con il suo TV Show comico Banane e risate e appare come ospite in occasione di eventi agonistici. Il personaggio è apparso nella serie animata Sonic Boom. È doppiato in inglese da Bill Freiberger.

#### Capo dei Gogobas
Il Capo dei Gogobas è a capo di una tribù di cincillà, noti per la loro bassa statura ma abili nel manipolare le menti delle persone sfruttando i sensi di colpa. Il personaggio è apparso nella serie animata Sonic Boom. È doppiato in inglese da Travis Willingham e in italiano da Luigi Ferraro.

#### Signor Uomo Scimmia
Il Signor Uomo Scimmia è una scimmia maschio dal carattere arrogante che lavora come "spezza-maledizioni", anche se dichiara di essere andato in pensione. Apprezza la salsa Guacamole. Il personaggio è apparso nella serie animata Sonic Boom. È doppiato in inglese da Travis Willingham e in italiano da Davide Garbolino.

#### Leroy the Turtle
Leroy the Turtle è una tartaruga maschio di bassa statura che lavora come postino presso il centro postale di Bygone Island. Il personaggio è apparso nella serie animata Sonic Boom. È doppiato in inglese da Kirk Thornton e in italiano da Daniele Giuliani.

#### Lady Walrus
Lady Walrus è una tricheco femmina abitante di Bygone Island, ed è la moglie di Willy Walrus. Suo figlio è sempre in pericolo durante gli attacchi del Dr. Eggman. Il personaggio è apparso nella serie animata Sonic Boom. È doppiata in inglese da Bill Freiberger e in italiano da Rosalba Bongiovanni.

#### Justin Castorer
Justin Castorer (Justin Beaver) è un giovane castoro adolescente che fa il cantante Pop. Con il suo talento nel canto è riuscito in poco tempo a conquistare i cuori di tutte le femmine di Bygone Island, comprese Amy e Sticks. Appare unicamente nell'episodio Mucho Macho. Il personaggio è apparso nella serie animata Sonic Boom. È doppiato in inglese da Cindy Robinson e in italiano da Gabriele Patriarca.

#### Cliff
Cliff è un anziano e intelligente archeologo apparso unicamente nel gioco Sonic Boom: L'ascesa di Lyric. La sua specie non è specificata. È doppiato in inglese da Kirk Thornton e in italiano da Claudio Moneta.

#### Q-N-C
Q-N-C è un piccolo robot divenuto amico dei protagonisti, ex-assistente di Lyric. Il personaggio è apparso nel gioco Sonic Boom: L'ascesa di Lyric. È doppiato in inglese da Ben Diskin e in italiano da Gianni Quillico.

#### MAIA
MAIA è un robot costruito da Lyric che si ribellerà al padrone e si alleerà con i protagonisti per sventare il suo folle piano, mandandogli indietro nel tempo di oltre mille anni per trovare la mappa che li condurrà agli smeraldi. MAIA è apparsa nel gioco Sonic Boom: L'ascesa di Lyric. È doppiata in inglese da Cindy Robinson e in italiano da Benedetta Ponticelli.

#### Salty
Salty è un marinaio ippopotamo dalla pelle azzurra. Viene spesso assoldato come guardia del corpo e ha un fratello di nome Pepper, con cui possiede una rivalità di lunga data tra loro (come quella di Sonic e Knuckles). Il personaggio è apparso per la prima volta nel gioco Sonic Boom: L'ascesa di Lyric e nella serie animata. È doppiato in inglese da Patrick Seitz e in italiano da Dario Oppido.

#### Pepper
Il capitano Pepper è un obeso ippopotamo marinaio fratello di Salty. Il personaggio è apparso nel gioco Sonic Boom: L'ascesa di Lyric. È doppiato in inglese da Patrick Seitz e in italiano da Claudio Moneta.

#### Pokey e Hokey
Pokey e Hokey sono due meduse maschio e femmina che abitano nel lago vulcanico dell'isola. I personaggi sono apparsi nel gioco Sonic Boom: L'ascesa di Lyric.

#### Tucker
Tucker (Old Tucker) è una tartaruga maschio che da giovane lavorava nell'arsenale di Lyric, intento a creare un fertilizzante speciale per i raccolti del suo villaggio così da migliorare le condizioni di vita di sé stesso e dei suoi abitanti. Avendo sbagliato pozione in passato, chiederà a Sonic e gli altri di tornare indietro nel tempo e impedirgli di commettere l'errore. Il personaggio è apparso nel gioco Sonic Boom: L'ascesa di Lyric. È doppiato in inglese da Kirk Thornton e in italiano da Claudio Moneta.

#### Woody
Woody (Chef Woody) è un castoro cuoco che cucina i suoi piatti per i minatori che lavorano per Cliff nel suo scavo archeologico. Il personaggio è apparso nel gioco Sonic Boom: L'ascesa di Lyric. È doppiato in inglese da Kirk Thornton e in italiano da Claudio Moneta.

#### Howard
Howard (Hayward) è un riccio contadino che coltiva campi di girasoli sull'isola. Il personaggio è apparso nel gioco Sonic Boom: L'ascesa di Lyric.

#### Doc Ginger
Doc Ginger è un cane femmina, che si occupa di curare i minatori che lavorano per Cliff nel sito archeologico. Ginger è apparsa nel gioco Sonic Boom: L'ascesa di Lyric. È doppiata in inglese da Nika Futterman e in italiano da Lorella De Luca.

### Introdotti inSonic Prime

#### Tails Nine
Nine (ナイン?, Nain), noto anche come Tails Nine (テイルス ナイン?, Teirusu Nain), è uno degli omologhi di Tails, proveniente dal prismaverso di New Yoke City, apparso per la prima volta nella serie animata Sonic Prime. Sebbene identico all'originale, indossa una giacca e guanti in pelle di colore scuro nero e grigio e con sette code meccaniche che usa per arrampicarsi e difendersi. A differenza della maggior parte delle versioni alternative di Tails, in questa incarnazione ha reso un carattere più cinico, freddo, astuto, spietato, vendicativo, distaccato, solitario, offensivo, irascibile, violento, aggressivo, sofisticato, egoista, arrogante, misantropico, deciso, insicuro di sé, tenebroso e antieroico; avendo vissuto nella sua tragica infanzia in un mondo oscuro e dispotico, governato in maniera tirannica dal diabolico Consiglio del Caos e senza Sonic, inizialmente non si fida di nessuno, essendo stato vittima del bullismo di cui viene costantemente preso in giro e picchiato per la via delle sue due code, così si creò le sette code meccaniche per difendersi. Successivamente si imbatte in Sonic (proveniente da un altro universo alternativo) nel suo laboratorio segreto di ricerche scientifiche e, scambiandolo per un altro bullo lo attacca immediatamente, ma chiarita la situazione si fida per la prima volta di uno sconosciuto, essendo stato inoltre salvato durante lo scontro sul treno della metropolitana, fino a diventare alleati per caso. Scoperto il Tetro, un prismaverso vuoto, decide di renderlo un ambiente perfetto. Nella seconda stagione incontra le sue varianti, sorprendendosi: il preistorico Mangey Tails nel Bosco-Labirinto, il pirata Sails Tails nel Nessun-Posto e infine l'originale Tails. Nella terza e ultima stagione diviene occasionalmente un nemico principale di Sonic e i suoi nuovi amici, dopo averli traditi volontariamente e aver rubato tutti i cristalli del prisma per rendere l'universo del Tetro in un mondo perfetto, cancellando per sempre il suo peggior incubo, ma purtroppo la forza dei cristalli lo ha spinto troppo oltre e rovinare accidentalmente le realtà alternative, così decide di suggerire di prosciugare la scheggia energetica di Sonic per ripristinare completamente il prisma. Dopo la sconfitta definitiva dei malvagi tiranni di New Yoke City, Tails Nine abbraccia dolcemente Sonic per avergli dato una vita migliore e quindi lo perdona per il suo assurdo comportamento, prima che il protagonista riparta per tornare a casa sua. Nine è apparso anche nei videogiochi Sonic Dash, Sonic Forces: Speed Battle, Sonic Speed Simulator, Sonic Prime Dash, Sonic Rumble e Sonic Racing: CrossWorlds. È doppiato in inglese da Ashleigh Ball e in italiano da Benedetta Ponticelli.

#### Resistenza
La Resistenza è un gruppo di ribelli su cui viaggiano gli omologhi degli amici di Sonic nel prismaverso di "New Yoke City", una dispotica e tenebrosa realtà alternativa di Green Hill Zone in cui il porcospino blu non è mai esistito, governata in maniera tirannica dal Consiglio del Caos, dove combattono in clandestinità per porre fine al regno di terrore dei malvagi dittatori. La ribellione è composta da Rebel Rouge (leader del gruppo), Knucks (secondo in comando), la Comandante Red, il Cittadino 1998 e Froggy; i loro alleati sono Sonic, Shadow (provenienti da un universo alternativo), Tails Nine, Rusty Rose (ormai un'ex agente principale dello stesso Consiglio), gli Sciacalli e la Ciurma del Kraken. I personaggi sono apparsi nella serie animata Sonic Prime.

##### Rebel Rouge
Rebel Rouge (レベル・ルージュ?, Reberu Rūju) è una delle omologhe di Rouge the Bat apparsa per la prima volta nella serie animata Sonic Prime, leader della Resistenza di New Yoke City, con cui intende porre fine alla tirannia del Consiglio del Caos. Sebbene identica all'originale nell'aspetto, indossa un'uniforme, un cappello da militare dal colore nero e grigio e stivali, per combattere usa armi da fuoco o laser ed è inoltre un'abilissima combattente di arti marziali dotata di un'enorme forza e atleticità nei combattimenti in arti marziali a corpo a corpo (oltre alla capacità di volare con le sue ali, essendo un pipistrello). Avendo vissuto nella miserabile oppressione di una città sporca, dispotica e tenebrosa, Rebel ha una personalità fredda, severa, fiduciosa, eroica, leale, onorevole, coraggiosa, un po' cinica e rispettabile come ogni importante leader; non è avida o egoista quando si tratta di tesori. Rebel Rouge è apparsa anche nei videogiochi Sonic Speed Simulator e Sonic Rumble. È doppiata in inglese da Kazumi Evans e in italiano da Ilaria Silvestri.

##### Knucks
Knucks (レネゲード・ナックルズ?, Renegēdo Nakkuruzu) è uno degli omologhi di Knuckles the Echidna apparso per la prima volta nella serie animata Sonic Prime, vicecomandante della Resistenza assieme a Rebel Rouge e i suoi compagni ribelli nella città di New Yoke. Sebbene identico all'originale, indossa un berretto nero, anelli di ferro in autodifesa e ha qualche cicatrice intorno alla testa. Avendo vissuto nella miserabile oppressione di una città sporca e dispotica, ha un carattere freddo, cinico, severo, aggressivo, un po' arrogante, irascibile, costante, affidabile, determinato, leale, onorevole e senza paura. Il personaggio è apparso anche nel videogioco Sonic Speed Simulator. È doppiato in inglese da Vincent Tong e in italiano da Maurizio Merluzzo.

##### Comandante Red
La Comandante Red è un personaggio che appare unicamente nella serie animata Sonic Prime, una dei membri di squadra della Resistenza di New Yoke City al soldo di Rebel Rouge e dei suoi compagni ribelli per combattere contro la tirannia del Consiglio del Caos, in cui proviene da un altro universo alternativo di Green Hills Zone. Red è una giovane gatta mobian dal pelo viola scuro, con del pelo bianco che le copre il muso e il petto, e la sua pelliccia è più lunga su ciascun lato della sua testa e si sposta verso l'alto, somigliando in qualche modo a Blaze the Cat. Ha un piccolo naso nero e occhi viola che sono solo un po' più chiari della sua pelliccia e ha anche l'eyeliner nero. Come abbigliamento, indossa una canotta nera che rivela la pelliccia bianca sul petto e una parte dell'ombelico, pantaloncini grigi con bordo grigio chiaro, stivali pesanti marroni e guanti color cachi. Ha anche un elmetto grigio da soldato militare con rifiniture kaki e rigonfiamenti a forma di orecchie di gatto sulla parte superiore e una toppa nera sulla spalla sinistra, entrambi con il simbolo della Resistenza su di essi. Una sua omologa appare nel Prismamondo "Nessun-Posto" come membro della ciurma di Jack (un gruppo dei nemici giurati della Ciurma del Kraken), chiamata Bunny Bones. Ha una benda sull'occhio destro, una cicatrice sulla guancia e combatte usando una sciabola. È doppiata in inglese da Rachell Hofstetter.

##### Cittadino 1998
Il Cittadino 1998 (市民１９９８?, Shimin 1998) è uno degli omologhi di Big the Cat apparso nella serie animata Sonic Prime, membro della Resistenza. Sebbene è talmente identico all'originale, ma con ciuffi extra di pelo sulle orecchie e sulle guance, e indossa il suo abbigliamento consiste in un berretto da pattuglia arancione, una maglietta a suoneria marrone chiaro con riflessi arancioni sul colletto e sulla tasca, e un paio di tute marroni con un cinturino sinistro rotto, con un panno arancione legato intorno alla vita. Indossa anche guanti arancioni e sandali neri con punta d'acciaio, ciascuno decorato con strisce di pericolo nere e gialle e inoltre sul berretto e sul taschino della camicia è visibile il logo di un uovo bianco. Il Cittadino 1998 è una persona tranquilla che inizialmente preferiva tenersi fuori dai brutti guai, sentendosi a disagio in un mondo sporco e dispotico, fino quando un Sonic sfollato lo abbracciò dopo averlo confuso per il Big originale. Quando non è sotto sorveglianza, tuttavia, il Cittadino 1998 è gentile e aiuta gli estranei bisognosi senza esitazione e dopo essersi unito alla Resistenza, ha iniziato apertamente a opporsi e scontrarsi con il Consiglio del Caos e il suo esercito di robot. Proprio come Big, il Cittadino 1998 si diverte a pescare e si prende cura del suo Froggy. È doppiato in inglese da Ian Hanlin e in italiano da Marco Balbi.

#### Sciacalli
Gli Sciacalli (Scavengers) sono un gruppo di omologhi degli amici di Sonic nel prismaverso di "Bosco-Labirinto", composto da Prim Rouge, Gnarly Knuckles, Mangey Tails, Hangry Cat, Thorn Rose, Birdie e Froggy. Inizialmente erano amici di Thorn Rose, guardiana della giungla, ma quando questi iniziarono a "depredare" il territorio, lei si infuriò e li cacciò in cima agli alberi, diventando sempre più tetra assieme all'intera giungla. Tuttavia Sonic riesce a sistemare la faccenda e si riappacificano. I personaggi sono apparsi nella serie animata Sonic Prime.

##### Prim Rouge
Prim Rouge (プリム・ルージュ?, Purimu Rūju) è una delle omologhe di Rouge apparsa nella serie animata Sonic Prime, e la leader degli Sciacalli. Sebbene identica all'originale, si distingue per un piumaggio bianco con segni verdi negli occhi e indossa una camicia da selvaggia preistorica composta da foglie, guanti marroni tenuti insieme da più foglie e pantaloni e scarpe marroni logori fatti di foglie, entrambi tenuti insieme da corde e usa una lancia come arma efficace per combattere. La sua personalità sembra essere istintivamente fredda, astuta, egoista, arrogante, manipolativa e testarda. Prim è anche più calma, cauta, leale, gentile, onorevole e rispettabile degli altri Sciacalli, ed è la cosa più vicina a una vera leader che hanno, usando la manipolazione per tenerli insieme e alla fine perdona Thorn Rose riunendosi nuovamente. È doppiata in inglese da Kazumi Evans e in italiano da Ilaria Silvestri.

##### Gnarly Knuckles
Gnarly Knuckles (ナーリー・ナックルズ?, Nārī Nakkuruzu) è uno degli omologhi di Knuckles apparso nella serie animata Sonic Prime, membro degli Sciacalli. Sebbene fosse identico all'originale, ma indossa un cappello fatto di foglie tenute insieme da una corda, u suoi guanti sono di colore giallastro, con le tipiche punte che si trovano sui guanti della sua controparte principale invece che sono fatte di spine vegetali e le sue scarpe sono fatte di foglie. Ha tatuaggi tribali rosso scuro sulla fronte e timori e ha anche braccialetti che decorano i suoi dreadlocks e una collana di legno intorno al collo. Pensa che gli alberi e le piante siano vive e che in qualche modo tentino di comunicare con lui e gli altri. È doppiato in inglese da Vincent Tong e in italiano da Maurizio Merluzzo.

##### Mangey Tails
Mangey Tails (マンジー・テイルス?, Manjī Teirusu) è uno degli omologhi di Tails apparso nella serie animata Sonic Prime, membro degli Sciacalli. È identico all'originale ma possiede principalmente un pelo ambra-arancio con un folto petto bianco intorno a tutta la parte del corpo e un piccolo naso nero. Indossa un abbigliamento preistorico composto da guanti bianchi avvolti da foglie, una cintura verde con tasche marroni sui lati e scarpe fatte di foglie trattenute dalle corde. Ha anche segni marroni simili a strisce di tigre sugli arti, sui lati del busto e sulla parte posteriore della testa, con segni simili a baffi sulle guance. Quando parla fa versi da animale e non parla quasi mai normalmente. Ha un carattere selvaggio, feroce e ambiguo con istinti selvatici, ma allo stesso modo è molto dolce, ingenuo, sensibile, innocente, altruista, innocuo, leale e onorevole. Inizialmente tenta di aggredire Sonic, in quanto sconosciuto, ma non appena inizia a conoscerlo meglio nutre una fiducia tale da cercare in lui la sua protezione o di difenderlo dal pericolo al posto degli altri Sciacalli. È doppiato in inglese da Ashleigh Ball e in italiano da Benedetta Ponticelli.

##### Hangry Cat
Hangry Cat (ハングリー・キャット?, Hangurī Kyatto) è uno degli omologhi di Big apparso nella serie animata Sonic Prime, membro degli Sciacalli. Sebbene identico all'originale, indossa un abbigliamento da selvaggio primitivo: i guanti marrone chiaro tenuti in posizione dal fogliame e anche le sue scarpe sono costituite da fogliame tenuto insieme da corde. È doppiato in inglese da Ian Hanlin e in italiano da Marco Balbi.

##### Thorn Rose
Thorn Rose (ソーン・ローズ?, Sōn Rōzu) è una delle omologhe di Amy Rose apparsa per la prima volta nella serie animata Sonic Prime, in cui proviene nel prismaverso di Bosco-Labirinto. Vestita come una ragazza preistorica e selvatica, ha inoltre un uccello domestico chiamato Birdie (letteralmente "Uccellina"), un'enorme Flicky femmina avente l'aspetto di un falco. Costei sorveglia la giungla e allontana qualunque cosa possa nuocerle, essendo gelosa dell'incolumità della vegetazione. Inizialmente amica degli Sciacalli, non appena vide che questi abusavano delle risorse senza lasciare nulla in cambio, si infuriò e li cacciò in cima agli alberi, respingendoli a suon di martellate ogni volta che osassero scendere. Con il buio del bosco diventò sempre più cinica, invidiosa, vendicativa, irascibile, feroce, aggressiva, violenta, solitaria, selvaggia e pericolosa da venire soprannominata il "Mostro" (sebbene non sia per niente crudele). Notando per la prima volta lo strano bagliore delle scarpe di Sonic, Thorn lo conduce al "Grande Verde", una palma sotto la quale era nascosto un frammento del Paradox Prism e se ne impossessa con la forza potenziando il suo martello, che ottiene il potere di far crescere alberi e piante. Tuttavia, il riccio blu riesce a farle usare il martello per aprire uno spiraglio di luce facendo rinsavire e tranquillizzare con successo Thorn, che riappacifica dolcemente con gli stessi Sciacalli. Nella terza e ultima stagione, Thorn Rose e le sue varianti alternative (la piratessa Rose la Nera e la cyborg Rusty Rose) diventano migliore amiche e si uniscono insieme sotto il nome della loro "sorellanza". L'aspetto selvatico di questa controparte di Amy ha molte somiglianze con Sticks the Badger (un personaggio femminile di Sonic Boom). Thorn Rose è apparsa anche nei videogiochi Sonic Dash, Sonic Forces: Speed Battle e Sonic Prime Dash. È doppiata in inglese da Shannon Chan-Kent e in italiano da Serena Clerici.

##### Birdie (Bosco-Labirinto)
Birdie (小鳥さん?, Kotori-san) è un'enorme Flicky femmina avente l'aspetto di un falco, animale domestico di Thorn Rose, in cui proviene nel prismaverso di Bosco-Labirinto. Birdie ha sempre accompagnato Thorn Rose per proteggere la giungla dagli Sciacalli. Quando Sonic quando è entrato nella giungla Birdie si è scontrata e il riccio è riuscito a sconfiggere l'enorme Flicky. Successivamente arriva Thorn Rose in aiuto del suo animaletto, riuscendo a sconfiggere e catturare Sonic. Quando il porcospino blu è fuggito dalla gabbia di tronchi, ha cercato di convincere Thorn a fermarsi, ma gli Sciacalli attaccano Thorn nel mezzo della conversazione, facendola tornare rabbiosamente di scatto al suo lato negativo. Allora Sonic la attira al Grande Verde, facendole capire l'errore dei suoi modi e permettendole di accettare nuovamente gli Sciacalli nella giungla. Il personaggio è apparso unicamente nella serie animata Sonic Prime.

#### Ciurma del Kraken
La Ciurma del Kraken (precedentemente nota come la Ciurma della Volo d'Angelo) è un equipaggio di pirati composto dagli omologhi degli amici di Sonic nel prismaverso di "Nessun-Posto", un mondo costituito da un enorme oceano cosparso di poche isole. Viaggiano inizialmente sulla Volo d'Angelo (Angel's Voyage), un galeone da pirata rinascimentale composto da tre scafi come i trimarani. L'equipaggio è composto da Rose la Nera, Rusty Rose (ex-agente del Consiglio del Caos), Knuckles il Terribile, Rouge la Stecca, Sails Tails, Catfish e Froggy. Quando conoscono Sonic lo accolgono a bordo e lo aiutano a combattere contro la ciurma di Jack e a catturare Rusty Rose, mandata dal Consiglio del Caos con una navetta (la Kraken) e diverse squadre di Eggforcer. Il Terribile affida il nuovo compito di comando a Rose la Nera che gli regala il suo stesso cappello, nominandogli capitano. Il secondo nome del gruppo è una parodia dell'enorme e mostruosa creatura sottomarina di Davy Jones. I personaggi sono apparsi nella serie animata Sonic Prime.

##### Rose la Nera
Rose la Nera (ブラック・ローズ?, Burakku Rōzu), nota anche come Capitano Rose, è una delle omologhe di Amy Rose apparsa per la prima volta nella serie animata Sonic Prime. Si tratta di una coraggiosa e affascinante piratessa, inizialmente membro della Ciurma della Volo d'Angelo, ora nota come la Ciurma del Kraken sotto il suo nuovo comando da capitano, dopo essere stata nominata dallo stesso Knuckles il Terribile che gli regala il suo stesso cappello. Sebbene fosse identica all'originale ma indossa un bellissimo abito marrone scuro da pirata, una bandana e i guanti sempre di colore marrone, e per combattere usa una sciabola. Nella terza e ultima stagione della serie, Rose la Nera e le sue varianti alternative (la cyborg Rusty Rose e la preistorica Thorn Rose) diventano migliore amiche e si uniscono insieme sotto il nome della loro "sorellanza". Il personaggio si dimostra di essere l'unica omologa di Amy che non è mai apparsa come una feroce e pericolosa avversaria, a differenza delle prime due. Rose la Nera è apparsa anche nel videogioco Sonic Speed Simulator. È doppiata in inglese da Shannon Chan-Kent e in italiano da Serena Clerici.

##### Rusty Rose
Rusty Rose (ラスティ・ローズ?, Rasuti Rōzu) è una delle omologhe di Amy Rose apparsa per la prima volta nella serie animata Sonic Prime. Inizialmente è il principale agente di alto rango del Consiglio del Caos, programmata con il lavaggio del cervello per sottomettere l'obbedienza dei civili ai suoi superiori (e temporaneamente membro della Resistenza sotto il controllo di Tails Nine) nel prismaverso di New Yoke City. Quando incontra per la prima volta Rose la Nera nel prismaverso di Nessun-Posto, si sorprende in modo sconvolgente e le parte un cortocircuito. Nella seconda stagione viene abbandonata per "aver fallito una volta di troppo" e sentendosi tradita decide di combattere i suoi ex-padroni e allearsi con Sonic e i suoi alleati per sconfiggere i malvagi tiranni di New Yoke City; farà inoltre molte amicizie, oltre alle sue varianti alternative (la piratessa Rose la Nera e la preistorica Thorn Rose), diventando volontariamente membro della Ciurma del Kraken. Nella terza e ultima stagione, tra Rusty Rose e le altre due omologhe di Amy diventano migliore amiche e si uniscono insieme sotto il nome della loro "sorellanza". Il personaggio è apparso anche nei videogiochi Sonic Dash, Sonic Forces: Speed Battle, Sonic Speed Simulator, Sonic Prime Dash e Sonic Racing: CrossWorlds. È doppiata in inglese da Shannon Chan-Kent e in italiano da Serena Clerici.

##### Knuckles il Terribile
Knuckles il Terribile (ナックルズ・ザ・ドレッド?, Nakkuruzu za Doreddo) è uno degli omologhi di Knuckles apparso per la prima volta nella serie animata Sonic Prime, capitano della Ciurma della Volo d'Angelo. Indossa anelli di metallo e cuoio sugli aculei, un abito e un cappello da capitano pirata del rinascimento e ha un dente d'oro. Un tempo era a capo di una ciurma di feroci pirati e il suo desiderio più grande era impossessarsi di una preziosa gemma nota come il "Faro del Diavolo" (si scoprirà di essere un frammento del Paradox Prism) ma nel determinato tentativo di raggiungere quel tesoro nonostante gli avvertimenti cautelativi del suo equipaggio naufragò schiantandosi contro uno degli enormi scogli che circondano l'isola su cui si trova. La ciurma si salvò abbandonando il Terribile, il quale, trovò l'attuale equipaggio e la Volo d'Angelo, venendo costantemente attaccati dal precedente, anch'esso su un altro galeone. Il Terribile ama festeggiare e viaggiare verso posti sconosciuti e conosce Sonic, il quale, riesce a far scoprire al capitano le emozionanti imprese convincendolo a impossessarsi del frammento. Nella terza e ultima stagione, Knuckles il Terribile ora è membro della Ciurma del Kraken sotto la guida di Rose la Nera in cui gli ha indossato e regalato il suo stesso cappello da capitano, affidandogli il suo nuovo comando. Il personaggio è apparso anche nei videogiochi Sonic Dash, Sonic Forces: Speed Battle, Sonic Speed Simulator, Sonic Prime Dash e Sonic Racing: CrossWorlds. È doppiato in inglese da Vincent Tong e in italiano da Maurizio Merluzzo.

##### Rouge la Stecca
Rouge la Stecca (バトゥン・ルージュ?, Bato~un Rūju) è una delle omologhe di Rouge apparsa nella serie animata Sonic Prime, membro della Ciurma della Volo d'Angelo (ora nota la Ciurma del Kraken). È identica all'originale ma indossa un abito da pirata e una bandana gialla e per combattere usa una sciabola. Al primo incontro con Sonic esclama "I morti non possono parlare", un riferimento alla citazione più famosa del terrificante capitano della Silent Mary, Armando Salazar (nel quinto film della serie Pirati dei Caraibi), e inoltre nel combattimento contro i robot del Consiglio del Caos ha citato anche il nome di Davy Jones, il malvagio capitano dell'Olandese Volante (nel secondo, terzo e quinto film della stessa serie piratesca). Il personaggio si dimostra anche di essere l'unica omologa di Rouge che non è mai una leader del gruppo, a differenza delle prime due (la ribelle Rebel Rouge e la preistorica Prim Rouge). È doppiata in inglese da Kazumi Evans e in italiano da Ilaria Silvestri.

##### Sails Tails
Sails Tails (セイルス・テイルス?, Seirusu Teirusu) è uno degli omologhi di Tails apparso nella serie animata Sonic Prime. Si tratta di un giovane marinaio e membro della Ciurma della Volo d'Angelo (ora nota la Ciurma del Kraken). Identico all'originale sia nell'aspetto che nell'intelligenza, indossa un abito e guanti in pelle, una bandana a strisce biancazzurre e sopra alle code ha una cintura con legato un braccio meccanico. È doppiato in inglese da Ashleigh Ball e in italiano da Benedetta Ponticelli.

##### Catfish
Catfish (キャットフィッシュ?, Kyattofisshu) è uno degli omologhi di Big apparso nella serie animata Sonic Prime, membro della Ciurma della Volo d'Angelo (ora nota la Ciurma del Kraken). Sebbene identico all'originale, ma indossa un abbigliamento da pirata stereotipato, una benda nera sull'occhio sinistro, un cappello a cilindro nero ornato da una fascia dorata, una piuma rossa e una grafica di pesce scheletrico, e guanti neri con oro sulle nocche e fodera dei polsini, e indossa anche una cintura marrone con fibbia d'oro accompagnata da una fascia rossa e scarpe nere con suole e cinturini marrone chiaro. È doppiato in inglese da Ian Hanlin e in italiano da Marco Balbi.

## Antagonisti dei videogiochi

### Impero di Eggman

#### Dr. Eggman
Il Dottor Ivo Robotnik (ドクター・イヴォ・ロボトニック?, Dokutā Ivo Robotonikku), meglio conosciuto come il Dottor Eggman (ドクター・エッグマン?, Dokutā Egguman), è uno scienziato pazzo e genio del male megalomane dal quoziente d'intelligenza di 300 con dei grandi baffi, un nasone e le gambe lunghe. Eggman porta sempre una tuta da ingegnere rossa e nera, dei visori da ingegnere sulla testa e degli occhiali scuri che non fanno mai vedere i suoi occhi. Nemico ricorrente di Sonic e i suoi amici, Il suo scopo è quello di costruire Eggmanland, un parco di divertimenti per robot e di ridurre in polvere Sonic. Nonostante sia un cattivo, ha un atteggiamento e un modo di parlare e ridere molto simpatici e non tollera le uccisioni (perché le considera inutili). È stato doppiato in giapponese da Chikao Ōtsuka dal 1998 al 2017, anno in cui è stato ufficialmente sostituito da Kotaro Nakamura, mentre in italiano è doppiato da Aldo Stella.

#### Metal Fighters
I Metal Fighters (メタルファイター?, Metaru Faitā) sono i robot creati dal Dr. Eggman, e hanno le sembianze simili a quelli di Sonic e dei suoi amici (Tails, Knuckles, Amy e Trip), tutti compresa NiGHTS. Alcuni di loro compaiono esclusivamente nella serie a fumetti edita da Archie Comics (Sonic the Hedgehog e Sonic Universe). I personaggi fanno la loro prima apparizione come antagonisti minori nel gioco Sonic Superstars (in cui vengono usati come personaggio giocabile in modalità competizione).

##### Metal Sonic
Metal Sonic (メタル・ソニック?, Metaru Sonikku), noto anche come Metal (メタル?, Metaru), è un androide con intelligenza artificiale simile a Sonic creato dal Dr. Eggman per sconfiggere il riccio originale su cui si basa. Metal Sonic vuole migliorarsi sempre più per riuscire a superare il riccio blu. Non parla mai tranne che nei giochi Sonic Pinball Party, Sonic Heroes, Sonic Generations e Shadow Generations; ha iridi rossi con intorno la sclera nera, un muso in metallo grigio, testa (con punte simili ad aculei), gambe blu, piedi rossi simili alle scarpe di Sonic, interno delle orecchie e mani gialle e ha degli artigli al posto delle dita per combattere. Per essere un robot, ha un'intelligenza nella media. Ha un nucleo con dei grossi pistoni al centro del corpo, che gli permettono di emettere laser e scattare a gran velocità a mezz'aria. Metal Sonic può anche apparire come antagonista principale nei giochi Sonic Heroes (nella sua nuova forma più potenziata Neo Metal Sonic) e Sonic Free Riders, e nella miniserie anime Sonic Colours: Rise of the Wisps (il prequel della storia del gioco).

###### Neo Metal Sonic
Neo Metal Sonic (ネオメタルソニック?, Neo Metaru Sonikku), noto anche come Neo Metal (ネオメタル?, Neo Metaru), è una forma potenziata di Metal Sonic, introdotta come antagonista principale nel gioco Sonic Heroes. Il Dr. Eggman aveva inventato questa evoluzione per dare intelletto al suo robot, ma Neo ha tradito il suo creatore, assunto il suo aspetto e cercato di conquistare il mondo, copiando i dati vitali dei personaggi giocabili. Alla fine del gioco si trasforma nelle sembianze del Metal Madness (メタルマッドネス?, Metaru Maddonesu) e del Metal Overlord (メタルオーバーロード?, Metaru Ōbārōdo), un enorme drago robotico in grado di volare, ma viene sconfitto dal Team Super (Sonic, Tails e Knuckles). Neo Metal Sonic riappare nei videogiochi Sonic Rivals, Sonic e il Cavaliere Nero, Sonic Forces: Speed Battle e Sonic Speed Simulator, e viene anche menzionato da Sage in Sonic Frontiers. Il personaggio è apparso nuovamente nei panni del Metal Overlord come il secondo boss nel videogioco Shadow Generations. Appare inoltre nelle serie a fumetti Archie e IDW; in quest'ultima assume un'altra forma chiamata il Padrone Supremo (マスターオーバーロード?, Masutā Ōbārōdo, Master Overlord in originale), più grande e potente del Metal Overlord, grazie ai dati biologici di Sonic, Shadow e il potere dello Smeraldo Gigante. È doppiato in giapponese da Jun'ichi Kanemaru e in italiano da Luca Airaghi.

##### Metal Tails
Metal Tails è un robot creato dal Dr. Eggman, come Tails Doll, ha le sembianze simili a quelle di Tails. Compare esclusivamente nella serie a fumetti edita da Archie Comics (Sonic the Hedgehog e Sonic Universe). Il personaggio fa la sua prima apparizione videoludica in Sonic Superstars.

##### Metal Knuckles
Metal Knuckles (メタルナックルズ?, Metaru Nakkuruzu) è un robot creato dal Dr. Eggman, e ha con le sembianze simili a quelle di Knuckles. Compare per la prima volta nel gioco Sonic R come personaggio sbloccabile nel livello Reactive Factory, la sua abilità è quella di planare come la sua controparte organica inoltre vanta anche di una velocità e di una forza di accelerazione entrambe elevate. Il personaggio è ricomparso anche nella serie a fumetti edita da Archie Comics (Sonic the Hedgehog e Sonic Universe) e nei videogiochi Sonic Superstars (come personaggio giocabile in modalità competizione) e Sonic Blitz.

##### Metal Amy
Metal Amy è un robot creato dal Dr. Eggman, e ha le sembianze simili a quelle di Amy. Compare esclusivamente nella serie a fumetti edita da Archie Comics (Sonic the Hedgehog e Sonic Universe). Il personaggio fa la sua prima apparizione videoludica in Sonic Superstars.

##### Metal Trip
Metal Trip è un robot creato dal Dr. Eggman, e ha le sembianze simili a quelle di Trip. Il personaggio fa la sua prima comparsa nel gioco Sonic Superstars.

##### Metal NiGHTS
Metal NiGHTS è un robot creato dal Dr. Eggman, e ha le sembianze simili a quelle di NiGHTS. Il personaggio fa la sua prima apparizione nel gioco Sonic Superstars.

#### Orbot e Cubot
Orbot (オーボット?, Ōbotto), inizialmente noto con il nome di SA-55 prima dell'uscita di Sonic Colours, è un assistente robotico del Dr. Eggman che compare per la prima volta in Sonic Unleashed. Anche se trascorre la maggior parte del tempo a monitorare i dati di Eggman, fa spesso del sarcasmo sottolineando i difetti generali nei piani del suo creatore. Torna in Sonic Colours, questa volta in compagnia di un suo simile di nome Cubot (キューボット?, Kyūbotto), conosciuto anche con l'altro nome di IDI-07 (numero di serie usato solo nei fumetti Archie), il quale è più lento di comprendonio, privo di umorismo e soffre di un difetto che lo induce a parlare casualmente con degli accenti diversi. I loro nomi sono riferiti alla sfera ("orb") e il cubo, mentre se si traslitterano quelli alternativi dall'alfabeto leet si ottiene "Sass" (un linguaggio di programmazione informatico) e "Idiota" (dall'inglese "idiot" per sottolineare il suo carattere). Il duo compie un breve cameo in Sonic Generations e torna successivamente in Sonic Lost World dove assistono lo scienziato nella sua missione. Altre loro apparizioni minori sono state in Mario & Sonic ai Giochi Olimpici di Londra 2012 nella modalità Sfide londinesi dove copiano gli adesivi dei partecipanti e in Mario & Sonic ai Giochi Olimpici Invernali di Sochi 2014 come ospiti di un tour. Il sito web Digital Spy apprezzò la loro inclusione nella trama di Sonic Colours, in particolar modo per Cubot, quando gli viene richiesto di pulire un altro robot che Sonic aveva distrutto. Orbot e Cubot sono ricomparsi anche nel videogioco spin-off Shadow Generations. I personaggi sono comparsi anche nelle serie a fumetti Sonic the Hedgehog (Archie), Sonic Universe, Mega Man, Sonic Boom e Sonic the Hedgehog (IDW), nelle serie animate (Sonic Boom e Sonic Prime) e nella miniserie anime Sonic Colours: Rise of the Wisps. Sono doppiati rispettivamente in giapponese da Mitsuo Iwata e Wataru Takagi e in italiano da Massimo Di Benedetto e Luca Sandri nei videogiochi e da Alessandro Budroni e Ivan Andreani nella serie animata Sonic Boom.

#### Sage
Sage (セージ?, Sēji) è un'intelligenza artificiale apparsa per la prima volta come seconda protagonista e antieroina nel gioco Sonic Frontiers. Esteticamente si manifesta con l'aspetto di una piccola ragazza con i capelli a caschetto francese bianchi e una frangetta a fusillo che copre l'occhio destro e indossa un abito nero, e ha gli occhi e alcune parti del corpo in stato di glitch rossi, che in alcune occasioni diventano azzurri, insieme al vestito che diventa bianco, solo quando si emoziona con dolcezza o che diventa molto triste. Ha un atteggiamento asimmetrico e cautelativo. Si scopre di essere stata creata dal Dr. Eggman come intelligenza artificiale per entrare in contatto con la tecnologia degli Antichi con il potere di levitare in aria, ma incontrando Sonic e i suoi amici scopre delle emozioni e vede Eggman più come un padre e cerca di dissuaderlo dal suo piano. Dopo la sconfitta di The End, l'entità aliena malvagia cerca di farsi esplodere per distruggere tutta la Terra e i suoi abitanti, ma Sage si sacrifica per neutralizzare l'esplosione. Alla fine, dopo i titoli di coda, Eggman lavora ad un computer degli Antichi per ricostruire e "riportare in vita" sua "figlia" Sage con successo. Nel finale alternativo del gioco Sonic Frontiers: L'ultimo orrizonte riporta Tails, Knuckles e Amy nella realtà in forma di ologrammi affinché raccolgano i sette Smeraldi del Caos mentre il protagonista, parzialmente infettato dalla cyber-corruzione, apprende un nuovo potere. Il suo nome è un'anagramma dell'azienda, oltre ad alludere ironicamente al Sonic Amateur Games Expo. Sage è apparsa anche brevemente in cameo nel cortometraggio anime Sonic Frontiers Prologo: Divergenza (il secondo prequel della storia del gioco). Il personaggio riappare in forma di cameo in The Murder of Sonic the Hedgehog e come personaggio giocabile nel videogioco Sonic Racing: CrossWorlds. Sage fece anche la sua prima apparizione nell'ottantaquattresimo numero della serie a fumetti Sonic the Hedgehog (IDW), dove incontrerà sua "sorella" Belle the Tinkerer (una dolce burattina robotica creata dallo stesso Dr. Eggman solo quando era nei panni del Signor Riparatore in cui aveva perso la memoria). È doppiata in giapponese da Megumi Hayashibara e in italiano da Valentina Pallavicino.

#### Badnik
Badnik (バドニック?, Badonikku) è il nome con cui vengono identificati i robot del Dottor Eggman. Nel corso dei giochi sono comparsi una moltitudine di robot di vario aspetto e dimensioni e i più grandi vengono chiamati Super Badnik; il più delle volte usano animali selvatici come batteria. Tra i robot più ricorrenti vi sono:
- Buzz Bomber (ビートン?, Bīton): api a due sfumature di azzurro che sparano laser a pallottole o raggio dal cannone, che corrisponde al pungiglione. Nello spin-off Sonic Boom vengono chiamate Api Bot (Bee Bots) e sono caratterizzate da una testa grigia con due turboventole, mentre il corpo è giallo o rosso a strisce nere. Una di queste, chiamata Apetta, ha il corpo fucsia ed è stata adottata da Amy.
- Crabmeat (ガニガニ?, Ganigani): granchi rossi con occhi giganti che sparano pallottole laser dai cannoni posizionati nelle chele. Nello spin-off Sonic Boom sono chiamati Granchi Bot (Crab Bot) e hanno un'estetica completamente ridisegnata con spuntoni sulla schiena.
- Caterkiller (ナール?, Nāru, lett. "Nal"): bruchi viola che si muovono strisciando; se colpiti alla testa si distruggono, altrimenti di dividono in sfere arrecando danni a chi li attacca.
- Balkiry (バルキーン?, Barukīn): un uccello rapace rosso con becco giallo che si muove con un razzo posizionato in fondo alla coda.
- Moto Bug (モトラ?, Motora): una motocicletta a una ruota con l'aspetto di una coccinella rossa; mantiene l'equilibrio con le zampe anteriori. Nello spin-off Sonic Boom mantengono il nome inalterato, mentre nell'edizione italiana vengono chiamate Coccimoto, traduzione letterale del nome originale.
- Nebula (ポトス?, Potosu): una sfera verde che vola con l'elica in testa e sgancia laser come bombe dal cannone sul fondo.
- Snail Blaster (スネイル・ブラスター?, Suneiru Burasutā): una chiocciola gigante con due cannoni sul guscio. Può talvolta rintanarsi e rotolare per aggredire rapidamente.
- Spinner o Spina (スピナ?, Supina): una specie di pipistrello viola con orecchie gialle che vola roteando le sue affilate lame al centro del corpo.
- Egg Pawn (エッグポーン?, Eggu Pōn): androidi arancioni a forma di uovo con occhi azzurri; in Sonic Forces sono bianchi e hanno un visore nero con due occhi rossi. Possono essere armati con armi da fuoco oppure scudo e lancia.

#### Mecha Sonic
Mecha Sonic (メカソニック?, Meka Sonikku) è un robot simile a Sonic, creato dal Dr. Eggman, come sentinella di guardia nel Death Egg, comparso per la prima volta come penultimo boss del gioco Sonic the Hedgehog 2. Il personaggio è riapparso anche negli altri videogiochi (Sonic the Hedgehog Pocket Adventure, Mario & Sonic ai giochi olimpici di Tokyo 2020 e Sonic Superstars) e nelle serie a fumetti (Sonic the Hedgehog, Sonic the Comic e Sonic Universe).

#### Mecha Sonic Mark II
Mecha Sonic Mark II, o più semplicemente Mecha Sonic (メカソニック?, Meka Sonikku), è un robot simile a Sonic creato dal dottor Eggman, comparso per la prima volta come boss di Sky Sanctuary Zone in Sonic & Knuckles. A differenza del precedente è più alto e verniciato di blu, con un corpo più umanoide. Viene sconfitto una prima volta da Sonic e Tails durante il decollo del Death Egg dal cratere di Lava Reef Zone e in seguito funge da boss finale della storia di Knuckles, dove assorbe parte del Master Emerald per trasformarsi in Super Mecha Sonic Mark II (スーパーメカソニック?, Sūpā Meka Sonikku). Riappare nella miniserie Scrapnik Island, dove si scopre che a seguito della sua sconfitta abita su un'isola composta da costruzioni di Eggman rottamate, assieme ad altri Badnik come Mecha Knuckles. Inizialmente ostile, viene infine liberato dal vecchio programma e diventa buono.

#### Tails Doll
Tails Doll (テイルス・ドール?, Teirusu Dōru) è un robot creato dal Dr. Eggman che ha le sembianze simili a quelle di Tails. Compare unicamente in Sonic R come personaggio sbloccabile nel livello Radical City, la sua abilità è quella di fluttuare nell'aria per un lungo periodo di tempo in compenso si rivela molto lento in termini di velocità.

#### EggRobo
Gli EggRobo (エッグロボ?, EgguRobo) sono dei robot umanoidi a forma d'uovo che assomigliano in aspetto al Dr. Eggman. Compaiono per la prima volta come nemici in Sonic & Knuckles; nella storia di Sonic sono delle nemesi comuni nel livello Sky Sanctuary Zone mentre in quella di Knuckles è presente un EggRobo in particolare che sostituisce Eggman nelle battaglie contro i boss di fine zona. Successivamente un altro esemplare, rinominato nella versione giapponese Eggman Robo (エッグマンロボ?, Egguman Robo), farà la sua apparizione in Sonic R come personaggio sbloccabile nel livello Regal Ruin e in Sonic Adventure 2 come pilota nel minigioco di kart. Altre apparizioni avvengono in Sonic Chronicles dove appare come boss, in Sonic Generations come nemici nel livello Sky Sanctuary, proprio come nell'apparizione originale e in Sonic Mania dove è presente una squadra élite che troverà per conto del loro creatore il Rubino Fantasma, una pietre preziosa capace di modificare la realtà e che li trasformerà negli Hard Boiled Heavies e fungeranno da miniboss e boss nelle varie aree del gioco.

#### E-100 Alpha
E-100 Alpha (アルファ?, Arufa), noto anche come E-100α e meglio conosciuto come ZERO, è un robot della serie E-100 di colore verde e viene considerato il prototipo di tutta la produzione. Viene creato dal Dr. Eggman che gli ordina di dare la caccia al Flicky amico di Amy Rose, Birdie, in possesso di uno Smeraldo del Caos. Compare per la prima volta in Sonic Adventure come antagonista principale della storia di Amy, dove prova più volte a catturare l'uccellino ma senza successo, finendo per essere distrutto dalla stessa riccia inferocita durante una battaglia. Riappare nei livelli speciali di Sonic Advance 2 dove cerca di impedire al giocatore di ottenere i sette Smeraldi del Caos. In questa sua nuova incarnazione viene chiamato semplicemente "Guardia Robot del Dr. Eggman".

#### E-101 Beta
E-101 Beta (Ｅ－１０１ "ベータ"?, E-101 "Bēta"), noto anche come E-101 “β”, è il primo robot della serie E-100, colorato prevalentemente di nero, differisce molto nel design rispetto al prototipo Alpha, difatti quello di Beta è umanoide, e tale stile verrà riutilizzato anche per i suoi fratelli assemblati solo successivamente. Viene creato da Eggman in Sonic Adventure, inserendo un uccellino dalle piume grigie al suo interno, per servirlo a bordo dell'Egg Carrier, tuttavia dopo una sessione di allenamento tra lo stesso robot e il neo fratello Gamma, Beta perde e viene portato in un laboratorio per essere riassemblato e rafforzato diventando così E-101 Mark II (E-101改?, E-101 aratame, lett. "E-101 Kai"), questa nuova forma cambia radicalmente l'aspetto rendendolo in grado di volare senza limiti di tempo e con una maggiore potenza di fuoco. A seguito della caduta dell'Egg Carrier, Mark II rimane a bordo della nave e viene affrontato nuovamente da Gamma, da cui viene distrutto, facendo così liberare l'uccellino contenuto dentro di sé, nonché fratello di quello contenuto nel robot rosso. È doppiato in giapponese da Tomohisa Asō in Sonic X.

#### E-103 Delta
E-103 Delta (Ｅ－１０３ "デルタ"?, E-103 "Deruta"), noto anche come E-103 "δ", è il terzo robot della serie E-100, colorato prevalentemente di blu, armato di un lanciamissili e di un jet pack che sfrutta per volare per brevi tratti. Appare in Sonic Adventure dove viene spedito assieme a Gamma, Epsilon e Zeta per recuperare il ranocchio Froggy che ha inghiottito uno Smeraldo del Caos, tuttavia fallisce l'incarico portando un anfibio diverso alla base e viene punito dal suo creatore, che lo spedisce a Windy Valley. In seguito viene affrontato come boss e distrutto da Gamma che riesce a liberare il pappagallo presente al suo interno.

#### E-104 Epsilon
E-104 Epsilon (Ｅ－１０４ "イプシロン"?, E-104 "Ipushiron"), noto anche come E104 "ε", è il quarto robot della serie E-100, colorato prevalentemente di arancione, armato di un lanciamissili e di un jet pack che utilizza per volare per brevi lassi di tempo. Appare in Sonic Adventure dove viene spedito assieme a Gamma, Delta e Zeta per recuperare il ranocchio Froggy che ha inghiottito uno Smeraldo del Caos, tuttavia fallisce l'incarico portando un anfibio diverso alla base e viene punito dal suo creatore, che lo spedisce a Red Mountain. In seguito viene affrontato come boss e distrutto da Gamma che riesce a liberare la rondine presente al suo interno.

#### E-105 Zeta
E-105 Zeta (Ｅ－１０５ "ゼータ"?, E-105 "Zēta"), noto anche come E105ζ, è il quinto robot della serie E-100, colorato prevalentemente di viola, armato di un lanciamissili che tuttavia non impiegherà mai nel corso della storia. Appare in Sonic Adventure dove viene spedito assieme a Gamma, Delta e Epsilon per recuperare il ranocchio Froggy che ha inghiottito uno Smeraldo del Caos, tuttavia fallisce l'incarico portando un anfibio diverso alla base e viene punito dal suo creatore, che lo ricostruisce come torre di difesa nella sala macchine dell'Egg Carrier posta a Hot Shelter. In seguito viene affrontato come boss e distrutto da Gamma che riesce a liberare il pavone presente al suo interno.

#### E-121 Phi
E-121 Phi (Ｅ-１２１ ファイ?, E-121 Fai), detto anche E-121 “Φ”, è una serie di robot creata da Eggman. Sono identici ad Emerl ma interamente grigi e più forti dell'originale. Sono comparsi come nemici solo in Sonic Battle.

#### SCR-HD
SCR-HD è l'antagonista principale del gioco Sonic Riders: Zero Gravity. Si tratta di un temibile robot prodotto da MeteorTech, e conteneva un'Arca del Cosmo finché non esplose spontaneamente e fu presa da Storm the Albatross (una dei tre membri della Babylon Rogues). SCR-HD era il leader del più comune SCR-GP prodotto in serie e utilizzava la propria Arca del Cosmo, così come quella nel computer principale del Dr. Eggman, per comandare tutti i robot MeteoTech. Nella storia del videogioco, SCR-HD è il leader dei robot MeteoTech creati da Eggman, che intendeva usarli per conquistare il mondo con il potere delle cinque Arche del Cosmo, e ha inserito l'arca principale, la più grande delle cinque, nel computer madre, collegando i robot a quest'arca. Tuttavia, Eggman finisce per perdere il controllo dei robot, che si scatenano da soli, a causa di ciò. L'obiettivo principale di SCR-HD era raccogliere tutte e cinque le Arche per aprire un buco nero, che avrebbe inghiottito il mondo intero. Mentre affrontava Amy Rose e Storm the Albatross, esso esplose misteriosamente, permettendo a Storm di prendere l'Arca che era dentro di lui. Tuttavia, il perfido robot non fu distrutto da questa esplosione, sebbene fosse gravemente indebolito. È stato in grado di ottenere tutte e cinque le Arche una volta che Jet the Hawk, Wave the Swallow e Storm the Albatross le hanno raccolte tutte. Ciò ha trasformato Babylon Garden in Astral Babylon e ha fatto sì che l'unità principale di Babylon Garden creasse un buco nero che minaccia di consumare il pianeta. Nel processo, attraverso l'influenza e il potere delle Arche del Cosmo, SCR-HD si fuse con l'unità centrale e si trasformò nella forma più potente e contorta, conosciuta come il Master Core: ABIS (マスターコア: ABIS?, Masutā Koa: ABIS), in cui funge da unico boss finale del gioco. Subito dopo la trasformazione, il Master Core: ABIS si trovò di fronte ad affrontare Sonic, Jet e le loro rispettive squadre sulla striscia di Mobius, che erano venuti per disconnettere l'unità centrale e impedire al buco nero di distruggere il mondo. Il Master Core: ABIS ha reagito troppo e ha cercato di utilizzare le abilità di manipolazione della gravità delle Arche del Cosmo contro di loro, e il riccio blu e i suoi alleati, tuttavia, usarono questo potere contro il nemico robotico e riuscirono a sconfiggerlo definitivamente. Dopo essere stato colpito sei volte da Sonic con il Gravity Dive (ironicamente causato dai buchi neri aperti dallo lui stesso), il Master Core: ABIS è esploso nel nulla, chiudendo il buco nero. È doppiato in giapponese da Taiten Kusunoki.

#### Mirage Express
Il Mirage Express è l'antagonista principale del videogioco spin-off The Murder of Sonic the Hedgehog. Si tratta di un lussuoso treno espresso aerodinamico ad alta velocità. È in servizio da oltre 32 anni e all'inizio del suddetto gioco vi sale a bordo un giovane quokka (interpretato dal giocatore dove incontra il capotreno). Sonic e gli altri vi salgono per festeggiare il compleanno di Amy, durante il quale programmano una festa a tema "Cena con Delitto" e la vittima viene interpretata da Sonic. Proprio quando Amy, Tails e il quokka scoprono che il colpevole è Espio, Sonic si risveglia e informa i presenti che il treno è in realtà un Badnik dotato di intelligenza artificiale e braccia robotiche programmato per portarli alla base di Eggman. Furibonda per avergli rovinata la festa, Amy termina lo scontro disattivando il convoglio a martellate.

#### Infinite
Infinite (インフィニット?, Infinitto), noto anche come il "Mercenario Supremo" (究極傭兵?, Kyūkyoku Yōhei), è uno sciacallo nero con dei lunghi capelli bianchi in grado di creare illusioni realistiche grazie al Rubino Fantasma che ha sul petto e finora è apparso per la prima volta come antagonista secondario nel gioco Sonic Forces. Porta sempre una maschera fornitagli dal Dr. Eggman in seguito ad una ferita da parte di Shadow the Hedgehog durante il loro scontro lasciandogli una vistosa cicatrice sull'occhio destro azzurro, rimasto cieco; l'altro occhio è giallo. Inizialmente Infinite era un mercenario e leader di una squadra di sciacalli, la Squadra Jackal (che si alleò con Eggman), ma quando questa fu annientata da Shadow, lo sciacallo si recò a Mystic Jungle in cerca del riccio nero, per vendicare i compagni caduti. Dopo averlo trovato, Infinite lo attaccò impulsivamente, ma fu pesantemente sconfitto e Shadow gli disse di non mostrargli mai più la sua brutta faccia. Infinite rimase traumatizzato e cercò vendetta nei confronti di Shadow. Eggman gli diede il Rubino Fantasma ed Infinite assunse così una nuova identità. Con il suo nuovo potere creò varie copie di Shadow the Hedgehog, Zavok, Metal Sonic e Chaos che hanno dato del filo da torcere a Sonic e alla Resistenza. È il secondo personaggio di tutta la serie ad avere l'eterocromia. Lo sciacallo si dimostra anche l'arcinemico dell'Avatar (noto come la Spina). Infinite è riapparso come personaggio giocabile nei videogiochi Sonic Dash, Sonic Forces: Speed Battle,  Super Smash Bros. Ultimate, Sonic Speed Simulator e Sonic Prime Dash, e viene anche menzionato da Tails in Sonic Frontiers. È doppiato in giapponese da Takashi Kondō e in italiano da Andrea Bolognini.

### Entità cosmiche (Divinità)

#### The End
The End, nota anche in versione italiana come la Fine oppure la Morte, è l'antagonista principale del gioco Sonic Frontiers. Si tratta di una potente e malvagia entità aliena cosmica avente la forma di una luna di colore viola con poteri oscuri e illimitati che decine di migliaia di anni fa distrusse un'infinità di stelle, mondi ed esseri viventi, compreso il pianeta natale degli Antichi, che furono costretti a fuggire. Questi, avvicinatosi alla Terra, si ritrovarono le navette ingovernabili dato che i sette Smeraldi del Caos con cui alimentavano i motori furono attirati dal Grande Smeraldo. Giunti sulle Starfall Island, gli Antichi crearono una nuova casa di residenza (nota come il Cyber Spazio), dove sarebbe stato conservato un grande riflesso del loro precedente pianeta natale. The End seguì gli Antichi ma finì sigillato nel Cyber Spazio grazie al sacrificio di Gru, che lo legò a Supreme. Nel presente, The End persuade successivamente Sonic con l'inganno di distruggere i Titani e "rompere i sigilli", venendo quindi liberato. Prima di tornare al massimo delle forze viene perforato da Super Sonic e cerca di annientarlo facendosi esplodere. Nel finale alternativo del gioco Sonic Frontiers: L'ultimo orizzonte invece, quando viene fatto uscire da Supreme, connette un cavo di energia al Titano facendogli spuntare altre braccia per usare il suo precedente guscio come "tramite del suo ritorno"; Super Sonic si potenzia e lo priva del fucile, facendosi poi sparare addosso all'entità cosmica, che si autodistrugge. The End è asessuato, parla con una voce femminile e una maschile e secondo Morio Kishimoto non mostra mai il suo vero aspetto, dal momento che, leggendo la mente delle sue innumerevoli vittime, assume le sembianze della morte personificata a seconda di come queste la immaginano. È doppiato in giapponese da Gara Takashima (in versione femminile) e da Hōchū Ōtsuka (in versione maschile) e in italiano da Valentina Pallavicino (in versione femminile) e da Aldo Stella (in versione maschile).

#### Solaris
Solaris (ソラリス?, Sorarisu), noto anche tramite le sue metà come Mephiles the Dark (闇のメフィレス?, Yami no Mefiresu, lett. "Mephiles dell'Oscurità") e Iblis la Fiamma del Disastro (イブリース, 炎の災厄?, Iburīsu, Honoo no Saiyaku), è l'antagonista principale del gioco Sonic the Hedgehog (2006). A causa dell'esito negativo del Progetto Solaris, l'essere si è scisso in due entità: Mephiles e Iblis. Mephiles, secondo arcinemico di Shadow, è la coscienza malevola, mente e volere del dio Solaris. Tornato indietro nel tempo, Shadow sigilla Mephiles nello Scettro dell'oscurità, datogli dal Duca di Soleanna, padre della principessa Elise, ma dieci anni dopo è stato inavvertitamente liberato da Shadow e Rouge, assumendo poi l'aspetto del riccio nero tramite la sua ombra. Ha il potere di viaggiare nel tempo e può manipolare l'Energia del Caos. Nel futuro ha depistato Silver nella ricerca della "Chiave di Iblis", colui che avrebbe causato la distruzione provocata appunto da Iblis, facendogli credere che il soggetto in questione fosse Sonic. Nella storia finale del gioco uccide Sonic per far disperare la principessa, così da liberare Iblis e fondersi con lui per formare nuovamente il dio Solaris. Spedisce poi tutti i personaggi alla "Fine del mondo", un luogo in cui il tempo e lo spazio sono alterati, e comincia un processo che avrebbe portato alla distruzione dell'intero universo. Dopo aver resuscitato Sonic (trasformatosi in Super Sonic), questi, Shadow e Silver affrontano e sconfiggono Solaris. In seguito Sonic e la principessa Elise tornano indietro nel tempo a quando Solaris era soltanto una piccola fiamma, prima che avvenisse il terribile incidente del Progetto Solaris. La principessa di Soleanna decide infine di spegnere la fiamma e così facendo impedisce a Solaris di diventare l'essere apocalittico che sarebbe stato. Il personaggio è poi riapparso come carta collezionabile nei videogiochi Sonic Dash, Sonic Runners, Sonic Forces: Speed Battle, Sonic Speed Simulator e Sonic Prime Dash, e in forma di cameo negli altri due giochi Sonic Rivals 2 e Sonic Generations. Mephiles è riapparso successivamente come il terzo e penultimo boss nel nuovo videogioco spin-off Shadow Generations in cui viene resuscitato a causa delle azioni del Time Eater e di Black Doom sul tempo e sullo spazio. Viene incontrato nel Dusty Desert dove lo Scettro dell'Oscurità era custodito prima che si rompesse. Dichiara le sue intenzioni malvagie di uccidere il suo odiato nemico Shadow in modo da potersi ripristinare nella linea temporale, dato che Solaris è stata cancellata dall'esistenza. Tuttavia, il riccio nero sconfigge Mephiles e lo sigilla di nuovo nello Scettro in attesa di essere liberato ancora una volta, con Shadow che afferma freddamente di non avere un futuro. Ha inoltre compiuto brevemente un cameo nel ventinovesimo numero della serie a fumetti edita da Archie Comics Sonic Universe assieme a Void. È doppiato in giapponese da Takayuki Sakazume e in italiano da Marcello Moronesi.
La versione di Iblis, noto anche come il Demone del fuoco (Fire Demon), è apparsa unicamente nel quarto episodio della miniserie televisiva spin-off live-action Knuckles, e viene anche rappresentato come un enorme e demoniaco mostro di fuoco. Tempo prima degli eventi del secondo film, un giovanissimo Knuckles tentò di assorbire le sue fiamme, desideroso di vendicare suo padre, ucciso da Longclaw. Nonostante la resistenza posta dall'echidna, il Demone prevalse e Knuckles venne in un primo momento sconfitto, finché non apprese che la forza viene dal guerriero che è in lui, così riuscì ad assorbire la Fiamma del Disastro dal demone, lasciandolo morire oppure gravemente incapacitato e imparando così una nuova tecnica.

#### Dark Gaia
Dark Gaia (ダークガイア?, Dāku Gaia) è una terrificante creatura demoniaca e primordiale fatta di magma e fuoco. Secondo gli studi del professor Pickle, il mondo era già stato frantumato una volta più di mille anni fa e Dark Gaia aveva fatto calare le tenebre su tutto il pianeta. Il Dr. Eggman ha frammentato il mondo ancora una volta con il suo cannone a energia caotica risvegliando in anticipo sia Dark Gaia che il suo peggior nemico Light Gaia (Chip). Nello scontro finale, Dark Gaia (nella forma potenziata di Perfect Dark Gaia) viene sconfitto da Super Sonic e da Chip, questi a bordo del Gaia Colossus. Il personaggio è apparso per la prima volta come il vero boss finale nel gioco Sonic Unleashed. Dark Gaia appare anche nella serie a fumetti Archie Sonic the Hedgehog come antagonista principale della saga Shattered World Crisis, e l'ultimo avversario del porcospino blu che conclude questa serie. A causa della seconda Genesis Wave, il mondo è frammentato e conseguentemente Dark Gaia si è risvegliato, pronto a sommergere il mondo nell'oscurità eterna. Il Dr. Eggman ha cercato di sfruttarlo per comandare la terra e fare il pieno al Death Egg senza però riuscirci. Nel numero 287 Dark Gaia viene completamente distrutto da Super Sonic e dal Gaia Colossus, comandato da Chip.

#### Chaos
Chaos (カオス?, Kaosu), noto anche come il Dio della Distruzione (破壊神?, Hakai-shin) e lo Spirito dell'Acqua (水の精霊?, Mizu no Seirei), è un Chao mutato tramite gli Smeraldi del Caos che svolge il ruolo di guardiano della sua stessa specie, proteggendo il Master Emerald e fornendo sempre acqua pulita all'altare in cui la gemma è custodita. È una creatura composta principalmente da acqua che può facilmente scomporre e ricomporre il proprio corpo con forme diverse a proprio piacimento. Senza nessuno Smeraldo all'interno del suo corpo, viene chiamato "Chaos Zero", ma a seconda del numero di smeraldi che assorbe, si trasforma in forme sempre più potenti e distinte fino a giungere allo stadio di "Perfect Chaos" con tutte e sette le gemme contenute nel suo corpo. La sua prima comparsa avviene come uno dei due antagonisti principali nel gioco Sonic Adventure, dove il Dr. Eggman intende sfruttarlo per conquistare il mondo. Nel corso dell'avventura Chaos riuscirà ad impadronirsi di tutti e sette gli smeraldi, diventando infine "Perfect Chaos", inondando l'intera Station Square, tuttavia verrà sconfitto definitivamente da Super Sonic. Riappare in Sonic Adventure 2 come personaggio bonus nella modalità multigiocatore, come lottatore sbloccabile in Sonic Battle e in Mario & Sonic ai Giochi Olimpici Invernali in una versione di ghiaccio di Perfect Chaos. Sarebbe dovuto comparire in Sonic Heroes come personaggio giocabile in un team composto assieme ad E-102 Gamma e Big the Cat ma l'idea venne scartata durante lo sviluppo del gioco. Ritorna sempre nella forma perfetta in Sonic Generations come primo boss; in questa incarnazione il suo aspetto varia notevolmente rispetto a quello originale, dato che qui viene mostrato come un rettile blu scuro dai denti verdi. Tale aspetto doveva essere probabilmente quello pensato originariamente dagli sviluppatori per il personaggio ma fu scartato per via dell'impossibilità hardware della console Dreamcast. Chaos torna nuovamente come boss finale nel pacchetto di Sonic in LEGO Dimensions. Chaos è uno dei personaggi più popolari della serie, difatti arrivò al nono posto in un sondaggio ufficiale di popolarità giapponese nel 2006.

#### Time Eater
Il Time Eater (タイム・イーター?, Taimu Ītā) è una mostruosa creatura biologica in cui è stato scoperto dal perfido Dr. Eggman dopo la fine del videogioco Sonic Colours e questi, con l'aiuto della sua controparte proveniente dal passato (chiamato semplicemente il Dr. Robotnik), ha percorso il tempo annullando tutte le sue disfatte e intrappolando gli amici di Sonic. Alla fine il Time Eater viene distrutto dal Super Sonic del presente, chiamato Modern Sonic, e da quello del passato, chiamato Classic Sonic, lasciando i due scienziati in uno spazio vuoto di colore bianco e generando poi un portale che avrebbe ricondotto Classic Sonic e Classic Tails a casa loro, nel passato. Il personaggio è apparso per la prima volta come antagonista secondario e boss finale nel gioco Sonic Generations. Sonic e i suoi amici (compresi ai Freedom Fighters) avranno a che fare con lui, solo nelle serie a fumetti: Sonic the Hedgehog (Archie) e Sonic the Hedgehog (IDW). Il Time Eater ricomparirà brevemente in cameo nel terzo e ultimo episodio della miniserie anime Sonic X Shadow Generations: Un oscuro inizio e nel videogioco Shadow Generations.

#### Drago Nero
Il Drago Nero (黒い龍?, Kuroi ryū) è una colossale e antichissima creatura tenebrosa, sigillato tanto tempo fa in un onice nero dai guardiani delle Northstar Islands. Il Dr. Ivo "Eggman" Robotnik lo scopre tramite un antico murale e pianifica di scatenare questa antica bestia come parte del suo nuovo grande piano per il dominio del mondo, assieme a Fang the Hunter. Fortunatamente, Sonic e i suoi amici (Tails, Knuckles ed Amy) sono intervenuti appena in tempo, impedendo a Eggman di portare a termine il suo diabolico piano. Nonostante i loro coraggiosi sforzi, il Drago Nero riuscì finalmente a liberarsi dalla sua prigionia, fuggendo verso l'ignoto, lasciando dietro di sé una scia di incertezza. Il Drago Nero rimane assente dalla trama principale del gioco fino alla storia finale. A questo punto, riesce in qualche modo a liberarsi dalla dimensione alternativa in cui è stato bandito e punta di scatenare il caos nel mondo di Sonic. Tuttavia, il porcospino blu, utilizzando la sua super forma nei poteri dei sette Smeraldi del Caos, accetta la più grande sfida finale e sconfigge con successo la creatura oscura, e per garantire la prigionia permanente del Drago Nero, Trip interviene sigillandolo all'interno di una grande e magnifica gemma viola. Il personaggio è apparso per la prima volta come il vero boss finale nel gioco Sonic Superstars. Il Drago Nero compare anche brevemente in cameo nel cortometraggio anime Sonic Superstars: Trio of Trouble (il prequel della storia del gioco).

#### Ifrit
L'Ifrit è una gigantesca creatura infuocata con il potere immenso di poter distruggere e conquistare il mondo, dopo essere stato risvegliato dal malvagio Eggman Nega, insieme con Metal Sonic 3.0. Il personaggio è apparso per la prima volta come antagonista secondario e boss finale nel gioco Sonic Rivals 2. L'Ifrit è apparso anche nelle serie a fumetti.

#### Babylon Guardian
Angelus, noto anche come il Babylon Guardian oppure il Dio Guardiano di Babilonia, è un'entità cosmica simile a un genio originario degli antichi babilonesi, che ha il compito di salvaguardare il tesoro di Babilonia dall'interno del nucleo fantasmatico della città galleggiante. Il Babylon Guardian e la sua natura sono alquanto enigmatici. Tuttavia, le distorsioni digitali che si verificano nel dominio del Babylon Guardian ogni volta che viene ferito implicano che in realtà si tratti di un sistema di sicurezza olografico solidificato creato dalla tecnologia dei Babilonesi. Dopo aver ripreso la chiave del Babylon Guardian da Sonic, i Babylon Rogues (Jet the Hawk, Wave the Swallow e Storm the Albatross) entrano a Babylon Garden per trovare il tesoro di Babilonia. Proprio mentre Sonic e i suoi amici stanno per andarsene, dal palazzo si sente un forte ruggito. Sonic e i suoi amici decidono quindi di unirsi ai Rogues per vedere cosa sta succedendo. Una grande creatura si forma e si rivela essere il Babylon Guardian. Poi li attacca perché crede veramente che siano avidi, tutti compreso il Dr. Eggman. Dopo che Sonic e i suoi alleati lo hanno sconfitto, l'entità cosmica si disintegra completamente in scintille nell'angoscia e abbandonano il tesoro di Babilonia. Il Babylon Guardian è apparso per la prima volta come il vero boss finale nel gioco Sonic Riders. Il porcospino blu e i Freedom Fighters avranno a che fare con lui solo nelle serie a fumetti edita Archie Comics: Sonic the Hedgehog e Sonic Universe. Nei fumetti, il personaggio è conosciuto come Angelus the Guardian, e racconta che è un ologramma creato dagli antichi babilonesi usato per proteggere la chiave sotto le montagne Gigan, ma i Babylon Rogues hanno distrutto i suoi proiettori, facendolo svanire. È doppiato in giapponese da Kenji Nomura.

### Sei Nefasti
I Sei Nefasti (六鬼衆?, Rokkishū, lett. "Sei Demoni") sono sei Zeti, una specie animale secolare, abitanti dell'Esamondo perduto. Sono comparsi per la prima volta nel gioco Sonic Lost World. Sono in grado di controllare i robot e di manipolare i sistemi tecnologici e hanno una forza sovrumana oltre a poteri specifici. I sei membri sono Zavok (ザボック?, Zabokku), il Maestro Zik (マスタージーク?, Masutā Jīku), Zazz (ザズ?, Zazu), Zomom (ゾモン?, Zomon), Zeena (ジーナ?, Jīna) e Zor (ゾア?, Zoa). Ognuno di loro sono apparsi negli altri videogiochi come Sonic Dash, Super Smash Bros. for Nintendo 3DS e Wii U, Sonic Runners, Mario & Sonic ai Giochi olimpici di Rio 2016, Sonic Forces, Sonic Forces: Speed Battle, Team Sonic Racing, Mario & Sonic ai Giochi olimpici di Tokyo 2020, Sonic Frontiers, Sonic Rumble e Sonic Racing: CrossWorlds. Il protagonista e i suoi amici (compresi ai Freedom Fighters) avranno a che fare con loro, solo nelle serie a fumetti: Sonic the Hedgehog (Archie), Sonic Universe, Mega Man, Sonic Boom, Sonic the Hedgehog (IDW) e DC X Sonic the Hedgehog.

#### Zavok
Zavok (ザボック?, Zabokku) è uno dei due antagonisti principali del gioco Sonic Lost World. Si tratta di uno Zeti di colore rosso dalla corporatura molto robusta, è il leader del gruppo nonché l'essere più forte, potente, spietato, intelligente, vendicativo, crudele, feroce e imprevedibile. In passato fu allievo del Maestro Zik, il quale gli insegnò a fare utilizzo in maniera efficiente dei suoi poteri, i quali lo resero il capo dei Sei Nefasti nonché di essere il nemico giurato di Sonic rispetto agli altri membri. Zavok è apparso anche negli altri videogiochi come Sonic Forces, Sonic Dash, Super Smash Bros. for Nintendo 3DS e Wii U, Sonic Runners, Mario & Sonic ai Giochi olimpici di Rio 2016, Sonic Forces: Speed Battle, Team Sonic Racing, Mario & Sonic ai Giochi olimpici di Tokyo 2020, Sonic Frontiers, Sonic Rumble e Sonic Racing: CrossWorlds. In Sonic Forces: Speed Battle appare anche come Zavok Quarterback. Sonic e i suoi amici (compresi ai Freedom Fighters) avranno a che fare con lui, solo nelle serie a fumetti: Sonic the Hedgehog (Archie), Sonic Universe, Mega Man, Sonic Boom, Sonic the Hedgehog (IDW) e DC X Sonic the Hedgehog. È doppiato in giapponese da Jouji Nakata e in italiano da Gianni Gaude.

#### Maestro Zik
Il Maestro Zik (マスタージーク?, Masutā Jīku) è uno Zeti di colore blu, dalla forma sferica, è il più piccolo di statura nonché il più anziano e saggio del gruppo, è apparso per la prima volta nel gioco Sonic Lost World. Un tempo fu maestro di Zavok. Il personaggio è apparso anche negli altri videogiochi come Sonic Dash, Super Smash Bros. for Nintendo 3DS e Wii U, Sonic Runners e Sonic Frontiers. Sonic e i suoi amici (compresi ai Freedom Fighters) avranno a che fare con lui, solo nelle serie a fumetti: Sonic the Hedgehog (Archie), Sonic Universe, Mega Man, Sonic Boom, Sonic the Hedgehog (IDW) e DC X Sonic the Hedgehog. È doppiato in giapponese da Mugihito e in italiano da Riccardo Rovatti.

#### Zazz
Zazz (ザズ?, Zazu) è uno Zeti rosa e nero, è molto alto e magro, è apparso per la prima volta come antagonista secondario nel gioco Sonic Lost World. In battaglia si rivela abbastanza forte ma soprattutto agile. Zazz è apparso anche negli altri videogiochi come Sonic Dash, Super Smash Bros. for Nintendo 3DS e Wii U, Sonic Runners, Mario & Sonic ai Giochi olimpici di Rio 2016, Sonic Forces, Sonic Forces: Speed Battle, Team Sonic Racing, Mario & Sonic ai Giochi olimpici di Tokyo 2020, Sonic Frontiers e Sonic Racing: CrossWorlds. Sonic e i suoi amici (compresi ai Freedom Fighters) avranno a che fare con lui, solo nelle serie a fumetti: Sonic the Hedgehog (Archie), Sonic Universe, Mega Man, Sonic Boom, Sonic the Hedgehog (IDW) e DC X Sonic the Hedgehog. È doppiato in giapponese da Yutaka Aoyama e in italiano da Diego Sabre.

#### Zomom
Zomom (ゾモン?, Zomon) è uno Zeti giallo e nero, caratterizzato da una corporatura paffuta, è apparso per la prima volta nel gioco Sonic Lost World. Ama mangiare più di ogni altra cosa. Zomom è apparso anche negli altri videogiochi come Sonic Dash, Super Smash Bros. for Nintendo 3DS e Wii U, Sonic Runners e Sonic Frontiers. Sonic e i suoi amici (compresi ai Freedom Fighters) avranno a che fare con lui, solo nelle serie a fumetti: Sonic the Hedgehog (Archie), Sonic Universe, Mega Man, Sonic Boom, Sonic the Hedgehog (IDW) e DC X Sonic the Hedgehog. È doppiato in giapponese da Chafūrin e in italiano da Pietro Ubaldi.

#### Zeena
Zeena (ジーナ?, Jīna) è una Zeti femmina di colore verde, praticamente l'unico personaggio femminile che fa parte del gruppo dei Sei Nefasti, è apparsa per la prima volta nel gioco Sonic Lost World. Zeena è apparsa anche negli altri videogiochi come Sonic Dash, Super Smash Bros. for Nintendo 3DS e Wii U, Sonic Runners, Sonic Forces: Speed Battle e Sonic Frontiers. Sonic e i suoi amici (compresi ai Freedom Fighters) avranno a che fare con lei, solo nelle serie a fumetti: Sonic the Hedgehog (Archie), Sonic Universe, Mega Man, Sonic Boom, Sonic the Hedgehog (IDW) e DC X Sonic the Hedgehog. È doppiata in giapponese da Yumi Tōma e in italiano da Loretta Di Pisa.

#### Zor
Zor (ゾア?, Zoa) è uno Zeti bianco e nero, è poco più alto del Maestro Zik e perciò è abbastanza basso, praticamente il membro più giovane dei Sei Nefasti. Il personaggio è apparso per la prima volta nel gioco Sonic Lost World. Funge da spia del gruppo ed è in grado di manipolare le tenebre. Zor è apparso anche negli altri videogiochi come Sonic Dash, Super Smash Bros. for Nintendo 3DS e Wii U, Sonic Runners e Sonic Frontiers. Sonic e i suoi amici (compresi ai Freedom Fighters) avranno a che fare con lui, solo nelle serie a fumetti: Sonic the Hedgehog (Archie), Sonic Universe, Mega Man, Sonic Boom, Sonic the Hedgehog (IDW) e DC X Sonic the Hedgehog. È doppiato in giapponese da Yūki Tai e in italiano da Davide Garbolino.

### Forze di Eggman Nega

#### Eggman Nega
Il Dottor Eggman Nega (ドクター・エッグマン・ネガ?, Dokutā Egguman Nega), più noto come Eggman Nega (エッグマン・ネガ?, Egguman Nega), è il discendente di Ivo "Eggman" Robotnik proveniente da un futuro di duecento anni dopo, introdotto in Sonic Rush prima come arcinemico di Blaze the Cat e successivamente di Silver the Hedgehog. È noto per causare guai mediante l'utilizzo di viaggi nel tempo e interdimensionali. Il suo aspetto è molto simile a quello di Eggman, tuttavia la sua personalità è molto diversa, è più malvagio, spietato, crudele, calcolatore, nichilista, sofisticato e senza cuore, tuttavia rimane sempre educato e dalle buone maniere. Nel corso dei vari giochi assume ruoli differenti; nella serie Sonic Rush (come uno dei due antagonisti principali del gioco e uno dei due veri boss finali del sequel Sonic Rush Adventure) si allea all'Eggman originale per lavorare in squadra, mentre in quella di Sonic Rivals (come antagonista principale del gioco e del suo sequel) sfrutta a suo vantaggio la somiglianza con l'antenato per incolpare quest'ultimo delle sue malefatte. Eggman Nega è apparso anche nei tre giochi della serie crossover sportivo Mario & Sonic. Stavolta, Sonic e i Freedom Fighters (tra cui Silver e Blaze) avranno a che fare con lui, solo nelle serie a fumetti edita da Archie Comics: Sonic the Hedgehog e Sonic Universe. È stato doppiato in giapponese da Chikao Ōtsuka dal 2005 al 2016, da Motomu Kiyokawa dal 2019 e in italiano da Aldo Stella.

#### Metal Sonic 3.0
Metal Sonic 3.0 è un robot creato dal Dr. Eggman Nega. Proprio come il robot originale, è in grado di replicare qualsiasi abilità utilizzata dagli altri personaggi che incontra lungo il suo cammino. Appare esclusivamente nel gioco Sonic Rivals 2 dove serve il suo padrone nella sua missione di risvegliare l'Ifrit.

#### Ciurma di Capitan Whisker

##### Capitan Whisker
Il Capitan Whisker (ウィスカー船長?, Uisukā senchō) è un pirata robot apparso per la prima volta come antagonista principale nel gioco Sonic Rush Adventure. In questo gioco, lui e la sua ciurma, vogliono impossessarsi e sfruttare il potere dello Scettro Ingioiellato, un manufatto mistico custodito per generazioni dalla famiglia di Blaze, e che rappresenta la chiave per liberare il famigerato Potere delle Stelle, ovvero la forza che assicura l'esistenza dei mondi paralleli e che può controllare l'attività geologica del suo mondo di origine. Stavolta, Sonic e i suoi amici avranno a che fare con lui, solo nei fumetti Archie, e avrà comunque il suo malvagio rivale chiamato il Capitan Metal (una controparte multiversale di Metal Sonic). È doppiato in giapponese da Shinya Fukumatsu.

##### Johnny
Johnny (ジョニー?, Jonī) è un pirata robot apparso come antagonista secondario nel gioco Sonic Rush Adventure. È il braccio destro del Capitan Whisker e compete diverse volte con Sonic in alcune gare di velocità con le moto d'acqua. È un tipo esuberante ed estremamente competitivo, tanto da definirsi "il sultano della velocità". Stavolta, Sonic e i suoi amici avranno a che fare con lui, solo nei fumetti Archie. È doppiato in giapponese da Kouta Nemoto.

##### Mini e Mum
Mini (ミニ?) e Mum (マム?, Mamu) sono due piccoli robot a forma d'uovo che fanno parte della ciurma del Capitan Whisker. Aiutano il loro capo nella missione di ritrovamento dello Scettro Ingioiellato, compensando la smemoratezza di Whisker facendogli ricordare i suoi obiettivi. Appaiono nel gioco Sonic Rush Adventure. Stavolta, Sonic e i suoi amici avranno a che fare con lui, solo nei fumetti Archie.

### Gang di Fang
La Gang di Fang, nota anche come gli Hooligan, è una pericolosa squadra di mercenari composta da Fang the Sniper, Bean the Dynamite e Bark the Polar Bear. Dovevano comparire in Sonic Heroes, ma questo concept è stato usato per i fumetti Archie dopo il numero 160, in cui erano noti come Team Hooligan. Lo stesso è poi stato riuilizzato per i fumetti IDW, canonici al filone videoludico.

#### Fang the Hunter
Fang the Hunter (ファング・ザ・ハンター?, Fangu za Hantā), precedentemente noto come Fang the Sniper (ファング・ザ・スナイパー?, Fangu za Sunaipā) e Jet the Jerboa o Nack the Weasel (ナック・ザ・ウィーゼル?, Nakku za Uīzeru) nelle localizzazioni in inglese, è una gerboa viola maschio, che fa la sua prima comparsa nel videogioco per Game Gear Sonic the Hedgehog: Triple Trouble. È un cacciatore di tesori in cerca degli Smeraldi del Caos proveniente proprio nella dimensione degli Special Stage; tuttavia non è a conoscenza dei veri poteri contenuti nelle gemme e la sua unica intenzione è quella di venderli per trarne profitto. È un tipo astuto, subdolo, malizioso, che prova sempre a sconfiggere i suoi avversari ma a causa della sua ingenuità finisce spesso per fallire nelle proprie imprese.
Dopo Triple Trouble, Fang ha avuto un ruolo giocabile in Sonic Drift 2 e in Sonic the Fighters, doveva essere presente nel gioco cancellato Sonic X-treme e nelle prime fasi di Sonic Heroes, dove era originariamente progettato per apparire come uno dei personaggi giocabili di un team composto da lui, Bean the Dynamite e Bark the Polar Bear. Da allora non ha avuto più ruoli rilevanti, nonostante abbia compiuto un cameo in alcuni poster da ricercato nel livello City Escape in Sonic Generations e come un'illusione creata da un EggRobo in Sonic Mania. Il personaggio è riapparso nuovamente come antagonista secondario nel gioco Sonic Superstars, dove si scopre di aver cambiato più volte il suo proprio nome per sfuggire all'arresto, e diviene quindi l'arcinemico di Trip the Sungazer dopo che l'aveva abbandonata con l'inganno e tradimento.
È stato un personaggio ricorrente nella serie a fumetti Sonic the Hedgehog edita da Archie Comics dove era amico di Bean e Bark con i quali formava gli Hooligans, talvolta chiamato Team Hooligan, un gruppo di mercenari.. Inoltre aveva anche una sorella di nome Nicolette the Weasel

#### Bean the Dynamite
Bean the Dynamite (ビーン・ザ・ダイナマイト?, Bīn za Dainamaito) è un picchio verde con una grande abilità nel maneggiare esplosivi di ogni tipo. Compare per la prima volta nel gioco Sonic the Fighters come personaggio giocabile che sfrutta la sua destrezza per colpire i suoi avversari con il becco e tramite l'utilizzo di svariate bombe. Il suo design si basa Bin e Pin, due paperi presenti in un altro videogioco ideato sempre da SEGA, Dynamite Düx. Sarebbe dovuto comparire in Sonic Heroes come personaggio giocabile in un team composto assieme a Fang the Sniper e Bark the Polar Bear ma l'idea venne scartata durante lo sviluppo del gioco. Molti anni dopo ha ottenuto un cameo in alcuni poster da ricercato nel livello City Escape in Sonic Generations e come illusione in Sonic Mania. È stato un personaggio ricorrente nella serie a fumetti Sonic the Hedgehog edita da Archie Comics dove era in società con Bark e amico di Fang.

#### Bark the Polar Bear
Bark the Polar Bear (バーク・ザ・ポーラーベアー?, Bāku za Pōrābeā) è un orso polare di colore giallo chiaro dotato di una grande forza fisica. Fa la sua prima comparsa nel gioco Sonic the Fighters come personaggio giocante dove partecipa al torneo per ottenere gli Smeraldi del Caos e distruggere l'astronave Death Egg II e sventare così il piano di conquista del Dr. Eggman. Sarebbe dovuto comparire in Sonic Heroes come personaggio giocabile in un team composto assieme a Fang the Sniper e Bean the Dynamite ma l'idea venne scartata durante lo sviluppo del gioco. A seguito di ciò ha compiuto un cameo in alcuni poster da ricercato nel livello City Escape in Sonic Generations e come illusione in Sonic Mania. Come per il suo compare Bean, è stato un personaggio ricorrente nella serie a fumetti edita da Archie Comics dove aveva il ruolo di un mercenario forte ma silenzioso.

### Hard Boiled Heavies
Gli Hard Boiled Heavies (ハードボイルドヘビーズ?, Hādo Boirudo Hebīzu) sono cinque EggRobo d'élite che, dopo essere entrati a contatto con il Rubino Fantasma, impazziscono e si ribellano ad Eggman, acquisendo una loro propria volontà. I cinque membri sono il Re Heavy (ヘビーキング?, Hebī Kingu), il capo della squadra e uno dei due dei boss finali del finale segreto; l'Heavy Cannoniere (ヘビーガンナー?, Hebī Gannā), simile ad un poliziotto, boss della prima parte del terzo livello; l'Heavy Shinobi (ヘビーシノビ?, Hebī Shinobi), ninja robot boss della seconda parte del quinto livello; l'Heavy Illusionista (ヘビーマジシャン?, Hebī Majishan), robot prestigiatore che si affronta nell'ottavo livello - può illusoriamente assumere l'aspetto dei tre membri del Team Hooligan, ovvero Fang the Sniper, Bark the Polar Bear e Bean the Dynamite; e infine l'Heavy Motociclista (ヘビーライダー?, Hebī Raidā), robot a bordo di una Motobug e munito di una mazza ferrata - affrontabile solo con Sonic e Tails nell'atto 2 di Lava Reef Zone, Knuckles affronterà invece il Re Heavy in procinto di rubare il Master Emerald. I personaggi per la prima volta sono apparsi nel gioco Sonic Mania. Riappaiano anche come illusioni non contrastabili a Titanic Monarch Zone e nello speciale 30º anniversario di Sonic.

#### Re Heavy
Il Re Heavy (ヘビーキング?, Hebī Kingu) è uno dei due antagonisti principali del gioco Sonic Mania. Si tratta del capo degli Hard Boiled Heavies, e ha uno schema di colori identico all'abito di Eggman con una corazza dorata sul petto, un "elmo" grigio e un lungo mantello rosso. A Lava Reef Zone cerca di rubare il Master Emerald, venendo però fermato da Knuckles, che gli distrugge lo scettro. A Egg Reverie Zone ruba il Rubino Fantasma e si trasforma potenziato nel Re Fantasma mettendo i bastoni tra le ruote a Eggman, ma i due vengono sconfitti da Super Sonic, che finisce nel futuro (ambientato negli eventi del gioco Sonic Forces). Tornato a casa, Sonic assiste alla riattivazione dei cinque EggRobo e a Lava Reef Zone il Re Heavy cerca nuovamente di rubare il Master Emerald, ma viene sconfitto dai cinque protagonisti (Sonic, Tails, Knuckles, Mighty e Ray). Nel finale buono li coglie di sorpresa alla gelateria di Mirage Saloon Zone. Nello speciale dedicato al 30º anniversario di Sonic cerca di usurpare la posizione di Eggman, ma viene sconfitto dallo stesso e i protagonisti.

#### Heavy Cannoniere
L'Heavy Cannoniere (ヘビーガンナー?, Hebī Gannā) è uno degli Hard Boiled Heavies. Completamente azzurro e nero con un lampeggiante rosso sulla testa, è armato con un lanciarazzi e funge da miniboss di Studiopolis Zone, a bordo del suo elicottero. Il personaggio è apparso per la prima volta nel gioco Sonic Mania. Riappare come illusione non contrastabile a Titanic Monarch Zone e nello speciale 30º anniversario di Sonic.

#### Heavy Shinobi
L'Heavy Shinobi (ヘビーシノビ?, Hebī Shinobi) è uno degli Hard Boiled Heavies. Completamente verde con dettagli dorati, indossa inoltre un mantello stracciato verde ed è armato di Asteron, stelle dorate a cinque punte che usa come shuriken. Funge da boss a Press Garden Zone, dove lo si può colpire quando è stordito; in caso contrario usa le sue Asteron per congelare i personaggi giocabili. Il personaggio è apparso per la prima volta nel gioco Sonic Mania. È poi riapparso nello speciale 30º anniversario di Sonic.

#### Heavy Illusionista
L'Heavy Illusionista (ヘビーマジシャン?, Hebī Majishan) è uno degli Hard Boiled Heavies. Ha un "abito" da prestigiatore giallo, così come il cappello a cilindro e un papillon rosso. Può illusoriamente assumere l'aspetto dei tre membri del Team Hooligan, ovvero Fang the Sniper, Bark the Polar Bear e Bean the Dynamite. A Mirage Saloon Zone butta Knuckles giù dal Tornado ed evoca un enorme Caterkiller che viene distrutto da Sonic; successivamente assume l'aspetto di Bean per abbattere il biplano e viene sconfitto dai protagonisti sul palco. Riappare a Titanic Monarch Zone trasformato in Illusionista Fantasma. All'inizio della modalità Bis si scopre aver assunto l'aspetto di Mighty o Ray (a seconda di quale dei sue si sceglie) e usa il Rubino Fantasma per riattivare i suoi compagni. Il personaggio è apparso per la prima volta nel gioco Sonic Mania. È poi riapparso nello speciale 30º anniversario di Sonic.

#### Heavy Motociclista
L'Heavy Motociclista (ヘビーライダー?, Hebī Raidā) è uno degli Hard Boiled Heavies. È completamente fucsia, indossa un elmo da cavaliere medievale grigio, è armato con un correggiato ed è quasi sempre in sella alla sua motocicletta Motobug, Jimmy (ジミー?, Jimī). Funge da boss a Lava Reef Zone nella modalità Mania. Il personaggio è apparso per la prima volta nel gioco Sonic Mania. Riappare trasformato a Titanic Monarch Zone e nello speciale 30º anniversario di Sonic.

### Battle Bird Armada
La Battle Bird Armada (バトルクック帝国?, Batoru Kukku Teikoku)  è un'armata imperiale di uccelli, guidati dal Grande Badoru Kukku, che invade Cocoa Island per trovare i Chaos Emerald che risiedono sull'isola fin dai tempi antichi, apparso per la prima volta nel gioco Tails Adventure. Tails combatte contro l'armata e dopo che ha sconfitto il loro leader, i rapaci si arrendono. La Battle Bird Armada è costituita da uccelli in uniforme, droni robot intelligenti con macchinari avanzati e vivono in una grande fortezza volante, la quale risiede attaccata all'isola per la maggior parte della storia del gioco. Sonic e i Freedom Fighters (tra cui Tails) avranno a che fare con loro, solo nelle serie a fumetti edita da Archie Comics (Sonic the Hedgehog e Sonic Universe).

#### Grande Badoru Kukku
Il Grande Badoru Kukku (グレイトバトルクック15世?, Gureito Batoru Kukku Juugo Sei) è l'antagonista principale del gioco Tails Adventure. Si tratta di un dittatore e leader della potente armata imperiale Battle Bird Armada, padre di Speedy e arcinemico di Tails. È di grandi dimensioni rispetto a tutti gli altri membri ed è anche il boss finale del videogioco da affrontare nell'ultimo livello della sua immensa fortezza volante. Il malvagio dittatore ha scoperto i sette Chaos Emerald, i quali risiedevano sull'isola Cocoa Island fin dai tempi antichi, ed intende usare il loro potere per conquistare il mondo intero, ma i suoi piani vengono sventanti dalla giovane volpe. Combatte lanciando bombe vicino a sé e fa uso del violento combattimento corpo a corpo nel caso in cui Tails (o di qualsiasi altro avversario) si avvicinasse troppo. Sonic e i Freedom Fighters (tra cui Tails) avranno a che fare con lui, solo nelle serie a fumetti edita da Archie Comics (Sonic the Hedgehog e Sonic Universe).

#### Speedy
Badoru Kukku (バトルクック16世?, Batoru Kukku Juroku-sei, lett. "Badoru Kukku XVI"), anche conosciuto con il nome di Speedy (スピーディ?, Supidi), è il figlio del Grande Badoru Kukku e rivale di Tails, apparso per la prima volta come antagonista secondario nel gioco Tails Adventure. Speedy è un picchio mobian di colore verde, nonostante le sue abilità naturali di volo, alcune volte è equipaggiato con un'armatura, una pistola laser ed un jet pack, il quale permette a quest'ultimo di volare velocemente. Appare come boss per due volte nel gioco, prima nel livello Pori Mountain ed in seguito nella fortezza volante dell'armata Battle Bird Armada, appena prima che il giocatore affronti suo padre. Il personaggio fece nuovamente la sua ricomparsa nel videogioco Sonic Blitz. Sonic e i Freedom Fighters (tra cui Tails) avranno a che fare con lui, solo nelle serie a fumetti edita da Archie Comics (Sonic the Hedgehog e Sonic Universe).

#### Dr. Fukurokov
Il Dr. Fukurokov (Dr.フクロコフ?, Dokuta Fukurokofu) è il braccio destro del Grande Badoru Kukku e lo scienziato pazzo dell'armata Battle Bird Armada, apparso per la prima volta nel gioco Tails Adventure. È il primo boss della fortezza volante, anche se questi non combatte, utilizza al suo posto un macchinario difensivo. La sua tendenza è trascurare i piccoli dettagli, risulta la sua più grande debolezza. Il Dr. Fukurokov fece nuovamente la sua ricomparsa nel videogioco Sonic Blitz. Sonic e i Freedom Fighters (tra cui Tails) avranno a che fare con lui, solo nelle serie a fumetti edita da Archie Comics (Sonic the Hedgehog e Sonic Universe).

### Witchcarters

#### Witchcart
Witchcart (ウィチカート?, Wichikāto) è l'antagonista principale del gioco Tails' Skypatrol. Si tratta di una vecchia e perfida strega a bordo di un carrello da miniera. Dopo il reboot dei fumetti Archie, Ian Flynn ha preso il personaggio per creare Wendy Naugus, mentre il nome Witchcarters lo ha dato ai suoi tre sgherri. In passato, questi si erano alleati con la strega per conquistare un'isola ma sono stati sconfitti da Sonic e Tails. Nella seconda parte dell'adattamento di Sonic Unleashed, aiutano i gemelli Naugus a occupare Eggmanlandia (il QG) del Dr. Eggman, venendo però fermati dallo stesso e dai suoi Egg Boss. Sonic e i Freedom Fighters (tra cui Tails) avranno a che fare con loro, solo nelle serie a fumetti edita da Archie Comics (Sonic the Hedgehog e Sonic Universe).

#### Hocke-Wulf
Hocke-Wulf (ホッケウルフ?, Hokke Urufu) (o anche conosciuto come Focke-Wulf) è un lupo mobian aggressivo, membro degli Witchcart. Nei fumetti Archie è noto come Falke Wulf, fa parte degli Witchcarter e come gli altri è agile nel combattimento corpo a corpo e nell'uso del volopattino. Il personaggio è apparso in Tails' Skypatrol e nelle serie a fumetti edita da Archie Comics (Sonic the Hedgehog e Sonic Universe).

#### Bearenger
Bearenger (ベアンジャ?, Beanjā) (conosciuto come Bearenger the Grizzly nei fumetti Archie) è uno degli sgherri della Witchcart. Nel videiogoco Tails' Skypatrol è un orso a bordo di un razzo, mentre nei fumetti viene rappresentato come un orso grizzly antropomorfo muscoloso, abile nel combattimento corpo a corpo e nell'uso del volopattino. Il personaggio è apparso anche nelle serie a fumetti edita da Archie Comics (Sonic the Hedgehog e Sonic Universe).

#### Carrottia
Carrottia (キャロッティア?, Kyarottia) (conosciuta come Carrotia the Rabbit nei fumetti Archie) è un coniglio mobian femmina a bordo di una carota volante, membra dei tre Witchcart. Nei fumetti Archie è alta all'incirca come Sally Acorn, le sue orecchie somigliano a quelle di Cream e fa parte degli Witchcarter di Wendy Naugus. Il personaggio è apparso in Tails' Skypatrol e nelle serie a fumetti edita da Archie Comics (Sonic the Hedgehog e Sonic Universe).

### Pachacamac
Pachacamac (パチャカマ?, Pachakama) è un anziano echidna maschio rosso scuro con folte sopracciglia e baffi bianchi, oltre ad alcune strisce tribali arancioni, così come il suo abito e i sandali. Tiene una lancia e indossa anche un paio di guanti bianchi con due nocche appuntite. Esistito tremila anni prima dell'inizio della serie, è stato il freddo e spietato capo del Clan Knuckles, oltre che il padre della dolce Tikal, ed è apparso per la prima volta nel gioco Sonic Adventure. Assetato di potere, non appena scoprì il Grande Smeraldo tentò di impossessarsene con la forza assieme all'intera tribù, nonostante la contrarietà della figlia. Non appena i guerrieri fecero male ai Chao intorno all'altare durante l'assalto, il guardiano Chaos si infuriò e, trasformatosi in Perfect Chaos, sterminò l'intera tribù, venendo poi sigillato nel Grande Smeraldo da Tikal. Il personaggio è apparso anche nei fumetti Archie, sebbene nel solo universo originale, dove si scopre che era inoltre affiliato ad Albion, mentre in Sonic the Comic era buono ed era chiamato Pochacamac. Il leader degli Echidna è riapparso nell'anime Sonic X, e viene anche menzionato in cameo nel videogioco non canonico Sonic Chronicles: La Fratellanza Oscura. È doppiato in giapponese da Tōru Ōkawa in Sonic Adventure, mentre in Sonic X da Toshihiko Nakajima in originale e in italiano da Franco Zucca.
Pachacamac è apparso anche nella serie live-action. In questa versione del personaggio è stato il capo della tribù degli Echidna. Rispetto alla controparte videoludica, ha una storia completamente diversa: all'inizio del primo film, guida l'intera tribù all'attacco contro Longclaw e il piccolo Sonic per riprendere il Grande Smeraldo (realizzato tempo prima dagli stessi Echidna e sottratto dalla tribù dei gufi), senza però riuscire a catturare Sonic e morendo assieme a tutta la tribù e Longclaw. Riappare nella miniserie televisiva spin-off Knuckles in forma di spirito, dove spinge l'omonimo protagonista ad addestrare il vicesceriffo Wade Whipple come il secondo guerriero la tradizione della tribù ed in sogno allo stesso Wade per fargli rivivere il passato di Knuckles tramite un musical. È doppiato in originale da Christopher Lloyd e in italiano da Mino Caprio.

### Professor Gerald Robotnik
Il Professor Gerald Robotnik (プロフェッサー・ジェラルド・ロボトニック?, Purofessā Jerarudo Robotonikku) è stato un grande scienziato e ricercatore dalla mente brillante. Padre di due figli, è il nonno del Dr. Eggman e di Maria. Cinquant'anni prima degli eventi della serie principale scoprì Angel Island e il Master Emerald per poi costruire con i finanziamenti della Federazione Unita la colonia spaziale ARK, così chiamata poiché a bordo di essa Gerald e i suoi colleghi avrebbero studiato modi per preservare la vita. Al momento dell'apertura Gerald scoprì la leggenda di Chaos, l'Ifrit e il "Gizoid", un robot in grado di apprendere tutto ciò che vede creato quattromila anni prima dalla Quarta Grande Civiltà. La G.U.N. commissionò armi letali e soldati immortali, ma Gerald rifiutò e ottenne, seppur con poca eccitazione, il permesso di portare a bordo della colonia la nipote Maria, a cui era stata diagnosticata la sindrome da immunodeficienza neurologica. Fortunatamente la bassa gravità teneva a bada i sintomi. Tramite il Progetto Shadow creò inizialmente i "Chaos Drive" sperando di deviare l'energia dei Chaos Emerald sui tessuti viventi senza contatti diretti e ne fornì qualcuno alla G.U.N. sperando di non avere troppe pressioni; il primo prototipo si rivelò instabile e venne sigillato. Successivamente passò Black Doom (comandante di una razza aliena chiamata Black Arms), il quale, impressionato dagli studi di Gerald, offrì il suo DNA per realizzare l'essere supremo a patto che avesse consegnato i Chaos Emerald ai Black Arms entro cinquant'anni, sperando che fosse la chiave per guarire la nipote. Poiché le pressioni della G.U.N. non cessavano, Gerald costruì l'"Eclipse Cannon" (エクリプスキャノン?, Ekuripusu Kyanon), una potentissima arma da fuoco in grado di distruggere la terra e perforare le stelle per fermare l'invasione dei Black Arms (sapendo che l'unico modo per fermarli è distruggere la loro cometa), ma rendendolo comunque inutilizzabile nel primo caso. Quando il Gizoid andò improvvisamente fuori controllo Shadow riuscì a fermarlo, ma l'ARK inviò automaticamente un SOS alla G.U.N., che assaltò la colonia spaziale e uccise tutti i ricercatori, compresa Maria, colta in flagranza a evacuare Shadow, mentre Gerald fu costretto a proseguire i suoi studi sotto sorveglianza a Prison Island. Sentendosi responsabile della morte dei colleghi e della nipote, Gerald meditò vendetta e i suoi pensieri lo fecero impazzire. Sigillò il prototipo della forma di vita definitiva e attivò una sequenza che avrebbe fatto precipitare l'ARK sulla terra per distruggerla. Ormai considerato mentalmente irrecuperabile, venne recluso in isolamento e successivamente giustiziato tramite fucilazione. Gerald è apparso nei videogiochi Sonic Adventure 2, Shadow the Hedgehog, e Shadow Generations, oltre che nell'anime Sonic X, nel primo episodio della miniserie anime Sonic X Shadow Generations: Un oscuro inizio e nelle serie a fumetti (Sonic the Hedgehog e Sonic Universe). È doppiato in giapponese da Chikao Ōtsuka (poi rimpiazzato da Kotaro Nakamura), mentre in italiano da Carlo Reali in Sonic X e nei videogiochi da Aldo Stella a partire da Shadow Generations.
Il professor Gerald Robotnik è apparso anche come antagonista principale nel film live-action Sonic 3 - Il film. In questa versione cinematografica del personaggio, si presenta come uno scienziato molto più folle, spietato, ambizioso, vendicativo, misantropico, distruttivo, pericoloso e nichilista, e soprattutto ancora vivo nel presente (con 110 anni di età); contrariamente ai videogiochi infatti viene incontrato di persona dal Team Sonic, il Dr. Eggman e l'Agente Stone, e quindi gli viene chiamato anche lui "Eggman" come suo nipote, di fronte al protagonista Sonic. Nel 1974, il professore aveva condotto gli studi del Progetto Shadow, sperando che avrebbe avuto un grande successo in futuro. Tuttavia, quando la G.U.N. decisero di cancellare gli studi a causa dell'eccessiva grandezza dei poteri del riccio alieno, Gerald tentò di scappare con Shadow e Maria, ma la povera ragazza venne drammaticamente uccisa in un'esplosione provocata da un soldato intento a sparare verso Maria. Gerald fu recluso e Shadow venne ibernato. Durante la detenzione, segnato dalla morte di Maria, Gerald impazzì e meditò una spietata vendetta contro l'umanità, costruendo il Cannone Eclissi (Eclipse Cannon), una potente arma della stazione spaziale ARK in grado di disintegrare i pianeti per quanto considera anche lui stesso che l'umanità è un "esperimento fallito". Ottenne la libertà consegnando le chiavi di attivazione alla G.U.N. Cinquant'anni dopo, nel 2024, Gerald "prende in prestito" i droni di suo nipote Ivo "Eggman" Robotnik per attirarlo a sé con l'intento di rubare le due chiavi e attivare il cannone per vendicare Maria assieme a Shadow, ma non appena Eggman scopre le vere intenzioni di suo nonno, lo tradisce e Gerald lo espelle, attaccando quindi Sonic e un pentito Shadow. Intervenuto e salvato da Tails e Knuckles, Eggman lancia suo nonno con una scossa di un aculeo del riccio blu (in quel momento nella forma di Super Sonic) nel nucleo del cannone, disintegrandolo mortalmente al contatto. È interpretato da Jim Carrey (stesso attore che ha interpretato prima il suo nipote Dr. Eggman) e doppiato in italiano da Roberto Pedicini.

### Biolizard
Il Biolizard (バイオリザード?, Baiorizādo), noto anche come il Prototipo della forma di vita suprema, è una gigantesca lucertola asessuata (anche se viene considerata un maschio) creata dal professor Gerald Robotnik cinquant'anni prima dell'inizio della serie sulla Colonia Spaziale ARK, come prototipo della "forma di vita suprema", apparso come vero boss finale nel gioco Sonic Adventure 2. A causa dei risultati deludenti venne sostituita da Shadow the Hedgehog, come versione finale del progetto. I due vennero entrambi incapsulati, ma mentre Shadow venne custodito a Prison Island, il Biolizard rimase prigioniero sull'ARK. Quando nel gioco i protagonisti raggiungono il nucleo dell'Eclipse Cannon, il Biolizard sbarra loro la strada, ma Shadow distrae il "fratello maggiore" riuscendo apparentemente a sconfiggerlo; tuttavia questi si potenzia nel Finalhazard (ファイナルハザード?, Fainaruhazādo) e traina l'intero laboratorio dal cannone verso la Terra, venendo però distrutto da Super Sonic e Super Shadow. Il personaggio è poi riapparso in entrambe le forme nella serie a fumetti edita da Archie Comics Sonic the Hedgehog e nell'anime Sonic X, dove la trasformazione viene chiamata Final Lizard (ファイナルリザード?, Fainarurizādo). Compare anche come boss in forma base nella versione 3DS del gioco Sonic Generations, dove viene sconfitto dal Sonic Moderno, e come primo boss in Shadow Generations. Fa anche una fugace apparizione in cameo nel film live-action Sonic 3 - Il film all'interno di un film in bianco e nero guardato in televisione da Shadow e Maria.

### King Boom Boo
King Boom Boo (キングブーブ?, Kingu Bū Bu) è un potente e temuto fantasma comparso come boss nel gioco Sonic Adventure 2 e nel solo diciannovesimo episodio dell'anime Sonic X. Nel gioco si scontra con Knuckles che riesce a sconfiggerlo facendo entrare più volte la luce nelle zone buie della piramide, riuscendo a renderlo vulnerabile e colpirlo, mentre invece nell'anime, il suo ruolo cambia completamente, in quanto non compare nella saga che funge da adattamento a tale videogioco nella seconda stagione, ma bensì nella prima. Qui ha modo di affrontare Sonic, il quale non riesce a batterlo ma solo a ferirlo. Alla fine dell'unico episodio in cui appare, verrà imprigionato da Chris inserendo la pietra nell'apposito piedistallo al di fuori del castello in cui vive. Il personaggio è riapparso anche negli altri videogiochi Sonic Rivals 2, Sonic Runners, Team Sonic Racing, Sonic Blitz e Sonic Racing: CrossWorlds. È doppiato in giapponese da Naoki Imamura e in italiano da Fabrizio Vidale in Sonic X.

### Emerl
Emerl (エメル?, Emeru) è un potente androide colorato di giallo e arancione con occhi blu. È l'ultimo dei Gizoidi, robot creati più di quattromila anni fa dal Clan Nocturnus in grado di memorizzare, copiare e replicare le mosse e gli attacchi dei propri avversari semplicemente guardandoli. Questi sono stati scoperti e studiati dal professor Gerald Robotnik. In Sonic Battle, il Dr. Eggman ha poi trovato l'ultimo Gizoide dormiente e ha cercato invano di farlo funzionare. Deluso per il risultato, Eggman lo abbandona a Emerald Beach, dove viene trovato e studiato da Sonic e Tails. Questi lo chiamano Emerl e gli insegnano a combattere, facendogli conoscere anche Knuckles, Amy, Cream, Shadow e Rouge, imparando anche le emozioni. Quando tutti si recano sul Death Egg, Eggman riesce a prendere il controllo di Emerl e lo scaglia contro i suoi nemici ma Sonic lo sconfigge, seppur a malincuore di tutti. Emerl è comparso anche nella seconda stagione dell'anime Sonic X e nel primo episodio della miniserie anime Sonic X Shadow Generations: Un oscuro inizio (il prequel del videogioco Shadow Generations).

### Gemerl
Gemerl (ジーメル?, Jīmeru), noto anche come G-merl, è l'antagonista principale del gioco Sonic Advance 3. Si tratta di un androide verniciato di nero, grigio e giallo oro con i contorni degli occhi rossi. Per realizzare questo androide, Eggman ha usato i dati di Emerl, ottenendo un'arma forte e intelligente. Ribellatosi al suo creatore, G-merl diventa il boss finale, dove si trasforma in Ultimate G-merl (アルティメットジーメル?, Aruteimetto Jīmeru) venendo però sconfitto da Super Sonic e da Eggman. Distrutto da un'esplosione provocata dai due, G-merl precipita su una spiaggia, dove viene trovato e riparato da Tails. Anche se è risaputo che Gemerl vive assieme a Cream e sua madre Vanilla, non è più comparso nei videogiochi, ma è invece diventato uno dei personaggi principali dei fumetti Archie dopo il reboot e anche in quelli della IDW.

### Black Doom
Black Doom (ブラックドゥーム?, Burakku Dūmu) è l'antagonista principale dei giochi Shadow the Hedgehog e Shadow Generations. Si tratta del capo e padre della specie aliena Black Arms ed è l'arcinemico di Shadow, intento ad invadere il pianeta Terra e usare gli essere umani come fonte d'energia per le sue creature. Non ha le gambe, muovendosi fluttuando in aria, ha tre occhi rossi, due corna che spuntano ai lati rossi della testa e indossa un abito con catene, ornamenti a spillo e gioielli intorno alla parte superiore della veste. Quando funge da personaggio di supporto non appare di persona, ma segue il giocatore con il suo terzo occhio volante, detto Doom's Eye (ドゥームズアイ?, Dūmuzu Ai, lett. "l'Occhio di Doom"); a seconda delle scelte effettuate Shadow, questi può disobbedire ai suoi ordini oppure divenire suo servo. Compie il suo esordio in Shadow the Hedgehog. Oltre duemila anni addietro, Black Doom, disgustato dalla meschinità e avidità degli esseri umani, progettò di far atterrare Black Comet (cometa e base degli alieni) sulla Terra per mettere in atto un "rituale di prosperità", schiavizzando la popolazione per renderla nutrimento per i suoi eserciti. Non potendo trasportare la cometa sulla Terra (nella versione inglese ciò era dovuto all'atmosfera terrestre, mentre nell'originale giapponese era causato dall'impossibilità di controllare la traiettoria), Doom rimandò il suo piano finché non venne a conoscenza del Professor Gerald Robotnik, intento a creare la forma di vita definitiva durante il Progetto Shadow. Interessato, Black Doom contattò Gerald e offrì il suo sangue per completare il progetto, a una condizione: che in cinquant'anni, la risultante forma di vita definitiva avrebbe recuperato i sette Chaos Emerald e li avrebbe consegnati alle Black Arms. Black Doom prevedeva di utilizzare gli smeraldi per teletrasportare la cometa sulla superficie terrestre e schiavizzare l'umanità. Gerald accettò le sue condizioni e presto Shadow the Hedgehog venne creato; il professore capì tuttavia la minaccia che questa mossa rappresentava per la Terra, e pianificò segretamente di usare Shadow e l'Eclipse Cannon per distruggere Black Comet al suo ritorno. Nella storia finale, dopo aver rivelato a Shadow le sue origini, si potenzia al massimo e diventa Devil Doom (デビル ドゥーム?, Debiru Dūmu), gigantesca creatura potenziata con la metà inferiore del corpo radicata giù ad una sorta di masso, ampie ali, grosse mani con artigli, protuberanze poste intorno alla bocca e due teste con solamente un occhio, suo punto debole che una volta colpito passerà da una testa all'altra sotto forma di Doom's Eye. Shadow, in forma Super, sconfigge definitivamente il suo creatore e trasporta Black Comet nello spazio, dove viene distrutta dall'Eclipse Cannon. Il personaggio è comparso in cameo nei videogiochi Sonic Rivals e Sonic Speed Simulator, e viene anche menzionato negli altri giochi Sonic Chronicles: La Fratellanza Oscura e Sonic Frontiers. Black Doom ricomparirà nuovamente nel videogioco Shadow Generations, che ad un certo punto, dopo gli eventi di Shadow the Hedgehog, si rivela di essere misteriosamente sopravvissuto al suo ultimo combattimento e rigenera il suo corpo a causa di una Black Leech sulla colonia spaziale ARK. Utilizzando l'anomalia temporale creata da una mostruosa creatura nota come il Time Eater, che risucchia tutti i partecipanti nei "buchi temporali", e quindi intende proprio di ricostruire il suo esercito delle Black Arms in modo da poter di nuovo conquistare il mondo e di ottenere la sua rivincita. Manipola ancora una volta Shadow, concedendogli poteri neri con l'intenzione di trasformarlo in un guerriero perfetto e un distruttore per servirlo all'istante oppure lo userà il suo nuovo corpo sfruttando l'anomalia temporale. Nel boss finale, una volta che Shadow è diventato abbastanza forte, affronta il suo peggior nemico in cui gli rivela che lo possederà in modo che diventi perfetto. Il riccio nero si rifiuta di servirlo, spingendo Black Doom a trasformarsi prima nello stesso Devil Doom e in seguito in una nuova forma evolutiva ancora più forte e potente di quella precedente, chiamata Neo Devil Doom. Alla fine Shadow riesce a sfondare definitivamente il malvagio conquistatore alieno, uccidendolo una volta per tutte. Black Doom è comparso anche in due flashback nelle serie a fumetti edita da Archie Comics (Sonic the Hedgehog e Sonic Universe) e menzionato brevemente nella serie a fumetti IDW. Il personaggio è presente anche in cameo nella miniserie anime Sonic X Shadow Generations: Un oscuro inizio (come prologo dello stesso videogioco), dove nel primo episodio appare nell'ultima parte dell'incubo di Shadow che continua la sua discesa infinita in cui le nuvole formano una minacciosa figura con tre occhi rossi illuminanti che si protende verso di lui, acchiappando con le sue mani artigliate a tre dita, e infine nella scena finale dopo i titoli di coda dell'episodio conclusivo in cui si vede Black Doom, a bordo dell'ARK, che si risveglia dietro nell'ombra in attesa dell'arrivo di Shadow sullo shuttle della G.U.N. (Guardian Units of Nations). È doppiato in giapponese da Ryūzaburō Ōtomo e in italiano da Francesco Saverio De Angelis.

### Erazor Djinn
Erazor Djinn (イレイザー・ジン?, Ireizā Jin) è l'antagonista principale del gioco Sonic e gli Anelli Segreti. Si tratta di un genio della lampada. Il suo obiettivo è quello di assorbire il potere delle fiabe del libro Le mille e una notte per conquistare quel mondo e farsi poi strada nel mondo di Sonic impossessandosi dei Sette Anelli Mondiali, misteriosi anelli colorati pieni di sentimenti e di emozioni. Dopo aver colpito Sonic con la sua pericolosa "Fiamma del Giuramento" invece di Shahra, in quanto il porcospino si è preso l'attacco al posto della geniessa, Sonic è costretto a raccogliere gli Anelli Mondiali per il genio per non morire. Erazor ha sempre il vizio di dare del "ratto" a Sonic anziché di definirlo un porcospino. Nello scontro finale assorbe gli anelli delle emozioni positive e si trasforma in Alf-Layla-wa-Layla (アルフ・ライラ・ワ・ライラ?, Arufu Raira wa Raira), ma viene sconfitto dal porcospino blu (trasformatosi in Darkspine Sonic). Questi tira poi fuori la sua lampada e lo costringe ad esaudire i suoi tre desideri: far tornare Shahra in vita, riportare le Mille e una notte allo stato normale e che Erazor non possa uscire mai più dalla lampada. Erazor è un essere umanoide alto e muscoloso, con una pelle prevalentemente rosa tracciata con segni rossi. La sua barba e i suoi capelli sono di un rosso cardinale e i suoi capelli hanno una coda di cavallo che si arriccia verso l'alto. I suoi occhi hanno la sclera nera e le pupille rosse e ha le orecchie a punta. L'abbigliamento di Erazor consiste in un lungo mantello marrone, bracciali dorati, pantaloni larghi bianchi sostenuti da una cintura marrone e dorata e stivali marroni con la punta arricciata. È doppiato in giapponese da Masashi Ebara.

### Merlina la maga
Merlina la maga (魔導師マリーナ?, Madōshi Marīna), nota anche come la Regina Oscura (黄泉の女王?, Yomi no Joō), è l'antagonista principale del gioco Sonic e il Cavaliere Nero, ed una giovane maga nichilistica, eccezionale e talentosa, un membro unico dei cittadini del mondo di Camelot e la nipote del leggendario mago Merlino in cui serve la corte reale come maga reale di Camelot. Quando Merlina apprese che solo la rovina e la guerra attendevano il suo regno in futuro, cercò di impedirlo sequestrando il fodero di Excalibur dal malvagio e corrotto Re Artù per rendere il suo mondo eterno. Per questo, ha chiamato Sonic the Hedgehog nel suo mondo e lo ha inviato in una missione per recuperare il fodero in modo per brandire divenendo nella malvagia Regina Oscura. Dopo che Sonic ebbe successo, Merlina tentò il suo piano di conquistare il regno, ma purtroppo fu fermata e pentita dal porcospino blu per il suo tradimento e le sue assurde azioni che potessero distruggere il regno. L'aspetto di Merlina è come una ragazza snella, bella e di carnagione chiara. Ha i capelli magenta lunghi fino ai fianchi che lega in una treccia, grandi occhi azzurri e orecchie lunghe e appuntite. Indossa una veste da mago blu e viola, che ha anche rifiniture dorate e viola sul retro. È doppiata in giapponese da Mamiko Noto.

### Cavaliere Nero
Il Re Artù (アーサー王?, Āsā-ō), più noto anche semplicemente come il Cavaliere Nero (黒の騎士?, Kuro no kishi), è l'antagonista secondario del gioco Sonic e il Cavaliere Nero. Si tratta di un potente essere del mondo di Camelot ed era un'illusione magica creata dal mago Merlino allo scopo di diventare un sovrano benevolo sull'Inghilterra. Sotto la guida del suo creatore, Arthur raggiunse il suo scopo e divenne una leggenda. Quando ottenne il fodero di Excalibur, tuttavia, fu corrotto dal suo potere oscuro e divenne un tirannico sovrano che ridusse in schiavitù il suo stesso regno. Il regno di terrore del Cavaliere Nero finì quando Sonic the Hedgehog è stato chiamato nel mondo di Camelot e lo ha ucciso. Prima della sua corruzione, Re Artù era noto per essere un sovrano eroico, benevolo, saggio, leale e onorevole, fino quando poco prima di aver ricevuto il fodero di Excalibur, la sua personalità ha subito un drastico cambiamento, in cui diviene un tiranno malvagio, crudele, freddo, spietato, pericoloso, arrogante, tenebroso, avido, sleale, corrotto, assetato di potere e privo di senso dell'umorismo, schiavizzando e imprigionando il suo stesso popolo, tentando di uccidere coloro che gli si opponevano e facendo precipitare il suo regno tirannico, il tutto senza un accenno di rimorso. In fondo Sonic, come tutti i personaggi, ha sentito molto parlare delle storie del leggendario e mistico Re Artù (compreso l'Excalibur e i cavalieri della Tavola Rotonda), solo che lo trova molto diverso e cambiato. È doppiato in giapponese da Hidekatsu Shibata.

### Pir'Oth Ix
Pir'Oth Ix, meglio chiamato come l'Imperatore Ix (ノウェム?, Nowemu) oppure Lord Ix, è un'echidna bianco con una lunga barba che indossa un'armatura metallica e vestiti imperiali, capo del Clan Nocturnus e arcinemico di Knuckles, apparso per la prima volta come antagonista principale nel videogioco non canonico Sonic Chronicles: La Fratellanza Oscura. Quattromila anni fa aveva creato i Gizoidi per superare sul campo di battaglia il Clan Knuckles di Pachacamac e avere la supremazia sul mondo. Dopo la scomparsa del Clan nemico ad opera di Chaos, il Clan Nocturnus è finito ingiustamente imprigionato in una dimensione chiamata Twilight Cage e da allora l'imperatore trama di uscirne per vendicarsi e conquistare il mondo, venendo però abbandonato da Shade perché lei non aveva intenzione di far male a nessuno. Pir'Oth Ix funge da boss finale assumendo una super forma, ma viene immediatamente battuto da Super Sonic; subito dopo si teletrasporta altrove per chiudere il portale di collegamento tra Twilight Cage e la Terra, ma Sonic e gli altri fuggono appena in tempo. I Freedom Fighters, guidati da Sonic e la principessa Sally Acorn, avranno a che fare con lui, solo nelle serie a fumetti edita da Archie Comics (Sonic the Hedgehog e Sonic Universe).

### Uh, Su e Lah
Uh (ウー?, Ū) e Su (スー?, Sū) sono i due dispettosi fantasmi nemici di Sonic e di Chip, apparsi come antagonisti principali nel film cortometraggio d'animazione Sonic: Night of the Werehog. Uh è alto, magro, ha un'aria snob e indossa un foulard rosso, mentre Su è basso, grasso, goffo e indossa un papillon rosso. Entrambi hanno una cotta per Lah (ラー?, Rā), un fantasma femmina con capelli viola, un abito di gala rosa e bracciali dorati, oltre a un cuore sotto l'occhio sinistro. I tre personaggi sono riapparsi nei fumetti Archie, IDW e nel cortometraggio sequel Ghost Tale, realizzato dalla Marza ben quindici anni dopo Night of the Werehog.

### Antagonisti esclusivi dei videogiochi crossover

#### Bowser
Bowser (クッパ?, Kuppa), noto anche come il Re Koopa, è l'antagonista principale della serie di videogiochi Super Mario Bros., nonché arcinemico di Mario e Luigi. Si tratta del terribile e infido re dei Koopa Troopa in cui è innamorato non ricambiato della dolce e bellissima Principessa Peach, la rapisce più volte per tentare di sposarla e conquistare il pacifico Regno dei Funghi (governato da Toad). Bowser è uno dei due antagonisti principali della serie crossover sportivo Mario & Sonic ai Giochi olimpici, assieme con il Dr. Eggman, e interagisce con Sonic e ottima parte dei buoni e cattivi. Il personaggio è apparso anche nell'altra serie videoludica crossover Super Smash Bros.. Dal 2005 è doppiato da Kenneth W. James.

#### Kamek
Kamek (カメック?, Kamekku) è uno degli antagonisti principali della serie di videogiochi Super Mario Bros., e nemico di Mario e Luigi. Si tratta di un anziano Magikoopa, nonché mentore di Bowser. Indossa un abbigliamento da mago di colore blu e possiede uno scettro. Occasionalmente si muove a cavallo di una scopa. Il personaggio è apparso nelle serie crossover Mario & Sonic ai Giochi olimpici e Super Smash Bros. in cui interagisce con Sonic e ottima parte dei buoni e cattivi.

#### Bowser Jr.
Bowser Jr. (クッパJr.?, Kuppa Junia), conosciuto anche in giapponese come Koopa Jr., è il figlio di Bowser, al quale somiglia molto quando era piccolo. Come suo padre è in grado di rintanarsi e rotolare nel guscio, oltre a sputare fuoco. Il personaggio è apparso nelle serie crossover Mario & Sonic ai Giochi olimpici e Super Smash Bros. in cui interagisce con Sonic e ottima parte dei buoni e cattivi. Dal 2007 è doppiato da Catey Sagoian.

#### Wario
Wario (ワリオ?) è il rivale di Mario. Rispetto a lui è più paffuto e muscoloso, veste giallo con salopette viola ed è inoltre protagonista della serie WarioWare. Il personaggio è apparso nelle serie crossover Mario & Sonic ai Giochi olimpici e Super Smash Bros. in cui interagisce con Sonic e ottima parte dei buoni e cattivi. È stato doppiato in originale da Charles Martinet dal 1992 al 2023, anno in cui è stato succeduto da Kevin Afghani, mentre in italiano è doppiato da Francesco Rizzi.

#### Waluigi
Waluigi (ワルイージ?, Waruīji) è il rivale di Luigi e un grande amico di Wario. Veste viola e ha la salopette blu notte. Il personaggio è apparso nelle serie crossover Mario & Sonic ai Giochi olimpici e Super Smash Bros. in cui interagisce con Sonic e ottima parte dei buoni e cattivi. È stato doppiato in originale da Charles Martinet dal 2000 al 2023.

#### Re Boo
Il Re Boo, chiamato in inglese King Boo e in giapponese King Teresa (キングテレサ?, Kingu Teresa), è il malefico re dei fantasmi Boo, nonché alleato di Bowser, e l'antagonista principale della serie di videogiochi horror Luigi's Mansion (in cui è l'unica versione del Re Boo che ha reso più oscura e di pura malvagità, a differenza del predecessore originale). Il personaggio è apparso nelle serie crossover Mario & Sonic ai Giochi olimpici e Super Smash Bros. in cui interagisce con Sonic e ottima parte dei buoni e cattivi.

#### Dremagen
Dremagen è l'antagonista principale del gioco Sega Heroes. Si tratta di una misteriosa essere interdimensionale che vuole conquistare l'intero universo e creare cloni degli eroi che ritiene degni. Tuttavia, la riccio rosa Amy Rose e il guerriero Ax Battler formano un'alleanza con gli altri eroi di tutto l'universo per garantire la sconfitta della malvagia tiranna Dremagen. In passato non si sa nulla della storia di questa donna prima della sua apparizione. Ad un certo punto, ha imparato a clonare gli altri e ha iniziato a costruire il suo esercito. Ai giorni del mondo di Sonic the Hedgehog, Dremagen ha iniziato a collezionare gli eroi per dominarli tutti. Per fare ciò iniziò a clonarli con l'aiuto del folle Dr. Ivo "Eggman" Robotnik (nemico principale del riccio blu), ma sfortunatamente per Dremagen, i suoi malefici piani furono sventati dai vari eroi e cattivi che cercò di controllare.

## Antagonisti dei fumetti

### Introdotti nell'Archie Comics

#### Egg Army (Impero di Eggman)

##### Dr. Robotnik
Il Dr. Ivo Robotnik (nel doppiaggio italiano viene chiamato Julian Nick nella seconda serie animata oppure viene chiamato anche come il Robotnik Prime), pseudonimo di Julian Kintobor, è l'antagonista principale del primo ciclo della serie a fumetti edita da Archie Comics Sonic the Hedgehog (dal numero 1 al 50). Si tratta di uno scienziato malvagio con gli affetti da manie di conquista e sottomissione. All'inizio della serie era nato all'anagrafe come Julian Kintobor e abbandonò i suoi simili che lo ferirono gravemente: soccorso da Jules e Charles Hedgehog, fu nominato ministro della guerra e comandante esecutivo dell'esercito degli Acorn. Aiutò i Mobian a combattere e vincere la Grande Guerra contro i cattivi umani per poi rubare il robotizzatore a Charles Hedgehog usandolo per ottenere i propri schiavi con l'aiuto del nipote Snively. Dopo aver esiliato il pacifico re Maximillian Acorn nella "Zona del Silenzio" divenne il tirannico dittatore del pianeta Mobius per dieci anni finché, nel cinquantesimo numero, fu ucciso dalla sua stessa super arma, attivata accidentalmente dal dottor Snively in cui doveva essere puntato contro il villaggio di Knothole in modo per completare la sua vittoria finale, mentre combatteva per l'ultima volta con il suo odiato nemico Sonic. Il personaggio è apparso anche come antagonista principale nella serie animata Sonic the Hedgehog SatAM in cui a differenza della controparte originale del Dr. Eggman, egli ha già conquistato il pianeta Mobius, di cui è il tirannico dittatore, e ha trasformato in robot la maggior parte degli abitanti, come mostra in modo simile nei fumetti Archie. Si tratta forse dell'incarnazione più malvagia del personaggio: calcolatore, sadico, spietato, sinistro, temuto, crudele, senza cuore, assetato di potere, irredimibile e di pura malvagità, oltre che tortuosamente intelligente. È affiancato da suo nipote Caciotta (Snively nella versione originale, che viene spesso anche umiliato e preso in giro da suo zio) e un esercito di mostri meccanici. La sua nemesi Sonic fa parte di un gruppo di ribelli con lo scopo di riportare la libertà sul pianeta, evitando di essere catturati dal malvagio scienziato intento a trasformarli in robot al suo servizio. È doppiato in inglese da Jim Cummings e in italiano da Tony Fuochi

##### Robo-Robotnik
Robo-Robotnik, conosciuto semplicemente come Ivo Robotnik e noto maggiormente come il Dr. Eggman, è l'antagonista principale dell'intera serie a fumetti edita da Archie Comics (Sonic the Hedgehog, Sonic Universe, Mega Man e Sonic Boom) e arcinemico personale di Sonic e dei Freedom Fighters. Si tratta di una controparte del Robotnik originale, proveniente da un mondo parallelo con la sua stessa storia; nel tentativo di eliminare i suoi nemici si robotizzò e venne sconfitto. Non appena la sua anima incontrò quella del Robotnik originale, questi lo incoraggiò a prendere il suo posto. L'aspetto del personaggio cambia, assumendo quello della controparte videoludica, ed è molto più spietato, ambizioso, egoista, arrogante, irascibile, megalomane, pericoloso e imprevedibile del predecessore (anche se a volte può dimostrare onorevole e rispettabile nei confronti dei suoi fastidiosi nemici, e quindi è meno malvagio di quello precedente). Come spiegato da Zonic the Zone Cop, dato che il Sonic di ogni dimensione deve combattere un Robotnik, gli Zone Cops non hanno il permesso di arrestarlo per violazione di dimensione ed è il più fedele al defunto predecessore.

##### Dr. Snively Robotnik
Il Dr. Snively Robotnik (Julian Snively nel reboot, chiamato anche nel doppiaggio italiano Caciotta nella seconda serie animata), pseudonimo di Colin Kintobor Jr., è uno scienziato di bassa statura quasi calvo e nipote del Dr. Ivo "Eggman" Robotnik e fratellastro di Hope Kintobor. Il personaggio è apparso come antagonista secondario nelle serie a fumetti edita da Archie Comics (Sonic the Hedgehog, Sonic Universe, Mega Man e Sonic Boom) e nella serie animata Sonic the Hedgehog SatAM. È doppiato in inglese da Charlie Adler e in italiano da Mario Scarabelli.

##### Cluck
Cluck è un piccolo gallo robotico, unica creatura con cui il dottor Robotnik mostra affetto come un animale domestico. Il personaggio è apparso nella serie a fumetti Sonic the Hedgehog, nella serie animata Sonic the Hedgehog SatAM e nel videogioco Sonic the Hedgehog Spinball.

##### SWATbots
I SWATbots (chiamati "Megarobot" nell'edizione italiana) sono i malvagi robot-sentinelle al servizio del Dr. Ivo Robotnik. Dopo il reboot vengono sostituiti gli altri robot, conosciuti come gli Egg SWAT. Il personaggio è apparso nelle serie a fumetti (Sonic the Hedgehog, Sonic Universe, Mega Man e Sonic Boom), nelle serie animata (Le avventure di Sonic, Sonic the Hedgehog SatAM e Sonic Underground), nel film cortometraggio animato Sonic salva il Natale e nel videogioco non canonico Sonic Chronicles: La Fratellanza Oscura. Sono doppiati in inglese da Frank Welker e Jim Cummings.

##### Cacciatore
Il Cacciatore è un oltreterrestre che pratica la caccia ai Mobiani come trofeo. Si tratta di un bracconiere sofisticato e intelligente, ma era anche piuttosto folle, spietato, sadico, pericoloso, crudele, senza cuore e di pura malvagità e ha ucciso sadicamente Monk, il rivale di Knuckles, durante una battuta di caccia in tutta Angel Island. Gli fu dato un maggiore potere dal Dr. Eggman, ma non fu comunque in grado di sconfiggere Knuckles durante lo scontro finale, prima che l'echidna rosso lo gettò in mare, annegandolo a morte. Il personaggio è apparso nelle serie a fumetti edita da Archie Comics (Sonic the Hedgehog, Knuckles the Echidna e Sonic Universe).

##### Metal Scourge
Metal Scourge è un robot identico a Metal Sonic costruito dal Dr. Eggman. È comparso solo nei numeri 191 e 192 dei fumetti Archie Come Scourge the Hedgehog è verde, ha gli occhi rossi con le iridi nere ed è verniciato con colori uguali alla giacca in pelle del rivale. È stato distrutto insieme a Metal Sonic da Sonic, Scourge e la Squadra di Soppressione, fondata e comandata da quest'ultimo.

##### Robolactus
Robolactus è un personaggio introdotto solo nei fumetti Archie, e in questa serie dimostra di essere il discendente del dottor Julian Robotnik ed il divoratore di mondi.

##### Egg Boss

###### Axel the Water Buffalo
Axel the Water Buffalo è stato il primo Egg Boss a venire presentato al pubblico nei fumetti Archie dopo il reboot (Sonic the Hedgehog e Sonic Universe). è un bufalo d'acqua antropomorfo, capo delle truppe di Eggman in Efrika (parodia dell'Africa). Ha un carattere severo e scorbutico ed è molto fedele al suo capo.

###### Tundra the Walrus
Tundra the Walrus è un tricheco mobian, comandante delle truppe del Dr. Eggman nell'artico. È inoltre il crudele e abusivo padre di Rotor (uno dei membri dei Freedom Fighters, e amico di Sonic). Quando quest'ultimo era piccolo viveva con sua madre ma l'ha persa presto a causa di una malattia. Il personaggio è apparso nella serie a fumetti Archie: Sonic the Hedgehog e Sonic Universe.

###### Thunderbolt the Chinchilla
Thunderbolt the Chinchilla è una cincillà mobian femmina comparsa nei fumetti Archie (Sonic the Hedgehog e Sonic Universe), una degli Egg Boss più spietati. Comanda le truppe in stanza nella Soumerca (parodia dell'America del Sud). Quando stava per sottrarre un Chaos Emerald ai Freedom Fighters, Sonic, in preda allo stress, si è trasformato nel Werehog e per poco non ha ucciso la stessa Thunderbolt.

###### Akhlut the Orca
Akhlut the Orca è un'orca mobian comparsa prima del reboot nei fumetti Archie (Sonic the Hedgehog e Sonic Universe). Inizialmente era una vera e propria orca messa a guardia del Death Egg Mark II, dopo il reboot ha assunto un aspetto antropomorfo e il ruolo di Egg Boss.

###### Wendy Naugus
Wendy Naugus è una strega dalle sembianze di un troll comparsa nell'universo post-reboot dei fumetti Archie (Sonic the Hedgehog e Sonic Universe). È la sorella gemella di Walter Naugus. Inizialmente costei cerca di aiutare il fratello a recuperare i suoi poteri magici invadendo la base del Dr. Eggman ma vengono entrambi fermati da Eggman e dai suoi Egg Boss. Dopo la cattura, Wendy giura fedeltà a Eggman abbandonando Walter. Prende il suo aspetto da Witchcart, l'antagonista principale di Tails' Skypatrol).

#### Ordine degli Ixis

##### Ixis Naugus
Ixis Naugus è un potente e malvagio stregone umanoide con elementi di pipistrello, rinoceronte e aragosta capace di assumere qualsiasi aspetto ed è uno dei peggiori nemici di Sonic. Inizialmente mago di corte degli Acorn, poi collaboratore del Dr. Ivo Robotnik, scoprì insieme a lui la Zona del silenzio (che in futuro si rivelerà essere la Zona Speciale dove sono custoditi i Chaos Emerald). Il Dr. Robotnik lo tradì imprigionandolo in quella dimensione finché, dopo la morte dello scienziato, riuscì a uscirne e perseguitare i Freedom Fighters in più occasioni. Poco prima del reboot è riuscito a usurpare il trono degli Acorn insieme al suo apprendista ma vengono entrambi cristallizzati dai Secret Freedom Fighters. Dopo il reboot è stato richiamato Walter Naugus in cui è un troll ed ha una sorella gemella, Wendy. A causa della sua capacità di manipolazione, nel reboot è ricercato dalla G.U.N. (Guardian Units of Nations), sotto la guida del comandante Abraham Tower, e nel novantesimo numero di Sonic Universe viene finalmente arrestato dal Team Dark (Shadow the Hedgehog, Rouge the Bat ed E-123 Omega) e incarcerato dalla giustizia. Il personaggio è apparso nelle serie a fumetti edita da Archie Comics (Sonic the Hedgehog e Sonic Universe) e nella serie animata Sonic the Hedgehog SatAM. È doppiato in inglese da Michael Bell.

##### Mammoth Mogul
Mammoth Mogul, conosciuto anche come Ixis Mogul oppure il Maestro Mogul, è un potente stregone decimillenario mammut mobiano, proveniente da una dimensione parallela, in cui è il leader e fondatore dell'Ordine degli Ixis. Ha donato a Mighty la sua forza per aiutarlo a salvare i suoi genitori ladri dall'esecuzione ma invano. Nel futuro è il mentore di Silver the Hedgehog e lo ha depistato nella sua ricerca della "traditrice" (il soggetto in questione era Sally Acorn divenuta nella robotica Mecha Sally per colpa del Dr. Eggman che lo aveva usata nel suo Robotizzatore Mondiale). Mogul è divenuto anche uno dei nemici giurati di Tails, in cui la giovane volpe avrebbe mai dovuto il coraggio di affrontarlo eroicamente. Inoltre è quello che ha ottenuto per colpire e manipolare i suoi tre nemici in vittima dei suoi poteri mentali, come l'artefice dei diabolici piani del malvagio mammut stregone, sono tra cui Miles "Tails" Prower, Mina Mongoose e Mighty the Armadillo, e quindi farà di tutto per impedire di intralciare i suoi complotti da parte di Sonic e il resto dei suoi amici. Mogul ha persino insultato beffardamente il riccio blu, durante un duro scontro civile con il suo stesso migliore amico Tails, sulla cosa che potesse accadere fino alla fine, mentre gli dice "Il grande eroe sconfitto da un cucciolo, o il grande eroe che picchia i bambini?". Il personaggio è apparso nelle serie a fumetti edita da Archie Comics (Sonic the Hedgehog, Knuckles the Echidna e Sonic Universe).

##### Geoffrey St. John
Geoffrey St. John è una giovane puzzola mobiana dal sesso maschile. A causa del suo ruolo neutrale è considerato più comunemente un antieroe. Inizialmente Geoffrey era a capo di una squadra di ribelli fino alla morte del Dr. Robotnik, si è poi innamorato della principessa Sally Acorn, per la quale ha spesso litigato con il suo rivale in amore, Sonic the Hedgehog. Geoffrey ha poi sposato Hershey the Cat e lavorato per i servizi segreti del pacifico Re Maximillian Acorn (il padre di Sally); durante una missione ella scomparve e venne creduta morta. Nel numero 220 si scopre di essere l'apprendista di Ixis Naugus, che aveva aiutato segretamente affinché usurpasse il trono. Vedendo però la vera natura del malvagio stregone Geoffrey cerca di opporsi ma sfortunatamente Naugus si impossessa del suo corpo, tuttavia i Secret Freedom Fighters li fermano entrambi. Il personaggio è apparso nelle serie a fumetti edita da Archie Comics (Sonic the Hedgehog, Knuckles the Echidna e Sonic Universe).

##### Agunus Rhino
Agunus Rhino è un mago rinoceronte elementale e membro dell'Ordine degli Ixis che si unì al suo ordine distrutto insieme ai compagni maghi Nusgau Bat e Suguna Lobster dopo la Guerra Dimenticata. Dopo essersi insegnati a vicenda le rispettive magie, si misero in viaggio per catturare il controllo sull'elemento del fuoco entrando in contatto con il sole. Nonostante la loro cooperazione, Agunus tenne nascosta parte della sua conoscenza sulla terra, e così pensò di superare gli altri raggiungendo per primo il sole. Tuttavia, commise l'errore di tradire per primo gli altri e gli altri due copiarono entrambi il suo trucco. Quando Nusgau fece il suo tentativo di prendere il comando, Agunus afferrò Nusgau e Suguna afferrò Agunus e tutti caddero insieme nel sole, fondendoli insieme in Ixis Naugus. Agunus e i suoi compagni ixiani furono risvegliati decenni dopo dagli effetti dell'Operazione: Pulizia Pulita, e sebbene Naugus respinse i tentativi dei tre antichi stregoni di prendere il controllo del suo corpo, il rinoceronte e i suoi fratelli rimasero nella mente dell'ibrido. Sebbene intenzionati a rivendicare il controllo di Naugus, il trio lo avrebbe aiutato fornendogli consigli mentre tentava di conquistare la gente di New Mobotropolis. Agunus e i suoi complici continuarono a tormentare Naugus mentre cercava di screditare il Team Freedom, eliminare Elias Acorn contattando segretamente il Dr. Eggman, e assicurare ulteriormente la sua presa sul Consiglio degli Acorn creando una Camera Rituale Ixis per aumentare i suoi poteri. Con il suo potere aumentato, il malefico piano di Naugus era di lanciare un incantesimo che avrebbe schiavizzato l'intera città, consentendogli di concentrarsi sulla gestione dei suoi componenti. L'influenza dei tre maghi fece sì che il corpo di Naugus subisse delle mutazioni mostruose che potevano essere mantenute solo attraverso l'uso del suo Smeraldo del Caos. Dopo il fallimento del piano di Naugus di schiavizzare la città, il rinoceronte e gli altri continuarono a rimproverarlo mentre cercava un corpo ospitante, fallendo sia con il re Maximillian Acorn che con Jules Hedgehog. Agunus notò in particolare la calma di Naugus prima di un concerto tenuto da Mina Mongoose, sebbene fu rapidamente infranta quando Naugus si rese conto che la volontà della popolazione era contro di lui. Quando Geoffrey St. John tentò di convincere Naugus a cambiare i suoi modi, Agunus si oppose insieme ai suoi compatrioti e furono contenti quando Naugus fu d'accordo con loro. La fusione del trio scelse invece di possedere Geoffrey come un contenitore, poiché la Skunk gli aveva giurato fedeltà anni prima. Il personaggio è apparso nelle serie a fumetti edita da Archie Comics Sonic the Hedgehog.

##### Nusgau Bat
Nusgau Bat è un mago pipistrello elementale e membro dell'Ordine degli Ixis che si unì all'ordine distrutto con i compagni maghi Agunus Rhino e Suguna Lobster dopo la Guerra Dimenticata. Il trio lavorò insieme per un po' di tempo, insegnandosi a vicenda le loro abilità elementali e progettando di impossessarsi del potere elementale del fuoco entrando in contatto con il sole. Nonostante la loro cooperazione, Agunus e Suguna imbrogliarono tenendo per sé una parte della loro conoscenza pensando che nessun altro se ne sarebbe accorto. Così Nusgau tenne per sé parte della sua conoscenza riguardante l'aria, e pensò di superare gli altri raggiungendo per primo il sole. Tuttavia, Agunus che afferrò Nusgau e Suguna che afferrò Agunus portarono i tre a cadere insieme nel sole, fondendoli insieme nel terribile mago Ixis Naugus. Dopo l'Operazione: Pulizia Pulita, Nusgau fu risvegliato nella mente di Ixis Naugus insieme ai suoi compagni stregoni, dopo una breve conversazione con lo stregone ibrido combatté i suoi fratelli maghi per prendere il controllo del corpo di Naugus ma alla fine fu costretto a metterlo da parte, per il momento. Lui e gli altri avrebbero poi cercato di assicurarsi il loro potere previsto consigliando Naugus sui corsi d'azione, sebbene i loro piani per screditare la necessità del Team Freedom si rivelarono infruttuosi. Il trio di antichi maghi avrebbe continuato a tormentare Naugus nel mezzo dei suoi piani per far eliminare Elias Acorn e per usare un vecchio incantesimo ixiano per schiavizzare il Consiglio degli Acorn, coalizzandosi contro di lui mentre dava gli ultimi ritocchi alla sua camera rituale degli Ixis e incoraggiandolo ad accettare la forma più mostruosa creata dal loro risveglio. Dopo l'ennesimo fallimento di questo disperato tentativo, il pipistrello stregone e i suoi fratelli continuarono a tormentare Naugus per i suoi continui fallimenti sia nel governare il regno che nell'assicurarsi una nuova nave da possedere. Le loro lamentele terminarono, almeno temporaneamente, quando Naugus decise di usare il suo giovane apprendista Geoffrey St. John come corpo ospitante della puzzola. Il personaggio è apparso nelle serie a fumetti edita da Archie Comics Sonic the Hedgehog.

##### Suguna Lobster
Suguna Lobster è un mago aragosta elementale e membro dell'Ordine degli Ixis che si unì all'ordine distrutto con i compagni maghi Agunus Rhino e Nusgau Bat dopo la Guerra Dimenticata. Dopo essersi insegnati a vicenda le rispettive magie, il trio si mise in viaggio per catturare il controllo sull'elemento del fuoco entrando in contatto con il sole. Nonostante la loro cooperazione, Suguna tenne nascosta parte della sua conoscenza sull'acqua, e così pensò di superare gli altri raggiungendo per primo il sole. A differenza di Agunus, Suguna aveva una scusa, poiché Agunus li aveva traditi per primo. Tuttavia, un simile tradimento da parte di Nusgau portò Agunus ad afferrare Nusgau, costringendo Suguna ad afferrare a sua volta Agunus. Ciò portò i tre a cadere insieme nel sole, fondendosi insieme in Ixis Naugus. In seguito all'Operazione: Pulizia Pulita, l'antico spirito del mago dell'acqua fu liberato dai confini del subconscio di Ixis Naugus insieme ai suoi fratelli. Contestando i suoi compagni stregoni per la rivendicazione del corpo del mago oscuro, l'aragosta fu spinta da parte da Naugus che scelse di ignorarli. Suguna e i suoi complici si dimostrarono persistenti, sebbene cedessero mentre si sforzavano di aiutare Naugus ad aumentare la sua credibilità con la gente di New Mobotropolis. Tuttavia, la loro presenza si rivelò più un fastidio che un aiuto poiché gli consigliarono di parlare contro il Team Freedom solo per poi ritorcersi contro e interrompere la sua concentrazione mentre tentava di parlare con il Dr. Eggman. Suguna continuò a tormentare Naugus mentre si preparava a usare la sua nuova camera rituale degli Ixis per schiavizzare la gente di New Mobotropolis. Come ulteriore sintomo dell'uso di uno Smeraldo del Caos da parte di Naugus quando lo scienziato pazzo utilizzò il suo Death Egg Mark 2 per resettare la realtà, il corpo di Naugus iniziò a subire orribili mutazioni, per le quali il trio dei maghi antichi lo accusarono. Continuarono a rimproverare il mago malato mentre cercava disperatamente di superare le sue mutazioni trovando un corpo ospite. Quando il giovane apprendista di Naugus, Geoffrey St. John, tentò di convincere Naugus a rinunciare ai suoi scopi malvagi, Suguna e gli altri si opposero e furono contenti quando Naugus decise di adottare una strategia completamente diversa: usare Geoffrey come corpo ospite. Il personaggio è apparso nelle serie a fumetti edita da Archie Comics Sonic the Hedgehog.

##### Ixis Vale
Ixis Vale è un uccello mobiana femmina del periodo della guerra dimenticata e una dei membri dell'Ordine degli Ixis. Come uno dei servi di Mammoth Mogul, Vale osservò il processo dei molti fronti di guerra sul pianeta Mobius durante la guerra dimenticata. Fu lei a portare notizie al suo padrone quando i Cavalieri Albion di Aurora avevano abbandonato il loro posto di lavoro come risultato della dichiarazione di guerra dell'Ordine. Dopo la sua morte, fu posta nella cripta di Vale in un'area conosciuta oggi come Windy Valley. Secoli dopo, il cinico e arrogante Geoffrey St. John rubò i resti di Vale dalla sua cripta, agendo su ordine del suo padrone, Ixis Naugus. Naugus tentò di usare i resti per creare un incantesimo di controllo mentale, ma vennero vaporizzati dal cannone del braccio di Shard prima che potesse farlo. Vale è apparsa nelle serie a fumetti edita da Archie Comics (Sonic the Hedgehog e Sonic Universe).

#### Legione Oscura
La Legione Oscura (Dark Legion) è l'antitesi alla Confraternita dei Guardiani, una fazione tecnocratica di cyborg Echidna residenti ad Angel Island che adorano Enerjak e la tecnologia. I suoi capi (noti come i Gran Maestri, in originale Grandmasters) sono tutti discendenti dell'alter-ego originale di Enerjak, Dimitri, proprio come i Guardiani discendevano dal fratello di Dimitri, Edmund. I personaggi sono dapprima apparsi come antagonisti principali nella serie a fumetti Knuckles the Echidna per poi approdare nella serie principale e il suo spin-off come antagonisti più ricorrenti in alcuni archi narrativi. I membri più noti sono Lien-Da, Kragok, Moritori Rex, Remington (il figlio di Kragok) e lo scienziato pazzo Dr. Finitevus. Successivamente questi si uniscono ad Eggman diventando così la Egg Legione Oscura (Dark Egg Legion).

##### Dimitri
Dimitri è un perfido scienziato di Angel Island, zio di Knuckles e leader supremo della Legione Oscura, nonché l'antico antenato di ogni principe della legione. Fu potenziato da undici Chaos Emerald e diventò così il più noto Echidna a dare un corpo fisico a Enerjak, un malvagio semidio distruttore la cui coscienza ha posseduto vari Echidna prima e dopo lo stesso Dimitri. Costui venne sconfitto e depotenziato da Mammoth Mogul; perso il suo potere e aumentato la longevità, Dimitri è stato ricostruito come un cyborg. Attualmente è ridotto a una testa fluttuante all'interno di una sfera protettiva trasparente ed è diventato buono. Dopo la costruzione di New Mobotropolis si è precipitato in città per avvertire i Freedom Fighters e i Chaotix del ritorno di Enerjak, avvenuto per mano del Dr. Finitevus e Scourge the Hedgehog. Questa volta Enerjak si è impossessato del corpo di Knuckles ma è stato sconfitto da Super Sonic mentre Locke, il padre di Knuckles, si è sacrificato per liberare suo figlio da Enerjak. Il personaggio è apparso come antagonista principale nella serie a fumetti Knuckles the Echidna e dopo il suo ritorno nella serie principale e il suo spin-off, Dimitri ha aiutato gli echidna e i Chaotix.

##### Dr. Finitevus
Il Dr. Finitevus è uno stregone echidna dal pelo bianco con iridi gialle e occhi neri, su cui porta un paio di occhiali rotondi. Indossa inoltre un ampio mantello nero. Nemico dei Chaotix e di Dimitri, è abile con la stregoneria, il voodoo e a maneggiare energia del Caos. Il personaggio è apparso nelle serie a fumetti edita da Archie Comics (Sonic the Hedgehog e Sonic Universe).

#### Destructix
I Destructix sono un malvagio gruppo di mercenari comparso nell'universo originale dei fumetti Archie. I suoi attuali membri sono Scourge the Hedgehog, Fiona Fox e il Temibile Quartetto (Fearsome Foursome) formato da Lightning Lynx, Predator Hawk, Flying Frog e il Sergente Simian. Scourge è l'unico membro non originario di Mobius Prime. Ex-membri sono Drago Wolf, Nack the Weasel e Uma Arachnis, mentre i capi precedenti sono stati Kodos the Lion, Sleuth Dawg e il Dr. Snively. Tutti gli ex-membri, prima di farne parte, erano stati incarcerati nel Gulag del Diavolo, una prigione degli Acorn situata su un'isola dove venivano reclusi i criminali più pericolosi e i traditori dello Stato.

##### Scourge the Hedgehog
Scourge the Hedgehog è un porcospino mobiano di 17 anni, originario di una dimensione chiamata Moebius, dove i buoni sono cattivi e viceversa. Comparso per la prima volta nel numero 11, era inizialmente identico a Sonic se non per una giacca in pelle, un paio di occhiali da sole e degli stivali neri identici a quelli di Michael Jackson. È diventato con il tempo un personaggio ricorrente dei fumetti Archie. Da bambino ha avuto problemi di famiglia poiché suo padre, Anti-Jules, era propagatore della Grande Pace, opposto della Grande Guerra di Mobius. Cresciuto, insieme agli Anti-Freedom Fighters ha inquinato il mondo diventandone addirittura il re. Nel numero 160 ha assorbito una parte negativa del Master Emerald diventando verde, caratteristica che lo distinse da Sonic fino al reboot. È inoltre il capo dei Destructix. Se assorbe l'energia degli Anarchy Beryl ("Berilli dell'Anarchia", controparte dei Chaos Emerald) si trasforma in Super Scourge;. Quando è trasformato, pelo e parte delle scarpe diventano completamente viola/porpora, gli occhi si colorano di nero e le iridi rosse. Quando l'effetto termina, Scourge perde la forza e la potenza che ha normalmente. Il personaggio è apparso nelle serie a fumetti edita da Archie Comics (Sonic the Hedgehog e Sonic Universe).

##### Fiona Fox
Fiona Fox è un'ex fidanzata di Sonic, è una giovane volpe mobiana rossa con lunghi capelli neri/castani originaria della dimensione principale. Entrata a far parte dei Destructix, si fidanza con Scourge e assume le redini del piano per far evadere l'intera squadra dalla Zone Jail. Fiona è apparsa nella serie a fumetti Sonic the Hedgehog e Sonic Universe.

#### Squadra di Soppressione
La Squadra di Soppressione (Suppression Squad), nota anche come Anti-Freedom Fighters, è un gruppo comparso nell'universo originale dei fumetti Archie, originario di Moebius. All'inizio erano alleati di Scourge, in seguito vi si ribellano in quanto lo odiano profondamente.

##### Buns Rabbot
Buns Rabbot è la controparte malvagia di Bunnie D'Coolette, membra della Suppression Squad. Venne abbandonata dalla squadra quando costei iniziò a sviluppare la neuro-immunodeficienza (NIDS) in fondo alla spina dorsale. Il dr. Ivo Kintobor la prese in cura e costruì per lei l'unità curativa Omega, un robot azzurro identico a Omega che, funzionando come un normale Badnik, impedisce alla patologia di Buns di progredire e di difendersi.

#### Xorda
Gli Xorda sono una razza aliena molto potenti e bellicosi che sono stati responsabili per aver quasi distrutto l'umanità e un cataclisma globale che alla fine ha trasformato la Terra in Mobius e ha creato la specie Mobian, di cui fa parte Sonic the Hedgehog e i suoi amici. Gli alieni sono attualmente impegnati in una guerra intergalattica con le Black Arms, guidati dal loro minaccioso e crudele leader Black Doom. A un certo punto della storia del pianeta Terra, o dopo il ventunesimo secolo, gli Xorda inviarono un emissario per offrire agli umani dello stesso terreno un'alleanza. Sfortunatamente, l'emissario fu catturato, ucciso e sezionato dal dottor Ivan Kintobor (l'antenato del famigerato Dr. Ivo Robotnik). Indignati da questa azione, gli Xorda bombardarono la Terra con bombe genetiche con l'intenzione di spazzare via ogni forma di vita sul pianeta. A loro insaputa, alcuni umani sopravvissero e mutarono nella specie che sarebbe stata chiamata come gli oltreterrestri o si conservarono in città nascoste, come Station Square. Le bombe portarono anche alla creazione di una nuova specie umanoide, i mobiani. Negli anni a venire, la Terra alla fine divenne nota come Mobius e i mobiani divennero la specie dominante. Migliaia di anni dopo, gli Xorda appresero del loro fallimento nell'eradicare la vita sulla Terra quando avvistarono due astronavi che ospitavano gli oltreterrestri diretti al pianeta. Inseguendo le astronavi, arrivarono sul pianeta che ora si chiamava mobiani e condivisero la storia dell'attacco alla Terra con i suoi abitanti. Nonostante la principessa guerriera Sally Acorn avesse discusso con gli Xorda sul fatto che i mobiani erano una specie completamente separata dagli umani e non avevano nulla a che fare con il loro rancore verso l'umanità, gli alieni espressero comunque la loro intenzione di finire ciò che avevano iniziato, poiché i mobiani possedevano i resti del DNA umano. Di fronte a una nuova minaccia, tutta Mobius devono unirsi alle loro forze, e così anche Sonic e il Dr. Eggman unirono i loro sforzi per sconfiggere gli alieni malvagi con l'aiuto di Giga-Bot Prime, creato da Eggman ma alimentato da Sonic. Mentre la nave da guerra Xorda veniva respinta via dal robot, rivelarono la loro carta vincente: il Quantum Dial, un dispositivo che avrebbe creato un buco nero abbastanza potente da distruggere non solo Mobius, ma l'intero sistema solare. Il Dial era protetto da una forza che faceva sì che qualsiasi costruzione, come missili e robot, cadesse a pezzi quando si avvicinava a loro, e quindi si presumeva fosse invincibile. Fortunatamente, Mobius fu salvata quando Knuckles distrusse le difese dell'arma e diede a Sonic il tempo di attaccarla. Il Quantum Dial fu distrutto e Sonic fu presunto morto perché scomparve subito dopo averlo distrutto, ma gli Xorda non ne erano a conoscenza. Qualche tempo dopo il grande ritorno di Sonic al pianeta Mobius, gli Xorda si impegnarono in una guerra intergalattica con le Black Arms, un'altra specie aliena guerrafondaia, per i loro obiettivi contrastanti, con le creature nere che vedevano la popolazione di Mobius come una fonte di cibo e gli Xorda che cercavano di sterminarla. La guerra impedì il ritorno di entrambe le razze a Mobius. Alla fine, gli Smeraldi del Caos del pianeta natale degli Xorda furono attratti da A.D.A.M.  (con l'acronimo di Autonomous Digital Assault Microbe) su Mobius per promuovere i suoi obiettivi. I personaggi sono apparsi nella serie a fumetti edita da Archie Comics Sonic the Hedgehog.

#### Kodos the Lion
Kodos the Lion è un possente leone antropomorfo grande, grosso e muscoloso, armato con un'ascia, che serviva come signore e ministro della guerra del Regno degli Acorn nei giorni in cui lo stregone Ixis Naugus era ancora il mago di corte. Kodos nutre un profondo odio verso gli oltreterrestri (umani), quindi contribuì alla cacciata di Nate Morgan e iniziò la grande guerra tra il Regno dei Acorn e gli oltreterrestri. Era anche il mentore del Dr. Ivo Robotnik fino a quando questi lo tradì e rimpiazzò al ministero; Kodos quindi giura di vendicarsi di lui e tenta di ottenere il potere della spada degli Acorn per distruggere Sonic e Robotnik. Durante le sue azioni, si è scontrato anche con Geoffry St. John, l'Ordine dei Ixis e i Destructix, dei quali è stato il capo. Successivamente fino alla sua resa dei conti avrebbe chiesto a Uma Arachnis di rubare per lui la spada degli Acorn che aveva intenzione di usare per esigere e completare la sua vendetta sia su Sonic che sul dottor Robotnik, tuttavia Uma in seguito si sarebbe resa conto che non ci si poteva fidare e si riprese la spada. In combinazione con l'esposizione alle posizioni di Robotropolis e la perdita della spada, il malvagio Kodos ha perso completamente la sua sanità mentale e tentato di rintracciare Uma, il che lo ha portato a essere catturato da Sonic e inviato al villaggio di Knothole per cure. Tuttavia sarebbe scoppiato e avrebbe ferito mortalmente Uma pur di avere la spada. Alla fine viene definitivamente sconfitto dalla giovane principessa guerriera Sally Alicia Acorn con la stessa spada della famiglia reale, facendolo cadere verso il suo destino finale, provocandogli la morte. Kodos Lion, come ogni nemico del porcospino blu, lo ha reso veramente un guerriero astuto, spietato, sinistro, crudele, violento, barbarico, viscido, temuto, sadico, psicopatico, imprevedibile, odioso, implacabile, feroce, inarrestabile, pericoloso, vendicativo, privo di scrupoli, insensibile e di pura malvagità. Il personaggio è apparso nella serie a fumetti edita da Archie Comics Sonic the Hedgehog.

#### A.D.A.M.
A.D.A.M. (acronimo di Autonomous Digital Assault Microbe) è una malvagia e pericolosa intelligenza artificiale e virus informatico senziente creato per errore dal Dr. Eggman durante l'assenza di Sonic da Mobius nel 3236. È il "fratello" dell'androide Mecha, era inizialmente uno schermo verde che ha dato filo da torcere ai Freedom Fighters, ma nei numeri 168-169 usa i naniti per impossessarsi del corpo di Tommy Turtle e usare Jules per farsi consegnare Shadow e Tails con l'intenzione di chiamare a sé tutti gli Smeraldi del Caos di ogni colore, provenienti dal sistema solare (verdi da Mobius tranne il Grande Smeraldo, ciani da Weeet, blu da Xorda, rossi da Thoraxia, viola da Teragosa 6, gialli dal sole che ha consumato E.V.E. e grigi da Argentum). Durante il duro scontro tra Super Sonic e Super A.D.A.M., Eggman libera Shadow e Tails (anche loro trasformati) affinché spediscano tutti gli Smeraldi nella Zona del Silenzio dove diventano sette, mentre Tommy, nuovamente libero, si sacrifica facendosi cannoneggiare dalla Egg Fleet per distruggere definitivamente A.D.A.M. Il personaggio è apparso come uno degli antagonisti nella serie a fumetti edita da Archie Comics Sonic the Hedgehog.

#### Iron Queen
La Regina Ferrum, più semplicemente conosciuta come Iron Queen, è un'oltreterrestre (umana) che ha lavorato a fianco di Iron King nel regno dei draghi. Essendo stata addestrata da un culto di magitek utilizzatori in giovane età, è in grado di usare incantesimi contro i suoi nemici. Dopo essere stato scacciato dalla Fortezza di Ferro da Sonic the Hedgehog, Miles "Tails" Prower e Monkey Khan, Iron Queen è rimasta sconosciuta per qualche tempo. Quasi due anni dopo entrò in contatto con il Dr. Julian Snively (nonché suo interesse amoroso) e i due iniziarono una relazione romantica insieme ai piani per rovesciare l'Impero di Eggman. Ci riuscirono dopo il declino del Dr. Ivo "Eggman" Robotnik, a causa della sua follia ed esaurimento nervoso, e il suo impero fu ufficialmente usurpato nell'Iron Dominion. Alla fine è stata sconfitta e arrestata dopo aver tentato una resistenza finale contro Sonic e i Freedom Fighters nella loro battaglia per reclamare New Mobotropolis dal suo controllo. Successivamente si è riconciliata con Snively dopo che lui l'ha salvata da Stormtop Village, solo per essere entrambi sconfitti entrambi dal Dr. Eggman. Tuttavia, Iron Queen fu successivamente dato il controllo della Eurish Dark Egg Legion, capitolo del vecchio scienziato come mezzo per tenerla sotto la sua autorità. Iron Queen è una donna estremamente malvagia, tirannica, spietata, temuta, crudele, infida, manipolativa, implacabile, viscida, pericolosa e assetata di potere. Iron Queen è apparsa nelle serie a fumetti edita da Archie Comics (Sonic the Hedgehog e Sonic Universe).

#### Rosy the Rascal
Rosy the Rascal è una controparte di Amy che prende il nome e l'aspetto da quello della ragazza durante la sua prima apparizione in Sonic CD, comparsa nei fumetti Archie. Rispetto all'originale, come ogni abitante di Mobius, è sadica e malvagia e come arma usa un martello Piko-Piko più grande con le teste a punta.

#### Renfield the Rodent
Renfield the Rodent è un uomo d'affari che gestiva i parchi a tema Happyland sull'Isola Galleggiante mentre si coinvolgeva anche nei rapporti degli inferi. In seguito fu incaricato dal Dr. Eggman di costruire segretamente eserciti robotici, ma questa operazione fu fermata dai Chaotix. Renfield prende il nome dal personaggio RM Renfield dal romanzo di Bram Stoker, Dracula (1897). Il personaggio è apparso nelle serie a fumetti Sonic the Hedgehog, Knuckles the Echidna e Sonic Universe.

#### Downtown Ebony Hare
Downtown Ebony Hare è un potente gangster di Echidnapolis, ha cercato di entrare a far parte del suo sottomesso Happyman, un sottotenente di Renfield, nel tentativo di uccidere il membro della Chaotix, Julie-Su. Successivamente è stato preso in custodia dall'agente Remington e non è stato più visto dall'acquisizione di Egg Island da parte di Eggman. Il personaggio è apparso nelle serie a fumetti Sonic the Hedgehog, Knuckles the Echidna e Sonic Universe.

#### Generale Helmut von Stryker
Il Generale Helmut von Stryker è il leader dei Dingo durante la corsa della serie, un grande soldato muscoloso con una natura militaristica e aggressiva che ha lavorato sia contro che a fianco di Knuckles. Il suo attuale destino è sconosciuto dopo il salto di un anno. Il personaggio è apparso nelle serie a fumetti Sonic the Hedgehog, Knuckles the Echidna e Sonic Universe.

#### Antagonisti esclusivi dei fumetti crossover (Archie)

##### Dr. Wily
Il Dottor Albert W. Wily (Ｄｒ．アルバート・Ｗ・ワイリー?, Dokutā Arubāto W Wairī) è un ex compagno di studi e ottimo amico del Dr. Light, Wily si ribella a quest'ultimo diventando uno scienziato malvagio e arcinemico di Mega Man, e impossessandosi di sei dei suoi robot, manomettendoli con l'intento di impadronirsi del mondo. Le sue prime invenzioni furono disastrose ma col tempo si mise al pari del suo ex collega e riuscì a costruire un androide dalle complicate fattezze come Zero, che poi destino vorrà trasformare nel migliore amico di Mega Man. Le sue ambizioni malvagie per la dominazione del mondo sono attuale quello del Dr. Eggman (storico nemico di Sonic), in cui lo scienziato gli viene chiamato da Wily come Eggy. Stavolta, Sonic e i suoi amici avranno a che fare con lui solo nelle serie a fumetti: Sonic the Hedgehog, Sonic Universe, Mega Man e Sonic Boom come uno dei due antagonisti principali della saga Sonic & Mega Man: When Worlds Collide, assieme con il Dr. Eggman. Il personaggio riappare anche in Sonic & Mega Man: Worlds Unite (come uno dei due antagonisti secondari della saga), dove lui, Eggman e i Sei Nefasti si alleano malinconicamente con il malvagio Sigma, ma le loro missioni non ebbero nessun successo.

##### Sigma
Sigma (シグマ?, Shiguma), inizialmente capo delle truppe anti-maverick, diviene egli stesso maverick dopo l'incontro con Zero e dà di fatto il via alla rivoluzione dei Maverick convertendo molti reploidi alla sua causa creando un esercito. È il temibile nemico che caratterizza l'intera serie di Mega Man X; possiede notevoli abilità di combattimento e generalmente i suoi poteri vanno intensificandosi ad ogni nuova forma nel corso della serie di videogiochi. Stavolta, Sonic e i suoi amici avranno a che fare con lui, solo nelle serie a fumetti: Sonic the Hedgehog, Sonic Universe, Mega Man e Sonic Boom come antagonista principale della saga Sonic & Mega Man: Worlds Unite, in cui diviene uno dei più potenti avversari del porcospino blu, e soprattutto di Mega Man. Durante la lunga missione, sia il Dr. Eggman che il Dr. Wily temono molto alla presenza di Sigma, in cui i due scienziati (compresi i Sei Nefasti) sono completamente riluttanti nei suoi confronti e nelle sue più folli ambizioni di conquista del multiverso in modo per diventare un dio, perché rischiano di condannare in piena potenza (una scala che nessun altro cattivo dei due mondi ha mai raggiunto il suo scopo).

##### Xander Payne
Xander Payne: era una recluta militare, ma dopo un incidente che ha causato la perdita dell'occhio sinistro e il suo odio estremo per i robot, è diventato un membro del gruppo terroristico "Emerald Spears". Stavolta, Sonic e i suoi amici avranno a che fare con lui, solo nelle serie a fumetti: Sonic the Hedgehog, Sonic Universe, Mega Man e Sonic Boom.

### Introdotti in Fleetway

#### Grimer Wormtongue
Grimer Wormtongue (lett. "lingua di verme") è l'antagonista secondario della serie a fumetti Fleetway Sonic the Comic. È uno scienziato dalla pelle e dai capelli verdi, fido assistente del dottor Ivo Robotnik. Durante la sua carriera ha ideato molte costruzioni, come i Metallix, lasciando però i meriti al suo capo. Verso la fine della serie, per impedire a Robotnik di suicidarsi dalla disperazione, ha liberato Chaos contro i Freedom Fighters, uccidendo uno di loro, ovvero Johnny Lightfoot. Alla fine però, Super Sonic ha distrutto Chaos. Il personaggio è stato creato come la controparte del Dr. Snively della serie a fumetti Archie (Sonic the Hedgehog, Sonic Universe, Mega Man e Sonic Boom) e della seconda serie animata (Sonic the Hedgehog SatAM).

#### Dr. Zachary
Il Dr. Zachary è uno degli antagonisti della serie a fumetti Sonic the Comic. È un anziano echidna dal pelo bianco, alleato del Dr. Robotnik. Sonic è tornato nel passato per aiutare Knuckles a fermare Zachary e Robotnik, ma in preda alla rabbia, si è trasformato in Super Sonic distruggendo il Computer Biologico prima che venisse attivato. Sonic e Knuckles allora inseguono Zachary ma questo sparisce appena entra nel cuore dell'Isola Fluttuante.

#### Drakon Empire
I Drak sono una specie dei malvagi alieni millenari comparsa in Sonic the Comic, dove talvolta svolgono il ruolo di antagonisti principali della serie a fumetti. Ottomila anni fa inventarono l'energia del Caos ma non riuscirono a controllarla a causa della sua instabilità. Il Dr. Ovi Kintobor aveva cercato di intrappolare il male nei sei smeraldi senza trovare il settimo, quello grigio, il quale, è il "controllore". A causa di un incidente, Kintobor è diventato cattivo. Inoltre, uno dei Drak, venuto a contatto con lo Smeraldo Gigante, si trasformò nel Chaos. I Drak sono guidati e comandati dall'Imperatore Ko-Dorr, uno dei peggiori nemici di Sonic.

#### Fleetway Sonic
Fleetway Sonic (spesso chiamato Fleetway Super Sonic o Fleetway Sonic dai fan) è la super forma di Sonic nella serie a fumetti Sonic the Comic comparso per la prima volta nel numero 7. Dopo l'incidente dei Chaos Emerald che coinvolse Sonic e il dottor Kintobor, quest'ultimo diventò cattivo e il protagonista, ogni volta che si stressa o si espone agli smeraldi si trasforma in un assassino. Alla fine Super Sonic fu separato da Sonic e venne rinchiuso in una dimensione parallela finché, nel numero 100 riesce a fuggire cadendo però vittima di un incidente in cui perde la memoria, diventando buono. In Sonic the Comic - Online, in una striscia che funge da epilogo finale, viene dissolto per sempre dai Freedom Fighters e il Dr. Robotnik ridiventa buono.

#### Imperatore Metallix
L'Imperatore Metallix è il leader supremo della Fratellanza dei Metallix, ed è un robot senziente dotato di libero arbitrio, e arcinemico dell'Omni-Viewer. A causa del suo potere e della sua sensibilità, è diventato un ladro, tradendo completamente gli ordini del dottor Ivo Robotnik e invece ha complottato per diventare il sovrano di Mobius da solo. Sebbene i Metallix originali fossero stati costruiti dal Dr. Robotnik e dal suo assistente Grimer Wormtongue, l'imperatore fu costruito dagli stessi Metallix nell'Egg Fortress abbandonata dello scienziato pazzo, che era stata impostata per funzionare in automatico. I Metallix erano stati incaricati di creare la versione definitiva di Sonic the Hedgehog in Badnik, ma quando fu creato l'Imperatore sviluppò i suoi piani e obiettivi per la Fratellanza dei Metallix che erano indipendenti da Robotnik. La personalità del personaggio è un robot freddo, spietato, temuto e pericoloso che raramente mostra emozioni negative. Nutre un forte disprezzo per ogni forma di vita organica, incluso il Dr. Robotnik, che hanno definito uno sciocco per averli fatti assistere ai suoi piani. È estremamente arrogante e crede che i suoi Metallix siano superiori a ogni forma di vita organica e desidera annientarli tutti e farli regnare sovrani. Mentre chiama i suoi stessi Metallix come "fratelli", non mostra alcun interesse per i loro rapporti se non come estensioni di se stesso, dimostrando quanto sia egoista, crudele, sinistro, misantropico, senza cuore e di pura malvagità per quanto è una versione ben più cattiva di Metal Sonic. L'Imperatore Metallix è apparso nella serie a fumetti Fleetway Sonic the Comic, nonché antagonista principale della saga Fratellanza dei Metallix.

#### Comandante Brutus
Il Comandante Brutus è uno degli antagonisti della serie a fumetti Sonic the Comic, ed uno dei peggiori nemici del riccio blu. Il personaggio era un unico ed estremamente potente Trooper Badnik, che è stato eletto e aggiornato dal Dr. Robotnik di essere il suo grande comando in seconda. Tuttavia, Brutus desiderava ardentemente il potere e cercò di rovesciare Robotnik per impadronirsi del suo impero, solo per essere distrutto dallo stesso scienziato pazzo. Però le abilità del comandante Brutus lo hanno reso un avversario estremamente formidabile per Sonic e i suoi amici da combattere. Grazie alla natura invulnerabile della sua armatura Megatal, Brutus era super-umanamente forte e altamente resistente ai danni fisici. Dotato di un grande dispositivo antigravitazionale, il comandante era anche in grado di volare a grande velocità. Quando la sua mano fu distrutta in battaglia con la furia di Super Sonic, la riparò con una parte di ricambio che fungeva anche da potente pistola laser. Era anche in grado di visualizzare lo spettro infrarosso e vedere attraverso oggetti solidi. Dotato di una copia completa delle onde cerebrali e dei modelli di pensiero del Dr. Robotnik.

#### Fratelli Marxio
I Fratelli Marxio (Chicio, Grouchio e Harpio) sono tre fratelli elettricisti dal carattere crudele e infido, evidente parodia dei fratelli Mario. Comandavano la Carnival Night Zone per conto del Dr. Robotnik. Sono capaci di corrompere e ingannare chiunque e hanno creato diversi videogiochi. Uno di questi si chiama Super Marxio World, parodia di Super Mario World. Sui loro giochi, Sonic ha detto "A chi interessa l'avventura di tre elettricisti?", in riferimento alla rivalità tra SEGA e Nintendo.

### Introdotti nell'IDW Publishing

#### Dr. Starline
Il Dr. Starline (ドクター・スターライン?, Dokutā Sutārain) è l'antagonista secondario della nuova serie a fumetti Sonic the Hedgehog. È un ornitorinco mobian bianco, inizialmente alleato del Dr. Eggman e membro del suo impero, e il nuovo nemico di Sonic. Sul guanto destro portava il Topazio Spettrale (Warp Topaz), una gemma che consente di aprire portali ma non riesce a gestire grandi quantità di potere che è stata successivamente distrutta. Ha fatto carriera osservando proprio il Dr. Eggman. Compare per la prima volta nel numero 11 dove libera Rough e Tumble e ripristina la memoria al suo idolo. Nel numero 25 tenta di assumere i Sei Nefasti per controllare gli Zombot ma fallisce e viene per questo licenziato fino a farlo diventare il suo eterno rivale. Successivamente ha liberato Zavok, Rough, Tumble e Mimic per usarli come diversivi al fine di non far scoprire i suoi sabotaggi ad Eggman creandosi il trinucleo, un congegno che gli conferisce i poteri del Team Sonic nel videogioco Sonic Heroes, oltre a reclutare Surge the Tenrec e Kitsunami the Fennec. Nel numero 50 viene nuovamente sconfitto da Eggman e perde la sua propria sanità mentale, venendo apparentemente ucciso dalle macerie della base del suo rivale, sotto gli occhi scioccati di Belle.

#### Surge the Tenrec
Surge the Tenrec (サージ・ザ・テンレック?, Sāji Za Tenrekku) è una giovane tenrecide mobian verde comparsa come una degli antagonisti e antieroina nella serie a fumetti Sonic the Hedgehog, e la nuova rivale del protagonista. Il Dr. Starline l'ha catturata, ipnotizzata e trasformata in cyborg dandole poteri elettrici per contrastare Sonic, divenendo quindi una dei più potenti avversari del riccio blu. Lei e Kit hanno poi scoperto la verità ma lo scienziato ha comunque tenuto entrambi al suo servizio, essendo in grado di tenerli a bada. In seguito, insieme a Kit, diventa malinconicamente una dei membri della Clean Sweep Inc. guidati dal malvagio signore del crimine Clutch the Opossum, che però in realtà ha molta paura di lui, insieme a Kit. Surge risulta di essere diventata una dei personaggi cattivi più preferiti dai fan nei fumetti IDW. Surge è riapparsa come personaggio giocabile nei videogiochi Sonic Dash, Sonic Forces: Speed Battle e Sonic Prime Dash.

#### Kitsunami the Fennec
Kitsunami the Fennec, noto anche come Kit, è un giovane fennec mobian azzurro comparso come uno degli antagonisti e antieroe nella nuova serie a fumetti Sonic the Hedgehog, braccio destro di Surge e nuovo rivale di Tails. Catturato, ipnotizzato e trasformato in cyborg dal dottor Starline, ha in dotazione l'Hydro Pack, un jetpack ad acqua che gli conferisce i poteri di Tails. Dopo aver scoperto le sue origini è stato comunque tenuto dal perfido scienziato ornitorinco, intenzionato a completare i suoi folli piani. In seguito, insieme a Surge, diventa malinconicamente uno dei membri di un impero criminale, conosciuto come la Clean Sweep Inc., guidati dal malvagio e temuto Clutch the Opossum, che però in realtà ha molta paura di lui, insieme a Surge.

#### Clutch the Opossum
Clutch the Opossum è uno degli antagonisti della serie a fumetti Sonic the Hedgehog, nonché il nuovo nemico di Sonic e i suoi amici. In passato era noto come un esperto allenatore dei Chao e il campione in carica del White Park Chao Racing Circuit, ma in realtà, dopo essere stato smascherato per i maltrattamenti subiti dai Chao, è un ricco e potente signore del crimine e quindi fugge nella White Park Zone. Dopo aver perso la sua ricchezza e il seguente incidente, sta attualmente lavorando alla ricostruzione del suo impero criminale, divenendo il leader e fondatore della Clean Sweep Inc. (Clean Sweep Incorporated) con l'aiuto di Surge the Tenrec, Kitsunami "Kit" the Fennec, Mimic the Octopus e i mercenari Rough e Tumble the Skunk. Clutch, essendo come ogni nemico di Sonic, lo vede personalmente come una minaccia per i suoi loschi piani e la sua "gara", al punto che inizia a minacciare di estrarre gli aculei del porcospino blu e mangiarli, cosa che spaventa lo stesso Mimic, e poi gli dice che la prossima volta che Phantom Rider si presenterà sarà l'ultima, il che significa che è pronto a fare di tutto ciò per liberarsi di Sonic. Quando incontra per la prima volta il protagonista, il viscido boss del crimine è rimasto sorpreso mentre lo vede come un degno avversario. Il personaggio è un opossum alto con pelliccia verde chiaro e verde scuro. Il muso e le dita sono color pesca pallido con lentiggini e ha un naso rosa appuntito, e ha occhi bianchi con sclera nera. La pelliccia attorno al muso forma una forma appuntita simile a una barba. Ha cinque ciuffi di pelliccia verde scuro che crescono direttamente sotto il muso. Le orecchie di Clutch sono dritte e di colore verde scuro e l'orecchio sinistro ha un orecchino d'oro. Ha anche folte sopracciglia verde scuro. Ha anche una pelliccia verde scuro che gli ricopre le mani, tranne le dita artigliate. Clutch ha anche una grande coda rosa pallido con strisce tenui. Per quanto riguarda l'abbigliamento, Clutch indossa un'elegante giacca da smoking di colore bianca con una cravatta, bottoni e tasche entrambi dorate, e gemelli di diamanti color oro. Indossa mocassini bianchi con accenti dorati. È noto per indossare un cappello da pescatore bianco con una striscia gialla che attraversa il centro. È anche noto per indossare un ampio cappotto di pelliccia grigio scuro e grigio che fa sembrare la sua sagoma molto più grande. Inoltre, il suo quarto dente dal centro del viso a sinistra è dorato.

#### Mimic the Octopus
Mimic the Octopus è un polpo mimetico in grado di assumere l'aspetto di chiunque, ex-membro della squadra di mercenari Diamond Cutters e arcinemico di Tangle the Lemur. Il Dr. Eggman lo corruppe, ordinandogli di uccidere i suoi ex-compagni. Scoprendo di non aver ucciso anche Whisper the Wolf, l'ha affrontata diverse volte per poi venire catturato da Whisper e da Tangle. In seguito diventa uno dei membri di un impero criminale, conosciuto come la Clean Sweep Inc., guidati da Clutch the Opossum. Il personaggio è uno degli antagonisti della nuova serie a fumetti Sonic the Hedgehog.

#### Rough e Tumble the Skunk
Rough the Skunk e Tumble the Skunk sono due fratelli puzzole, mercenari che hanno fermato i robot del Dr. Eggman in un villaggio, per poi dominarlo e bullizzare gli abitanti con le Wispon, venendo però sconfitti e arrestati da Sonic, Knuckles, i Wisp e gli abitanti. Liberati dal Dr. Starline, rapiscono Eggman e gli ripristinano la memoria; in segno di ringraziamento li recluta e li sfrutta per infettare Sonic con il virus metallico, finché non viene gettato nel sole da Super Sonic e Super Silver. In seguito Rough e Tumble diventano membri della Clean Sweep Inc., guidati dal boss del crimine Clutch the Opossum. I personaggi sono apparsi nella nuova serie a fumetti Sonic the Hedgehog.

## Antagonisti delle serie animate

### Introdotti neLe avventure di Sonic

#### Momma Robotnik
Momma Robotnik, chiamata nel doppiaggio italiano Mamma Nick, è la madre del dottor Robotnik, ed una degli antagonisti principali della serie animata Le avventure di Sonic. Come suo figlio, ha anch'essa i baffi in diversi episodi. A causa della sua natura malvagia per una donna folle, spietata, crudele, meschina e aggressiva viene tenuta rinchiusa in un manicomio, ma riesce sempre a evadere di volta in volta. È un'avversaria molto pericolosa per Sonic e Tails, incredibilmente forzuta, violenta, scaltra e in grado di manipolare la gente (in un episodio riesce a far ribellare Scratch e Grounder contro suo figlio). È doppiata in inglese da Kathleen Barr e in italiano da Caterina Rochira.

#### Scratch
Scratch, chiamato nel doppiaggio italiano Nervetto, è uno dei due antagonisti secondari della serie animata Le avventure di Sonic. È un robot del dottor Nick sembiante un gallo, alto e slanciato. Caratterizzato da un tipo di risata che dovrebbe essere simile al "chicchiricchio" del gallo, è un robot appena più intelligente di Testadura. Come lui, fallisce in tutto quello che fa. Il personaggio è apparso anche nel videogioco Dr. Robotnik's Mean Bean Machine. È doppiato in inglese da Jim Cummings (nell'episodio pilota) e Phil Hayes e in italiano da Diego Sabre.

#### Grounder
Grounder (ハンドリル?, Handoriru), chiamato nel doppiaggio italiano Testadura, è uno dei due antagonisti secondari della serie animata Le avventure di Sonic. È anch'esso è un robot del dottor Nick, compagno di Scratch. Ha trivelle al posto delle mani (spesso le sostituisce con diverse mani robotiche) e cingoli al posto delle gambe. Esso dispone inoltre di un vasto assortimento di accessori, tra cui un telefono all'interno della propria cassa toracica e i componenti di un coltellino svizzero installati nella lingua. Sia lui che Scratch sono oltremodo stupidi e ingenui, ma nonostante questo sono anche molto ostinati. Quando finiscono in mille pezzi si autoriparano oppure vengono riparati dal dr. Nick. Il personaggio è apparso anche nel videogioco Dr. Robotnik's Mean Bean Machine. È doppiato in inglese da Garry Chalk e in italiano da Riccardo Peroni.

#### Coconuts
Coconuts (アイアイ?, Aiai), chiamato nel doppiaggio italiano Nocciolino, è l'antagonista terziario della serie animata Le avventure di Sonic. È un robot del dottor Nick con le sembianze di uno scimmiotto. Un tipetto brontolone, cinico e ossessionato dall'idea di voler dimostrare al dottor Robotnik di essere migliore di Scratch e Grounder, questa scimmietta robotica è molto tenace e non si arrende facilmente. Spesso si dimostra addirittura il più intelligente del trio, riuscendo a catturare Sonic un paio di volte. Odia dover fare il guardiano e lavapavimenti di Eggman. Il personaggio è apparso anche nel videogioco Dr. Robotnik's Mean Bean Machine e Sonic Blast. È doppiato in inglese da Ian James Corlett e in italiano da Massimiliano Lotti.

#### Dr. Warpnik
Il Dr. Warpnik è il cugino del dottor Ivo Robotnik. I due si somigliano molto nell'aspetto, ma questi è più magro, indossa un camice bianco, guanti di lattice, pantaloni rossi, un paio di occhiali da vista neri e non ha i baffi. Cinque anni prima dell'inizio della serie fu bandito dallo stesso Robotnik in una dimensione confusa, dalla quale però riesce a uscire nell'unico episodio in cui appare. Alla fine vi rimane intrappolato con il cugino, Nervetto e Testadura, i quali, senza una via d'uscita, si picchiano tra loro come all'inizio. Il personaggio è apparso nella serie animata Le avventure di Sonic. È doppiato in inglese da French Tickner.

#### Dr. Brandon Quark
Il Dr. Brandon Quark è un brillante scienziato pazzo e rivale del Dr. Ivo Robotnik che ha avuto un incidente di laboratorio che lo ha trasformato in un ibrido di anatra. Secondo lui stesso, da bambino, il dottor Brandon Quark aveva una tarantola domestica a cui strappava le gambe. Da adulto, avrebbe creato una delle sue più grandi creazioni: il D.U.F.U.S. (Design Unit Flexible Underling Substitute). In un altro momento, ebbe anche un incidente di laboratorio che trasformò i suoi piedi in piedi d'anatra. Ad un certo punto, il Dr. Quark cercò di catturare Sonic e Scheggia, anche se fu presto fermato da un altro genio del male, il Dr. Robotnik. Combatterono per vedere chi meritava di conquistare il mondo del riccio blu, anche se alla fine decisero di fare una tregua per catturare il protagonista e il suo migliore amico. Tuttavia, in seguito furono ingannati dagli eroi facendogli credere che si stessero insultando a vicenda; questo li fece diventare di nuovo nemici. Quando il suo robot D.U.F.U.S. in seguito lo tradì e perse contro Robotnik, Quark impazzì, facendogli credere di essere un'anatra e volare verso sud. Il personaggio è apparso unicamente come antagonista minore nel trentaseiesimo episodio ("Un rivale per il Dottor Nick") della serie animata Le avventure di Sonic. È doppiato in inglese da Terry Klassen.

#### Wes Weasely
Wes Weasely è una donnola mobian venditore avido, disonesto, arrogante, sleale, privo di scrupoli e soprattutto ambiguo. È un personaggio neutrale per natura che, a seconda della situazione in cui potrebbe guadagnare di più, si schiera sia dalla parte dei cattivi che da quella degli eroi. Come molti commessi viaggiatori, parla molto in fretta, facendo un crogiolo di parole ed esaltando smisuratamente i suoi prodotti, che però non sempre si rivelano perfettamente funzionanti. Weasely è apparso per la prima volta nella serie animata Le avventure di Sonic. Il personaggio è riapparso anche nella serie a fumetti Archie (Sonic the Hedgehog). È doppiato in inglese da Michael Donovan e in italiano da Gianfranco Gamba.

### Introdotti inSonic the Hedgehog SatAM

#### Lazaar
Lazaar è un mago umano residente nella Zona Proibita. Secoli fa era malvagio ma per motivi non specificati andò in coma autoimposto, durante il quale si pentì dei suoi modi cattivi e decise di cambiare. Prima del suo risveglio Robotnik ruba il suo libro digitale degli incantesimi e il mago, appena svegliatosi, incontra Sonic e, convinto sia il ladro, lo intrappola in una bolla. Di lì a poco percepisce che Robotnik sta usando il suo libro e patteggia con il riccio togliendogli però la velocità: gliela restituirà appena questi riporterà il libro. Non appena Sonic, Sally e Bunnie lo restituiscono, chiedono al mago di unirsi a loro, ma questi rifiuta, preferendo sorvegliare il suo libro, in quanto non può distruggerlo senza liberare il male contenuto in esso; alla fine rientra nella Zona Proibita assieme al suo guardiano e la restringe fino a sparire. Il personaggio è comparso per prima volta nella serie animata Sonic the Hedgehog SatAM.

#### Guardiano
Il Guardiano del mago Lazaar è una misteriosa figura ammantata che non parla mai. Il personaggio è comparso per la prima volta nella serie animata Sonic the Hedgehog SatAM.

### Introdotti inSonic Underground

#### Sleet
Sleet è uno dei due antagonisti secondari della serie animata Sonic Underground. Uno dei cacciatori di taglie di Robotnik, è un lupo astuto affiancato sempre a Dingo, nonché la mente del duo. Dato che il suo compagno è praticamente privo di intelligenza, Sleet è costretto a condurlo in tutte le missioni e nella versione originale parla con un accento slovacco. Possiede uno speciale telecomando che può trasformare il suo compagno in qualsiasi cosa, prevalentemente in grandi creature e mezzi di trasporto. È doppiato in inglese da Maurice LaMarche e in italiano da Sergio Romanò.

#### Dingo
Dingo è uno dei due antagonisti secondari della serie animata Sonic Underground. Uno dei cacciatori di taglie di Robotnik, è un enorme, muscoloso e biondo canino mobian con un accento australiano (solo nella versione originale), sebbene sia molto ignorante e maldestro. Le sue mani e la sua gamba sinistra sono robotizzate. È innamorato di Sonia, nonostante sia sua nemica, e non riesce quasi mai a nascondere i suoi sentimenti. Ciò nonostante, rimane sempre fedele al suo socio Sleet. È doppiato in inglese da Peter Wilds e in italiano da Marco Balzarotti.

#### Robo-Fulmine
Il Robo-Fulmine (Speed-Bot) è un robot costruito dal dottor Robotnik, antagonista secondario dell'episodio Chi è il più veloce del reame?. Per realizzarlo, lo scienziato ha robotizzato gli abitanti più veloci che abbia trovato, unendoli in un unico corpo che sarebbe stato il principale concorrente di una corsa podistica da lui stesso organizzata nella quale chiunque avrebbe potuto partecipare, nonostante Sonic sapesse essere un'esca. Dapprima il protagonista si fa attirare ma decide di non partecipare; non appena scopre che i due fratelli sono all'autodromo si precipita in loro soccorso, arrivando poco dopo il termine dell'ultimo giro della corsa, vinta da Dingo trasformato; durante gli scontri, il Robo-Fulmine viene distrutto.

#### Vince
Vince è un cane viola, antagonista secondario dell'episodio I manufatti. Si fa passare come mercante, ma in realtà è una spia del Dottor Nick. Manic gli vende inavvertitamente il timer di una bomba per duemila Mobium, che poi rivende a Bartleby e spiffera tutto l'accaduto a Sleet e Dingo sperando di essere pagato dallo scienziato; come ringraziamento per aver fatto bene il suo dovere viene robotizzato. È doppiato in originale da Garry Chalk e in italiano da Pietro Ubaldi.

### Introdotti inSonic X

#### Decoe e Bocoe
Decoe (デコー?, Dekō) e Bocoe (ボコー?, Bokō) sono i due assistenti robotici di Eggman, e antagonisti secondari dell'anime Sonic X. Decoe alto e magro, di colore dorato, mentre Bocoe è basso e grasso, di colore argentato. Sono doppiati rispettivamente in giapponese da Ken Yamaguchi e Bin Shimada e in italiano da Francesco Meoni e Enrico Pallini.

#### Bokkun
Bokkun (ボックン?), nato con il nome di Messenger Robo (メッセンジャーロボ?, Messenjā Robo, lett. "Messaggero Robot"), è il più piccolo e dispettoso robot di Eggman. Assomiglia ad un diavoletto e fa il postino; ogni messaggio che porta nasconde una "sorpresina" che il destinatario solitamente non apprezza. Il personaggio è apparso come uno degli antagonisti secondari nell'anime Sonic X. È doppiato in giapponese da Yumiko Kobayashi e in italiano da Monica Bertolotti.

#### Metarex
I Metarex (メタレックス?, Metarekkusu) sono gli antagonisti della seconda serie dell'anime Sonic X, sono simili a robot, diversi fra loro e con l'obiettivo di distruggere tutto ciò che incontrano: nessuno sa chi siano né da dove vengano. Sono gli stessi esseri che sterminarono il popolo di Cosmo e che distrussero il suo pianeta natale. A capo dei Metarex vi sono Dark Oak (ダーク・オーク?, Dāku Ōku), Pale Bayleaf (ペール・ベイリーフ?, Pēru Beirīfu), Black Narcissus (ブラック・ナルキッソス?, Burakku Narukissosu), Yellow Zelkova (イエロー・ゼルコヴァ?, Ierō Zerukova) e Red Pine (レッド・パイン?, Reddo Pain). Il loro unico scopo e il dominio dell'universo, ma vengono sconfitti da Cosmo per il suo sacrificio.

##### Dark Oak
Dark Oak (ダーク・オーク?, Dāku Ōku, lett. "quercia scura"), il cui vero nome è Lucas (ルクス?, Rukusu), è l'antagonista principale della seconda serie dell'anime Sonic X, leader e comandante supremo dei Metarex. Il suo obiettivo è quello di dominare l'intero universo grazie al suo potente esercito. Indossa un'armatura composta da diverse tonalità di viola, con una grande sfera verde sul petto e un mantello nero appeso sulle spalle da due brandelli. Ha un unico e grande occhio verde, simile alla sfera sul petto, e porta con sé una spada d'oro. Più di mille anni fa era il freddo e saggio leader del Pianeta Green Gate, marito di Earthia e padre di Cosmo e le sue sorelle; improvvisamente Green Gate fu invaso e fu proprio Lucas a sviluppare la trasformazione in "Mova" per respingere il nemico, che tuttvia era di breve durata e uccideva chiunque la usasse appena si esauriva e scoprì di poter estenderne la durata usando l'uovo planetario. A causa dell'invasione perse il senno e si convinse che per mantenere la pace debba esistere solo la flora, così, assetato di potere, formò i Metarex per estinguere le faune dell'universo. Il suo vero aspetto è simile a quello di un rettile, dalla pelle viola, i capelli di un viola più scuro, occhi verdi e abiti dai colori viola scuro e giallo. Nello scontro finale, Dark Oak, assieme a Pale Bayleaf e Black Narcissus, si trasformano nel Final Mova ma vengono uccisi da Super Sonic e Super Shadow, ma i protagonisti sono costretti a vedere Cosmo morire, durante il suo sacrificio per salvare l'universo. Quando il Final Mova viene distrutto, Lucas riabbraccia finalmente la moglie Earthia e si pente delle sue azioni. È doppiato in giapponese da Jouji Nakata come Dark Oak e da Katsuyuki Konishi come Lucas, mentre in italiano entrambe le forme sono doppiate da Sergio Di Giulio.

##### Pale Bayleaf
Pale Bayleaf (ペール・ベイリーフ?, Pēru Beirīfu, lett. "Foglia di alloro") è uno dei due antagonisti secondari della seconda serie dell'anime Sonic X, e il secondo in comando dell'esercito Metarex. La sua armatura e il suo mantello sono verdi chiaro, mentre il suo occhio è nero. Comanda una nave da battaglia, ammiraglia di una flotta, ed è anche un abile schermidore. È lui il responsabile ad uccidere Molly e Leon durante lo scontro sul Pianeta delle Cascate, tuttavia la sua flotta viene decimata da Shadow. Nello scontro finale, Pale Bayleaf, assieme a Dark Oak e Black Narcissuss si trasforma nel Final Mova. A differenza del suo leader Dark Oak e il resto dei tre comandati Metarex (Black Narcissuss, Yellow Zelkova e Red Pine), che sono tragici e onorevoli o si prendono cura l'uno dell'altro, Pale Bayleaf non ha qualità positive di cui parlare e si distingue di essere un alieno ancora più malvagio, crudele, tattico, sleale, ignobile, sadico, spietato, diabolico, negativo e senza cuore con il maggior numero di uccisioni nelle sue azioni atroci senza alcun rimorso, e infine non viene mostrato ad essere pentito per i suoi crimini nell'aldilà e la sua morte è stata giocata per soddisfazione, poiché ha cercato di distruggere tutti gli esseri viventi che non erano piante, ed è molto probabile che avrebbe comunque ucciso tutta la vita vegetale poiché non è così onorevole o premuroso come i suoi compagni. Il personaggio, a differenza degli altri Metarex, è divenuto rapidamente un nemico di Sonic e dei suoi amici, non essendone intimidito. È doppiato in giapponese da Jūrōta Kosugi e in italiano da Davide Marzi.

##### Black Narcissus
Black Narcissus (ブラック・ナルキッソス?, Burakku Narukissosu, lett. "Narciso Nero") è uno dei due antagonisti secondari della seconda serie dell'anime Sonic X, e il terzo in comando dell'esercito Metarex. Il suo aspetto è completamente nero: il suo occhio, l'intera armatura e anche l'ampio mantello che indossa. Come Pale Bayleaf, è un generale intelligente e scaltro, ma anche molto narcisista e vanitoso, tanto da avere uno scettro da battaglia con sopra uno specchio. Si dimostra particolarmente affascinato dalle abilità Sonic e sostiene che per sconfiggere un nemico come lui bisogna innanzitutto comprenderlo a pieno; infatti, invece di ucciderlo subito, decide di sottoporre Sonic ai suoi esperimenti. Nell'episodio "La cavia" attira Cosmo da sé ingannandola per usarla come esca. Poco dopo stordisce il povero Chris, il quale era intervenuto per recuperare Cosmo e minaccia di ucciderli nel caso Sonic si rifiuti di affrontare i due Metarex realizzati da lui stesso: infuriatosi come mai prima, Sonic si trasforma nel sadico e feroce Dark Sonic e rottama violentemente i due robot in un istante. Se non fosse arrivato il Dr. Eggman a calmarlo, probabilmente Dark Sonic avrebbe addirittura potuto uccidere Black Narcissus, e che non ha mai visto perdere le staffe in quel modo prima d'ora. Nello scontro finale, Black Narcissus, assieme a Dark Oak e Pale Bayleaf, si trasformano nel Final Mova ma subito dopo il sacrificio di Cosmo vengono uccisi da Super Sonic e Super Shadow. È doppiato in giapponese da Ken Naritac e in italiano da Gerolamo Alchieri.

##### Yellow Zelkova
Yellow Zelkova (イエロー・ゼルコヴァ?, Ierō Zerukova, lett. "Zelkova gialla") è uno degli antagonisti della seconda serie dell'anime Sonic X, abitante del pianeta verde e uno dei comandanti dell'esercito di Dark Oak. Dotato di una robusta armatura gialla, è di certo uno dei Metarex più forti, tanto da sopravvivere ad un colpo del cannone principale, arma posta sul Tifone Blu. Ciò nonostante, è dotato di scarsa intelligenza. Muore in seguito ad uno scontro con Knuckles, il quale prima riesce a distruggere la sua armatura, e successivamente lo fa cadere in un fiume di lava. È doppiato in giapponese da Takeshi Watabe e in italiano da Roberto Draghetti.

##### Red Pine
Red Pine (レッド・パイン?, Reddo Pain, lett. "abete rosso") è uno degli antagonisti della seconda serie dell'anime Sonic X, abitante del pianeta verde e uno dei comandanti dell'esercito di Dark Oak. La sua armatura e mantello sono cremisi. Anche lui, come Pale Bayleaf, comanda una flotta da una personale nave da battaglia. Inoltre è il Metarex più stratega e attento alle piante. Mentre Sonic e gli altri invadono una base dei Metarex per trovare l'ultimo Smeraldo, Red Pine arriva con la sua flotta e cerca di distruggerli, tuttavia Sonic e Shadow si trasformano in super e permettono a Cosmo di togliere l'uovo planetario alla base, creando un buco nero che risucchia l'intera flotta di Red Pine. Gli altri comandanti rimangono scioccati dalla sua scomparsa, ritenendo che avesse abbassato la guardia. È doppiato in giapponese da Hōchū Ōtsuka e in italiano da Enzo Avolio.

##### Final Mova
Il Final Mova (ファイナルムーバ ?, Fainaru Mūba, traducibile in "Final Mover") è l'ultimo potentissimo nemico-avversario della seconda serie dell'anime Sonic X, ottenuta dalla fusione di Dark Oak, Pale Bayleaf e Black Narcissus, con successivo processo di forestazione. Ha tre forme:
- La prima ha le sembianze di un enorme rettile demoniaco spaziale a tre teste, in grado di sparare laser dalla bocca e sputare acqua dal corpo;
- La seconda, ottenuta dal successivo assorbimento dei sette smeraldi, ha l'aspetto di un seme, dal quale emana onde di energia con cui fa crescere vegetali e indebolisce animali;
- La terza ed ultima, celata dallo scudo presente nella seconda forma, è la più potente e pericolosa, che viene avviata come azione omicida/suicida dopo l'annullamento della forestazione.

In questa ultima forma, il Final Mova genera un campo gravitazionale (alimentato dalla pressione del suo uovo planetario) in grado di immobilizzare Super Sonic e Super Shadow e allo stesso tempo, non appena la pressione raggiunge il valore di soglia, può innescare un'esplosione in grado di distruggere l'intero universo. Alla fine, grazie al sacrificio di Cosmo, il Final Mova si indebolisce, e Super Sonic e Super Shadow vengono sparati addosso, distruggendolo e uccidendo allo stesso tempo gli ultimi tre Metarex, salvando l'universo.

#### S.O.N.I.C.X.
S.O.N.I.C.X. (Society for Observing and Neutralizing Inter-dimensional Creatures and Xenomorphs) è una potente organizzazione criminale che ha lo scopo di uccidere Sonic e i suoi amici, perché in qualche modo hanno rovinato le loro vite. I membri che ne fanno parte sono: il Capitano Westwood, alias l'Organizzatore, Scheda Passer, Hector Dragg, Howard Watcher, il dottor Kai Narasu, Li Yan e Jerome Wise. Sono apparsi come antagonisti principali più ricorrenti nell'anime Sonic X e il suo omonimo fumetto, dove hanno un ruolo maggiore, vengono specificati i loro nomi e divengono nemici giurati del porcospino blu.

##### Organizzatore
Il capitano Westwood è uno dei principali agenti dell'agenzia militare G.U.N., ma in realtà è un leader dell'organizzazione criminale S.O.N.I.C.X., conosciuto come l'Organizzatore. Il personaggio è apparso nell'anime Sonic X e il suo omonimo fumetto.

##### Card Passer
Card Passer è un ex agente della C.L.I.P. (Convert Lateral International Program), una filiale della G.U.N. incaricata di rifornire armi e coprire incidenti al pubblico. Si riconosce per l'uniforme grigia e la calvizie. Appare per la prima volta nell'episodio Ritorno a casa/L'addio, dove intende sterminare Sonic egli altri con un attacco non autorizzato ad Eggman facendo credere al presidente che lo scienziato stesse per attaccare; tuttavia Sonic aiuta Eggman a fuggire e Passer viene licenziato e arrestato dalla polizia. Nell'omonima serie a fumetti viene liberato dai S.O.N.I.C.X. ed entra a farne parte per vendicarsi del riccio. Nel numero 25 distrugge accidentalmente il clone del riccio creato da Kai Narasu. Il nome di Card Passer è specificato solo nei fumetti. È doppiato in italiano da Franco Mannella.

##### Hector Dragg
Hector Dragg è un pilota automobilistico, ex-membro dello Speed Team e quindi collega di Sam Speed, oltre che secondo più veloce della squadra. Dopo l'arrivo di Sonic, Dragg ha iniziato a provare rancori verso il riccio, al punto di unirsi ai S.O.N.I.C.X. per vendicarsi.

##### Howard Watcher
Howard Watcher è un ex agente penitenziario, capo delle guardie di Prison Island. Durante il suo mandato nessuno era mai riuscito a evadere dalla base o invaderla, ma subito dopo la fuga di Sonic e la distruzione dell'isola per mano delle cariche esplosive di Eggman è costretto a evacuare la base, perde credibilità e viene licenziato. Entra quindi a far parte dei S.O.N.I.C.X. per vendicarsi. È doppiato in giapponese da Toshihiko Nakajima e in italiano da Franco Mannella.

##### Kai Narasu
Il dottor Kai Narasu è un personaggio minore dell'anime Sonic X, professore e ricercatore di biologia. All'inizio della serie spiega che secondo lui Sonic non sia un essere vivente, ma una macchina. Tuttavia quando la verità emerge viene deriso e perde credibiità. Ha un ruolo maggiore nell'omonimo fumetto, dove viene rivelato il suo nome e si unisce ai S.O.N.I.C.X. per vendicare il suo licenziamento. Uno dei suoi piani è stata la creazione di cloni del riccio; non appena Sonic scopre il piano si reca alla base dell'organizzazione e affronta il "clone perfetto". È doppiato in giapponese da Takehiko Watanabe e in italiano da Francesco Meoni.

##### Li Yan
Li Yan (リャン?, Ryan, lett. "Liang") è l'antagonista principale dell'episodio Le avventure di Knuckles e Hawk. È un delinquente di strada che assieme alla sua banda cerca di vendere lo smeraldo rosso per ottenere una grossa somma di denaro, tuttavia vengono battuti da Knuckles e Hawk. Furioso per l'umiliazione, Li Yan si unisce quindi ai S.O.N.I.C.X. con l'intento di vendicarsi di Knuckles e Sonic. È doppiato in giapponese da Toshihiko Nakajima.

##### Jerome Wise
Jerome Wise (ジェローム・ワイズ?, Jerōmu Waizu) è l'assistente e segretario stampa del presidente. A seguito della crescita dell'attenzione pubblica di Sonic, Wise diventa paranoico e teme che il riccio possa battere il presidente alle elezioni. Così inizia a compiere azioni ridicole e immorali per salvare la popolarità del presidente, ma ciò gli fa perdere lavoro e casa. Entra quindi a far parte dei S.O.N.I.C.X. È doppiato in giapponese da Kōji Haramaki.

### Introdotti inSonic Boom

#### Lyric the Last Ancient
Lyric the Last Ancient (リリック?, Ririkku) è l'antagonista principale dei giochi Sonic Boom: L'ascesa di Lyric e Sonic Boom: Frammenti di cristallo. Si tratta di un serpente a sonagli/cyborg appartenente ad un'antica dinastia chiamata i Saggi, che lo imprigionato perché intento a rendere più forte il suo esercito di robot, con cui distruggere tutta la biologia del mondo e farla dominare dai suoi esseri meccanici. Risvegliato per errore dai protagonisti in L'ascesa di Lyric, Lyric disse furibondo a Sonic che hanno una questione irrisolta, ma lui non sa di cosa stesse parlando; purtroppo il suo malefico piano è rimasto invariato. Il personaggio diviene, quindi, il secondo arcinemico di Sonic in questa serie e considera il riccio blu una spina nel fianco da mille anni. In Frammenti di cristallo fu imprigionato dai Saggi, che nascosero il cristallo da loro stessi frantumato e si risvegliò dopo almeno cinquemila anni. È doppiato in giapponese da Jūrōta Kosugi e in italiano da Dario Oppido.

#### D-Fecto
D-Fecto (D-Fekt), conosciuto anche come RagnaBot, è inizialmente l'antagonista principale del gioco Sonic Boom: Fuoco e ghiaccio. Si tratta di un piccolo robot creato dal Dr. Eggman che si impossessa dei poteri di una gigantesca creatura di fuoco e di ghiaccio per uccidere il Team Sonic, ma viene praticamente sconfitto da Sonic e Sticks. Nella serie animata, invece, si allea con i suoi ex-nemici per sconfiggere il suo stesso creatore nell'episodio Ritorno dalla valle dei Cubot. È doppiato in inglese Wally Wingert e in italiano Luca Ward.

#### Morpho
Morpho è uno degli antagonisti della serie animata Sonic Boom, è un robot che può assumere qualsiasi aspetto. Costruito dal dottor Eggman di una dimensione parallela (mai mostrato), si è trasferito in quella della serie e si fa passare come Steve Eggman, il fratello del dottor Eggman. Quando ha le sembianze di Steve Eggman indossa lo stesso abbigliamento dell'originale, con la giacca azzurra, un paio di baffi e folti capelli biondi.. È doppiato in inglese da Roger Craig Smith e in italiano da Gerolamo Alchieri.

#### Lord Eggman
Lord Eggman è uno degli antagonisti della serie animata Sonic Boom, è proveniente da una dimensione alternativa dove Sonic non è mai esistito. Appare per la prima volta nella puntata In un'altra dimensione. Dato l'assenza del riccio blu nella sua dimensione è riuscito a diventare padrone di Bygone Island e schiavizzare gli abitanti del villaggio senza nome, ma verrà sconfitto da Sonic (trasportato qui per errore) e dalle versioni alternative di Tails, Amy, Knuckles e Sticks. Riappare nella puntata Il videogioco di Eggman (seconda parte) dove insieme alla sua versione originale verrà catturato e legato da Shadow per fare in modo che venga la salvezza del mondo. Indossa lo stesso abbigliamento dell'originale, ma di colore nero e ha una cicatrice che gli parte dalla guancia sinistra. È doppiato in inglese da Mike Pollock e in italiano da Gerolamo Alchieri.

#### Società del fulmine saettante
La Società del fulmine saettante (Lightning Bolt Society) è un'organizzazione criminale che aspira a diventare temuta da tutti. Sfortunatamente, tutto quello che fanno sono solo piccoli scherzi di cattivo gusto e atti di vandalismo di poco conto. Gran parte dei membri del gruppo sono donnole, e sono apparsi come antagonisti più ricorrenti nella serie animata Sonic Boom.

##### Dave the Intern
Dave the Intern è uno dei membri della Società del fulmine saettante, è un criceto mobian maschio turchese molto pigro ma ambizioso e dispettoso allo stesso tempo, ed è il più grande fan del Dr. Eggman. Lavora nel ristorante fast food locale Mec Burger, ma nell'episodio Doppia apocalisse c'è stato un momento in cui venne assunto come stagista da Eggman stesso. Poi però venne subito licenziato dopo che si rivelò troppo ambizioso, tornando quindi al suo precedente lavoro al Mec Burger. Capita più spesso di agire per conto suo piuttosto che accompagnato dai suoi compagni del crimine. Il personaggio è apparso come uno degli antagonisti nella serie animata Sonic Boom. È doppiato in inglese da Roger Craig Smith e in italiano da Alessio Puccio e Simone Veltroni.

##### Willy Walrus
Willy Tricheco (Willy Walrus) è il leader della Società del fulmine saettante, è un possente maschio di tricheco robusto specializzato nell'invadere le zone altrui (ma non è altrettanto bravo nell'evadere di prigione), è apparso come uno degli antagonisti della serie animata Sonic Boom. Viene spesso scambiato per Eggman a causa della loro sorprendente somiglianza fisica. È doppiato in inglese da Wally Wingert e in italiano da Matteo Brusamonti e Mauro Magliozzi.

##### Camaleonte
Il Camaleonte (Chameleon), noto anche come l'Albero spia (Tree Spy), è una spia della "Società del fulmine saettante", è una donnola mobian maschio dal pelo grigio che indossa un costume da albero per spiare gli altri, anche se non riesce mai a togliersi il costume di dosso. Appare nell'episodio Malvagio per caso e in qualche altro episodio successivo, è apparso come uno degli antagonisti della serie animata Sonic Boom. È doppiato in inglese da Kirk Thornton e in italiano da Davide Garbolino e Simone Veltroni.

#### Swifty the Shrew
Swifty the Shrew è uno degli antagonisti della serie animata Sonic Boom, è il nuovo nemico-rivale di Sonic, è un toporagno verde campione dello skateboard che sfrutta le sue capacità acrobatiche e il suo "eroismo" per infangare la fama di Sonic. Si riveleranno essere poi una serie di robot sintetici costruiti da Eggman per bandire Sonic dal villaggio, ma ha fallito. È doppiato in inglese da Robbie Rist e in italiano da Alessio De Filippis.

#### Nominatus
Nominatus è uno degli antagonisti della serie animata Sonic Boom, è uno spietato e misantropico virus informatico e intelligenza artificiale, nonché arcinemico personale di Orbot e Cubot. Appare in soltanto in due episodi e nella seconda apparizione ha due servi: Retro e Beta. Alla fine viene sconfitto da Sonic e i suoi amici, insieme con Retro e Beta. È doppiato in inglese da Wally Wingert e in italiano da Bruno Farina.

#### T.W. Barker
T.W. Barker è uno degli antagonisti della serie animata Sonic Boom, è un lupo mobian dal pelo grigio, furbo e dotato di un carisma raffinato che gli permette di ingannare facilmente la gente. Gestisce un circo tutto suo, il "Circo delle meraviglie", e lo usa per trovare nuovi talenti pronti ad esibirsi ai suoi spettacoli, anche se poi li trattiene contro la loro volontà. Ha due orsi gemelli acrobati vestiti da pattinatori che sono al suo servizio. È un cliente fidato del Dr. Eggman e nell'episodio Nessuno mi può giudicare venne assunto da quest'ultimo come avvocato per accusare Sonic. Appare per la prima volta nell'episodio Il circo degli inganni, nell'episodio Dov'è il dottor Eggman?, dove ruba l'Egg Mobile di Eggman, e nell'episodio Sonic contro Shadow. È doppiato in inglese da Kirk Thornton e in italiano da Alessandro Budroni.

#### Frogloditi
Frogloditi (Froglodytes) sono una tribù di rospi antropomorfi guerrieri, vivono nel sottosuolo e attendono con pazienza l'apertura del portale per poter dominare il mondo esterno. Sono apparsi come antagonisti nella serie animata Sonic Boom.

#### Charlie
Charlie è uno degli antagonisti della serie animata Sonic Boom, un giovane castoro mobian archeologo di Bygone Island. Knuckles voleva farsi perdonare da quest'ultimo per un torto che aveva commesso tempo fa, ma la frustrazione dovuta dall'incompetenza di Knuckles spinse Charlie a diventare cattivo e a compiere la sua vendetta tramite l'utilizzo di un potente esoscheletro degli antichi. A fine serie viene sconfitto da Sonic e Knuckles che lo cacciano da Bygone Island. È doppiato in inglese da Kirk Thornton e in italiano da Simone Veltroni e Alessio Puccio.

#### Belinda
Belinda è una degli antagonisti della serie animata Sonic Boom, la moglie di Charlie. Nell'episodio Il tranquillo weekend di Amy e Sticks approfitta dell'assenza di Sonic, Tails e Knuckles per attaccare il villaggio, ma verrà sconfitta da Amy e Sticks. È doppiata in inglese da Colleen O'Shaughnessey.

#### Dixon
Dixon è un furetto antropomorfo giallo-sabbia apparso come antagonista minore nella serie animata Sonic Boom. Indossa una giacca rosso scuro, scarpe rosse con soletta bianca, un paio di occhiali rettangolari neri e un basco a scacchi di due sfumature rosse. Lavora per la televisione del villaggio di Bygone Island ed è inoltre l'ex-produttore di Justin Castorer. Dixon lo scoprì a un talent show e decise di sfruttarlo per attuare il suo piano, consistente nell'ipnotizzare Justin e tutte le ragazze con i suoi brani pop. Alla sera del concerto, Sonic, Tails e Knuckles riescono a scoprire la frequenza musicale ipnotica e si esibiscono per la prima volta con il nome Mucho Macho, annullando l'ipnosi e mandando a monte il piano di Dixon. È doppiato in originale da Wally Wingert.

### Introdotti inSonic Prime

#### Consiglio del Caos
Il Consiglio del Caos (カオス委員会?, Kaosu Iinkai, "Commissione del Caos"), noto anche come la Famiglia Eggman oppure semplicemente come il Consiglio (委員会?, Iinkai), è un gruppo di tirannici scienziati-dittatori composto da cinque omologhi del Dr. Eggman originale (tra cui il Signor Dr. Eggman, il filosofico Dr. Deep, il preadolescente Dr. Don't, il neonato Dr. Babble e l'anziano Dr. Done It) che hanno preso il controllo totale di New Yoke City con un pugno di ferro, una dispotica realtà alternativa di Green Hill Zone in cui Sonic non è mai esistito. Il riccio blu vi si reca dopo aver rotto incautamente il Paradox Prism e il Consiglio trama di recuperare tutti i frammenti del Prisma per poter conquistare tutti i prismaversi. Dopo la loro battaglia finale subita da Nine (pentitosi delle sue assurde azioni) vengono definitivamente sconfitti dai due ricci e i loro nuovi alleati (tra cui la Resistenza, gli Sciacalli, la Ciurma del Kraken e la Ciurma di Jack) che li bandiscono nel Vuoto, ponendo fine il loro regno di terrore per sempre. I cinque membri del Consiglio sono gli antagonisti principali della serie animata Sonic Prime e arcinemici della Resistenza di Rebel Rouge.

##### Signor Dr. Eggman
Il Signor Dr. Eggman (ミスター・ドクター・エッグマン?, Misutā Dokutā Egguman) è uno degli omologhi di Eggman proveniente dalla città di New Yoke (una dispotica realtà alternativa di Green Hill Zone) in cui è il leader supremo del Consiglio del Caos ed è riuscito a conquistare il mondo. È il più simile al Dr. Eggman originale, tranne per il fatto che i suoi baffi sono dritti e pettinati e indossa un parrucchino. Viene raffigurato come un tiranno malvagio, spietato, pericoloso, diabolico, crudele, egoista, arrogante, subdolo, vendicativo, ipocrita, egocentrico, imprevedibile, ambizioso e assetato di potere e come la sua variante originale chiama Sonic un "roditore". È uno degli unici tre membri del consiglio ad avere le proprie tecnologie. L'obbiettivo principale del Signor Dr. Eggman è di recuperare tutti i frammenti del Paradox Prism per poter conquistare l'intero Prismaverso, ma viene continuamente messo in bastoni tra le ruote da Sonic e la Resistenza. Dopo la battaglia finale subita da Tails Nine, Eggy viene definitivamente sconfitto dal protagonista e i suoi nuovi alleati che lo bandiscono nel Vuoto, insieme al resto dei suoi litigiosi compagni del Consiglio, ponendo fine al loro regno di terrore. Il personaggio è apparso per la prima volta nella serie animata Sonic Prime. È doppiato in inglese da Brian Drummond e in italiano da Aldo Stella.

##### Dr. Deep
Il Dr. Deep (ドクターディープ?, Dokutā Dīpu) è uno degli omologhi di Eggman proveniente da un universo alternativo in cui è un filosofico spiritualista della nuova era, nonché il secondo leader in comando del Consiglio del Caos. Il suo braccio sinistro è pieno di tatuaggi raffiguranti galline, pulcini e uova, i suoi baffi sono dritti appuntiti color verde acqua e come ogni membro del consiglio si dimostra anche un uomo sadico, malvagio, spietato, diabolico, crudele, subdolo, viscido, egocentrico, pericoloso, esibizionista e assetato di potere. Molti dei suoi gadget sono a tema giapponese ed è molto abile con le katane. Il personaggio è apparso per la prima volta nella serie animata Sonic Prime. È doppiato in inglese da Vincent Tong e in italiano da Luca Ghignone.

##### Dr. Don't
Il Dr. Don't (ドクター・ドント?, Dokutā Donto) è uno degli omologhi di Eggman proveniente da un universo alternativo in cui è un ragazzo preadolescente. Questa controparte di Eggman è raffigurata come un ragazzo freddo, annoiato, ribelle, pestifero, disinteressato, egoista, subdolo e arrogante ai suoi compiti attuali, preferendo concentrandosi sulla sua elettronica. È la mente più brillante dietro la tecnologia e le invenzioni del Consiglio. Il personaggio è apparso per la prima volta nella serie animata Sonic Prime. È doppiato in inglese da Vincent Tong e in italiano da Roberto Palermo.

##### Dr. Babble
Il Dr. Babble (ドクター・バブル?, Dokutā Baburu) è uno degli omologhi di Eggman proveniente da un universo alternativo in cui è ancora un bebè. Questa controparte di Eggman è stato il primo membro che Sonic ha dovuto affrontare quando è arrivato nell'universo di New Yoke City e lo descrive come "il bambino più irascibile che abbia mai incontrato". Babble è sicuramente il membro del Consiglio più sadico, violento, crudele, subdolo, piantagrane, viziato, irritabile, prepotente, aggressivo, pericoloso, odioso, arrogante, viscido e del tutto ambizioso. Il personaggio è apparso per la prima volta nella serie animata Sonic Prime. È doppiato in inglese da Vincent Tong e in italiano da Luca Bottale.

##### Dr. Done It
Il Dr. Done It (ドクター・ダンイット?, Dokutā Dan'itto) è uno degli omologhi di Eggman proveniente da un universo alternativo in cui è un uomo anziano. È ritratto come senile e una vecchia folaga. Nella maggior parte delle sue apparizioni è raffigurato parzialmente sordo e imbranato e tende a dormire e russare rumorosamente. È uno degli unici due membri del consiglio senza di avere le pericolose tecnologie, e la sua unica arma più efficace è un bastone da passaggio a quattro piedi per gli anziani in grado di sparare come un'arma da fuoco usato contro i suoi nemici. Il personaggio è apparso per la prima volta nella serie animata Sonic Prime. È doppiato in inglese da Brian Drummond e in italiano da Aldo Stella.

##### Chaos Sonic
Chaos Sonic (カオスソニック?, Kaosu Sonikku) è un robot creato dal Signor Dr. Eggman come mezzo per battere e imitare Sonic, nonché il nuovo rivale del protagonista. L'aspetto di Chaos Sonic era un robot blu scuro ed esile con lunghe appendici, accenti gialli sul corpo e piedi rossi. Essendo stato modellato su Sonic, possedeva aculei e orecchie finti sulla testa, il resto dei quali era composto principalmente da uno schermo ciano luminoso che mostrava i suoi occhi rossi. Dopo la sua costruzione, il suo primo e principale obiettivo era di sconfiggere Sonic sotto l'ordine del Consiglio del Caos. Durante la sua battaglia con il porcospino blu, Chaos Sonic lo ha preso in giro e gli ha assestato innumerevoli colpi, Knucks è stato coinvolto prima che Sonic gareggiasse con il perfido robot e presto è riuscito a sottometterlo facendolo investire da un autobus. Tuttavia, questo non è durato a lungo, poiché Chaos Sonic raggiunge la sua controparte prima che potesse raggiungere Tails Nine. Riuscì a resistere agli sforzi combinati di Sonic e il resto della Resistenza (Rebel Rouge e Knucks), compreso Knuckles il Terribile (l'ex leader della Ciurma del Kraken nel prismaverso di "Nessun-Posto"), ma fu attirato nel laboratorio della Nave Madre da Sonic, poco prima che Nine sparasse un raggio alimentato dal frammento per distruggerlo alla fine dello scontro. I resti di Chaos Sonic furono successivamente scoperti dal Dr. Babble. Chaos Sonic è apparso per la prima volta nella serie animata Sonic Prime, e viene anche brevemente menzionato da Nine nel primo episodio della terza e ultima stagione della serie. Il personaggio è riapparso anche nel videogioco Sonic Speed Simulator. È doppiato in inglese da Deven Mack e in italiano da Renato Novara.

##### Eggforcer
Gli Eggforcer sono un esercito di robot-sentinelle al servizio del Consiglio del Caos, apparsi per la prima volta nella serie animata Sonic Prime. I personaggi sono apparsi anche nei videogiochi Sonic Speed Simulator e Sonic Prime Dash. Sono doppiati in inglese da Ian Hanlin.

##### Titano Prismatico
Il Titano Prismatico è un'enorme creazione del Signor Dr. Eggman, che ha realizzato usando il potere rimanente lasciato dal Paradox Prism come ultima risorsa per combattere e sconfiggere Sonic e Shadow e rubare tutti i frammenti del Prisma, nonché l'avversario più potente dei due porcospini. L'aspetto del Titano Prismatico è quasi identico a quello dell'originale Dr. Eggman: ha gli stessi baffi spettinati e indossa lo stesso abbigliamento. Il titano permea una luce incandescente da varie parti di tutto il suo corpo, ma soprattutto dal viso, dai baffi, dalle mani e dai piedi, e ha la pelle verde e i baffi magenta. Il personaggio è apparso unicamente nella serie animata Sonic Prime.

#### Ciurma di Jack
La ciurma di Jack è un equipaggio di pirati residente nel prismaverso di Nessun-Posto. Precedente equipaggio di Knuckles il Terribile, in seguito al naufragio di questi sugli scogli dell'isola dove si trova il "Faro del Diavolo", questi lo abbandonarono poiché sentirono che al loro capitano non importava nulla di loro. Attualmente usano un galeone identico alla Ciurma del Kraken ma con vele a strisce bianche e nere. Nella terza e ultima stagione della serie, Jack e la sua ciurma aiutano successivamente i suoi ex nemici per fermare le assurde ambizioni di Tails Nine. I personaggi sono apparsi unicamente come antagonisti minori e antieroi nella serie animata Sonic Prime.

##### Capitano Jack
Il Capitano Jack è un procione marrone con il muso bianco. Indossa un paio di guanti e stivali neri e una bandana nera con raffigurato il Jolly Roger composto dalla testa di un Chao con sotto una "X". Ex primo ufficiale di Knuckles il Terribile, in seguito al naufragio venne nominato capitano dal resto dell'equipaggio sulla scialuppa, che abbandonò il Terribile in mare. Nella terza e ultima stagione della serie aiuta successivamente i suoi ex nemici per fermare le assurde ambizioni di Tails Nine, insieme con il resto della sua ciurma: Bunny Bones e Stormbeard. Un suo omologo era apparso nel precedente episodio come membro della Resistenza. Il personaggio è apparso nella serie animata Sonic Prime. È doppiato in inglese dallo youtuber Seán William McLoughlin e in italiano da Pasquale Severino.

##### Bunny Bones
Bunny Bones è una gatta antropomorfa viola, membro della ciurma di Jack. Ha una benda sull'occhio sinistro, una canotta e stivali neri e un paio di guanti e pantaloni nero terreno. Nella terza e ultima stagione della serie aiuta successivamente i suoi ex nemici per fermare le assurde ambizioni di Tails Nine, insieme con Jack e Stormbeard. Bunny è apparsa nella serie animata Sonic Prime. È doppiata in inglese da Ashleigh Ball.

##### Stormbeard
Stormbeard è un cane antropomorfo marrone scuro, membro della ciurma di Jack. Indossa una benda nera sull'occhio sinistro, insieme a stivali e guanti neri. Nella terza e ultima stagione della serie aiuta successivamente i suoi ex nemici per le assurde ambizioni di Tails Nine, insieme con Jack e Bunny Bones. Il personaggio è apparso nella serie animata Sonic Prime. È doppiato in inglese da Brian Drummond.

#### Squadra dei Tetro Robot
I Tetro Robot sono un'orda di robot malvagi creata da Tails Nine con il Paradox Prism con l'intento di sconfiggere Sonic e Shadow e i loro alleati (tra cui la Resistenza, gli Sciacalli, la Ciurma del Kraken), tutti compresi la ciurma di Jack e l'infido Consiglio del Caos. Si scopre in seguito che più ne crea più il Tetro scompare restringendosi, mentre si indeboliscono nel caso Nine assorba energia prismatica per sparare con le sue sette code meccaniche. I personaggi sono apparsi per la prima volta nella terza e ultima stagione della serie animata Sonic Prime.

##### Tetro Sonic Alfa
Il Tetro Sonic Alfa è un robot costruito a immagine di Sonic e Shadow, utilizzato da Tails Nine per combattere quest'ultimi e i loro alleati. Il personaggio è apparso per la prima volta nella terza e ultima stagione della serie animata Sonic Prime. Il Tetro Sonic Alfa è apparso anche nei videogiochi Sonic Forces: Speed Battle e Sonic Prime Dash.

## Personaggi della serie live-action

### Longclaw
Longclaw è un gufo femmina, mentore di Sonic che tratta come una madre adottiva dalla personalità molto saggia, leale, gentile, nobile, severa, protettiva e coraggiosa, apparsa nella serie live-action (Sonic - Il film, Sonic 2 - Il film, Knuckles e Sonic 3 - Il film). All'inizio del primo film dà a Sonic il sacchetto di anelli per farlo fuggire dalla tribù degli echidna, guidati dal loro potente e misterioso leader Pachacamac e spostarsi nel caso venga scoperto, per poi dirgli addio; nel libro del film, raccontato in prima persona dal protagonista, si scopre che viene uccisa dagli echidna (evento successivamente confermato nel prequel a fumetti del secondo film). In una scena eliminata del film invece, ha una storia totalmente diversa: fugge con Sonic direttamente sulla terra, nel bosco fuori Green Hills e vive nascosta con lui finché non muore anziana. Nel secondo film si scopre essere l'ultima dei gufi, i quali, secoli fa, rubarono il Grande Smeraldo alla tribù degli Echidna inimicandoseli, poiché convinti che nessuno dovesse avere un potere tale da annientare interi eserciti. Il personaggio è apparso anche nei videogiochi Sonic Dash e Sonic Forces: Speed Battle. È doppiata in originale da Donna Jay Fulks e in italiano da Francesca Fiorentini.

### Famiglia Wachowski
I Wachowski sono una famiglia statunitense composta dai coniugi Tom e Maddie, residenti a Green Hills, Montana. Ai due si aggiungono Jojo e sua madre Rachel, sorella di Maddie, residenti a San Francisco. I personaggi sono apparsi nella serie live-action (Sonic - Il film, Sonic 2 - Il film, Knuckles e Sonic 3 - Il film).

#### Tom Wachowski
Lo sceriffo Thomas Michael "Tom" Wachowski è il protagonista umano dei film live-action (Sonic - Il film, Sonic 2 - Il film e Sonic 3 - Il film), audace e onorevole agente di polizia di Green Hills che fa amicizia con un riccio antropomorfo di colore blu, chiamato Sonic, e lo aiuta per fermare i diabolici piani del dottor Ivo Robotnik e di riportarlo al suo pianeta natale, ma alla fine quest'ultimo decide di restare con lui e Maddie. Tom viene soprannominato da Sonic come il "Signore delle Ciambelle" per la via dei poliziotti urbani che mangiano le ciambelle, ma ora si chiamerebbe così per gli anelli del porcospino blu in modo di aiutarlo coraggiosamente a sconfiggere il perfido scienziato o di qualsiasi altra minaccia. Lo sceriffo dopo aver capito che Sonic non ha nessuno al mondo mosso da un genuino affetto diviene il padre adottivo del protagonista e dei suoi amici (Tails e Knuckles). Il personaggio è interpretato da James Marsden e doppiato in italiano da Massimiliano Manfredi.

#### Maddie Wachowski
La dottoressa Maddie Wachowski è la protagonista femminile dei film live-action (Sonic - Il film, Sonic 2 - Il film e Sonic 3 - Il film), è una veterinaria e la moglie di Tom dunque madre adottiva del porcospino blu e dei suoi amici (la volpe gialla Tails e l'echidna rosso Knuckles). Nel primo film aiuta Tom e Sonic a fermare il diabolico dottor Ivo "Eggman" Robotnik. Maddie viene soprannominata da Sonic come la "Signora dei Pretzel" a causa della forma dei suoi esercizi di yoga. Maddie è apparsa anche nella miniserie televisiva spin-off live-action Knuckles. È interpretata dall'attrice e modella statunitense Tika Sumpter e doppiata in italiano da Laura Facchin.

#### Ozzie
Ozzie è un cane maschio di golden retriever, affettuoso e protettivo animale domestico della famiglia Wachowski (e soprattutto del Team Sonic). Il cane è apparso nella serie live-action (Sonic - Il film, Sonic 2 - Il film, Knuckles e Sonic 3 - Il film).

#### Rachel
Rachel è la paranoica e strampalata sorella di Maddie e la madre di Jojo, a cui non piace affatto Tom, e cerca continuamente di convincere sua sorella di lasciarlo. In seguito si fidanza con Randall Handel, un tipo atletico che si scopre poi essere un agente della G.U.N. (Guardian Units of Nations) sotto copertura, ma alla fine quest'ultimo afferma di essere realmente innamorato. È interpretata da Natasha Rothwell e doppiata in italiano da Angela Brusa.

#### Jojo
Jojo è la figlia di Rachel e nipote di Tom e Maddie. Jojo è una bambina molto dolce, sensile, generosa, innocente, allegra, vivace, gentile, sincera, altruista e di buon cuore, a cui piacciono le attività semplici come colorare. A differenza di sua madre, è molto affezionata allo zio Tom e ha fatto amicizia volentieri con Sonic; infatti è lei a regalare al riccio le nuove (e famose) scarpe biancorosse. È interpretata da Melody Nosipho Niemann e doppiata in italiano da Matilde Ferraro.

### Famiglia Whipple
I Whipple sono una famiglia di origini britanniche e fede ebraica, apparsa nella miniserie televisiva spin-off live-action Knuckles. Dal matrimonio di Peter e Wendy nacquero (in ordine) Wanda e Wade, ma quando Peter abbandonò Wade, Wendy ottenne il divorzio e i due figli entrarono rispettivamente nel FBI e la Polizia di Green Hills. La maggior parte delle volte, i tre si riuniscono per celebrare la cena Shabbat ma ogni volta qualcosa la rovina, spesso i comportamenti di Wanda nei confronti di Wade.

#### Wade Whipple
Il vicesceriffo Wade Whipple è l'onorevole collega agente di polizia di Green Hills, oltre che migliore amico dello sceriffo Tom Wachowski. Wade è inoltre il protagonista umano della miniserie televisiva spin-off live-action su Paramount+ Knuckles, dove diventa partner dell'echidna rosso, svolge un ruolo molto più importante e aiuta Knuckles e il resto della sua famiglia Whipple a sconfiggere il feroce e spietato Acquirente (un agente rinnegato della G.U.N. ed ex collaboratore del Dr. Robotnik) e i suoi due assistenti (Willoughby e Mason), oltre ad arrestare il suo spregevole e disonesto padre Pistol Pete. È interpretato da Adam Pally e doppiato in italiano da Gabriele Tacchi.

#### Wendy Whipple
Wendy Whipple è la madre di Wade e Wanda, oltre che ex-moglie di Pistol Pete, apparsa nella miniserie televisiva spin-off live-action Knuckles (anche se viene menzionata nel secondo film live-action dallo stesso vicesceriffo). Wendy ha dimostrato di essere una donna onesta, leale, gentile e di buon cuore mentre invita Knuckles a una cena Shabbat e si scusa per essere svenuta quando l'ha visto per la prima volta. Ha sentimenti profondi per il benessere dei suoi figli poiché non sopporta che litighino o che Wanda faccia la prepotente con il suo fratello minore Wade, ma è troppo emotiva per fermarlo. È anche piuttosto seria, si dimostra molto delusa nei confronti del suo ex-marito per essere stato corrotto dai due agenti dell'Acquirente e della sua responsabilità per catturare l'echidna rosso, e quindi lo punisce senza pietà, prendendolo a pugni in faccia, prima del suo presunto arresto. È interpretata da Stockard Channing e doppiata in italiano da Anna Rita Pasanisi.

#### Wanda Whipple
Wanda Whipple è un'agente dell'FBI dalla personalità incredibilmente onesta, generosa, leale, onorevole, affascinante, tenace, imprevedibile, coraggiosa, testarda, un po' cinica, leggermente arrogante e quasi prepotente. Sorella maggiore del vicesceriffo Wade e figlia primogenita di Wendy, è apparsa nella miniserie televisiva spin-off live-action Knuckles. Nel corso della miniserie aiuta Knuckles e il resto della sua famiglia a sconfiggere l'Acquirente e i suoi due assistenti, oltre ad arrestare il suo odioso e crudele padre Pistol Pete per essere stato corrotto dai due stessi agenti dell'Acquirente e della sua responsabilità per catturare l'echidna rosso. È interpretata da Edi Patterson e doppiata in italiano da Letizia Scifoni.

### G.U.N. (Live-action)
La Guardian Units of Nations (G.U.N.) è una grande e potente organizzazione militare in cui è apparsa nella serie cinematografica, dove fondata negli anni settanta e riformata dal Comandante Walters al termine del primo film; debutta ufficialmente nel seguito e riappare nella miniserie televisiva spin-off Knuckles e Sonic 3 - Il film. L'organizzazione dispone sempre di un vasto esercito di soldati e avanzatissimi veicoli e robot da guerra con lo scopo di proteggere la Terra da ogni tipo di minaccia e gli invasori alieni. I suoi agenti e ufficiali più conosciuti sono la Direttrice Rockwell, Randall Handel, Fairley e Kyle Lancebottom e quelli rinnegati divenuti nemici sono l'Acquirente e i suoi assistenti Willoughby e Mason.

#### Direttrice Rockwell
La Direttrice Rockwell è una leader militare e agente della G.U.N. (Guardian Units of Nations) sotto alla guida del Comandante Walters, incaricata di compiere una faccenda rischiosa che riguarda il Progetto Shadow. Quando incontra per la prima volta il Team Sonic, la soldatessa si riferisce freddamente a loro come degli "alieni". Presto, si presenta al trio e procede a spiegare una situazione molto pericolosa che si sta svolgendo a Tokyo, concludendo che il Comandante sta richiedendo l'immediata assistenza di Sonic e i suoi amici. Dopo la tragica morte di Walters per mano dei micidiali droni-uova del professor Gerald Robotnik (il nonno del Dr. Eggman e di Maria), la donna è divenuta in seguito la nuova comandante della G.U.N. Rockwell è apparsa per la prima volta nel film live-action Sonic 3 - Il film. È interpretata dall'attrice e modella statunitense Krysten Ritter e doppiata in italiano da Antilena Nicolizas.

#### Randall Handel
Randall Handel è un agente della G.U.N. (Guardian Units of Nations) sotto copertura, incaricato di spiare la famiglia Wachowski e accertare l'esistenza di Sonic. Fattosi passare come fidanzato di Rachel i superiori organizzano un matrimonio che si scoprirà essere finto. Alla fine costui si rende conto di essere realmente innamorato di Rachel e il suo stesso comandante dà retta ai Wachowski. Il personaggio è apparso nei film live-action Sonic 2 - Il film e Sonic 3 - Il film. È interpretato da Shemar Moore e doppiato in italiano da Andrea Lavagnino.

#### Agente Fairley
Fairley è un agente e ufficiale della G.U.N. (Guardian Units of Nations), apparso unicamente nel primo episodio della miniserie televisiva spin-off live-action Knuckles. Nel corso della miniserie, quando Fairley entrò nel quartier generale della G.U.N., situato a Londra, per avvisare l'agente Willoughby che dovevano informare il Comandante Walters in cui Knuckles aveva lasciato Green Hills, ma poi fu cacciato via dall'agente Mason, che lanciò un anello appartenuto da Sonic e i suoi amici, e inviato sul pianeta dei funghi (stessa zona dove è stato bandito il Dr. Robotnik), lasciandolo. Il destino dell'agente Fairley rimane totalmente sconosciuto. È interpretato da Graeme Thomas King.

#### Kyle Lancebottom
Kyle Lancebottom è un supervisore di sicurezza della stanza a Prison Island per la G.U.N. (Guardian Units of Nations), apparso unicamente nel film live-action Sonic 3 - Il film. Nel corso della storia cinematografica, mentre si godono una scatola di ciambelle con una guardia, i due notano che Shadow mostra un'attività anomala, realizzando che il loro sistema di sicurezza è stato hackerato. Dopo che l'allarme è stato lanciato, Kyle e la guardia guardano dalla sala di osservazione mentre il riccio elimina rapidamente i soldati della G.U.N., e indietreggiano sotto shock quando l'ultimo soldato viene lanciato contro il vetro. Kyle dice quindi che hanno bisogno di più ragazzi, al che la guardia risponde che erano tutti i ragazzi. È interpretato da Jorma Taccone (nonché il regista della miniserie televisiva spin-off live-action di Knuckles).

### Maggiore Bennington
Il maggiore Bennington è il capo dell'esercito americano, apparso unicamente nel film live-action Sonic - Il film. È interpretato da Neal McDonough e doppiato in italiano da Alessio Cigliano.

### Susie Barnes
Susie Barnes, nota anche come Susie la guerriera, è una ragazzina bionda e membro delle Girl Scout a Reno, apparsa unicamente nella miniserie televisiva spin-off live-action su Paramount+ Knuckles. A differenza dei suoi antipatici ex compagni del torneo di bowling (Pistol Pete e Jack Sinclair), è una ragazzina gentile, leale, onorevole,  sincera, onesta, amichevole e di buon cuore che non lo considera affatto un dannato perdente al vicesceriffo Wade Whipple in cui successivamente si unisce a lui stesso come suo leader più onorato. È interpretata da Alice Tregonning e doppiata in italiano da Gemma Esposito.

### Carl il Pazzo
Carl il Pazzo (Crazy Carl) è un anziano abitante di Green Hills ossessionato dalle teorie della cospirazione, che da tempo cerca di provare la strana esistenza di Sonic, da lui soprannominato il "Diavolo Blu". Il personaggio è apparso unicamente nel film live-action Sonic - Il film. È interpretato da Frank C. Turner e doppiato in italiano da Mino Caprio.

### Antagonisti

#### Forze di Robotnik
Le Forze di Robotnik, noto anche come il Team Robotnik, sono il gruppo che vuole sfruttare egoisticamente i poteri di Sonic e dei suoi amici, contro cui gli alieni differenti sono perennemente in battaglia. I personaggi cattivi sono apparsi nella serie live-action, tra cui i capitoli cinematografici (Sonic - Il film, Sonic 2 - Il film e Sonic 3 - Il film) e la miniserie televisiva (Knuckles).

##### Agente Stone
L'agente Stone (nel doppiaggio italiano del secondo film viene anche rinominato "Roccia" oppure l'"Agente Roccia", errore di adattamento italiano e traduzione letterale del suo nome originale) è l'antagonista secondario della serie live-action (Sonic - Il film, Sonic 2 - Il film e Sonic 3 - Il film). È un agente segreto che lavora a stretto contatto con il dottor Ivo "Eggman" Robotnik come il suo fedele braccio destro. È un uomo dal carattere calmo, leale, onorevole, opportunista, equilibrato, formale, tollerante, fanatico, ossessivo, inetto e corrotto; in particolare, sopporta senza problemi i rimproveri e gli abusi fisici ed emotivi di Robotnik, verso cui prova ammirazione, dimostrandosi molto obbediente nei suoi confronti indipendentemente da come viene trattato. Nel secondo film, durante il periodo di assenza del Dr. Robotnik, Stone gestisce un bar e diventa depresso per la mancanza dello scienziato, ma una volta appreso del suo ritorno scoppia di gioia e riprende il suo ruolo di assistente. Stone è apparso anche nel fumetto prequel del secondo film, intitolato Sonic the Hedgehog 2: The Official Movie Pre-Quill. Nel terzo film, scopre per primo i veri piani di vendetta del professor Gerald Robotnik e di Shadow per distruggere il pianeta Terra, e tenta invano di avvertire il suo capo. È interpretato da Lee Majdoub e doppiato in italiano da Raffaele Carpentieri.

##### Acquirente
L'Acquirente (The Buyer) è l'antagonista principale della miniserie televisiva spin-off live-action Knuckles. Si tratta di uno spietato e brutale trafficante d'armi e un vecchio assistente del Dr. Ivo Robotnik. Dopo la presunta scomparsa del perfido scienziato (avvenuta dopo gli eventi del secondo film live-action), la Guardian United of Nations (G.U.N.) tentò invano di eliminarlo assieme ad ogni altro legame dello stesso, ma questi prese il suo equipaggiamento e incaricò immediatamente due agenti della G.U.N. (Willoughby e Mason) di catturare Knuckles per alimentare la sua ultima creazione, un enorme esoscheletro potenziato. Tuttavia, nel loro scontro finale a Reno, Wade fa cadere l'enorme palla da bowling sul tetto dell'edificio, permettendo all'echidna rosso di schiacciare il nemico, uccidendolo. Sembra che l'Acquirente fosse un uomo piuttosto sadico, violento, crudele, ambizioso, freddo, viscido, egoista, arrogante, inaffidabile, tirannico e assetato di potere, ha anche una mancanza di tolleranza per i fallimenti e dalle poche possibilità dei suoi due agenti quando lo deludono molto. È interpretato da Rory McCann e doppiato in italiano da Dario Oppido.

##### Agente Willoughby
L'agente Willoughby è una brillante scienziata militare che studiava la vita extraterrestre in passato. Dopo la presunta scomparsa del Dr. Robotnik (avvenuta dopo gli eventi del secondo film live-action), si unì alla Guardian United of Nations (G.U.N.) per combattere contro le minacce aliene, ma a causa del suo estremo e profondo odio verso gli alieni fu licenziata. Pertanto divenne una spietata e vendicativa criminale, accettando volontariamente di dare la caccia a Knuckles per il conto dell'Acquirente, ma sfortunatamente alla fine viene sconfitta dall'echidna rosso, mentre viene risucchiata dall'anello portale, assieme con Mason. Willoughby è apparsa nella miniserie televisiva spin-off live-action Knuckles. È interpretata da Ellie Taylor e doppiata in italiano da Gaia Bolognesi.

##### Agente Mason
L'agente Mason è un lottatore e pugile clandestino in passato, successivamente si unì alla Guardian United of Nations (G.U.N.) per combattere le minacce aliene, che alla fine abbandonò assieme a Willougby e i due iniziarono a lavorare per l'Acquirente con il compito di catturare Knuckles, ma sfortunatamente vengono sconfitti entrambi dall'echidna rosso, mentre vengono risucchiati dall'anello portale. Il personaggio è apparso nella miniserie televisiva spin-off live-action Knuckles. È interpretato da Kid Cudi e doppiato in italiano da Emanuele Ruzza.

##### Unità
L'Unità è un drone a forma di uovo costruito dal Dr. Robotnik. A differenza dei suoi simili è in grado di parlare e secondo le sue dichiarazioni la sua batteria ha un'autonomia di un miliardo di anni. Viene trovata nella discarica di Green Hills dal Team Sonic mentre si costruisce un corpo per conquistare il mondo e riesce ad avere la meglio, tuttavia Sonic rinfaccia all'Unità il suo pensare per sé stesso e questi ammette di amare le poesie. Alla fine Knuckles distrugge il suo corpo di rottami e Sonic concede a Tails di tenerlo. Il personaggio è apparso come antagonista principale nel cortometraggio live-action Sonic Drone Home. È doppiato in inglese da Aaron Landon e in italiano da Jacopo Venturiero.

#### Tribù degli Echidna
Gli Echidna sono stati una tribù di Knuckles, nonché i nemici giurati della tribù dei gufi giganti, e sono apparsi come antagonisti minori nella serie live-action (Sonic - Il film e Sonic 2 - Il film e nella miniserie televisiva spin-off Knuckles). Interessati a rubare i poteri di Sonic, lo aggrediscono da bambino insieme alla sua mentore Longclaw. Longclaw prima di farsi prendere, dona gli anelli a Sonic e lo lascia fuggire sul pianeta Terra, sacrificandosi per il riccio blu. Il loro capo è stato Pachamach ed il padre di Knuckles, che non voleva che il figlio partecipasse alle attività.

#### Pistol Pete
Peter Whipple, noto anche come Pistol Pete, è l'antagonista secondario della miniserie televisiva spin-off live-action Knuckles. Si tratta di un campione di bowling di origini britannico-ebraiche carismatico, plurititolato e ricchissimo, ma totalmente viscido, avido, egoista, disonesto, arrogante, sleale, infido, spregevole e odioso, nonché il padre di Wade e Wanda, oltre che un ex marito di Wendy. In passato insegnò a Wade le sue tecniche per giocare a bowling finché, in un momento imprecisato, abbandonò il figlio in una discoteca e si trasferì a Reno, dove si stabilì in un appartamento privato grazie alle somme ottenute dalle vittorie ai tornei. Ricevette le registrazioni della band di Wade, ma non gli rispose mai per "timidezza". Viene successivamente corrotto dagli agenti Willoughby e Mason, ai quali consegna moglie e figlia, permettendo agli agenti di usare la famiglia come ostaggi per avere Knuckles. Tuttavia l'echidna rosso ha origliato l'intero piano e riesce presumibilmente a uccidere i due agenti, per poi liberare Wendy e Wanda e permettere a Wade e Susie di partecipare alla finale. Questa viene vinta per un soffio da questi ultimi e, cessati i disordini provocati dall'Acquirente, Pete tenta di fuggire con il trofeo, venendo però placcato dai suoi stessi parenti. È interpretato da Cary Elwes e doppiato in italiano da Franco Mannella.

#### Jack Sinclair
Jack Sinclair è un sadico e crudele cacciatore di taglie e giocatore di bowling. Ha una corporatura robusta, capelli lunghi, una giacca nera con fiamme sulle maniche e un borsalino. All'inizio della miniserie fa squadra con il vicesceriffo Wade Whipple per competere al torneo dei campioni di bowling a Reno, ma a causa delle demoralizzazioni subite dalla giovanissima Susie Barnes, Wade fallisce e Jack lo rimpiazza con la ragazzina bionda in modo disonesto, sleale e disonorevole. Successivamente Jack cattura Wade per ottenere la taglia promessa dai due agenti della G.U.N. (Willoughby e Mason), ma Wade riesce a liberarsi e prevalere su Jack in uno scontro, umiliandolo e ottenendo la sua giacca, borsalino e motocicletta, che usa per tornare a casa. Il personaggio è apparso come antagonista minore nella miniserie televisiva spin-off live-action Knuckles. È interpretato da Julian Barratt e doppiato in italiano da Alberto Bognanni.